# 護照印章
護照印章，或稱入出境印章、边检验讫章，是護照上留下的印記，通常是在進入或離開一個國家時用橡皮圖章製作的。護照印章可能偶爾採用入境標籤的形式，例如日本與韓國的入境標籤貼紙。 根據國籍，訪客可能不會收到蓋章（除非特別要求），例如前往歐盟/歐洲自由貿易聯盟國家，阿爾巴尼亞或北馬其頓的歐盟或歐洲自由貿易聯盟公民。 大多數國家除了入境印章外還會有出境印章。少數國家或地區只在護照上蓋上入境標籤蓋章，包括澳大利亞、加拿大、美國、新西蘭、愛爾蘭、英國、薩爾瓦多。而阿爾巴尼亞、阿根廷、香港、澳門、新加坡和以色列不會在進入或退出時蓋上護照，而是發出入境標籤或僅電子紀錄。簽證也可以採用護照印章的形式。

## 用途
作為移民控制或海關手續的一部分，移民局通常在入境口岸或過境邊檢的護照蓋上蓋章。這種認可可以用於許多不同的目的。在英國，護照上的移民印章包括在進入移民控制的人進入該國時獲得的正式「進入」。或者，標籤激活和/或確認個人入境許可中的繼續休假。其他當局，例如申根成員國的當局，只需在護照上蓋上一張日期戳，該日期戳不表示任何期限，而且該印章被認為是指該人被視為有權留下簽證上顯示的三個月或其他期間。在日本中，護照條目標籤還包含QR碼，允許移民官員以電子方式蒐集與該條目相關的訊息。
大多數國家都有不同的抵達和離開印章，以便官員更容易快速識別有關人員的行動。墨水的顏色或印章的樣式也可以提供這樣的信息。
在許多情況下，遊輪上的乘客不會收到護照印章，因為整個船隻已被清關到港口。雖然需要在碼頭找到移民辦公室，但通常可以獲得紀念印章。在許多情況下，官員們習慣於這樣的要求並且會合作。 另外，如下所述，一些歐洲最小的國家將根據要求在其邊境或旅遊局提供郵票，最多收取象徵性費用。

## 各國印章

### 亞洲

#### 孟加拉國
入境時蓋方形印章，出境時蓋橢圓形印章，以易於識別。

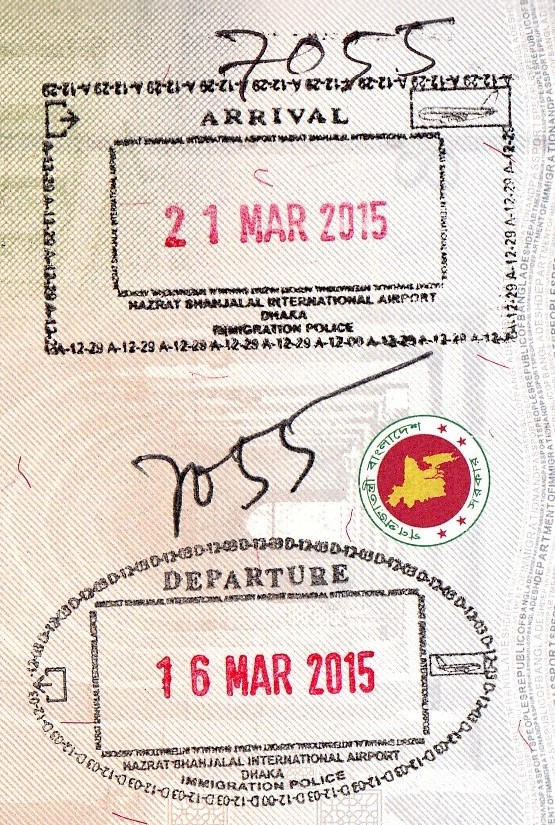
沙阿賈拉勒國際機場入境與出境印章
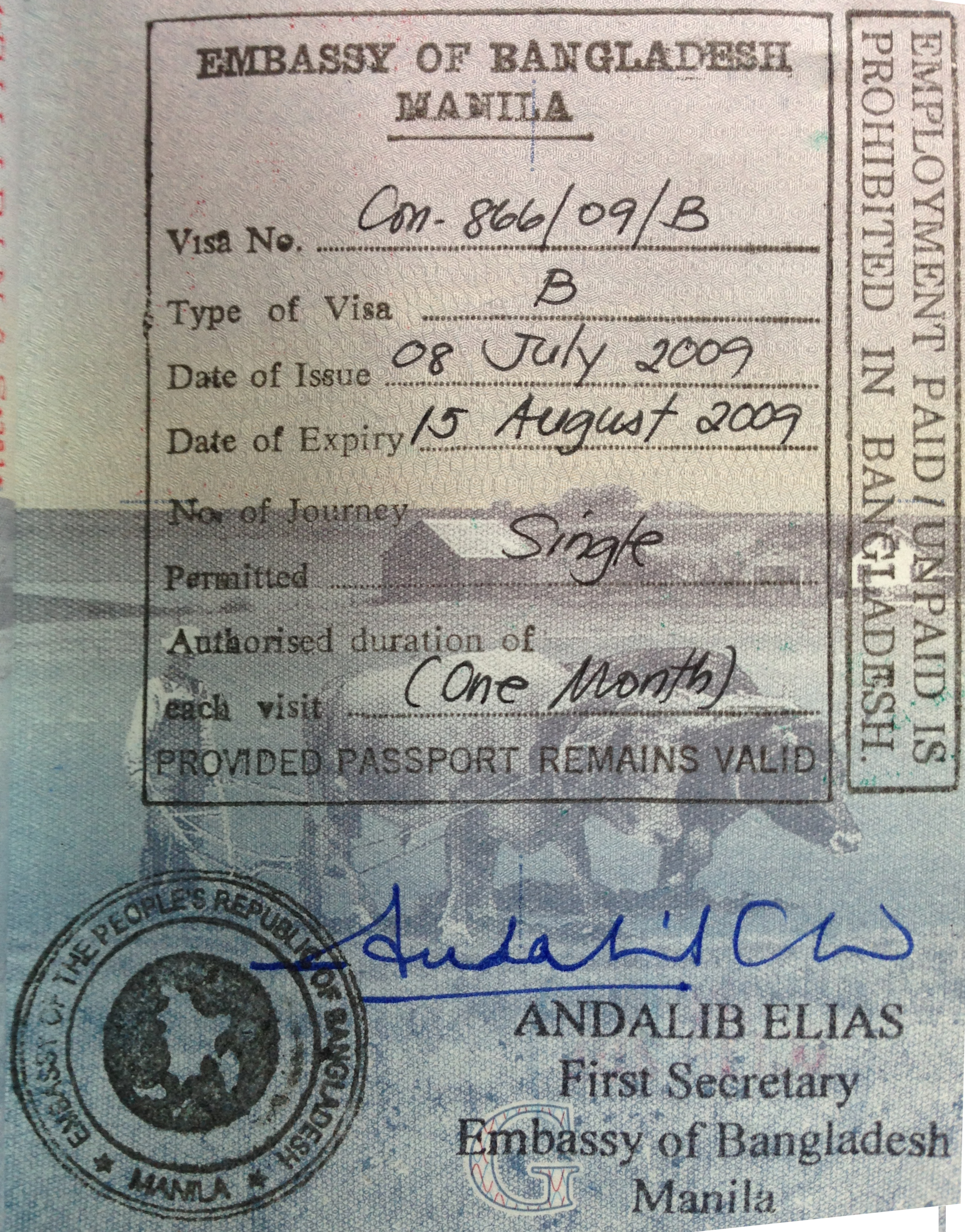
孟加拉國簽證

#### 巴林

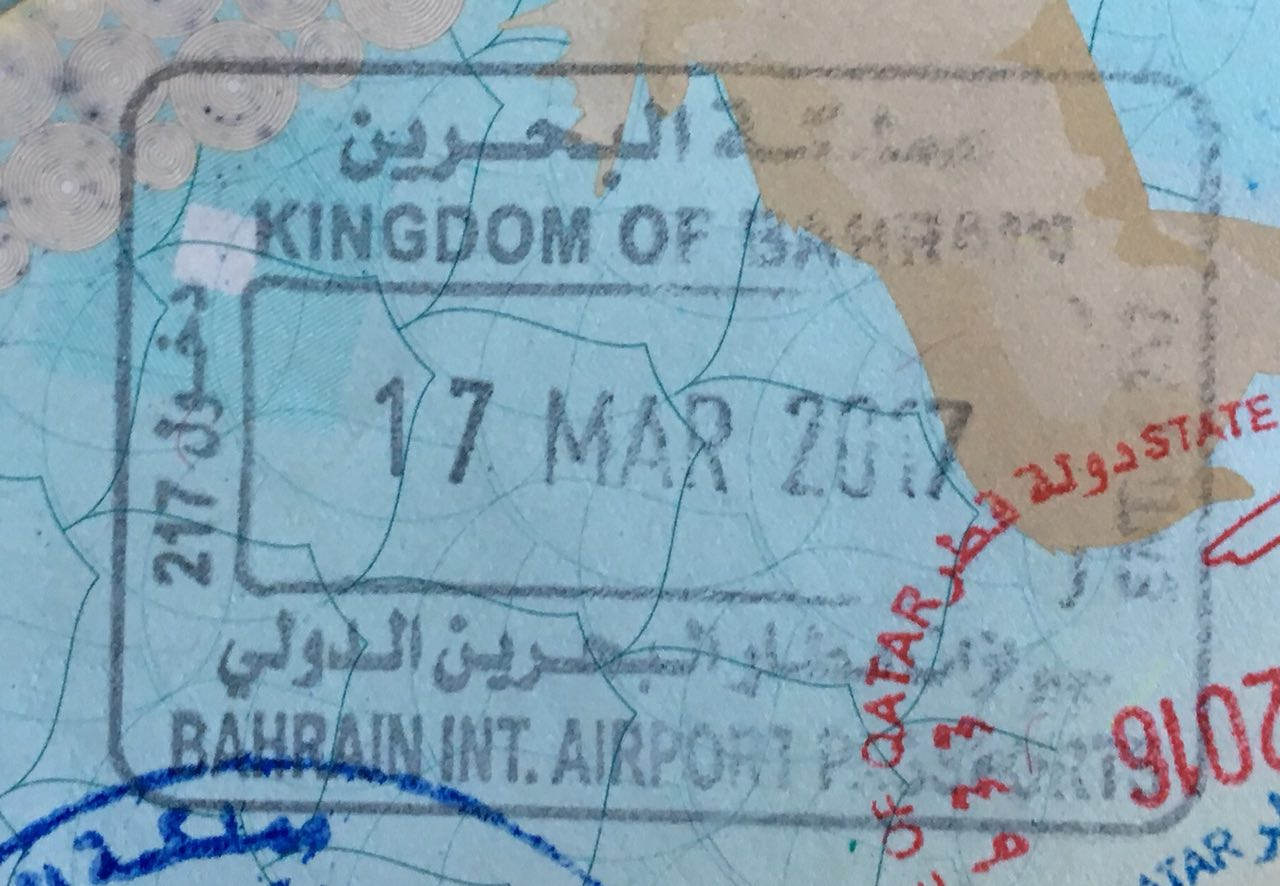
巴林國際機場的入境印章
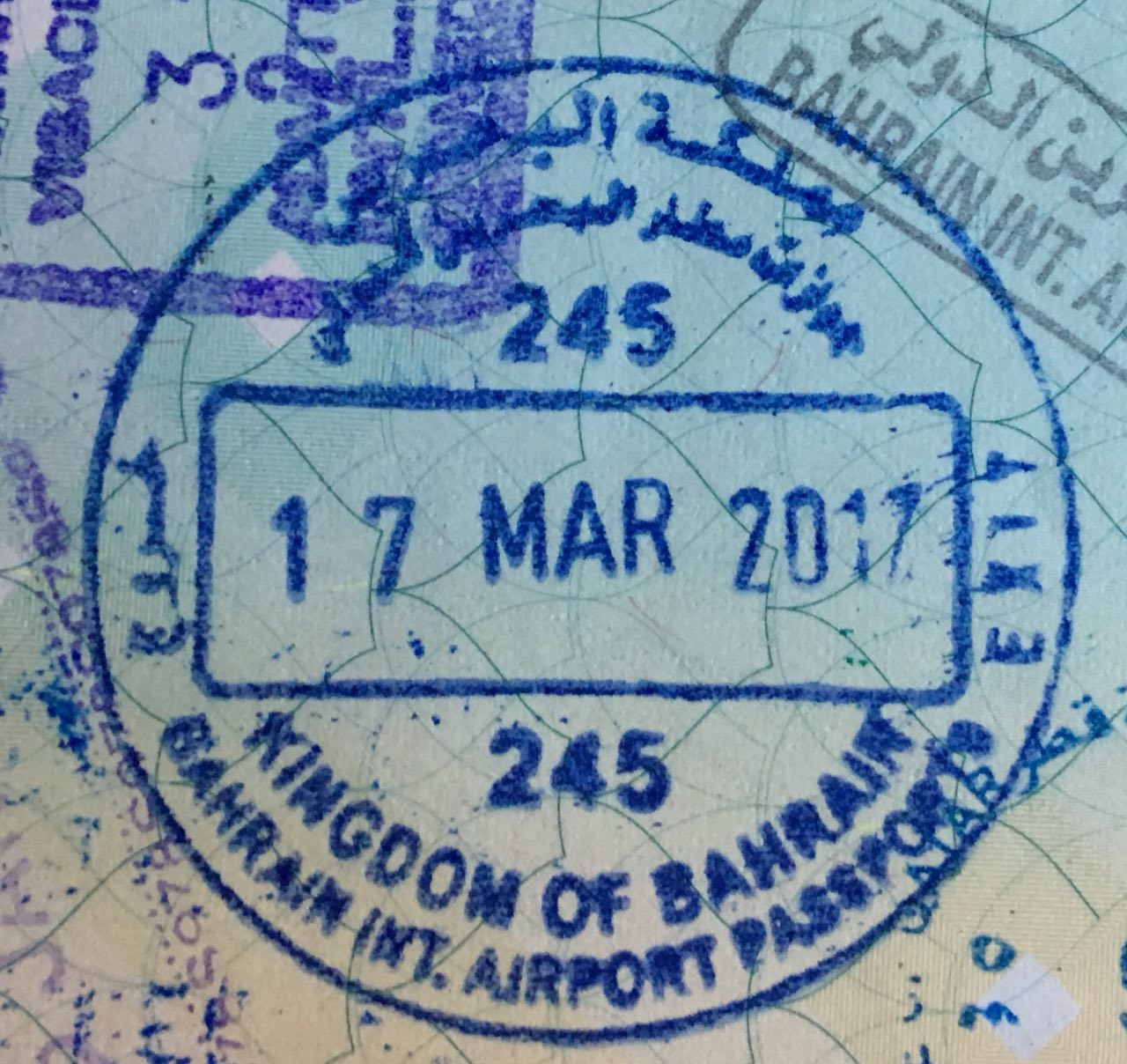
巴林國際機場的出境印章

#### 柬埔寨

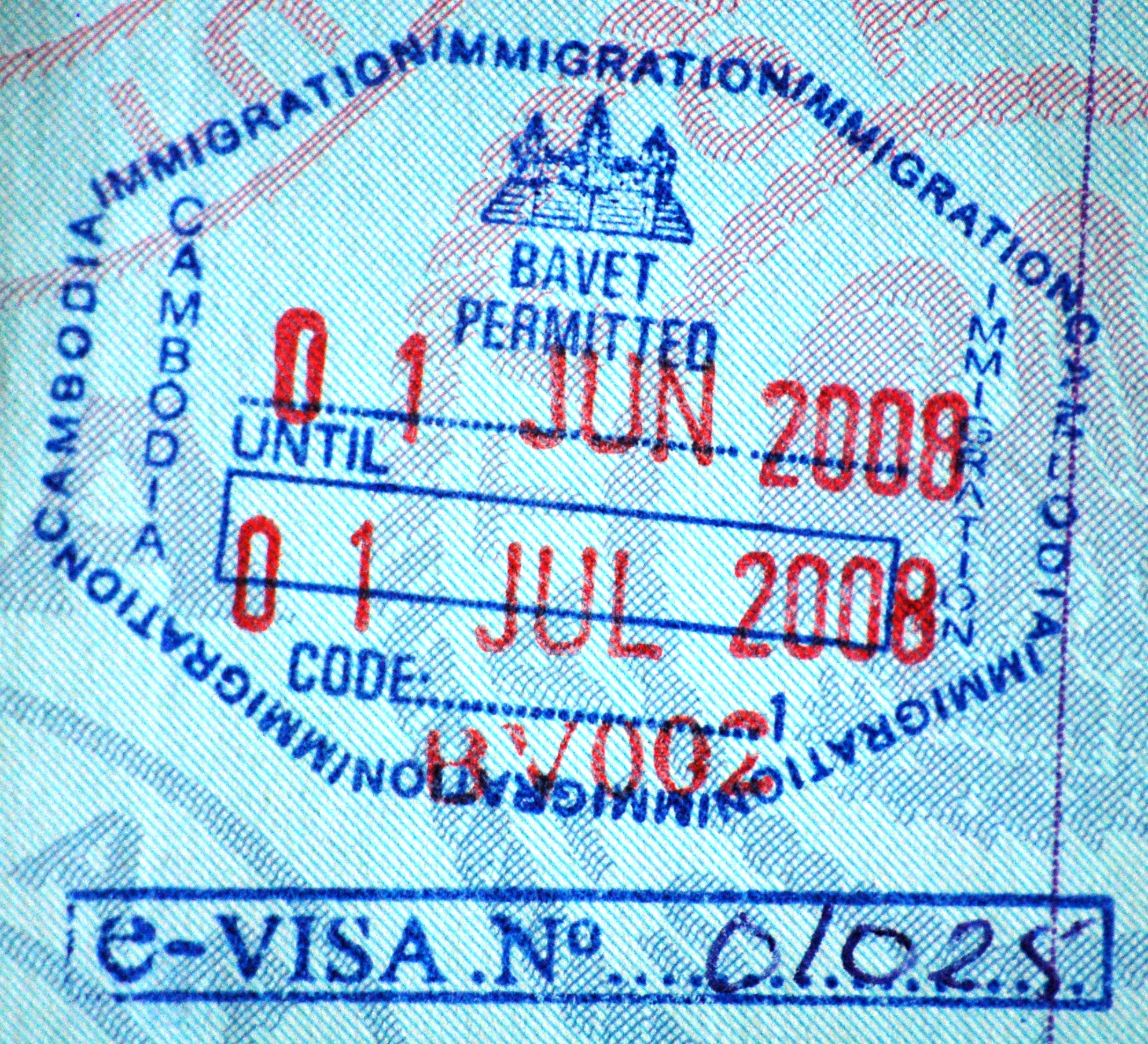
柬埔寨-越南邊界上巴域市關口的入境印章
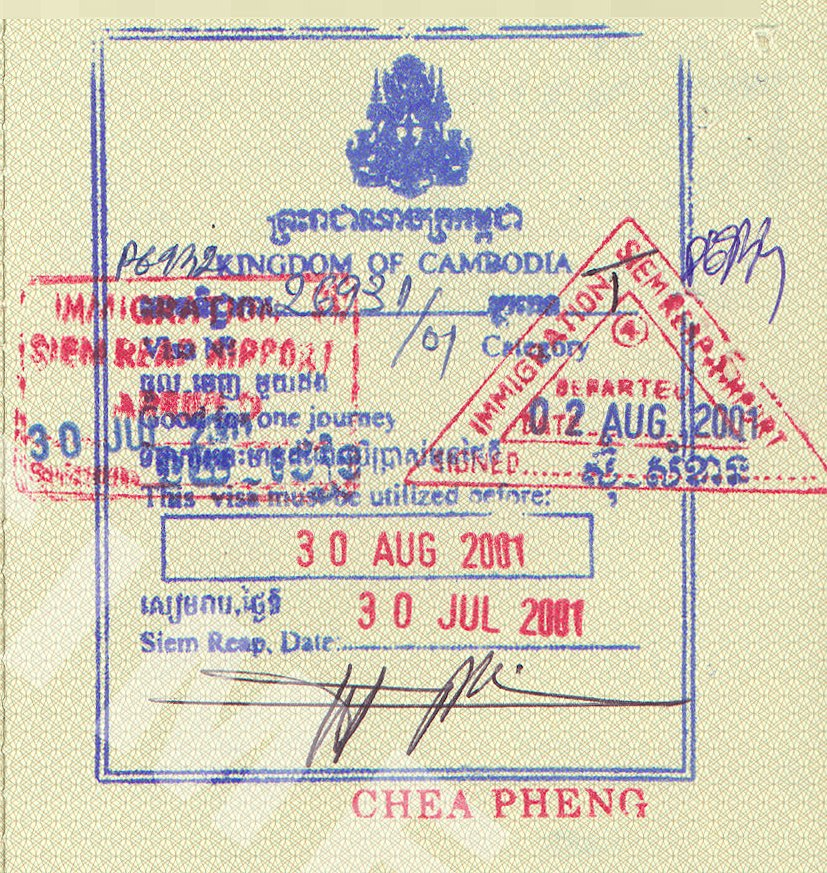
印章式簽證及其上的暹粒機場舊式入出境印章
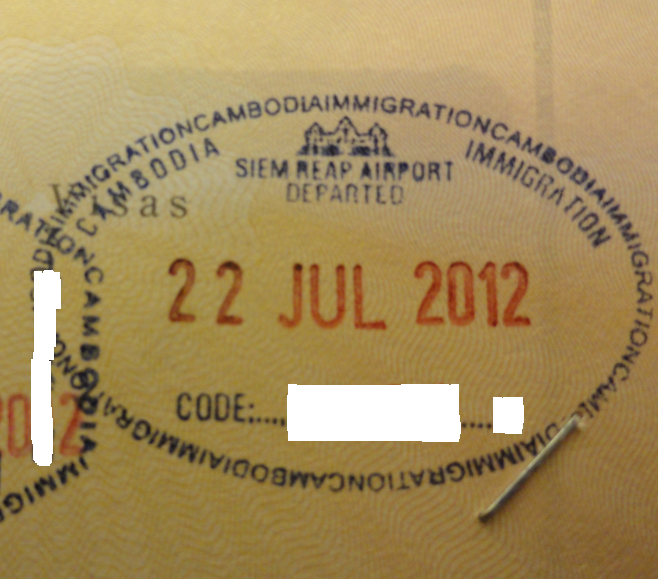
暹粒國際機場的出境印章

#### 中華人民共和國

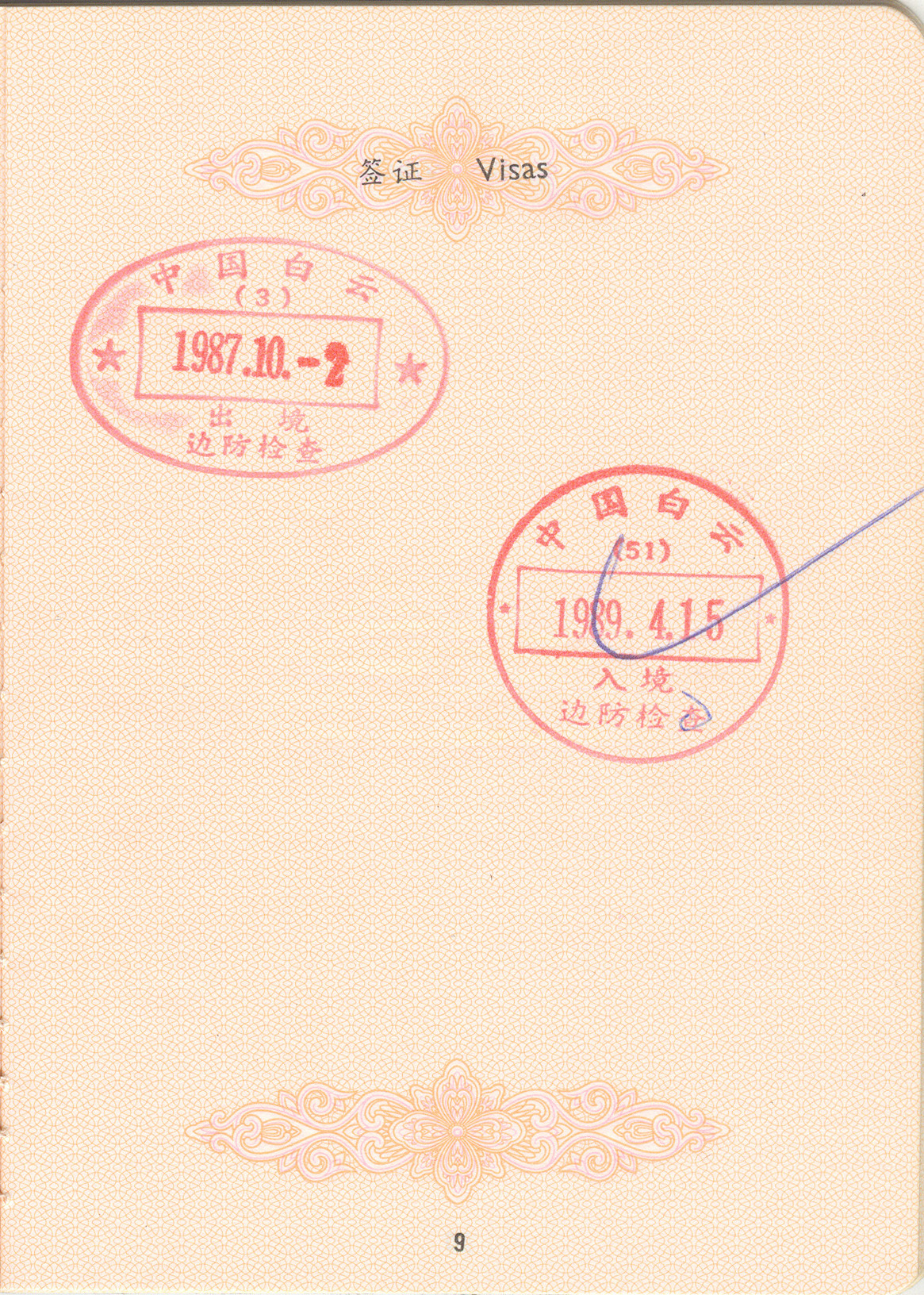
1980年代广州白云国际机场的出入境印章（此时出境章为椭圆形，入境章为正圆形）
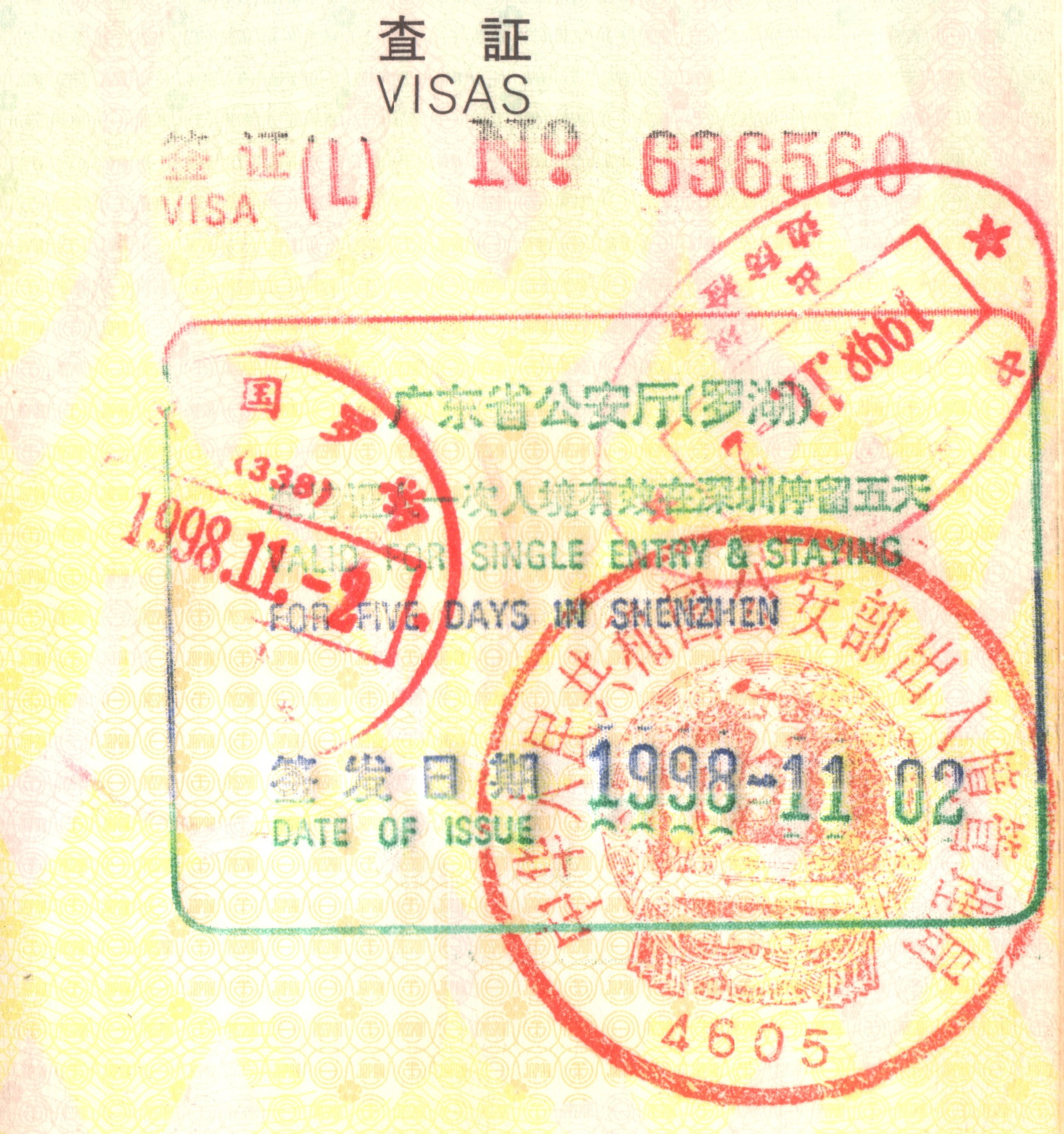
1998年深圳罗湖口岸的出入境印章
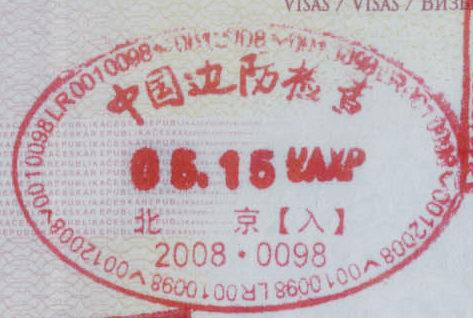
2008年北京首都國際機場的入境印章
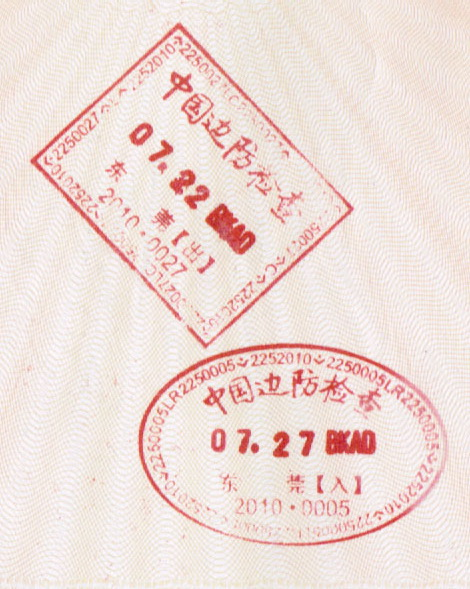
2010年的東莞入境與出境印章（此时出境章为长方形，入境章为椭圆形，“中国边防检查”由启功书写）
北京首都國際機場入境與出境印章
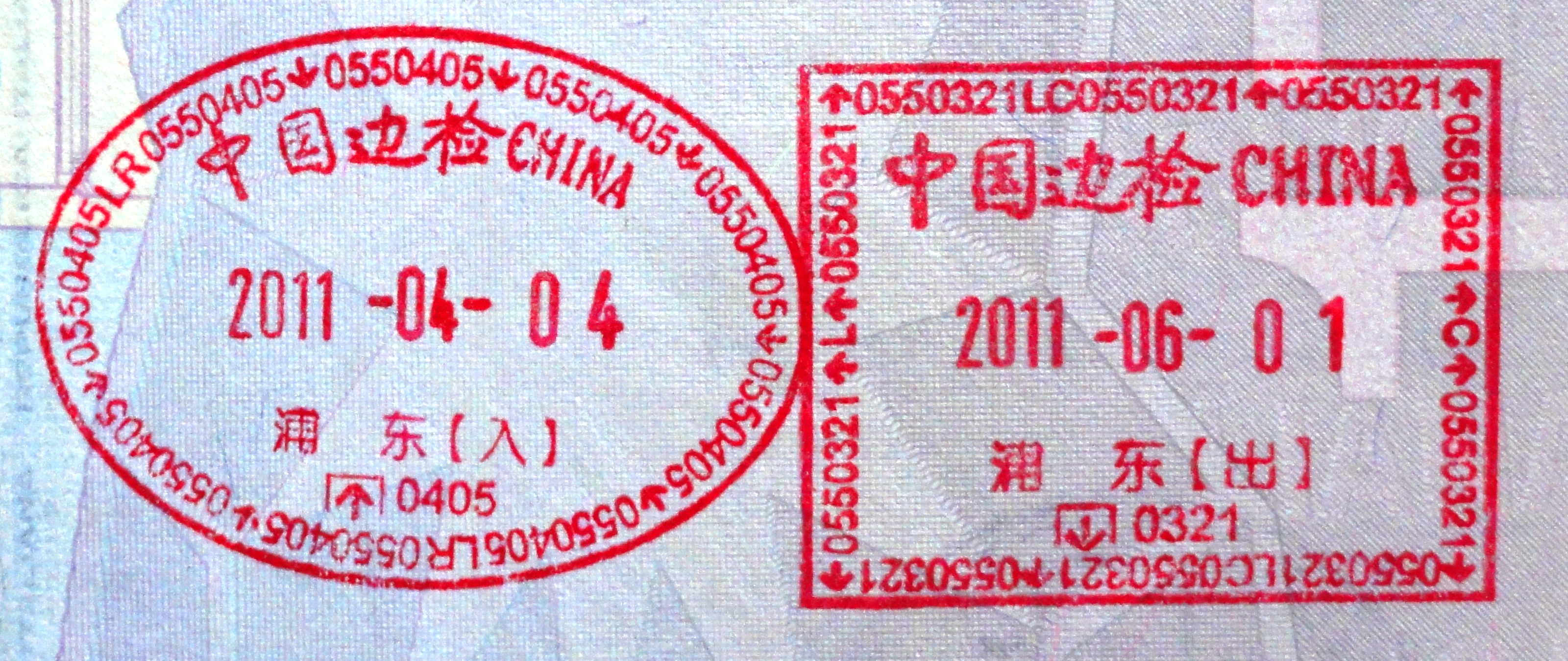
上海浦東國際機場入境與出境印章
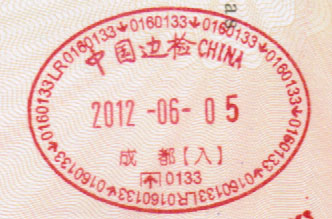
成都雙流國際機場入境印章
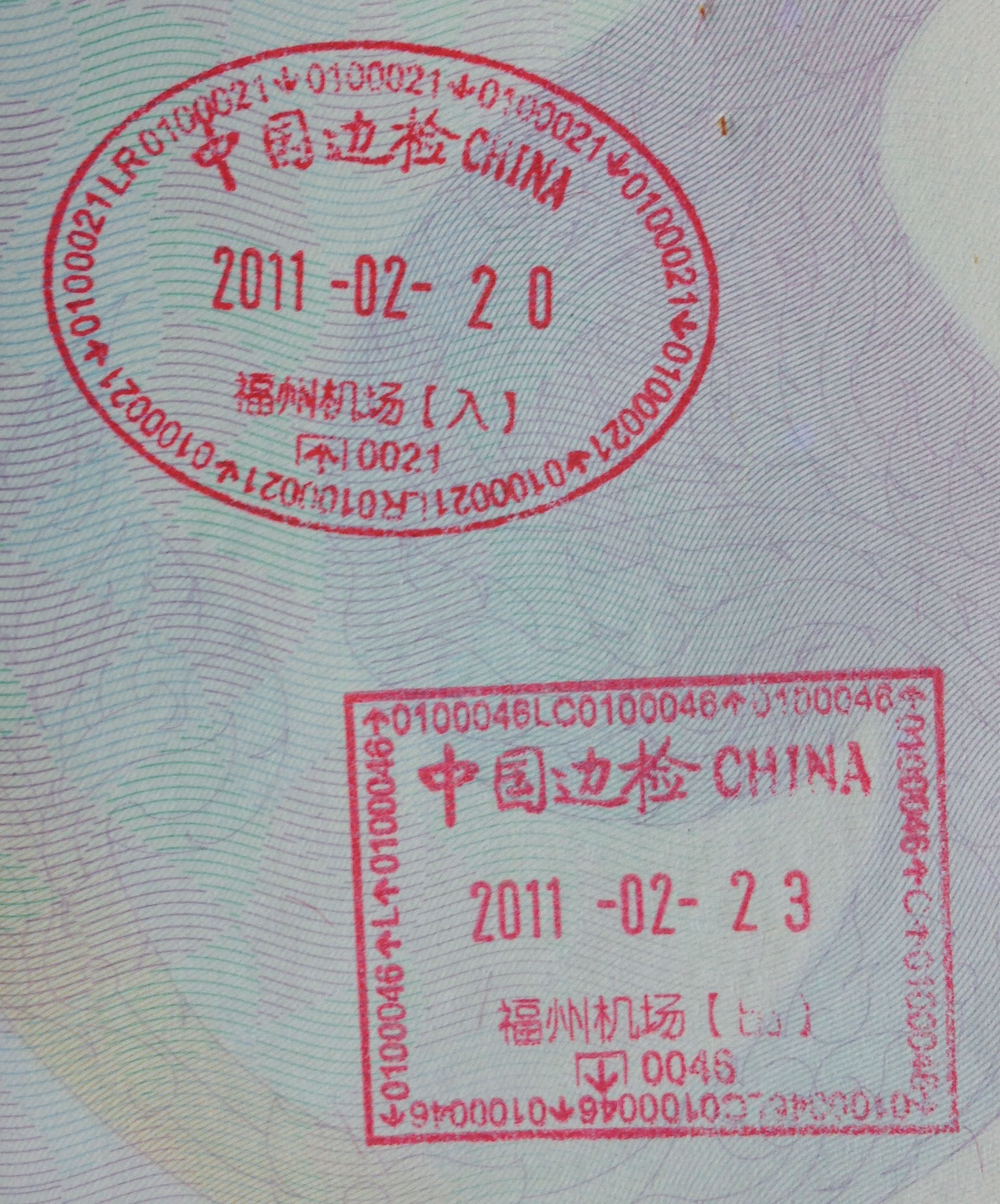
福州長樂國際機場入境與出境印章
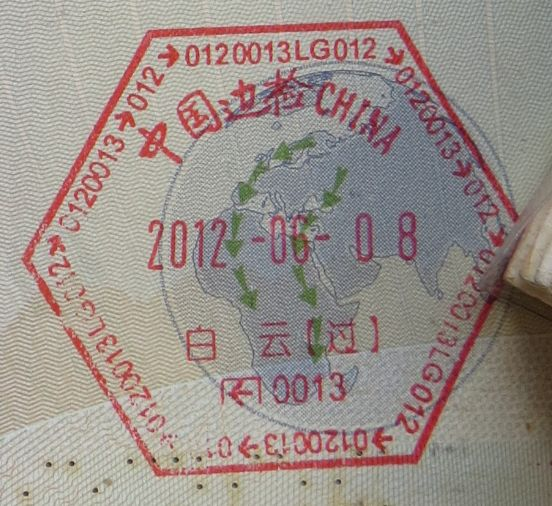
广州白云国际机场的过境印章
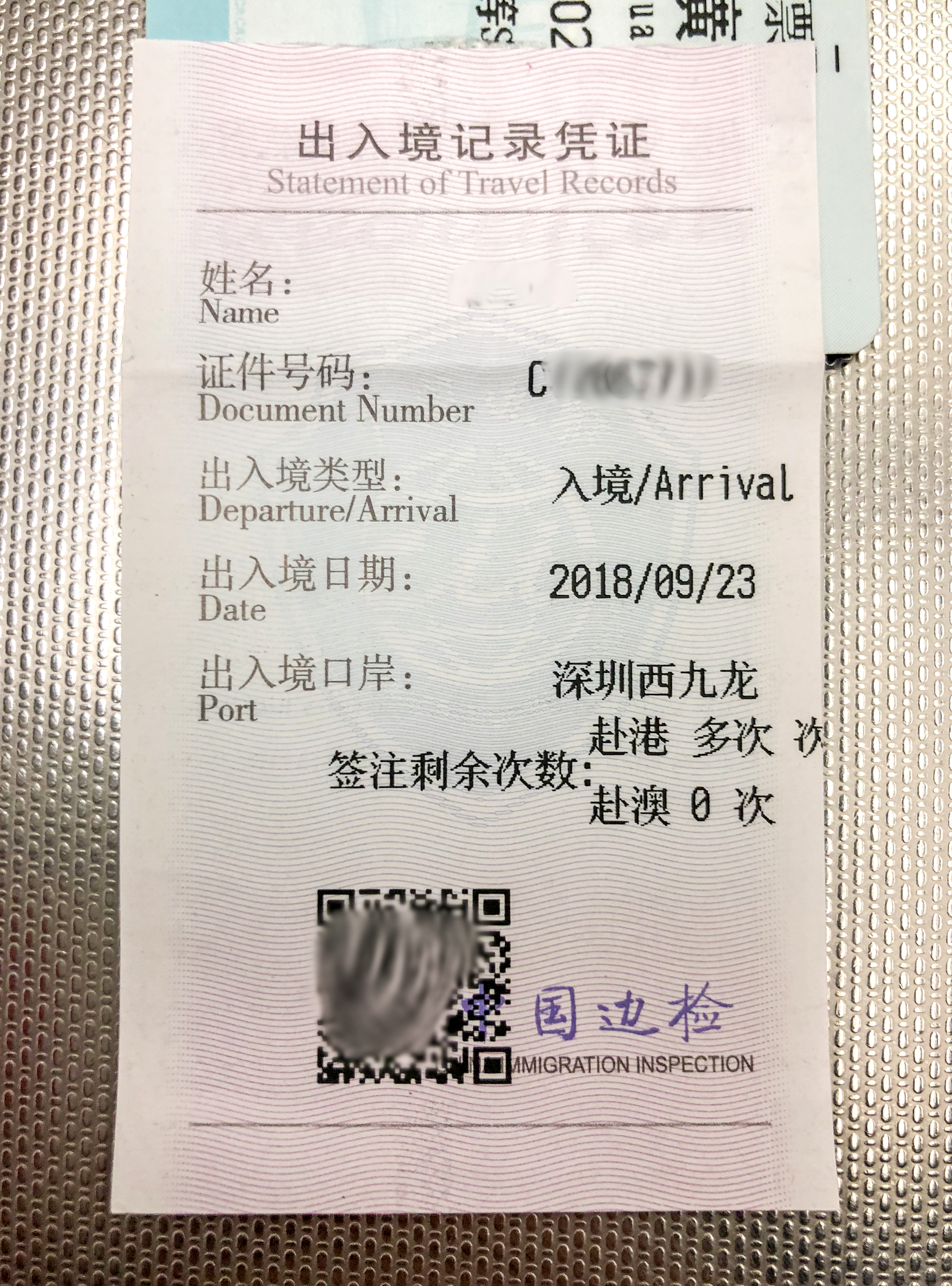
西九龙总站的出入境记录凭证

##### 香港特別行政區
香港入境事務處曾經為進出香港的旅客在護照上蓋章（持香港身份證者不用蓋章）。1997年7月1日英國將主權移交給中華人民共和國后，仍在所有入出境口岸加蓋印章。
在接下來的15年左右，印章的墨水顏色區分了各個口岸所屬行政區劃：
- 新界各口岸（沙頭角管制站、文錦渡管制站、羅湖管制站、落馬洲管制站、落馬洲支線管制站及深圳灣管制站等由陸路，屯門渡輪碼頭管制站由海路）發行，使用紅色墨水印章；
- 九龍各口岸（紅磡管制站由火車，海運碼頭管制站及中國碼頭終端控制點由海路）發行，使用綠色墨水印章；
- 香港島各口岸（港澳客運碼頭管制站，以海運或空路）發行，使用紫色墨水印章；
- 離島區口岸（香港國際機場管制站由空路）發行，使用黑色墨水印章。

2013年3月19日開始，訪客抵達香港時入境事務處不再於護照上蓋章、改發入境標籤，訪客離開香港時亦不再獲得護照蓋章（離港時無法出示入境標籤，不會影響出境旅行者通過香港海關檢查）。不過，在特定例外情況下，蓋章仍會被使用。

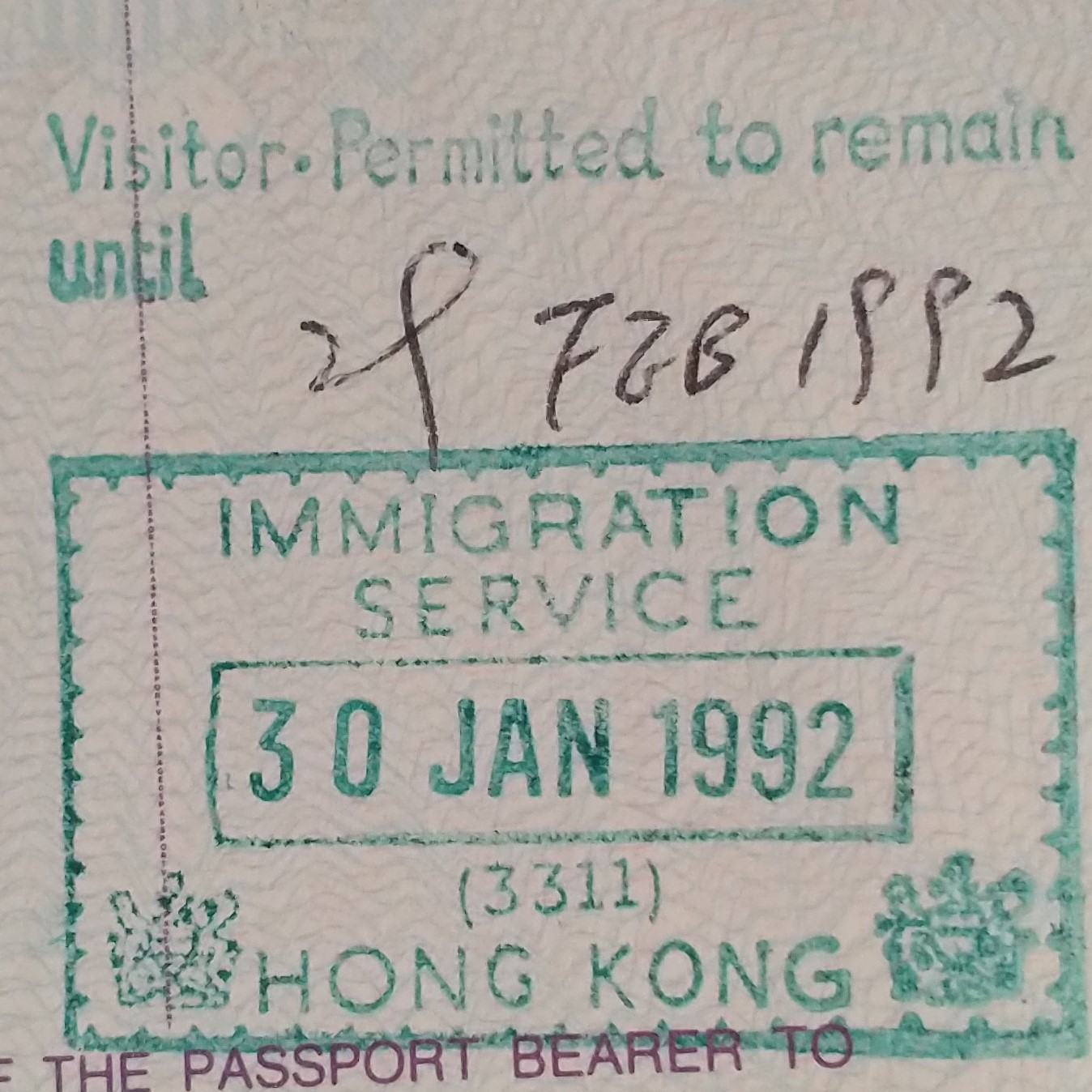
英治时期的入境印章
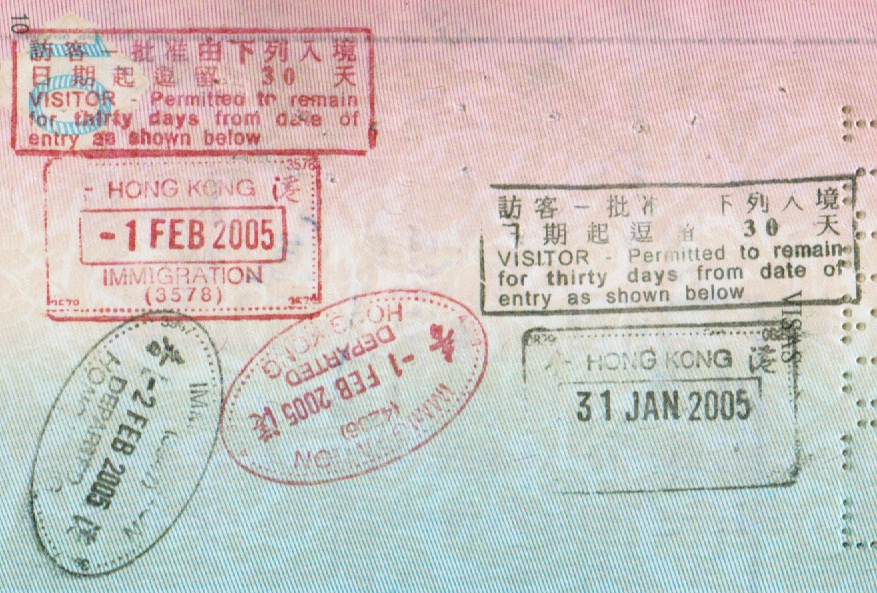
紅色印章為在新界陸路邊境口岸加蓋的到港和離港蓋章（2005年時，香港的出入境印章尚無洋紫荊花圖案）
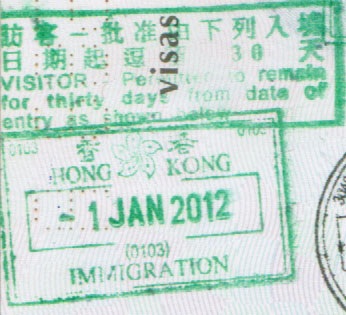
綠色印章為在香港郵輪港加蓋的到港蓋章
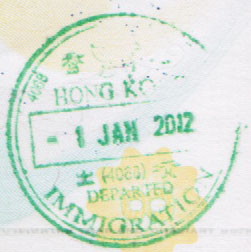
綠色印章為在香港郵輪港加蓋的離港蓋章
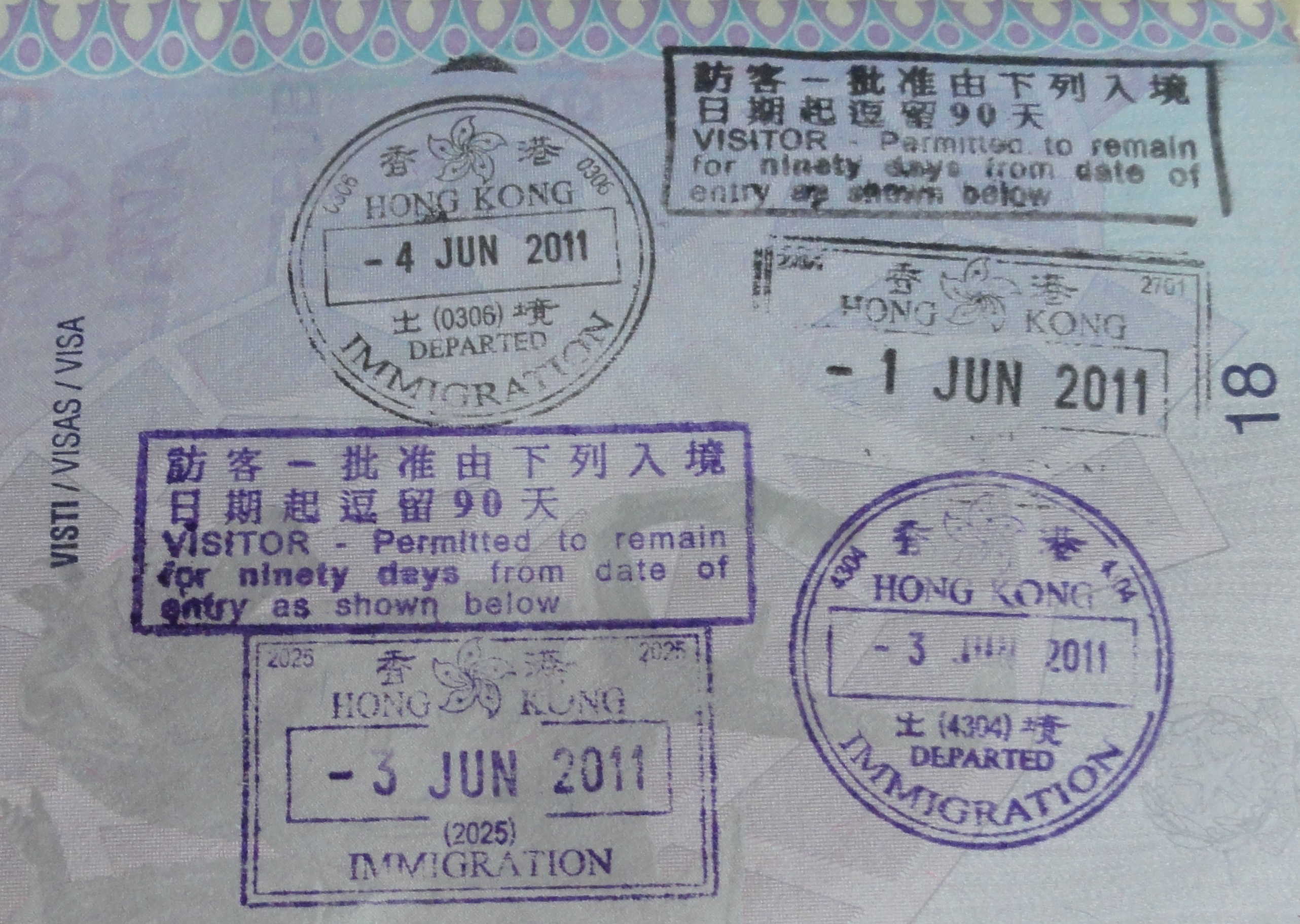
黑色印章為在香港國際機場加蓋的到港和離港蓋章，紫色印章為在港澳客輪碼頭加蓋的到港和離港蓋章
2013年开始发放的入境標籤

##### 澳門特別行政區
澳門的出入境印章將墨水顏色用作區分入境身份、目的及逗留條件：
- 旅遊或等同旅遊（藍色）；
- 學生或外地雇員（綠色）；
- 申請定居或居留（黑色）；
- 臨時身份（紅色）。

自2013年7月10日起，澳門全面實施「旅客出入境免蓋章措施」，對非澳門居民持「旅行證件」入/出境已豁免蓋章，並以列印《逗留許可》憑條通知旅客在澳逗留期，所有旅客無須再填寫《入境申報表》。

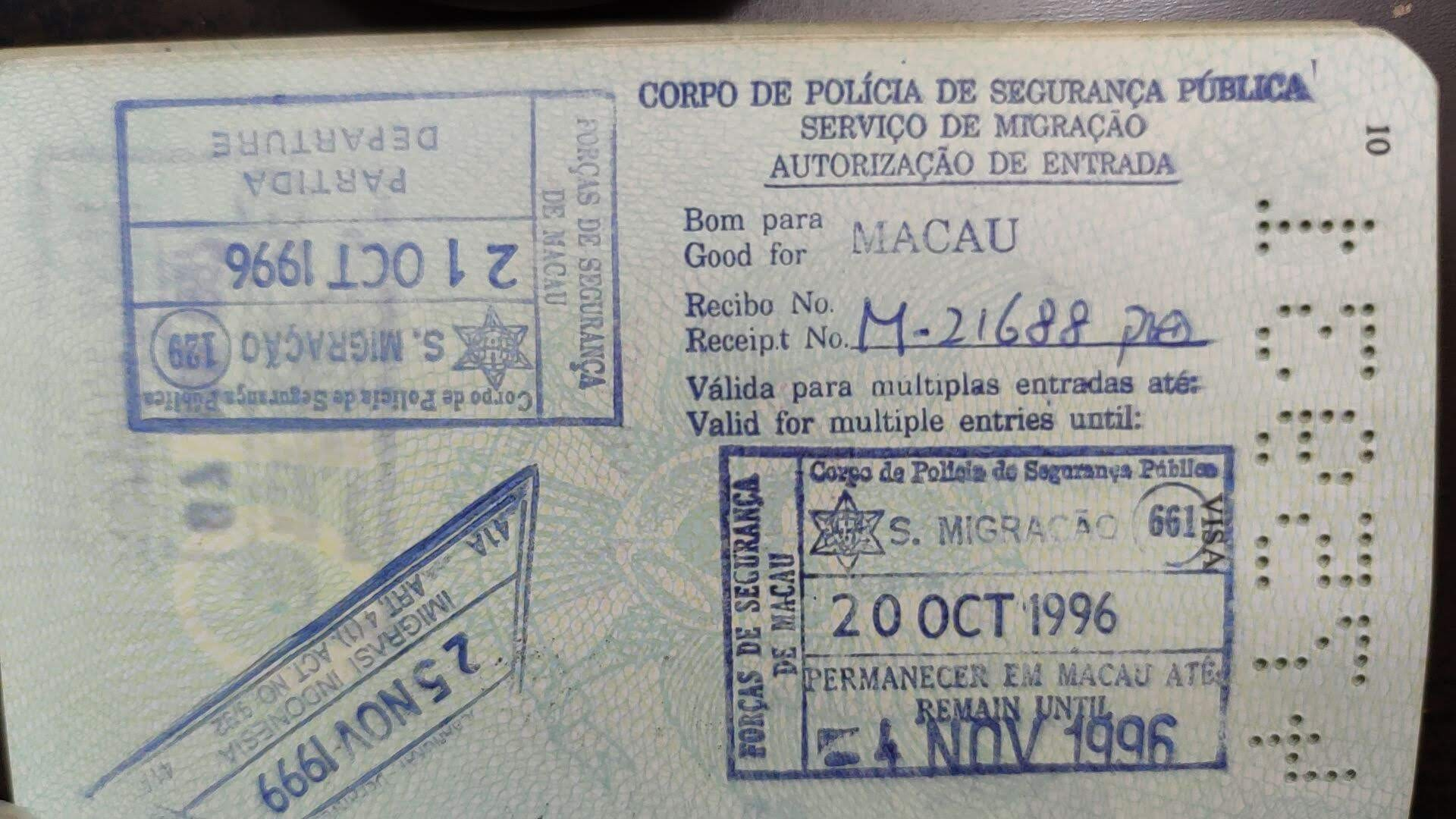
葡治時期的入境與出境印章
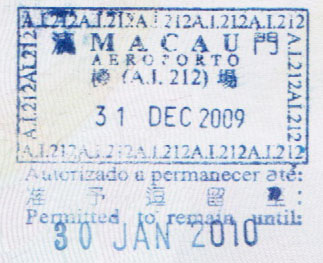
澳門國際機場的舊式入境印章
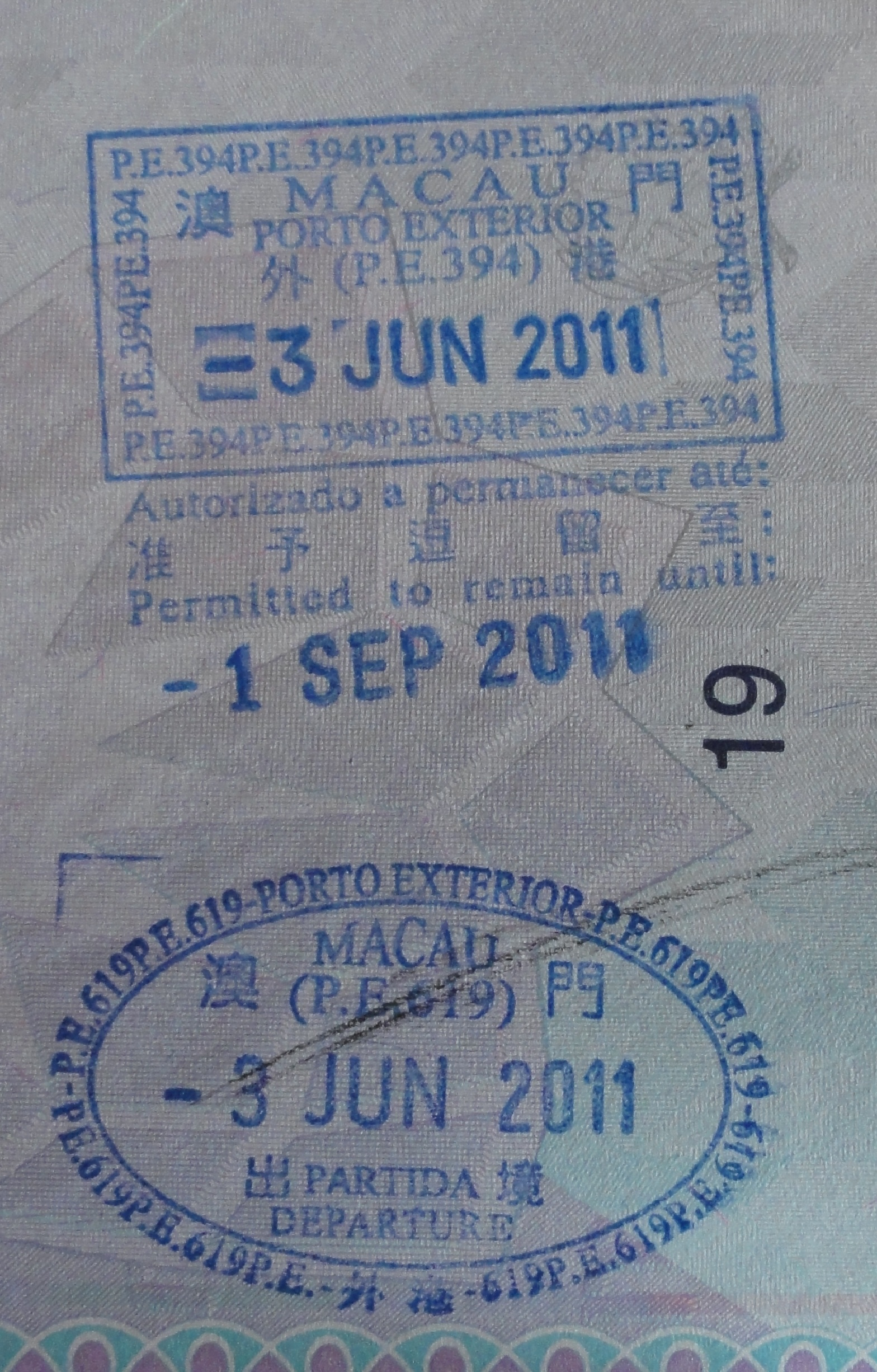
澳門外港客運碼頭的舊式入境與出境印章
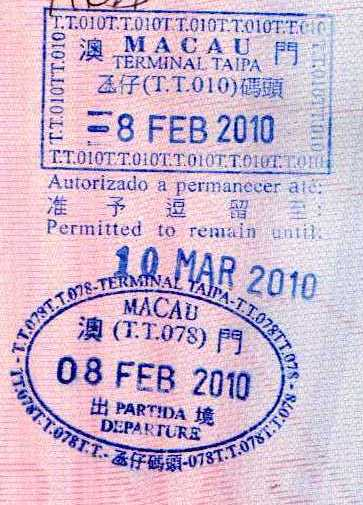
氹仔臨時客運碼頭舊式入境與出境印章
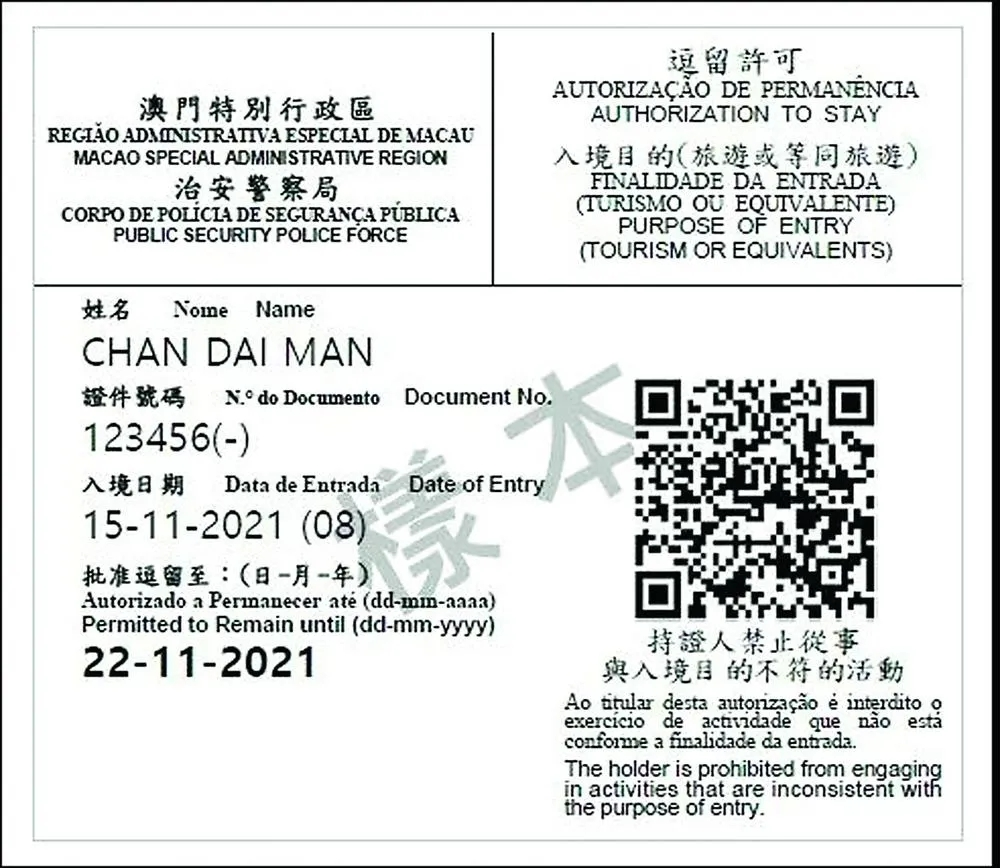
2013年开始发放的逗留許可標籤

#### 印度
印度使用不同的護照印章顏色以快速區別旅客移動方向，入境是藍色，出境是紅色。印章可能是方形、圓形或橢圓形。

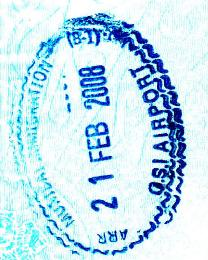
孟買機場入境印章
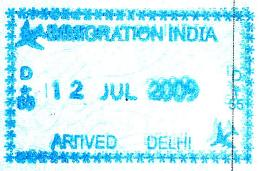
德里機場入境印章
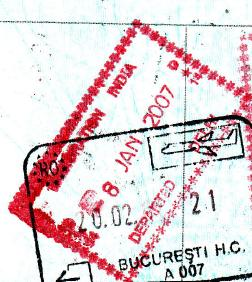
德里機場出境印章
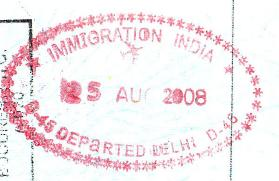
德里機場出境印章
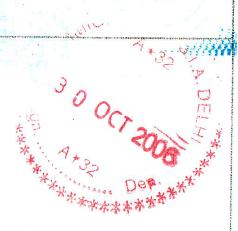
德里機場出境印章
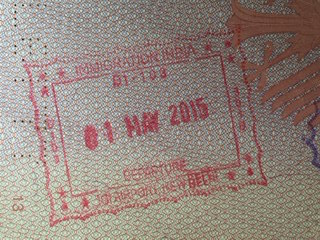
德里機場出境印章

#### 印尼

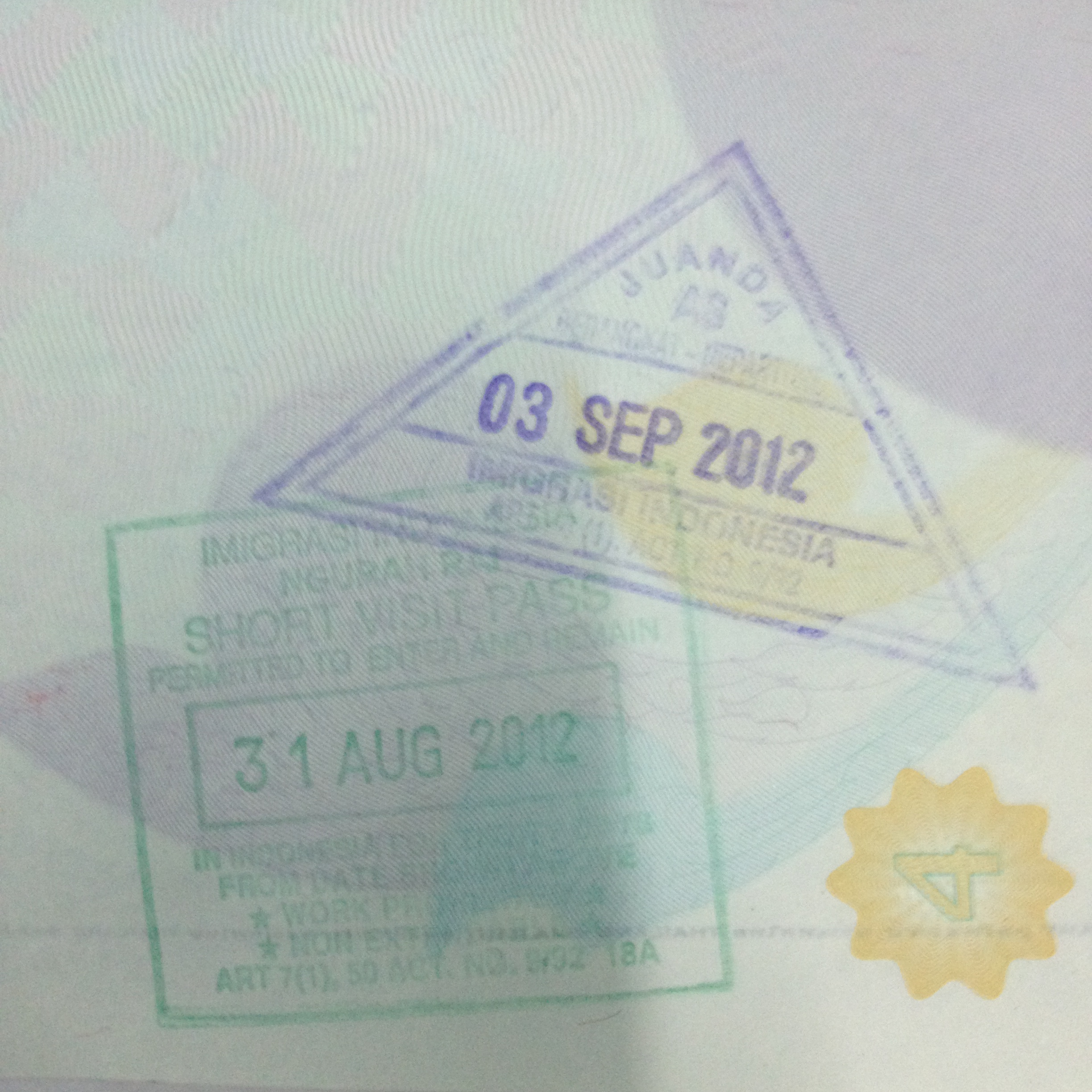
伍拉·賴國際機場（峇里島）與朱安達國際機場（泗水）入、出境印章
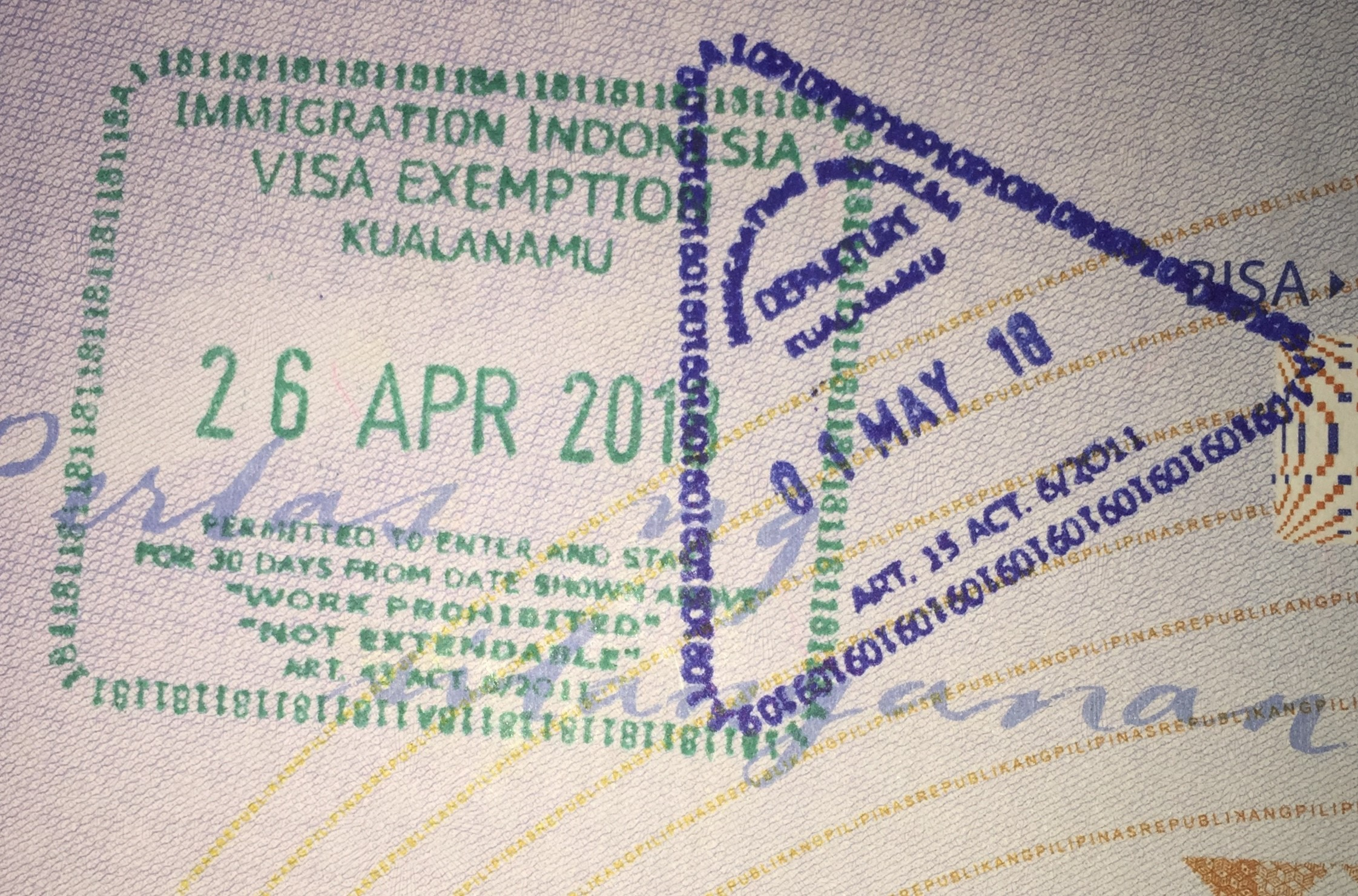
瓜拉納穆國際機場（棉蘭）入、出境印章

#### 伊朗
伊朗使用橢圓形藍色印章於入境，方形紅色印章於出境。

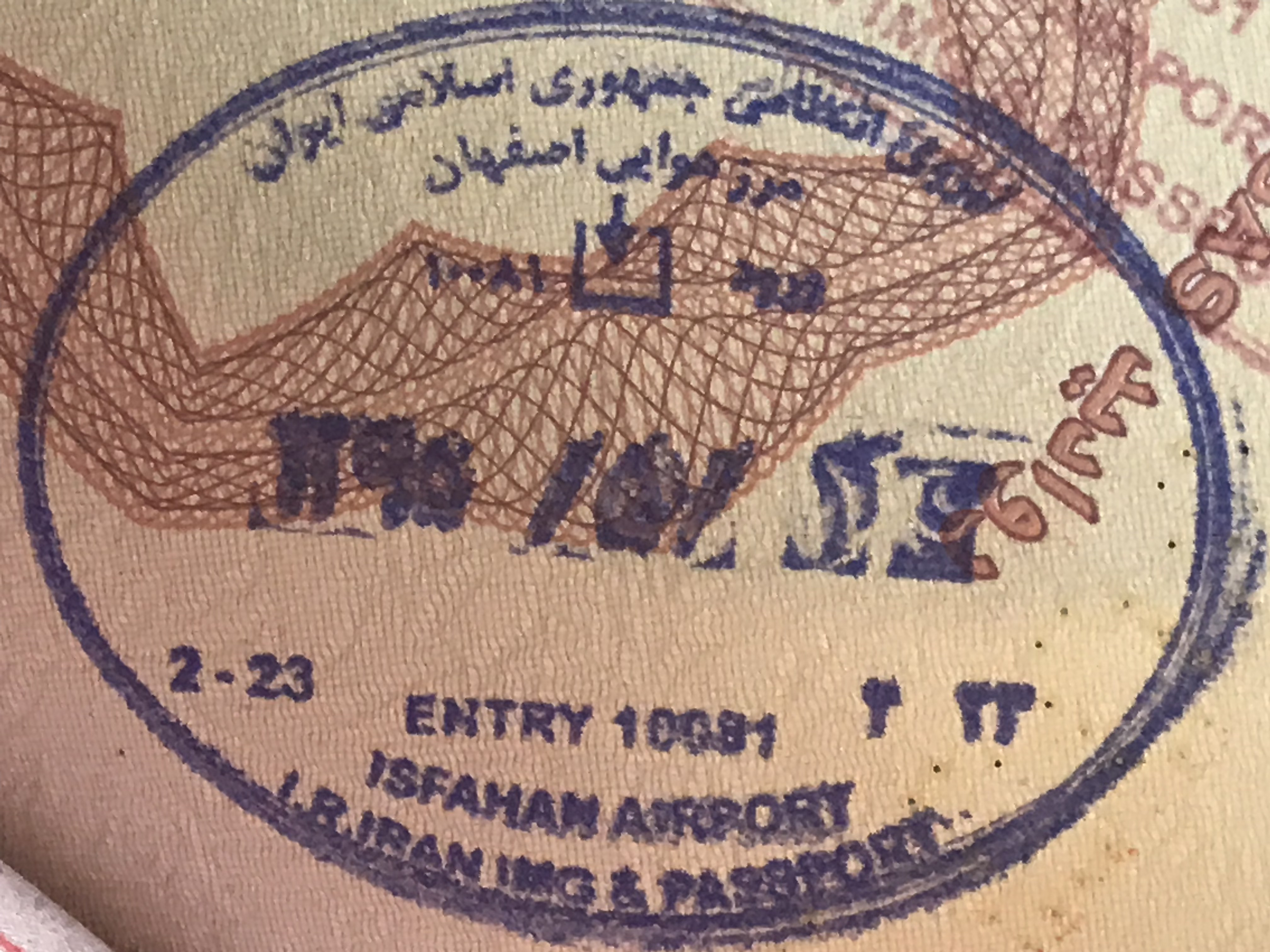
伊斯法罕國際機場入境印章
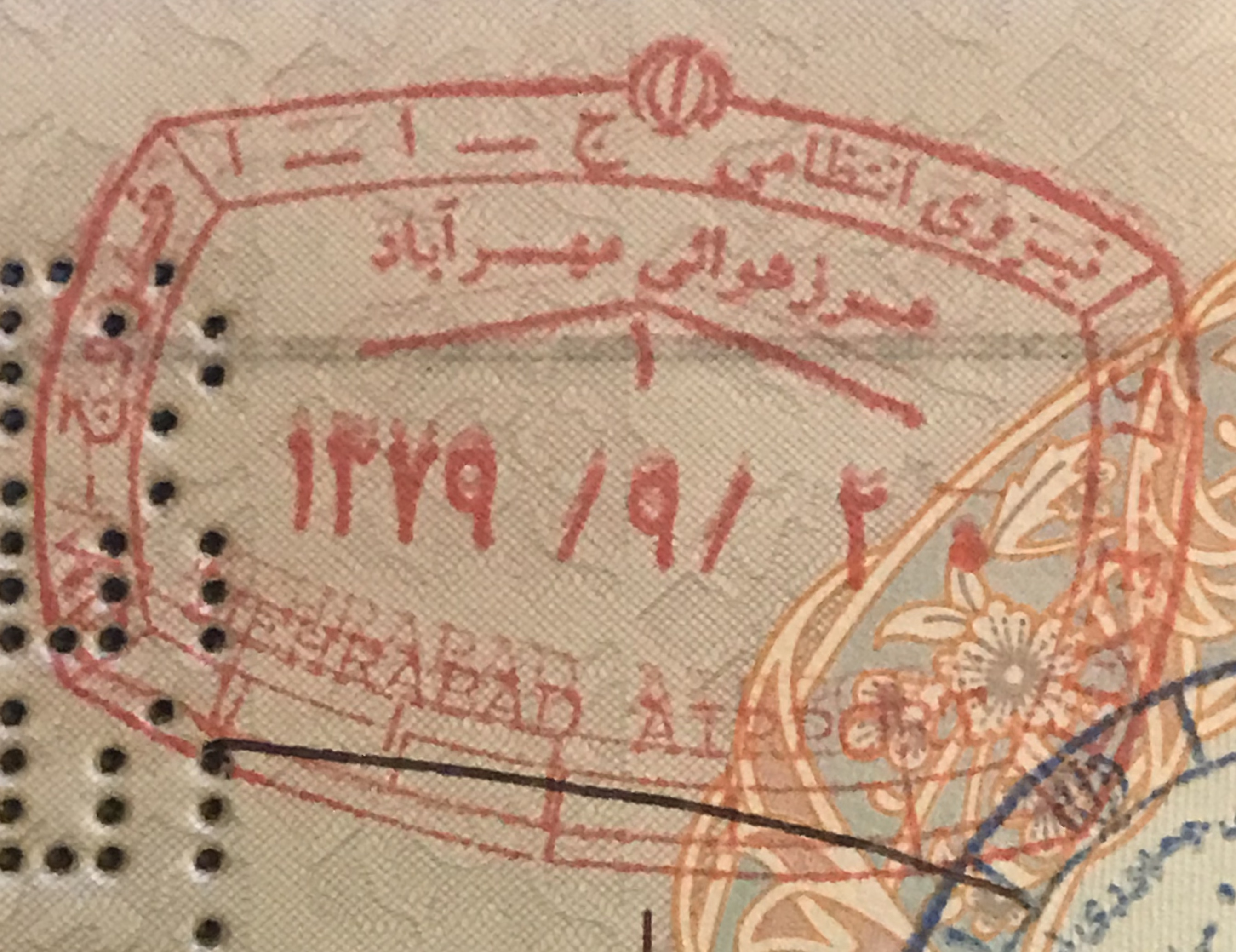
梅赫拉巴德國際機場（德黑蘭）舊式出境印章

#### 伊拉克
伊拉克使用不同的護照印章以區別檢查點是在伊拉克庫德斯坦地區或伊拉克本土。

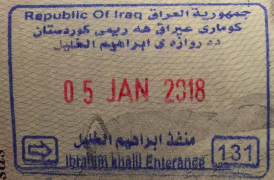
伊布拉欣·卡里爾關口（英语：Ibrahim Khalil border crossing）（與土耳其邊界）的入境印章
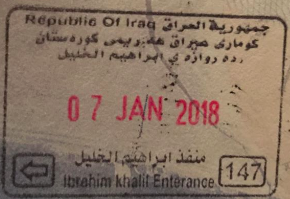
伊布拉欣·卡里爾關口（與土耳其邊界）的出境印章
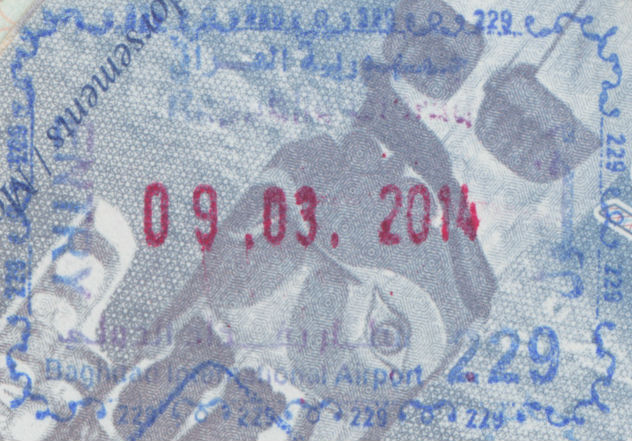
巴格達國際機場的出境印章

#### 以色列
由於阿拉伯聯盟抵制以色列，旅客的護照上若蓋有以色列的入、出境印章，可能會被某些阿拉伯國家拒絕入境。自2013年1月起，以色列的本-古里安國際機場（特拉維夫）不再為外國護照蓋章，改為發給一張紙。然而在埃雷茲進出加薩走廊時，護照仍然（截至2013年2月）蓋章。此外，在與約旦的陸界關口仍然（截至2014年2月）在護照上蓋章，包括約旦河谷/胡珊長老橋和伊查克·拉賓/瓦迪·阿拉巴。

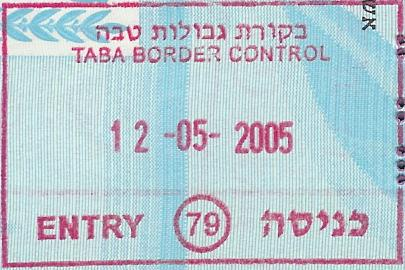
以色列護照上由塔巴（埃及）入境以色列的印章
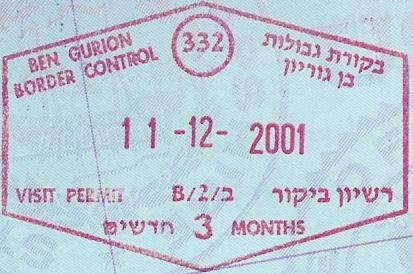
以色列本-古里安國際機場入境印章
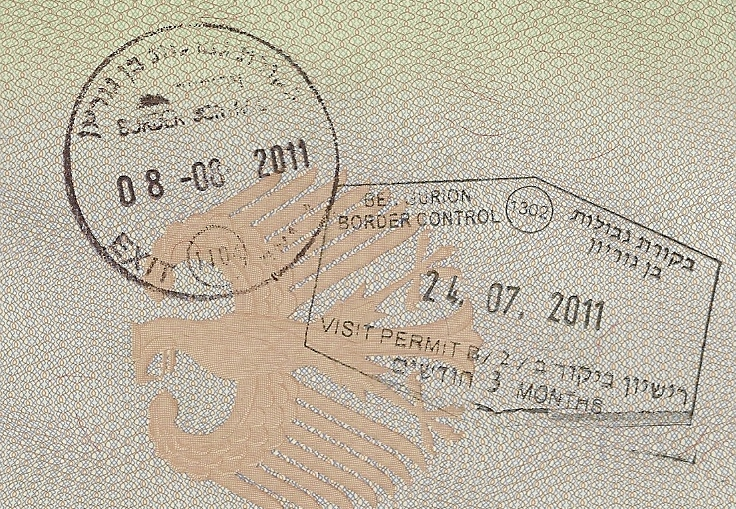
本-古里安國際機場入、出境印章（入境：右；出境：左）
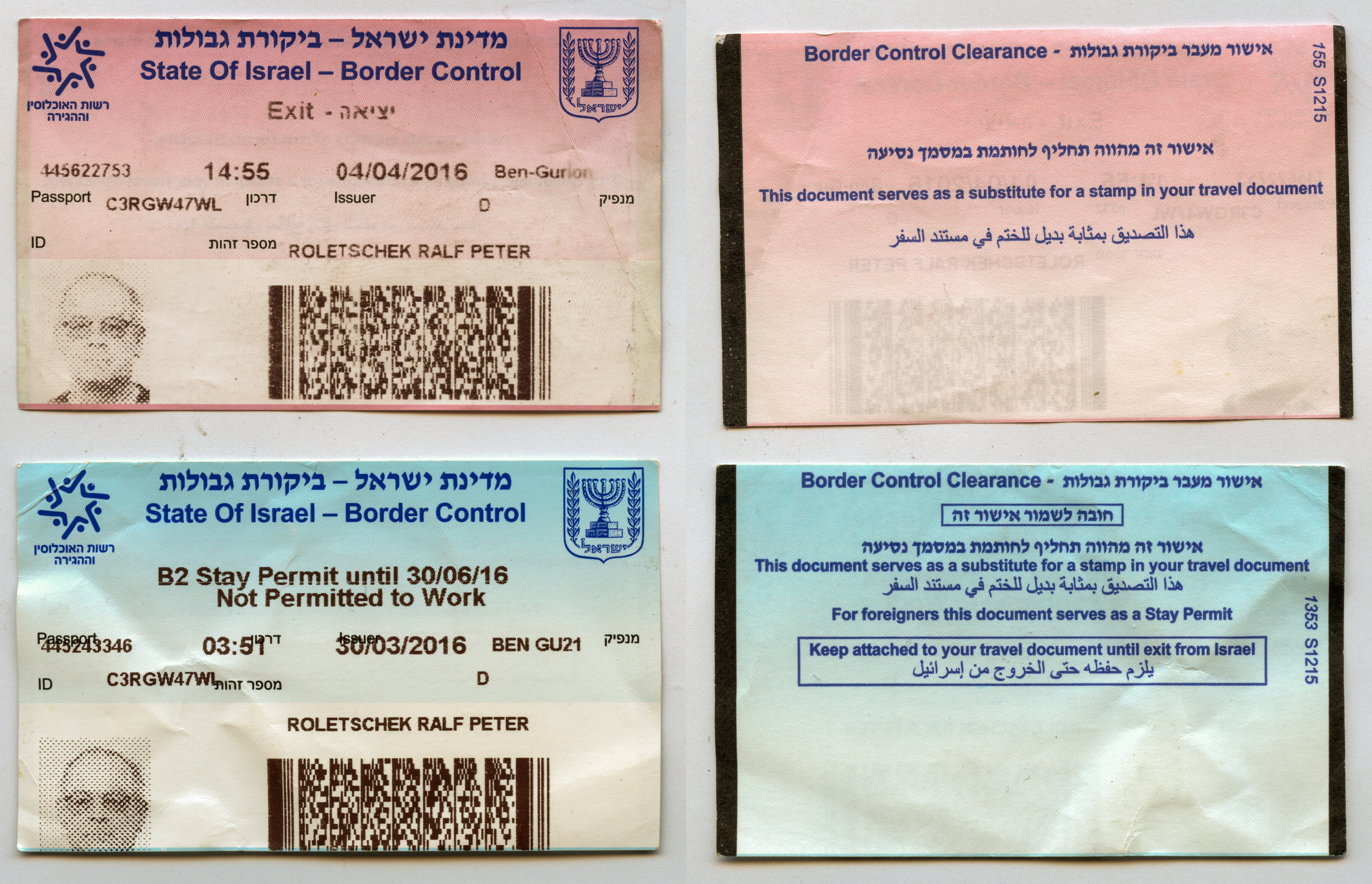
以色列出境卡与入境卡背面标注“此文件替代您旅行证件上的印章”（英語：This document serves as a substitute for a stamp in your travel document）

#### 日本
自2007年起，日本公民与符合特定资格的日本签证持有者使用自助通道出入境时，护照不会再被加盖出入境印章。2019年6月24日起，所有外国公民从羽田机场出境时护照均不再加盖出境印章，随后成田机场、关西国际机场、福冈机场、中部国际机场、新千岁机场与那霸机场也开始相同安排。

中部國際機場的旧版「上陸許可」（入境贴纸）与出境印章，此时入境标签背景为黄色、貼紙圖案为「桐木」
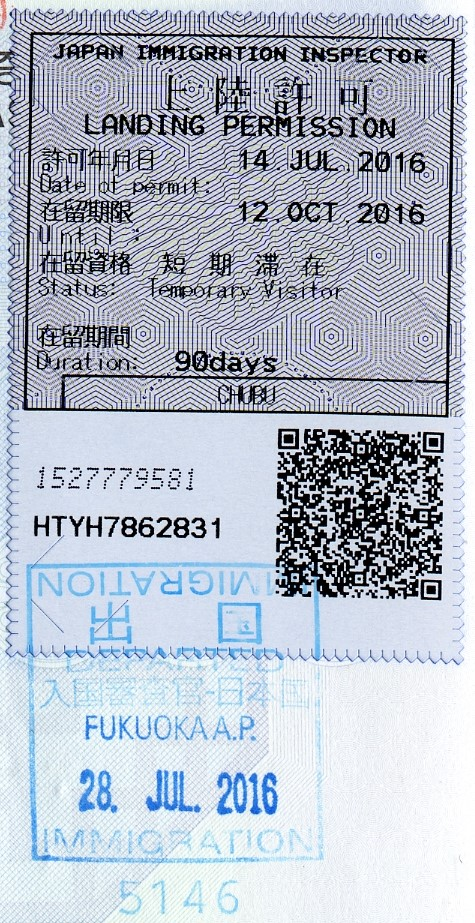
中部國際機場的旧版入境贴纸与福岡機場的出境印章，此时入境标签背景为白色、貼紙圖案为「桐木」
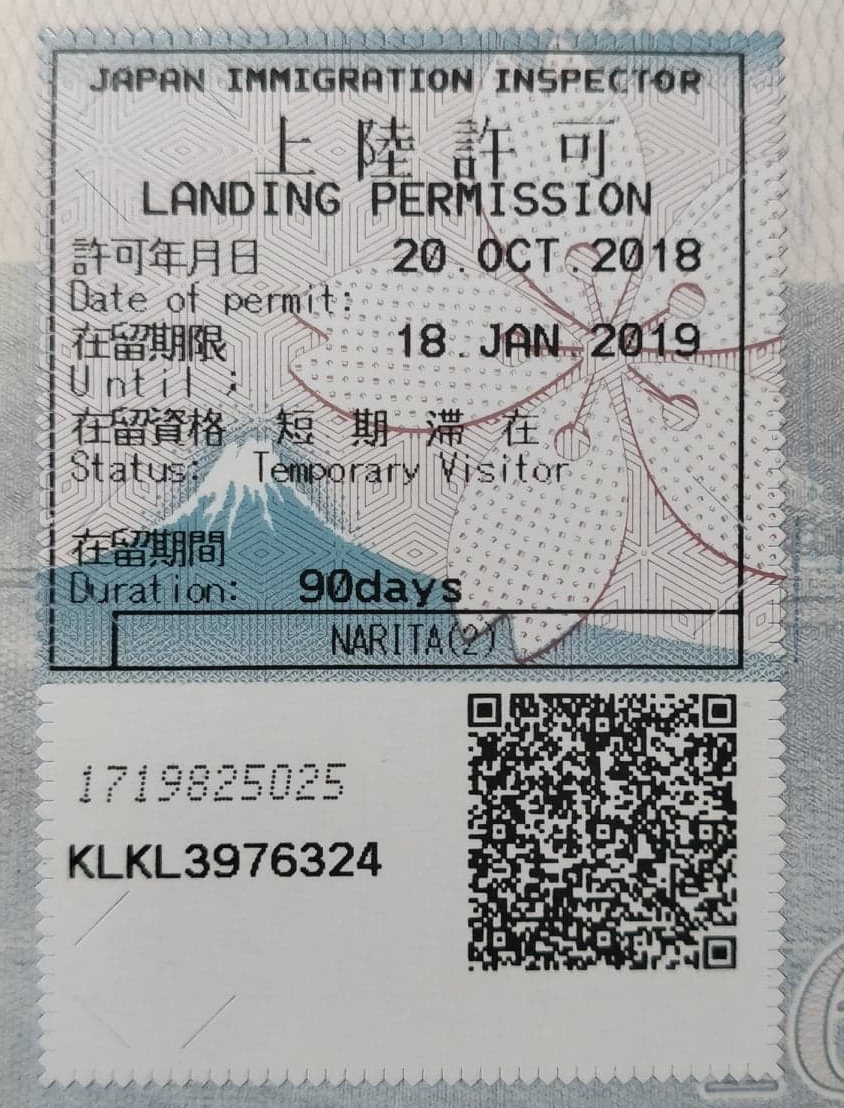
東京成田機場的新版入境贴纸，自2018年2月21日起，貼紙圖案從「桐木」改為「富士山和櫻花」
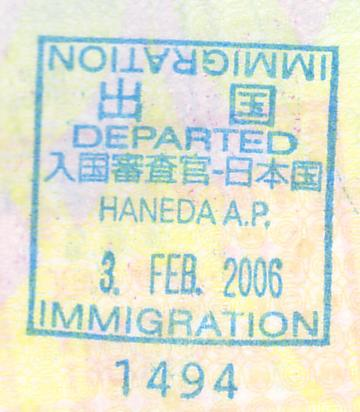
東京羽田機場的出境印章
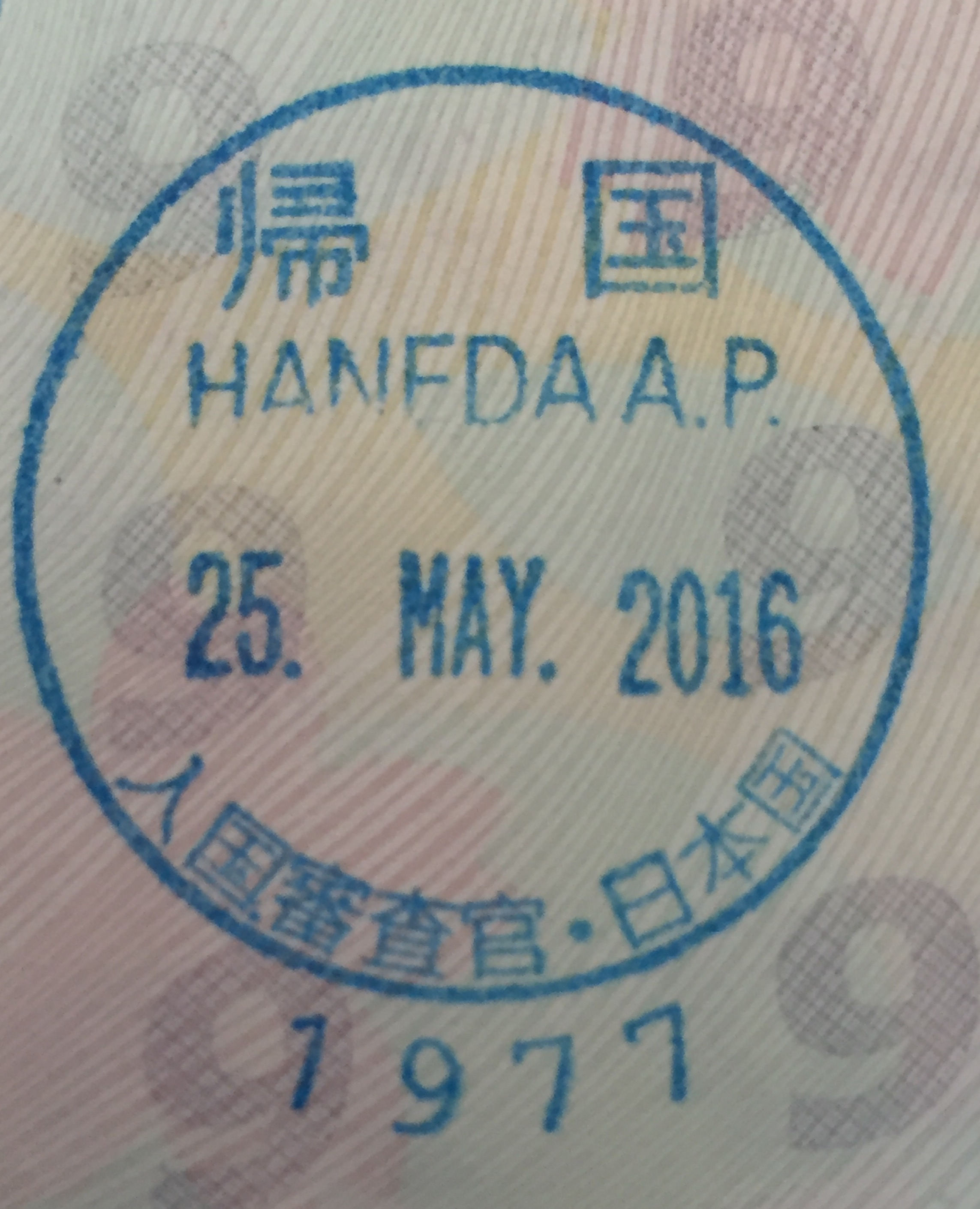
東京羽田機場的入境印章，「歸國」印章仅加蓋在日本護照上

#### 約旦

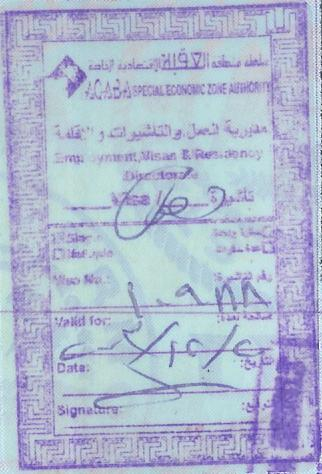
亞喀巴經濟特區管理局（英语：Aqaba Special Economic Zone Authority）簽證
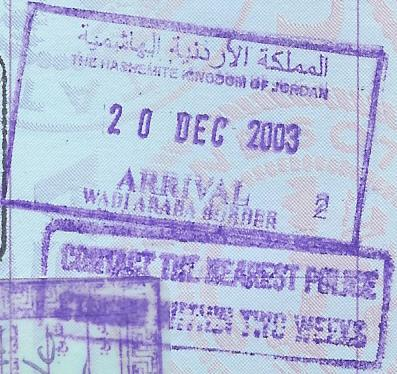
瓦迪·阿拉巴關口（英语：Wadi Araba Crossing）入境印章
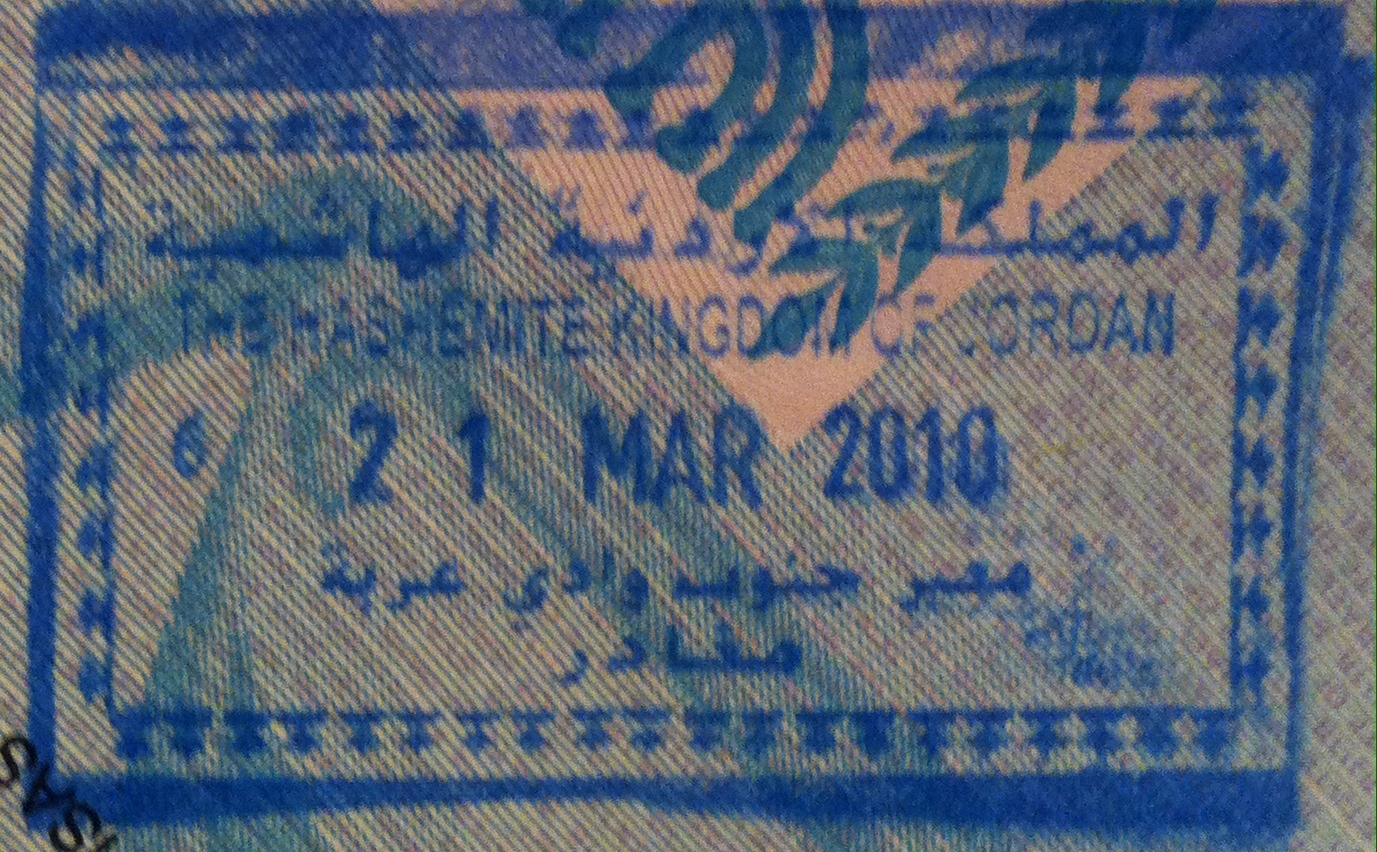
瓦迪·阿拉巴關口出境印章

#### 老撾

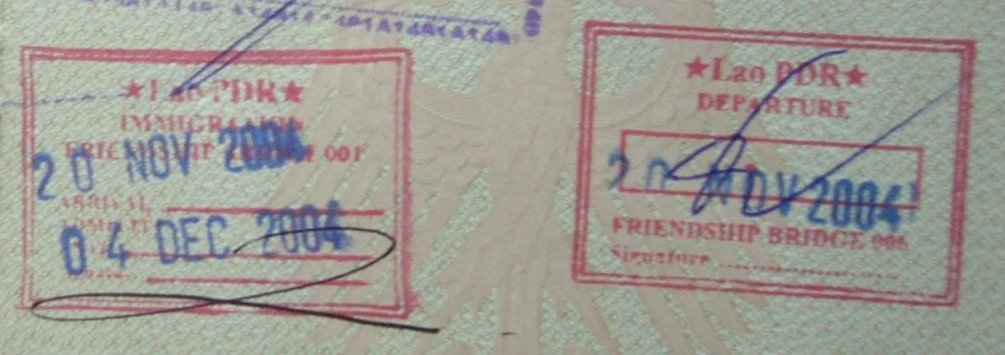
泰國-寮國友誼橋（英语：Thai–Lao Friendship Bridge）的入、出境印章

#### 馬來西亞
馬來西亞沙巴州和沙撈越州擁有移民事務自治權。從馬來西亞半島前往這兩個州的外國人必須填寫MDAC(Malaysia Digital Arrival Card)並在護照上蓋上新章。沙巴和沙撈越之間的旅行也有移民控制。以前，來自半島的馬來西亞公民必須出示護照，並加蓋印章；雖然他們目前仍然受到移民控制，但不超過三個月的社交訪問不再需要護照。

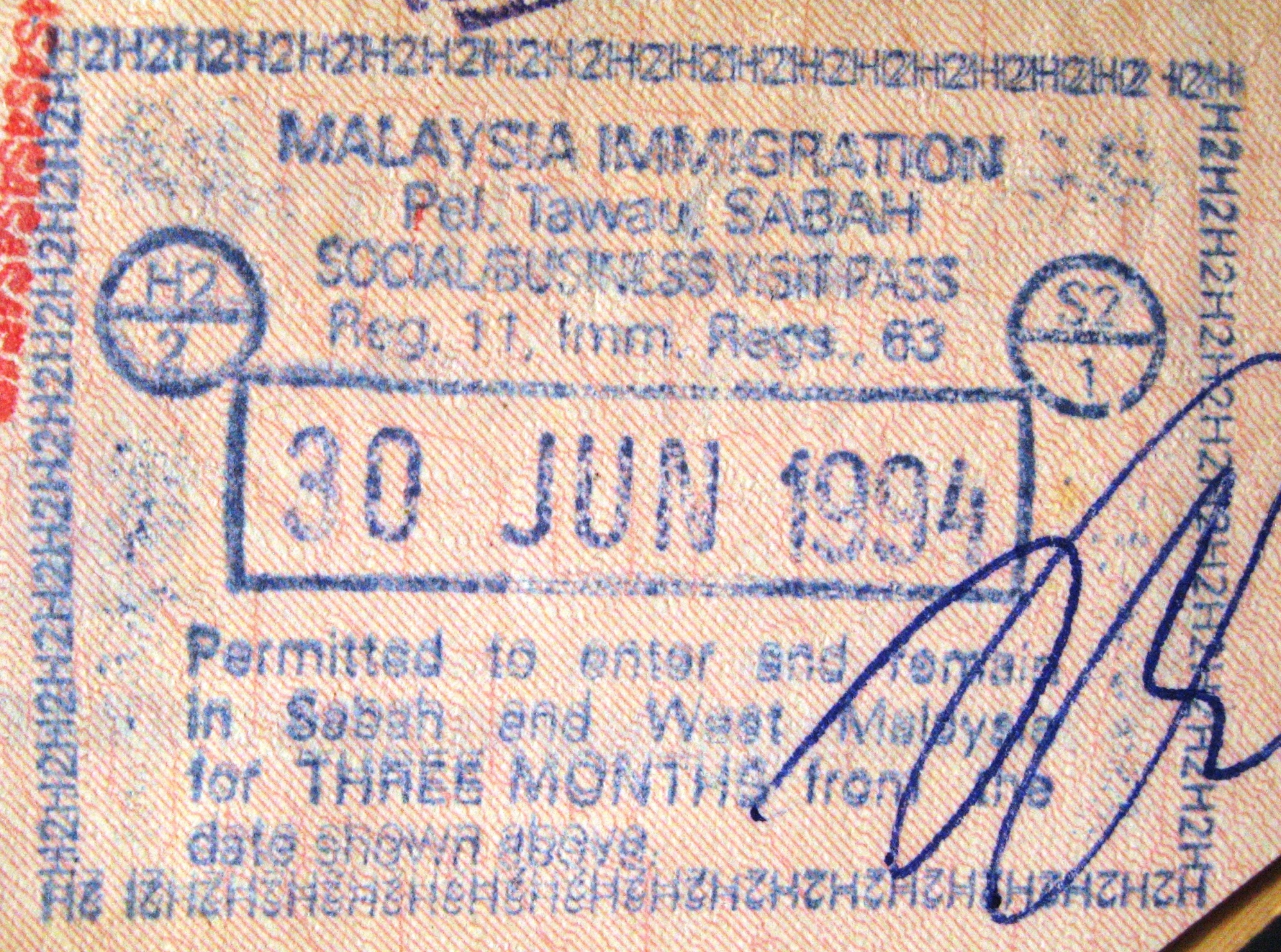
沙巴州斗湖港標準入境印章，允許停留3個月
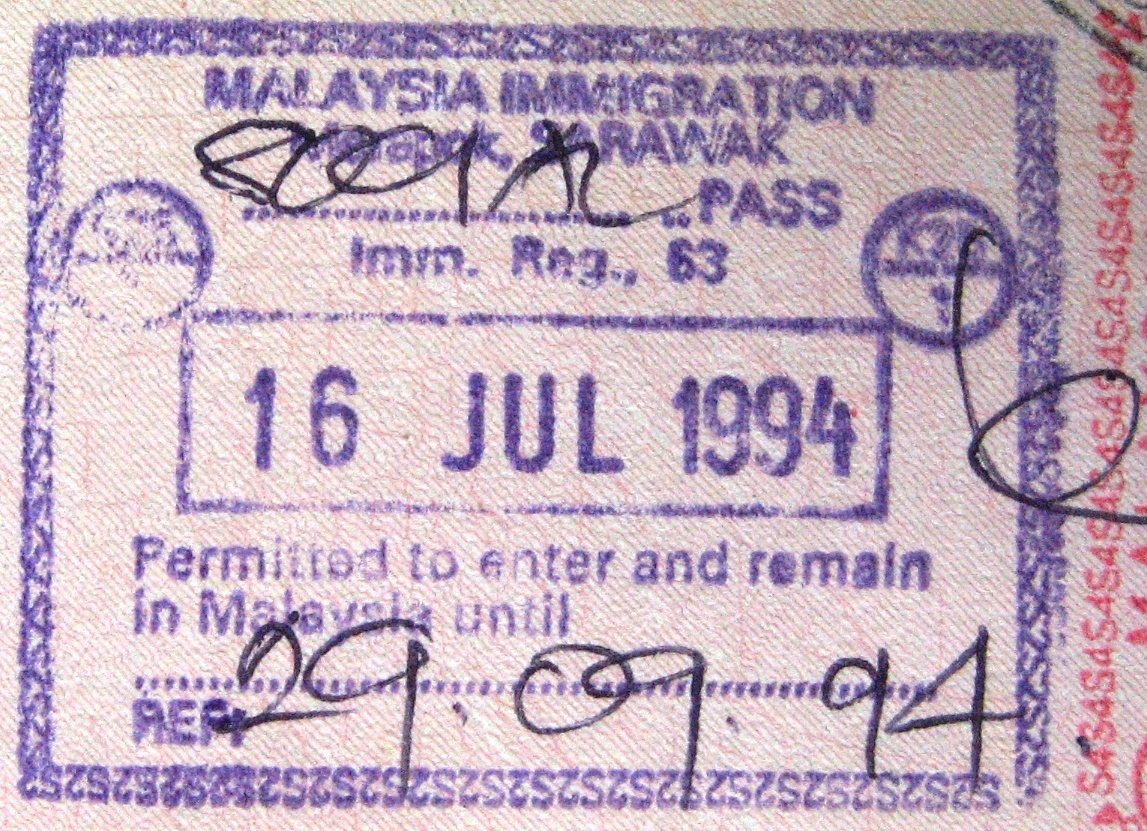
由沙巴-沙勞越邊界的 Merapok 檢查點進入沙勞越的入境印章，有寫停留限制日期
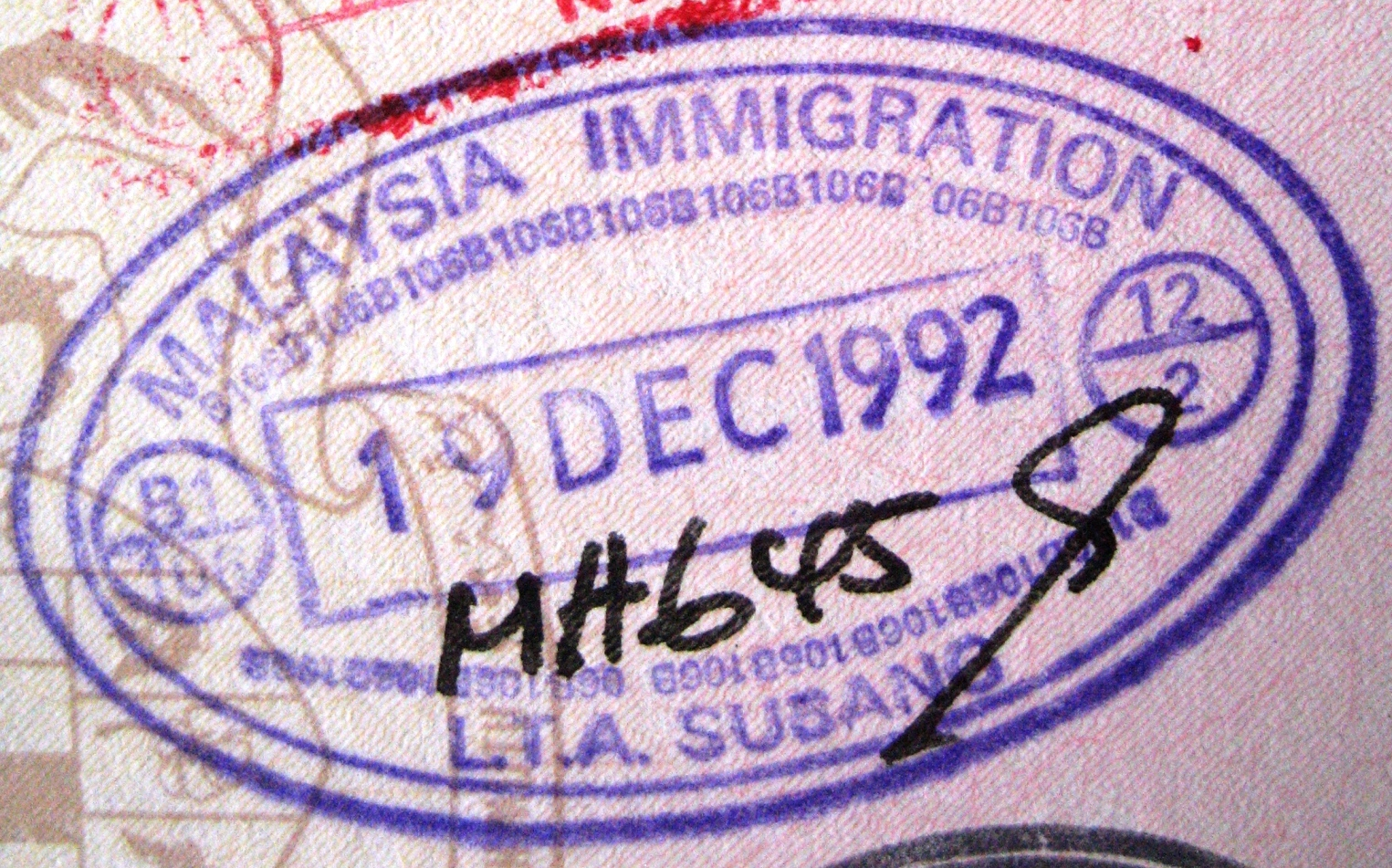
前梳邦國際機場的公民入境印章，當時尚未導入生物晶片護照
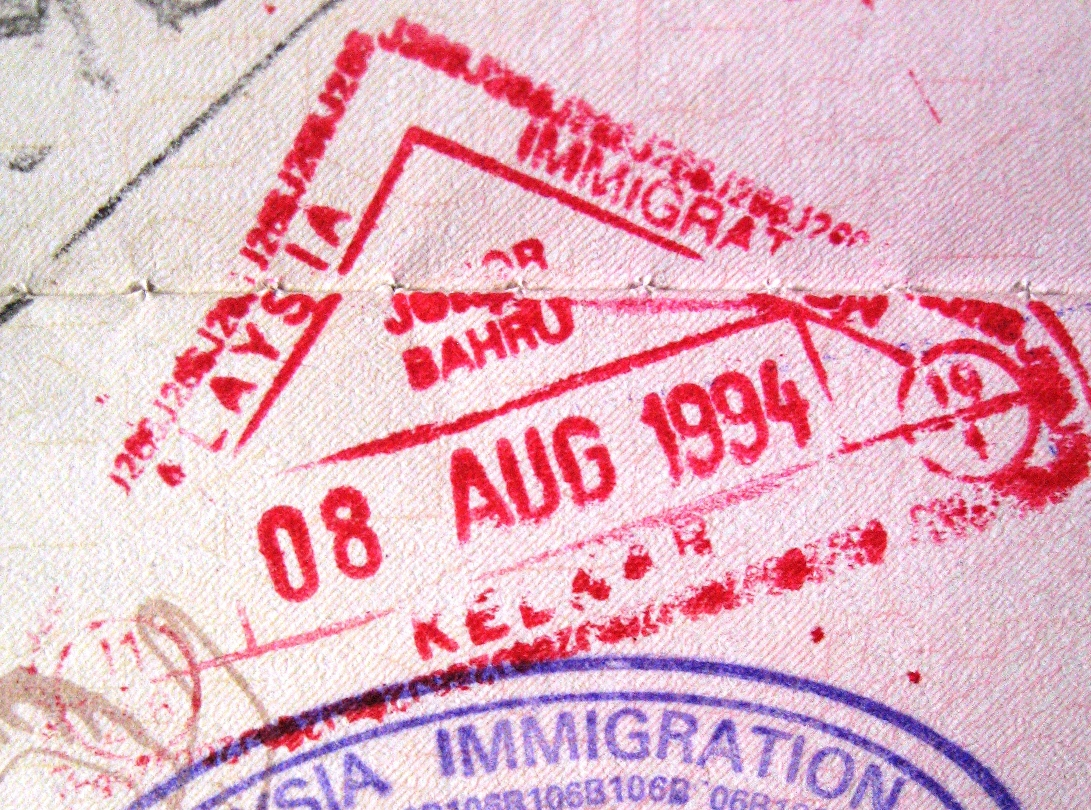
由新山前往新加坡的標準出境印章
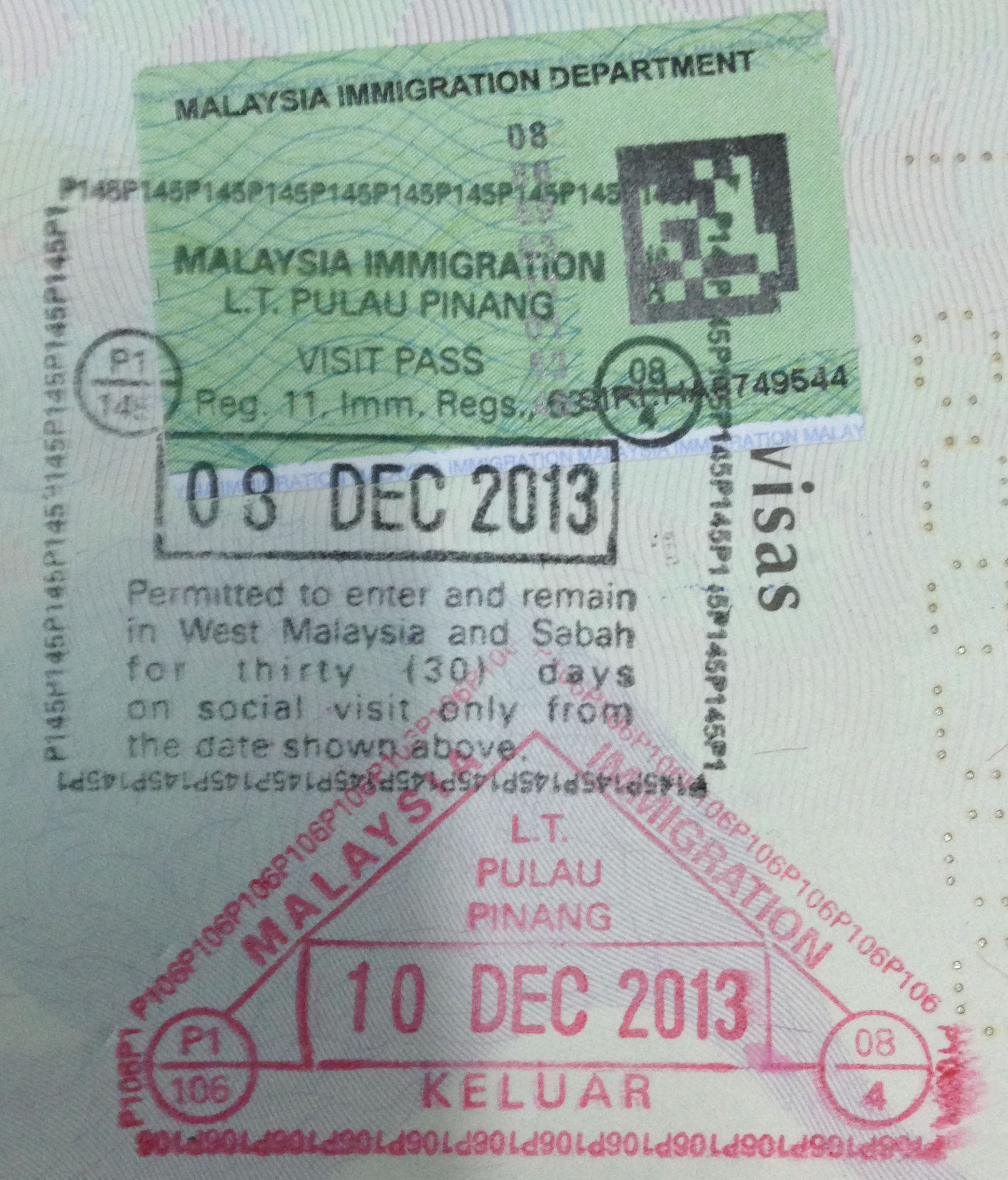
檳榔國際機場入、出境印章
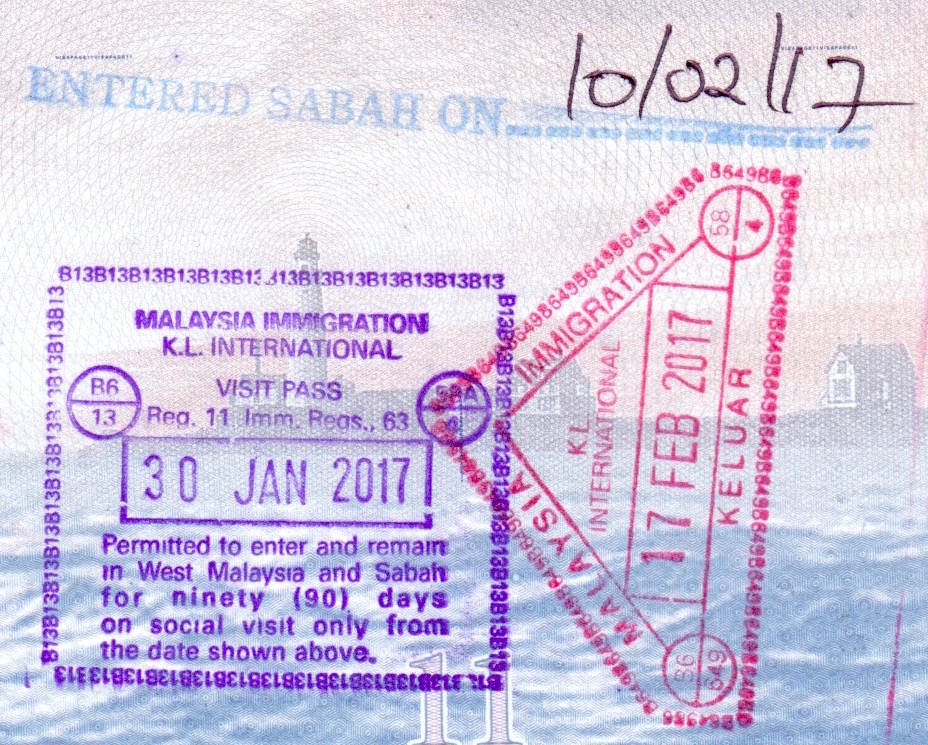
吉隆坡的入、出境印章，上方另有沙巴的入境印章

#### 緬甸

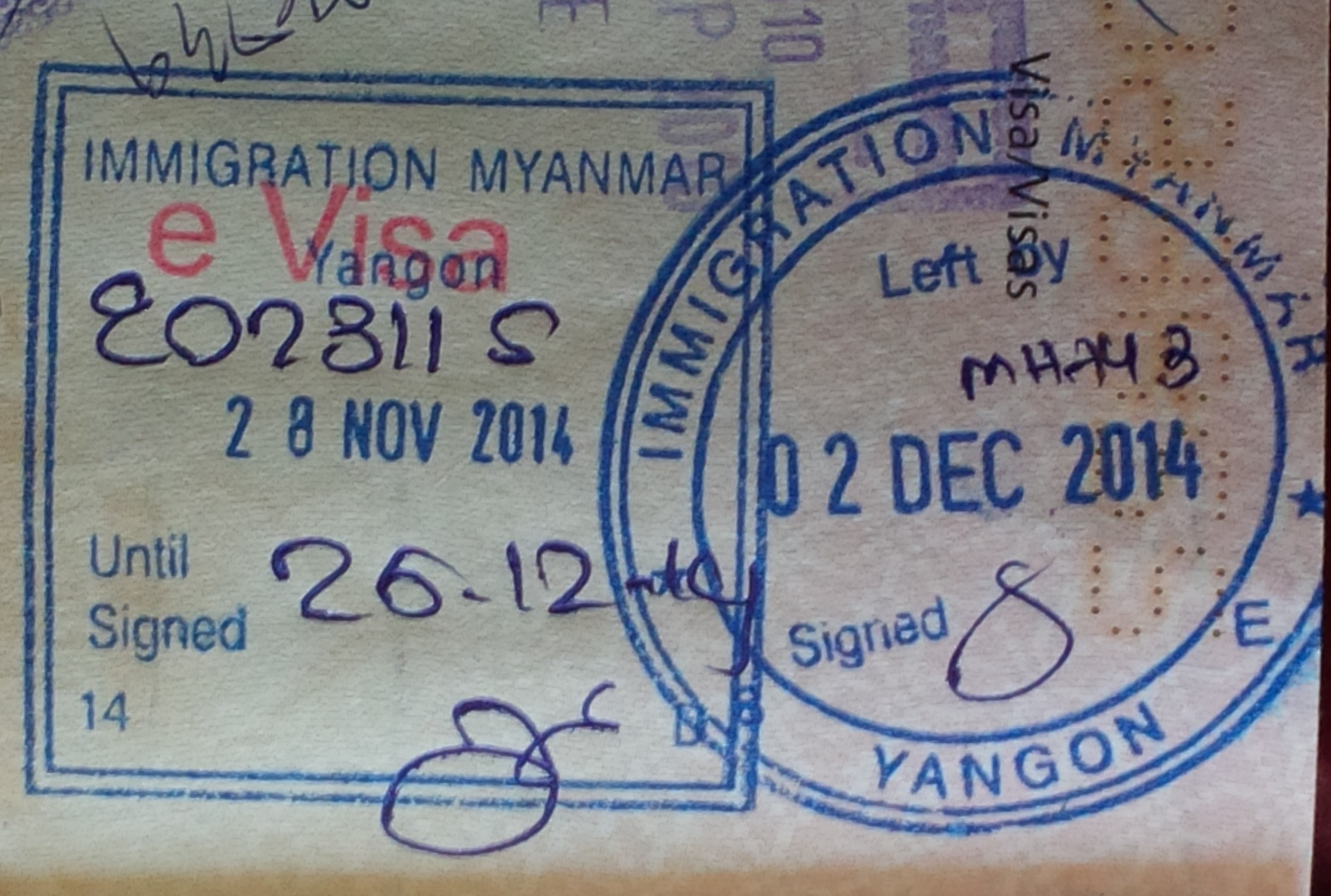
仰光國際機場的入境（左）與出境印章（事先申請電子簽證核可的旅客）
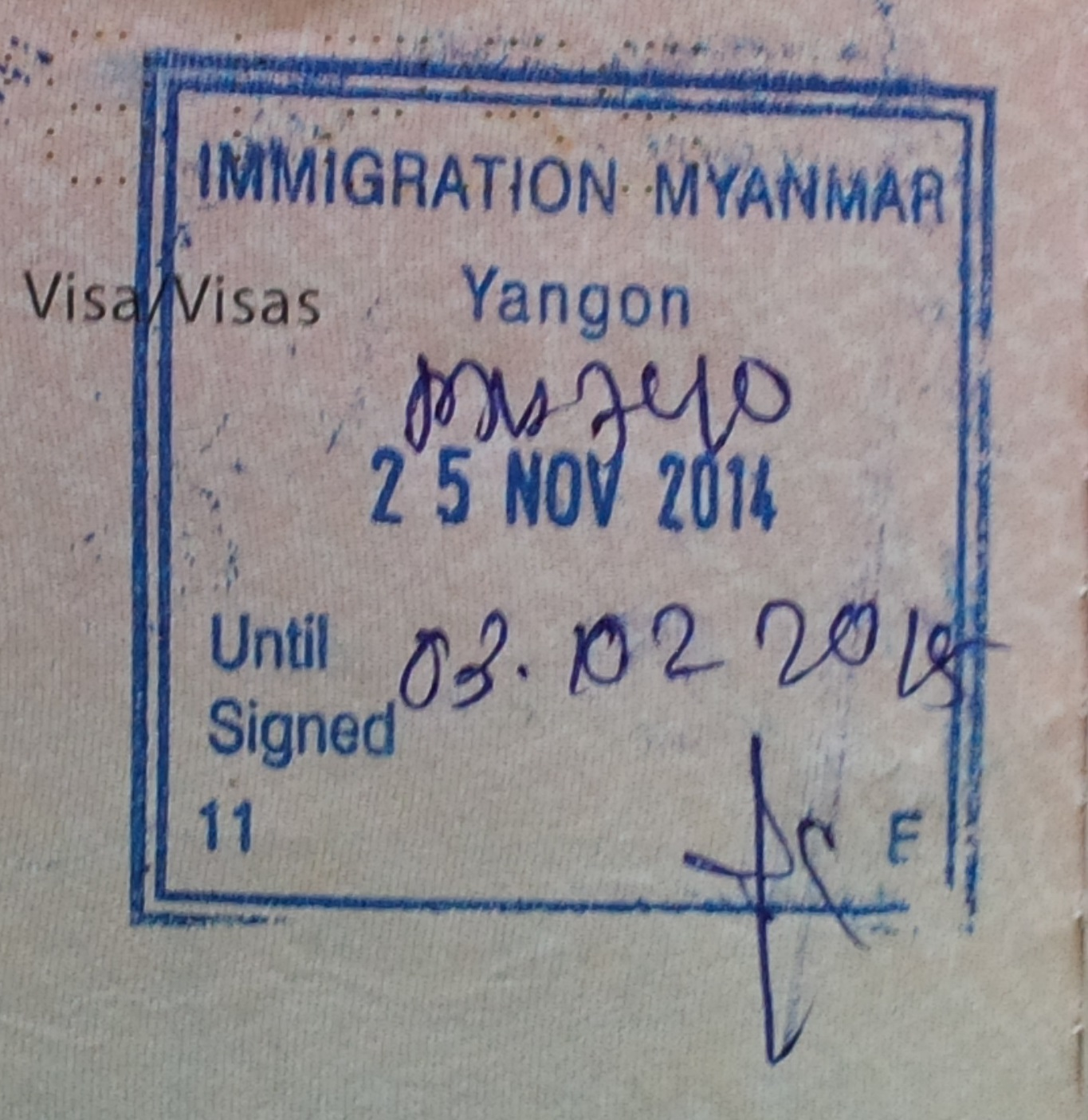
仰光國際機場的入境（左）與出境印章，此為使用傳統黏貼式簽證的旅客
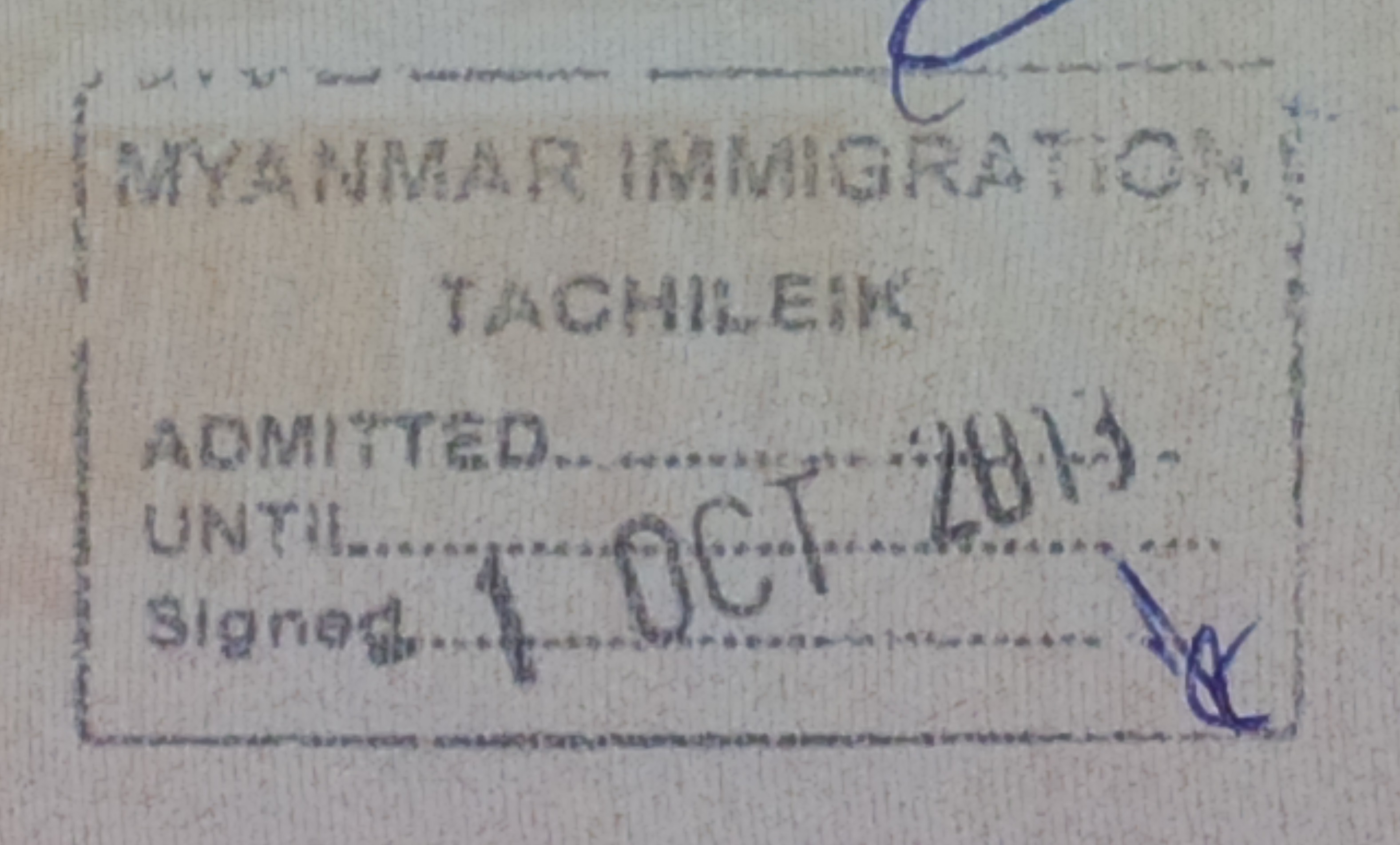
由泰國美塞經友誼橋進入大其力的一日遊入境印章
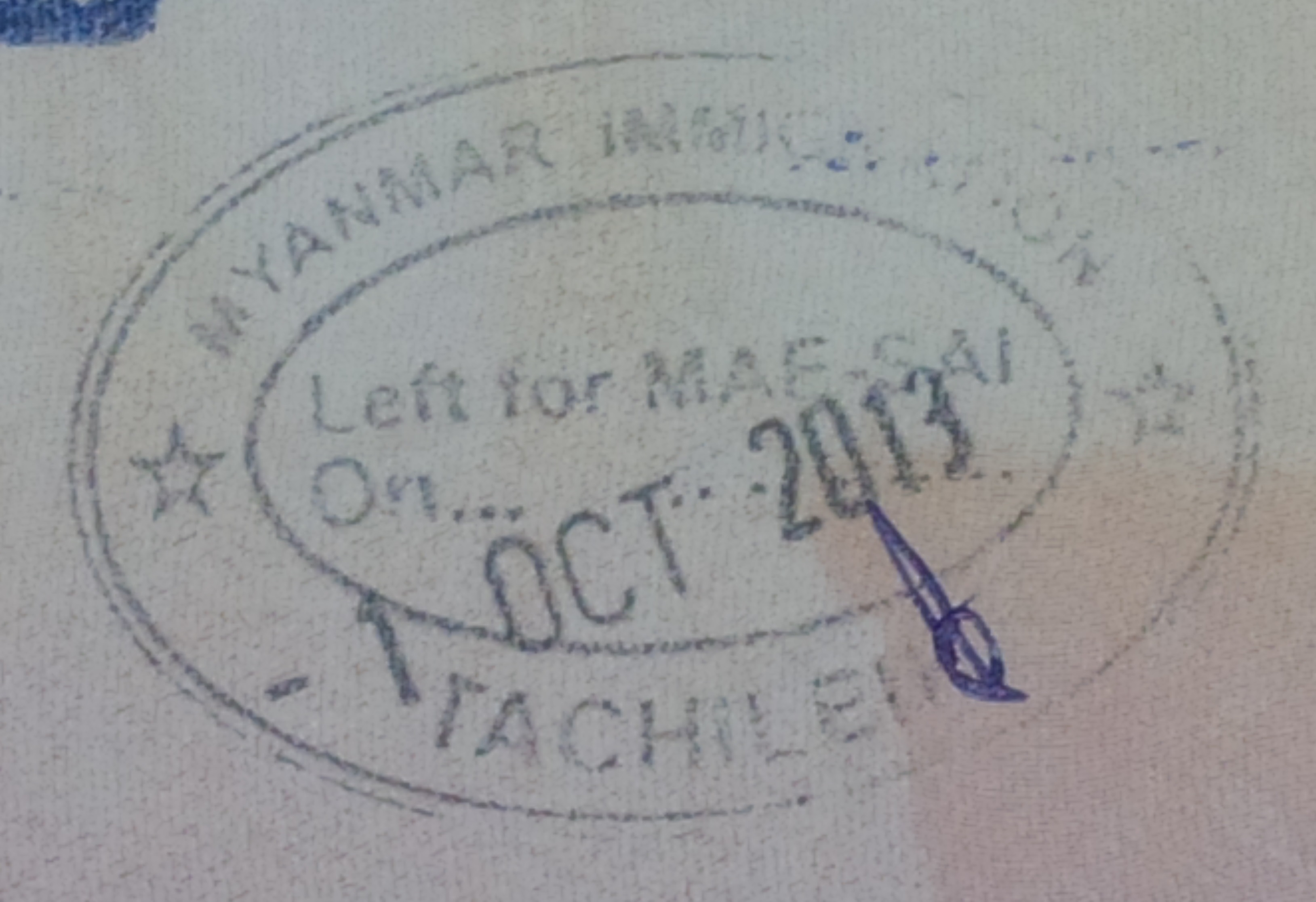
經友誼橋離開大其力的出境印章。注意上面特別註明目的地為美塞

#### 尼泊爾
尼泊爾是少數使用貼紙印章的國家之一。尼泊爾移民局在入境與出境使用不同的貼紙。

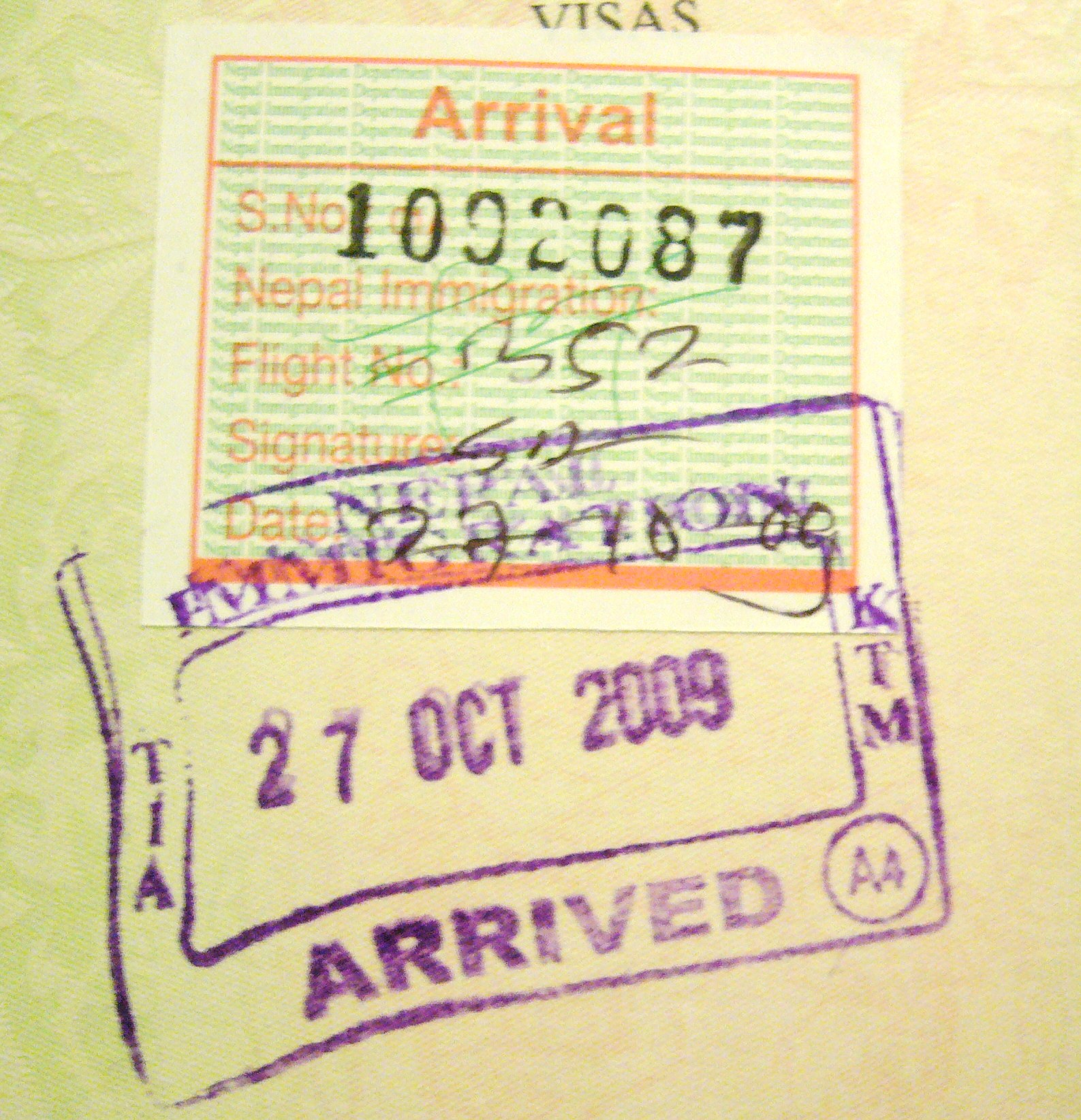
加德滿都特里布萬國際機場的入境貼紙
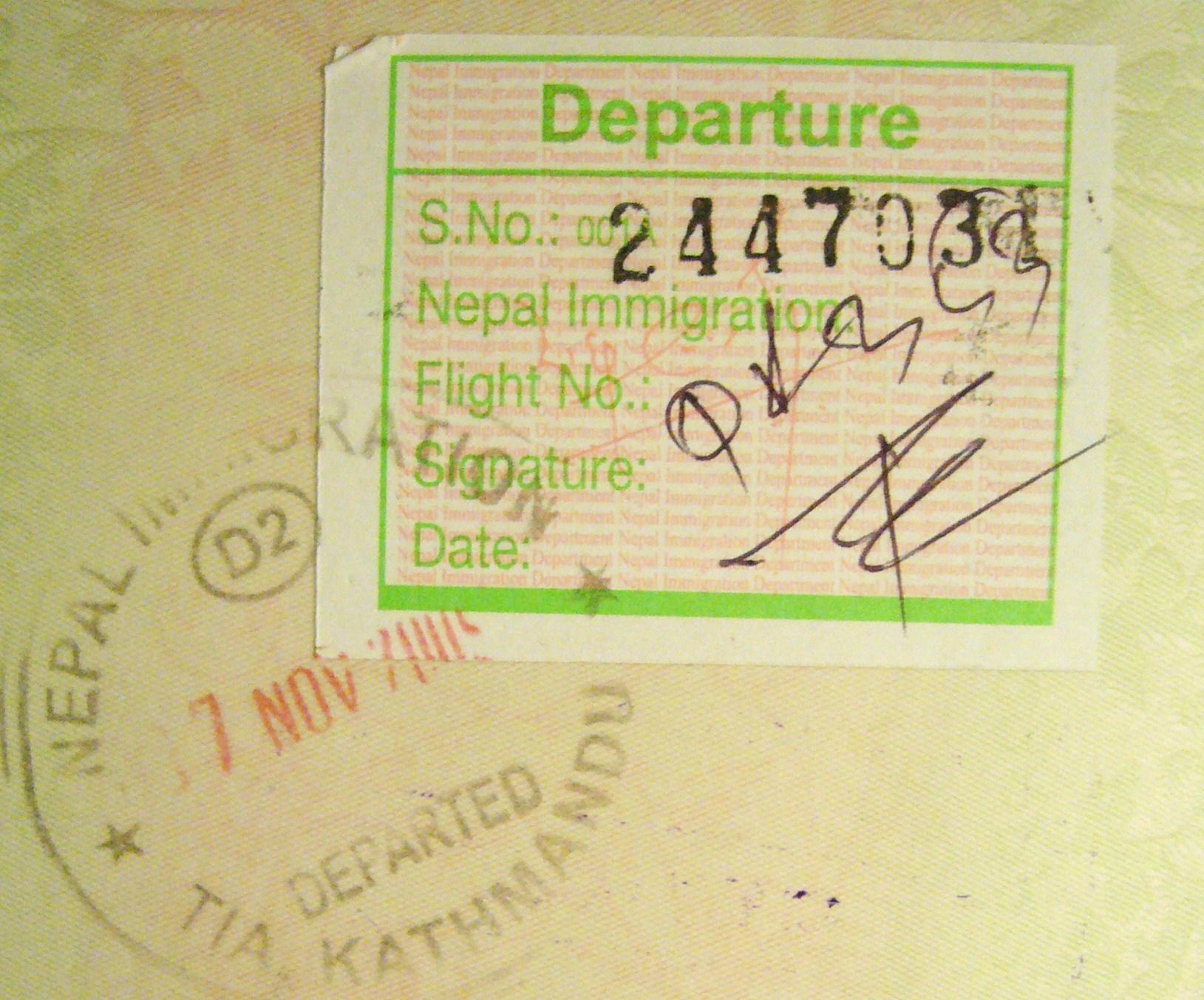
加德滿都特里布萬國際機場的出境貼紙

#### 阿曼

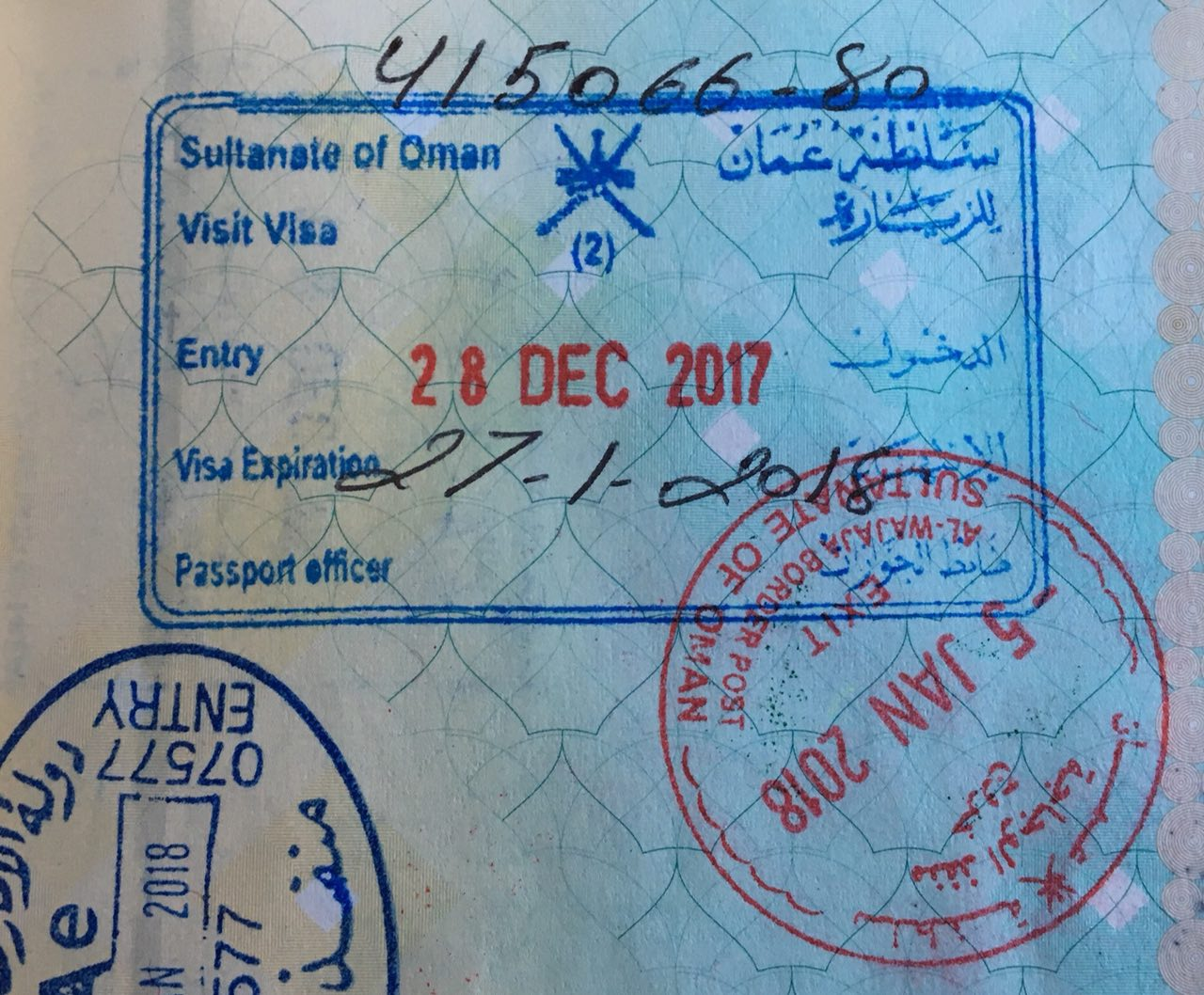
馬斯喀特國際機場的阿曼落地簽證（藍色矩形印章代表簽證與入境章，紅色圓形印章是在瓦雅雅（英语：Wajaja）陸上關口，左下角的藍色印章是在瓦雅雅的阿拉伯聯合大公國端蓋上）

#### 巴基斯坦

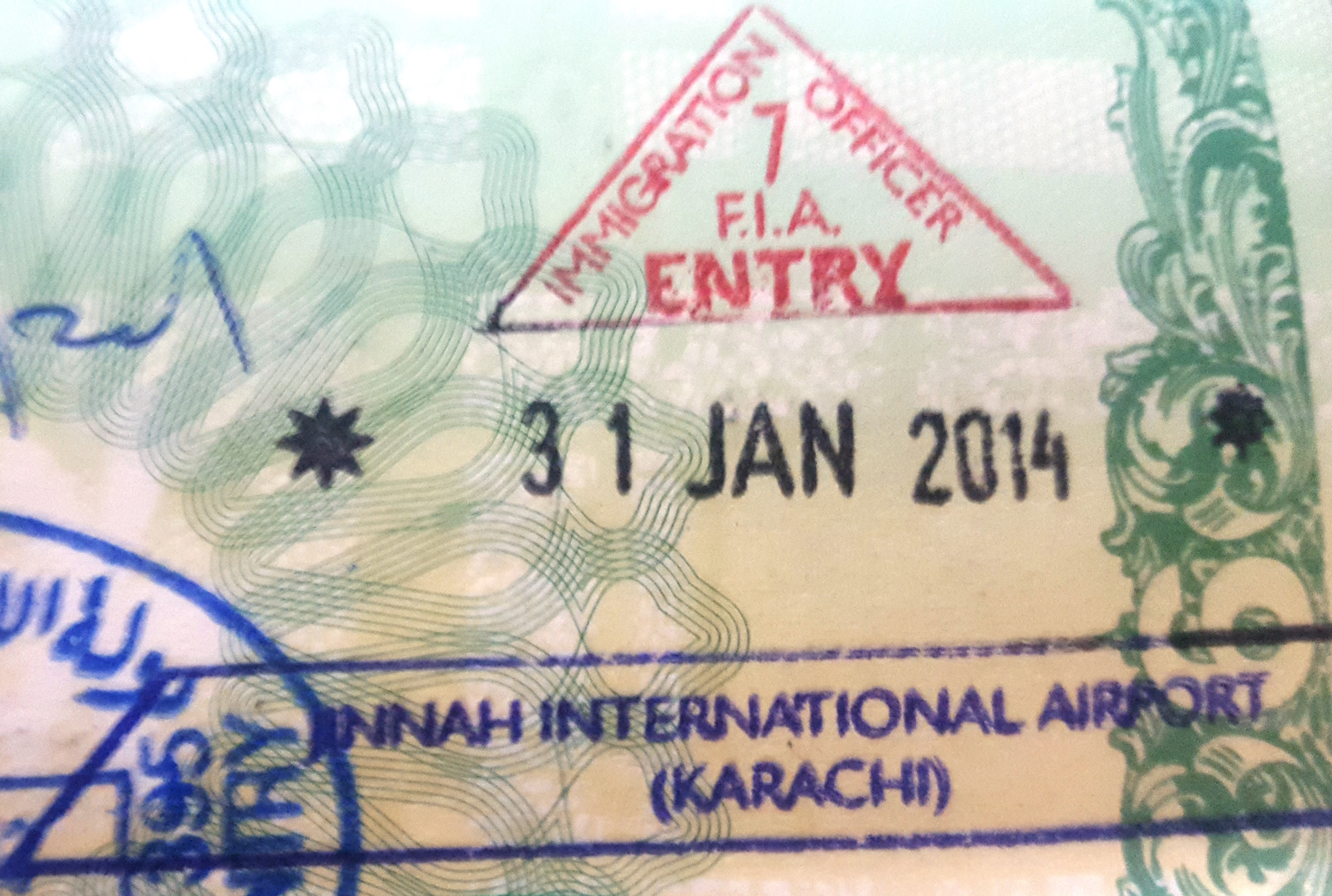
喀拉蚩機場的多顏色入境印章
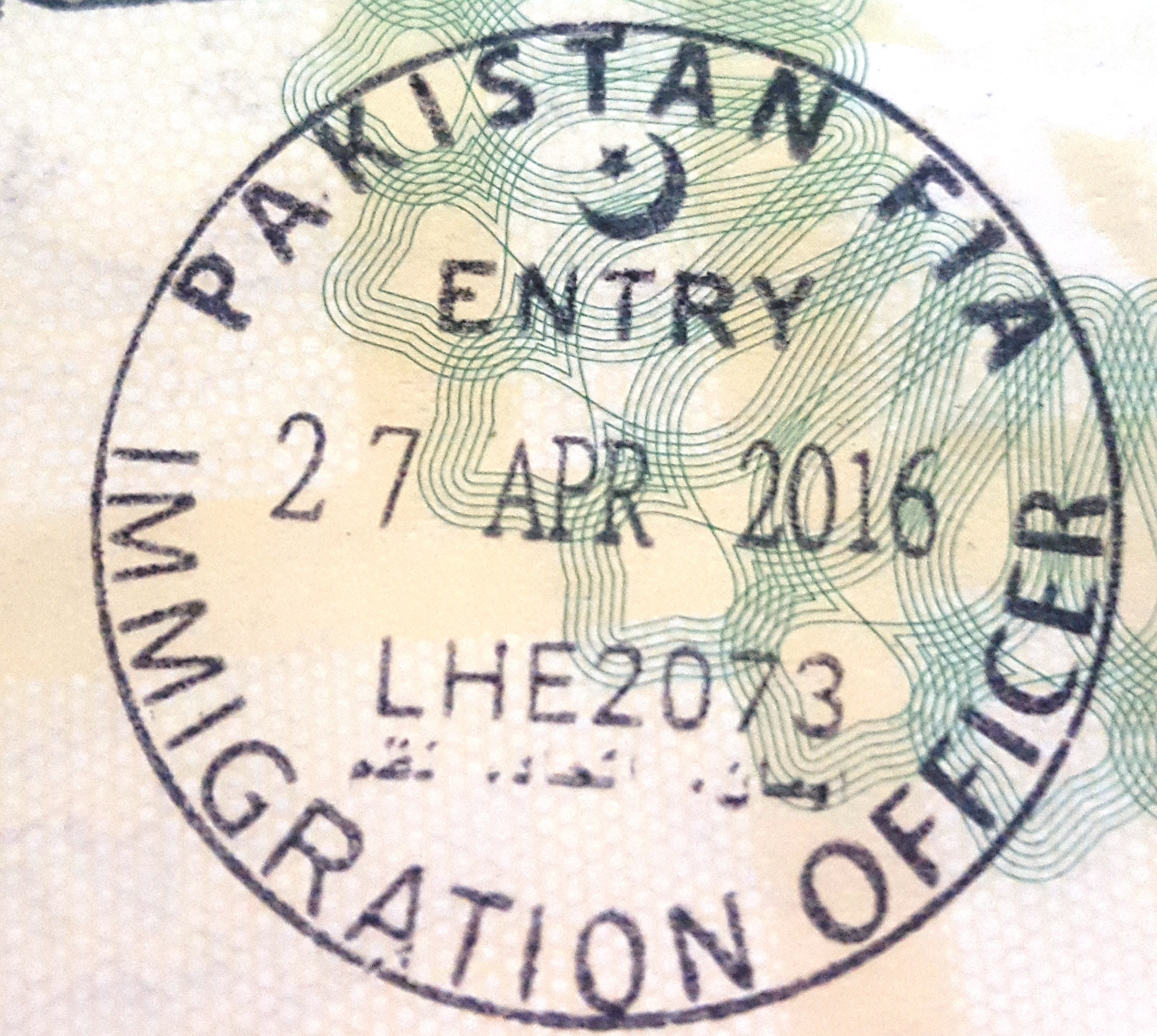
拉合爾機場的入境印章

#### 菲律賓共和國

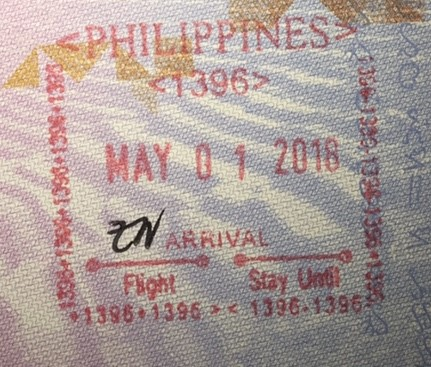
入境印章
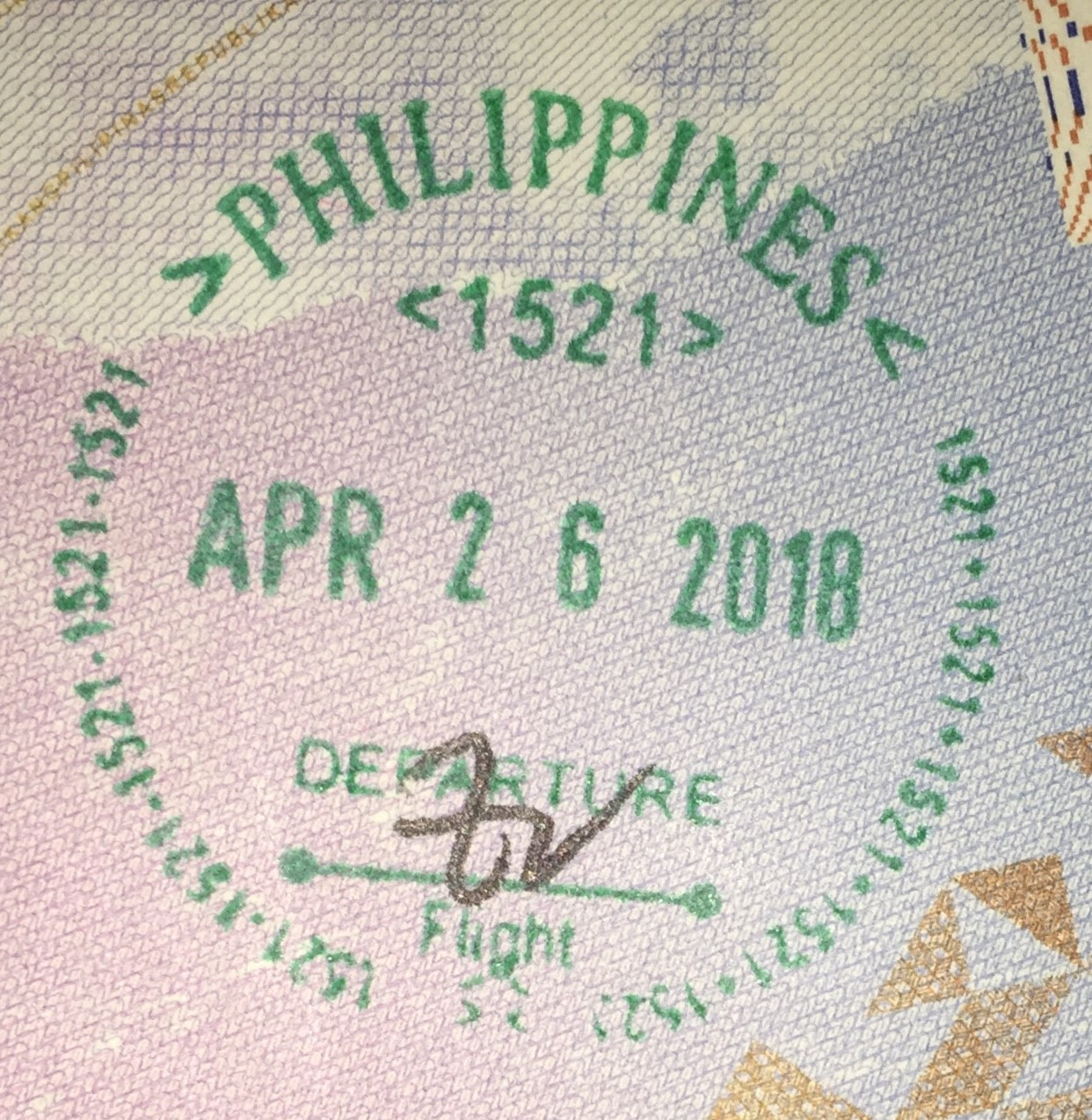
出境印章

#### 沙特阿拉伯

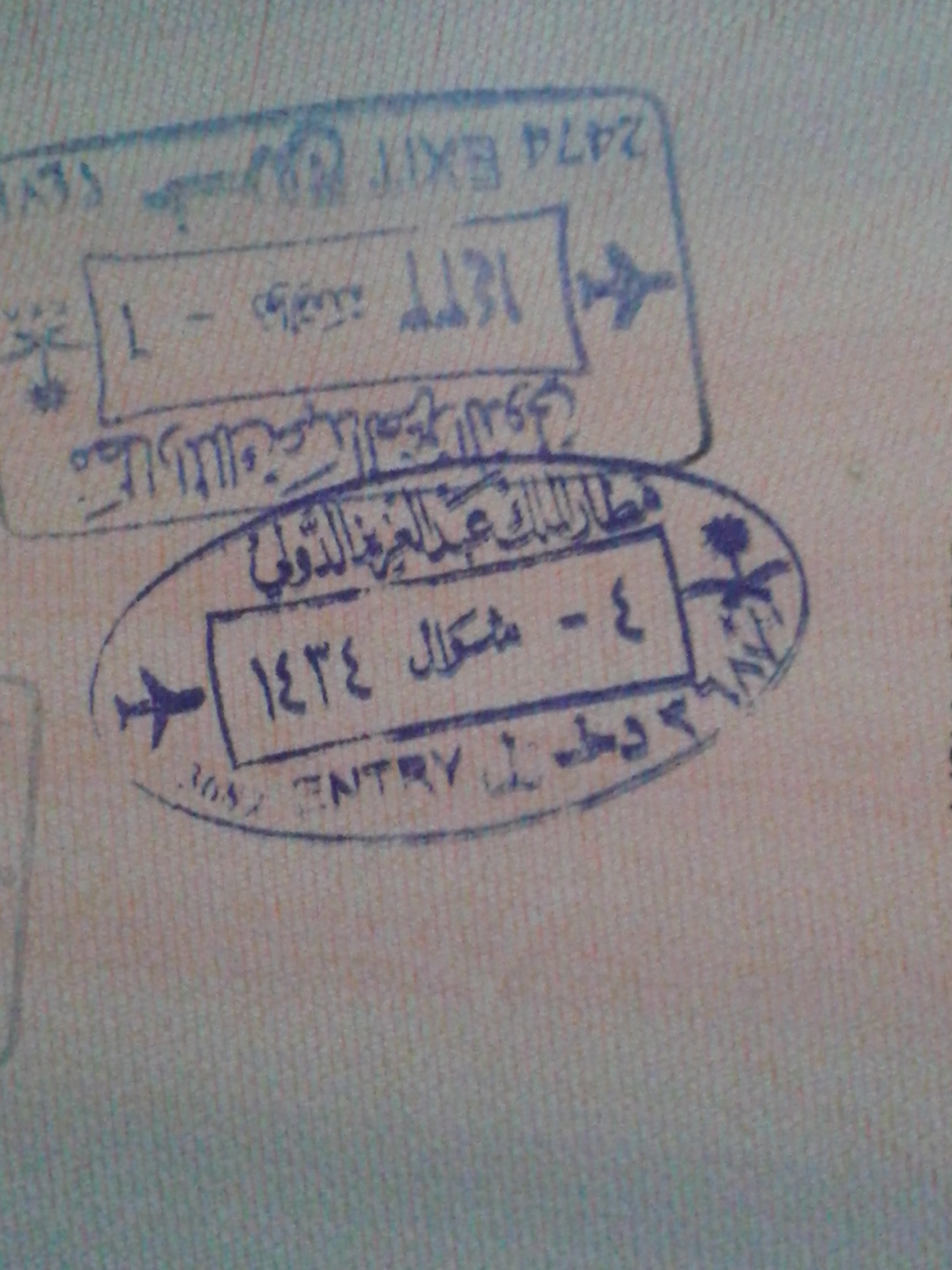
吉達阿卜杜拉·阿齊茲國王國際機場入境与出境印章（使用伊斯蘭曆日期）

#### 新加坡
2019年4月22日起，访客离境时不再于护照上加盖出境印章，2021年10月起从樟宜機場入境时不再于护照上加盖入境印章、改为发放电子入境卡（e-Pass），2022年3月11日起从任何口岸入境均不再于护照上加盖入境印章。

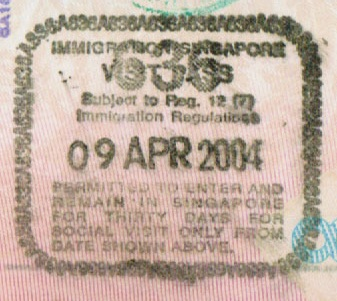
樟宜機場入境印章
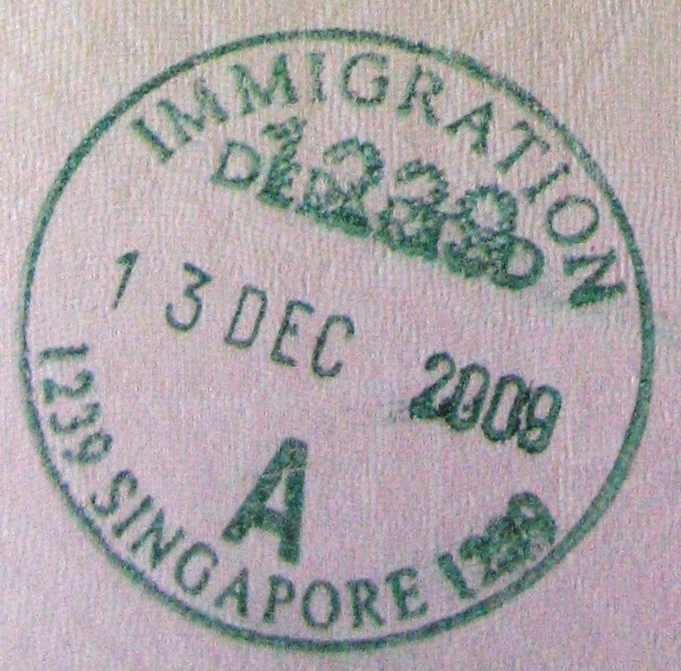
樟宜機場出境印章
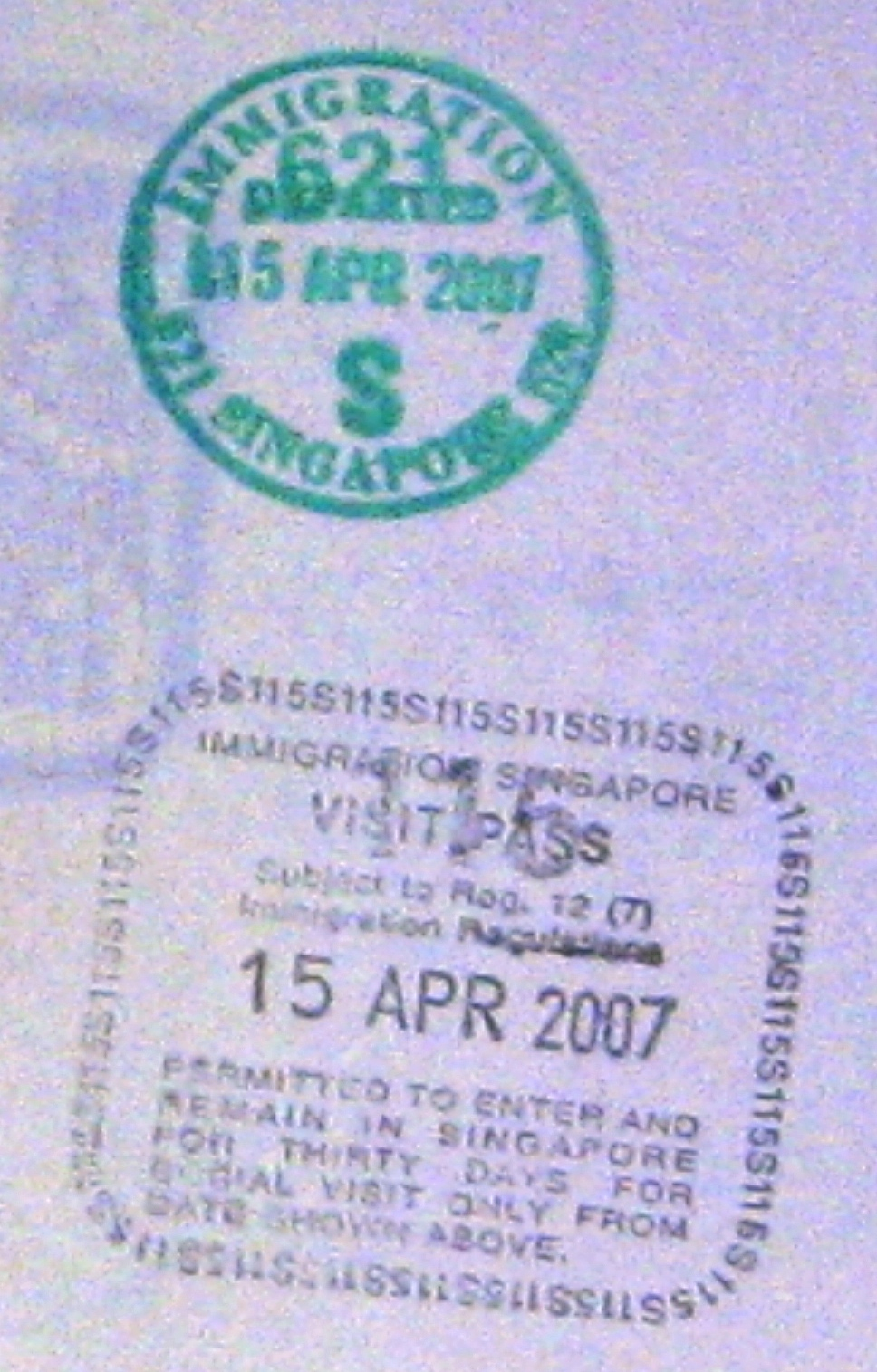
新加坡遊輪中心的海關入、出境印章
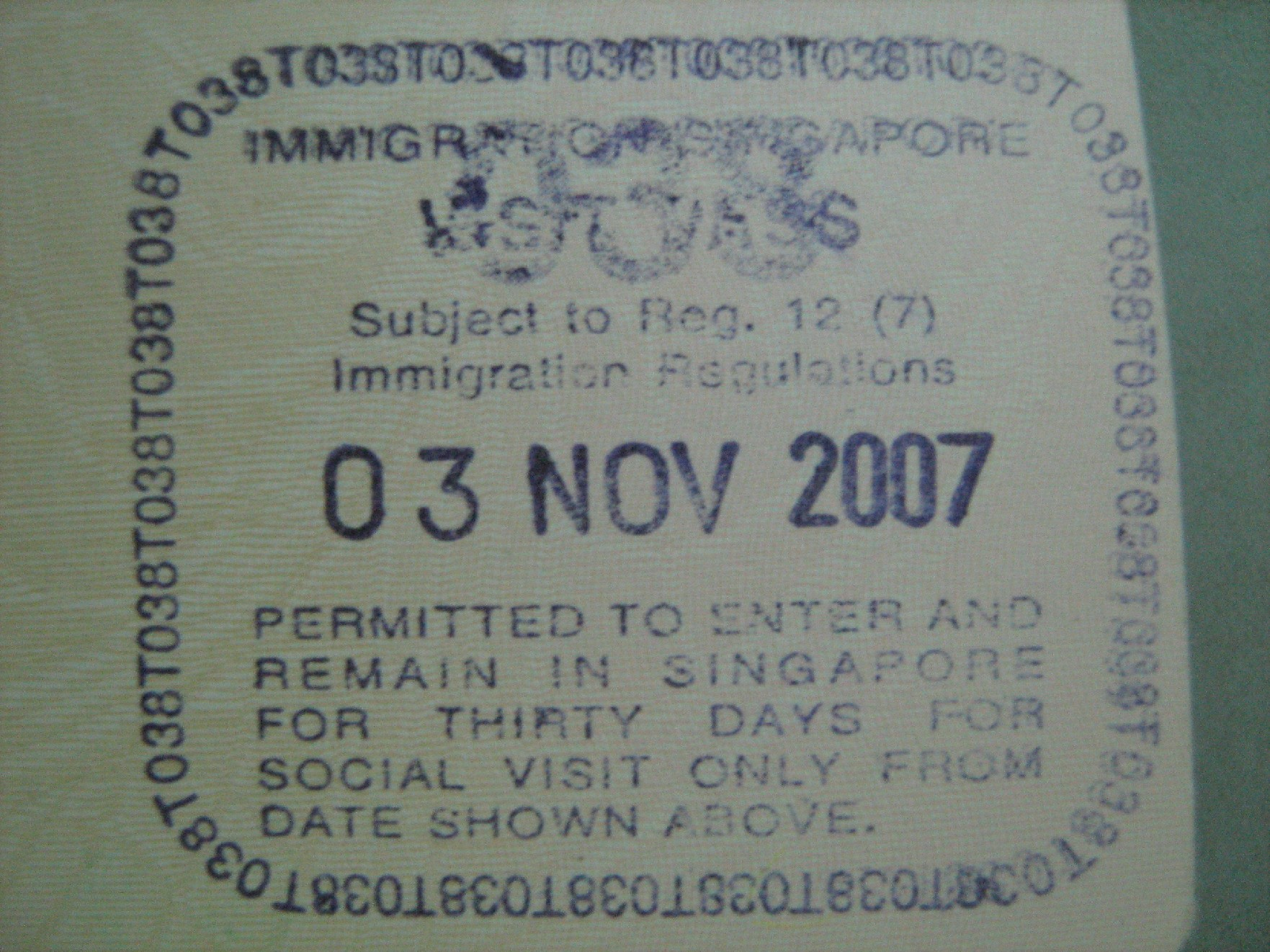
馬來西亞護照上經由大士關卡（英语：Woodlands Checkpoint）進入新加坡的入境印章
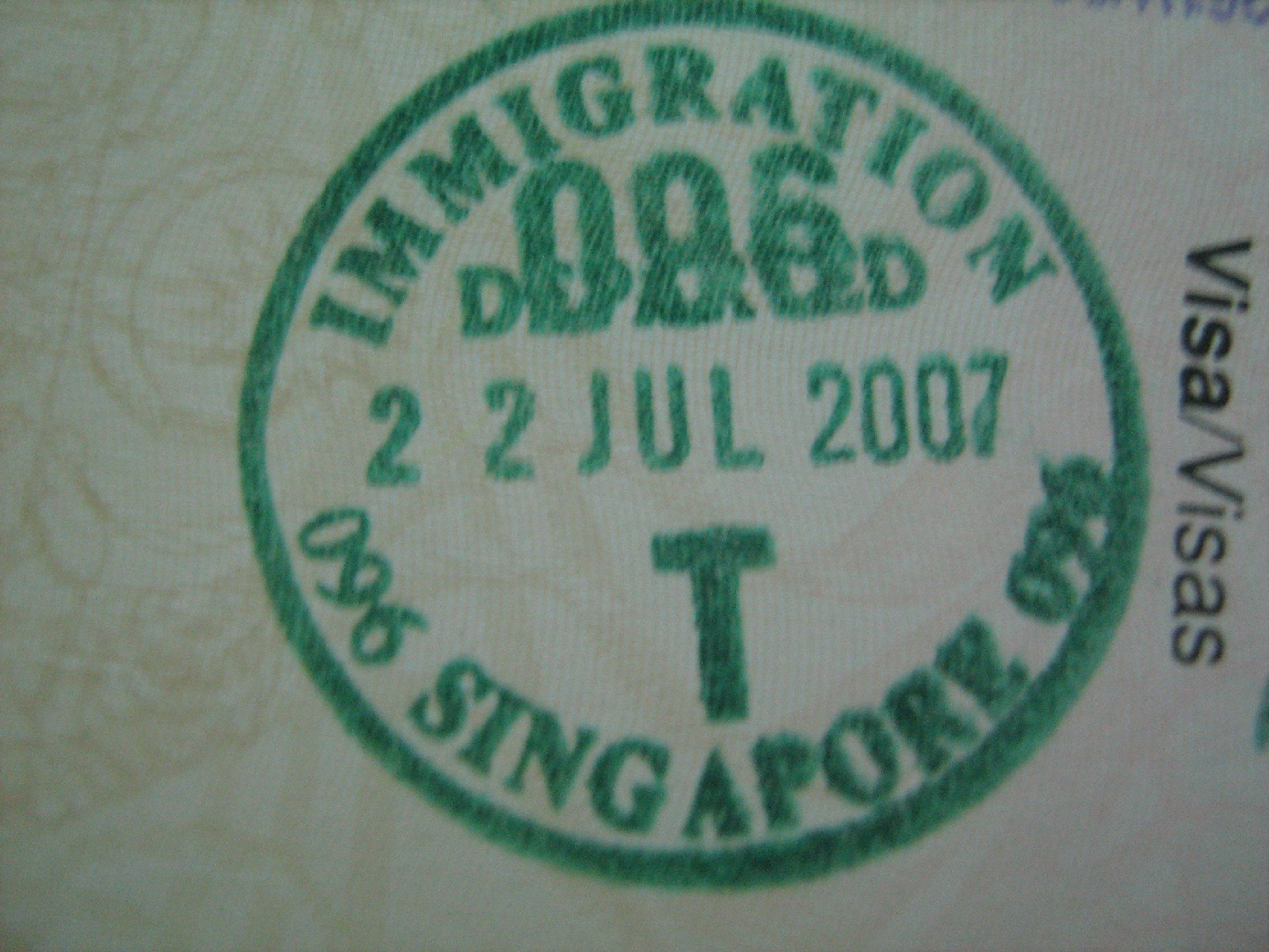
馬來西亞護照上經由大士關卡離開新加坡前往馬來西亞柔佛州丹絨古邦的出境印章
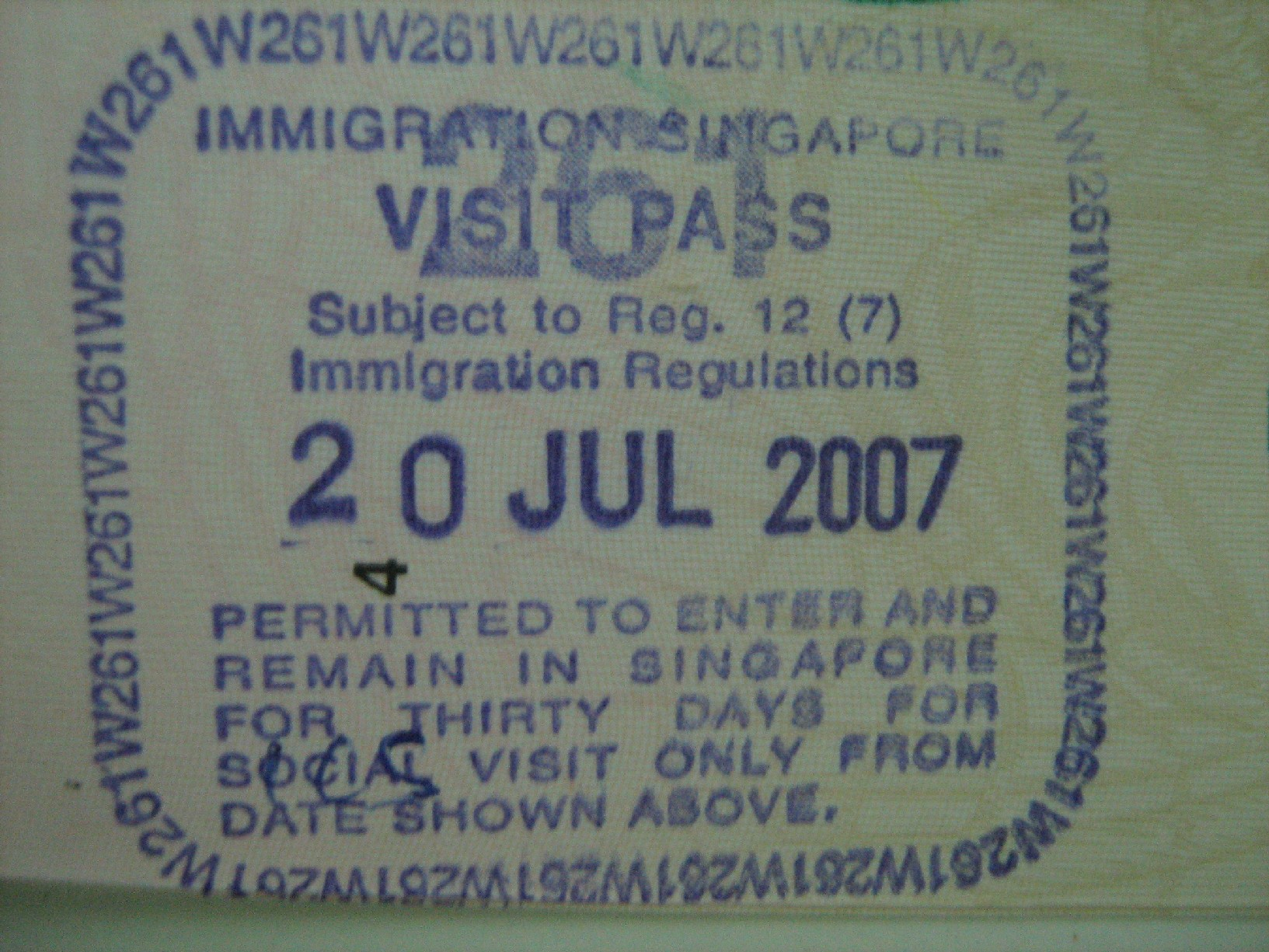
新加坡兀蘭火車關卡入境印章
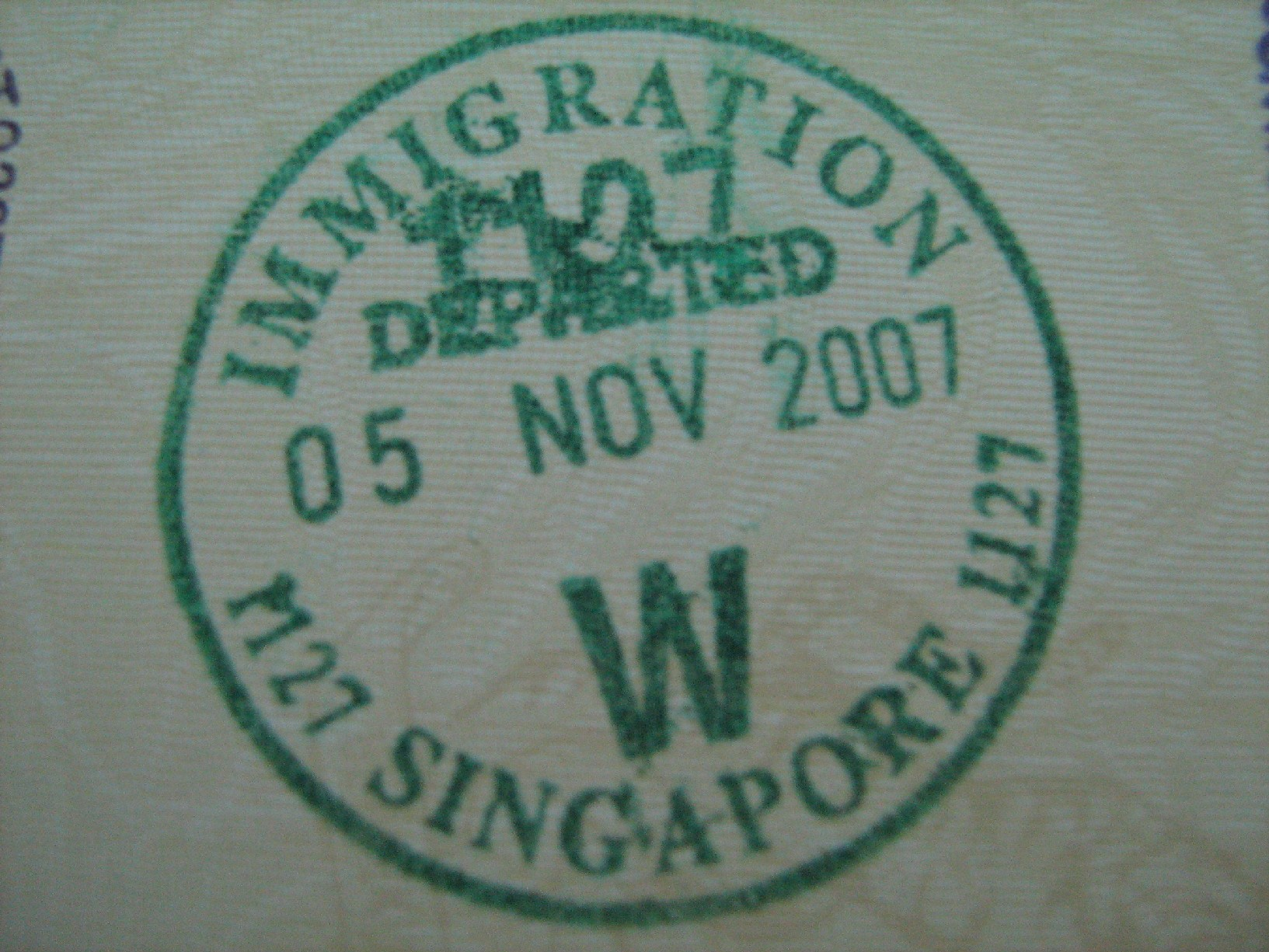
經由兀蘭火車關卡離開新加坡前往新山的出境印章

#### 斯里蘭卡

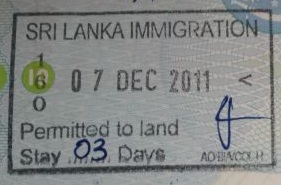
班達拉奈克國際機場入境印章
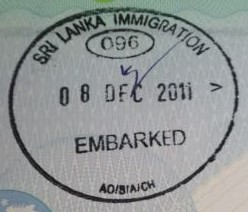
班達拉奈克國際機場出境印章

#### 大韓民國

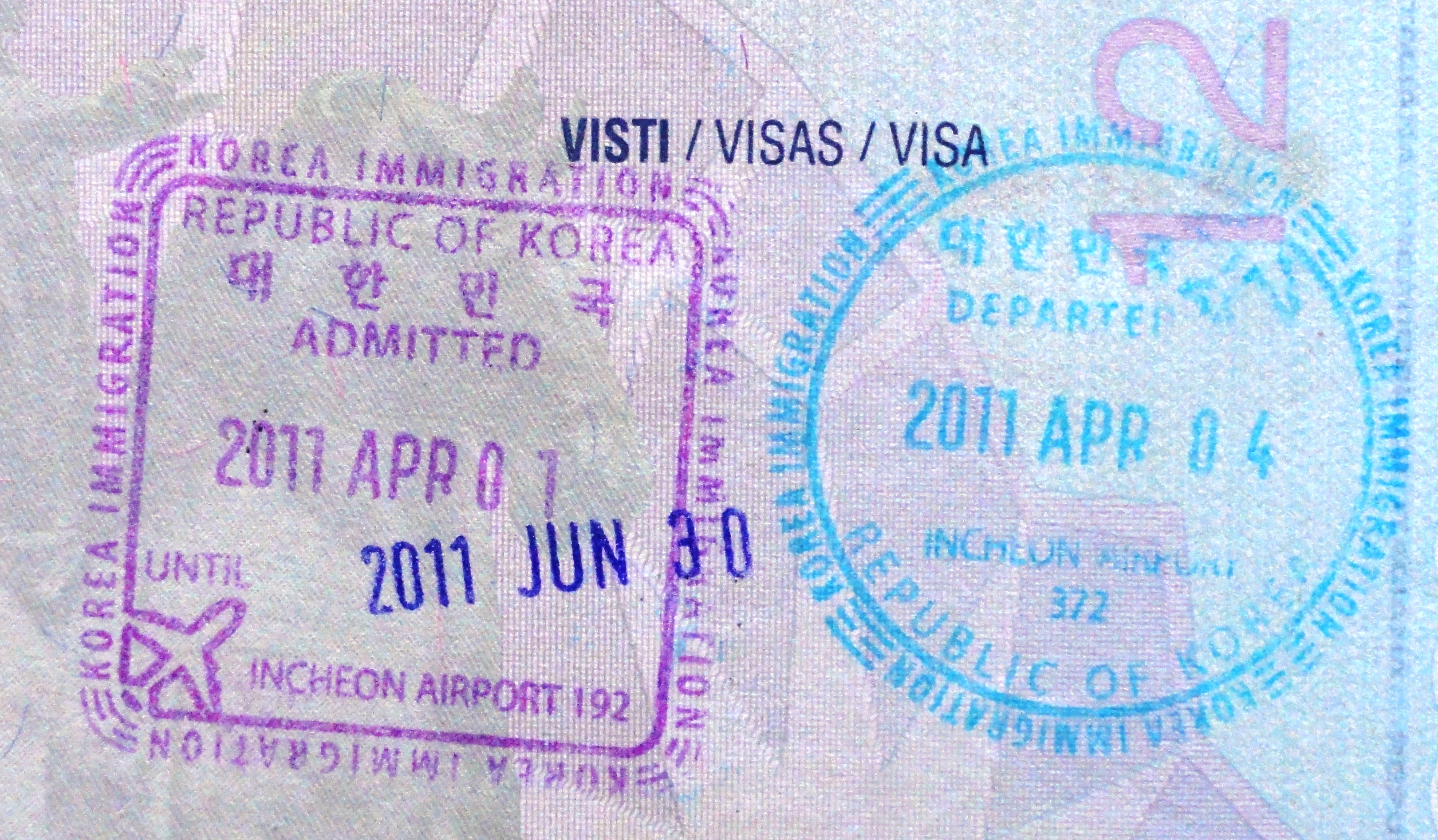
仁川國際機場入、出境印章，有描繪飛機圖案
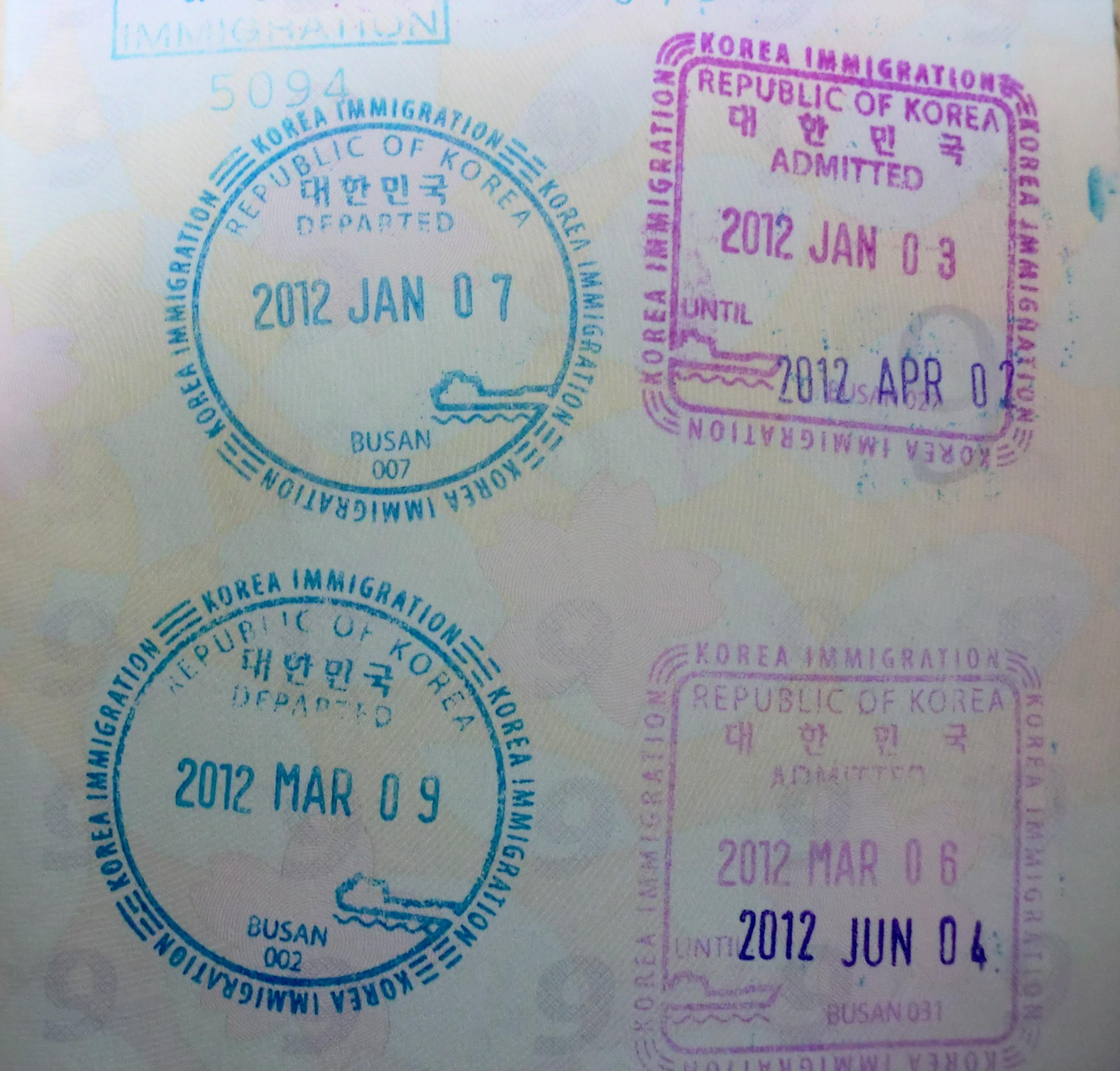
釜山港入、出境印章，有描繪輪船圖案
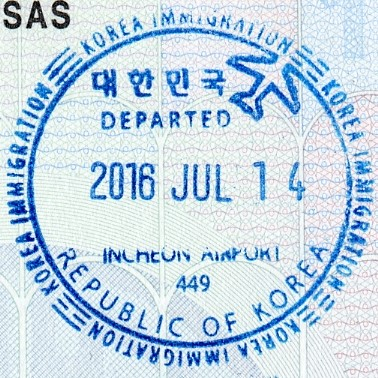
仁川國際機場出境印章
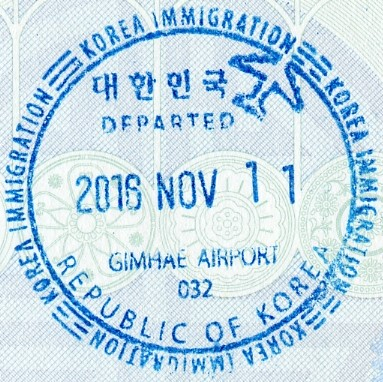
金海國際機場出境印章
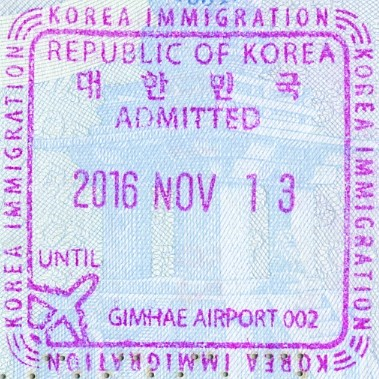
金海國際機場入境印章
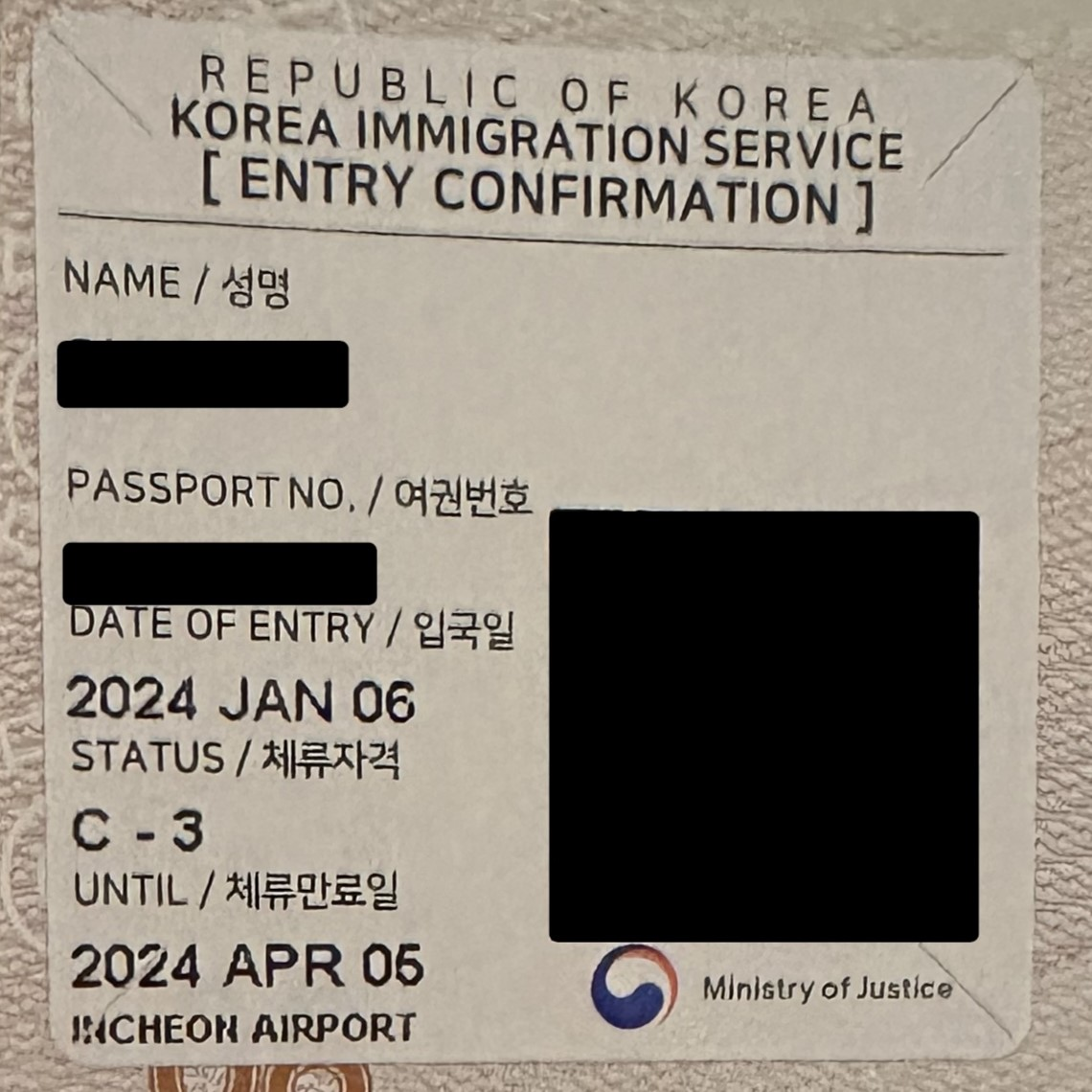
仁川国际机场入境贴纸

#### 中华民国
台灣自2021年1月1日起啟用新版入出境查驗章，以「突破框架」理念，設計超出章戳框的台灣島嶼圖騰，來取代梅花元素，象徵台灣突破外交限制的決心。

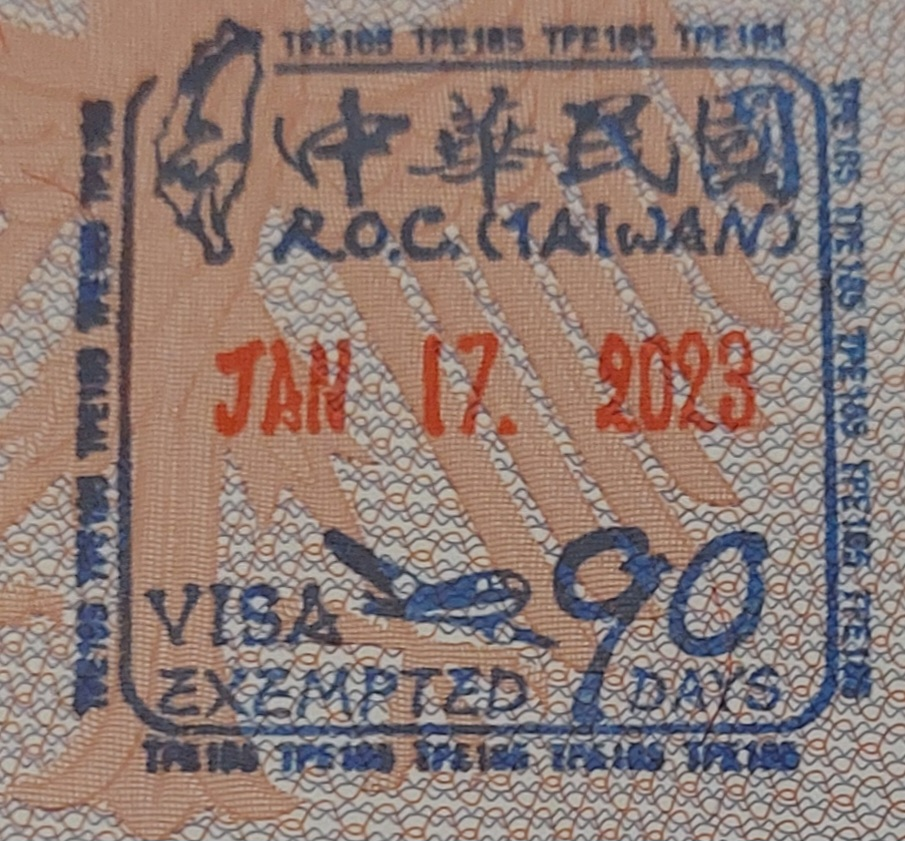
带有免签停留90天的的中华民国新版入境查驗章
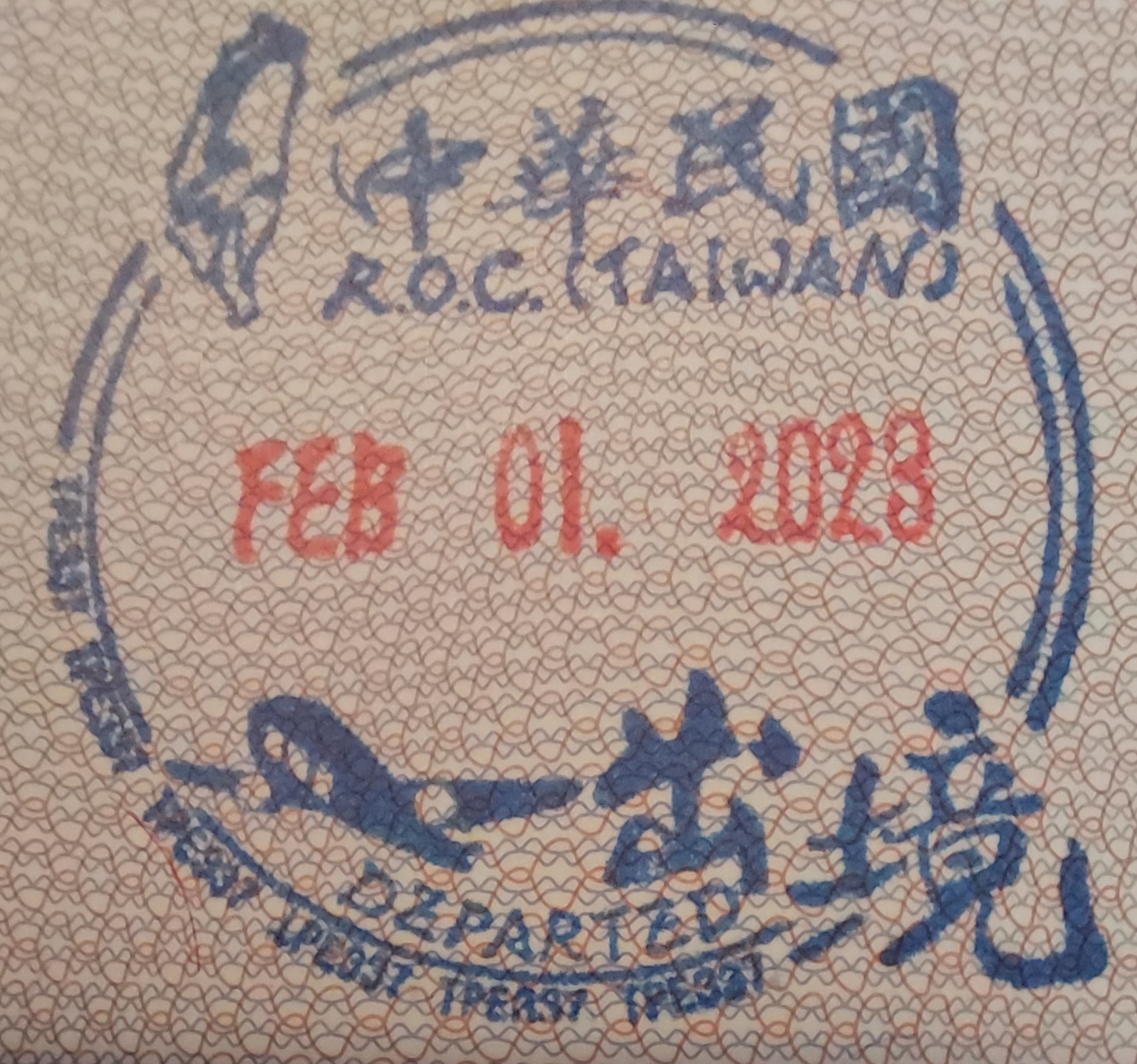
中华民国新版出境查驗章

上一版本为於2013年2月10日启用的移民局蓋章，蓋印內的中文字由知名女性書法家董陽孜手書。

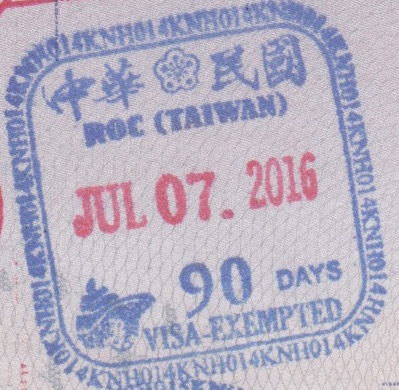
海路入境章
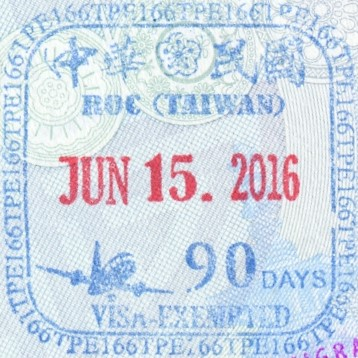
桃園國際機場的入境章
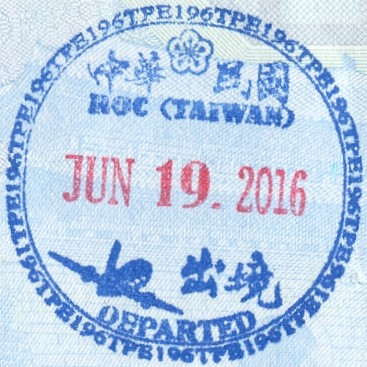
桃園國際機場的出境章

2013年以前的護照印章

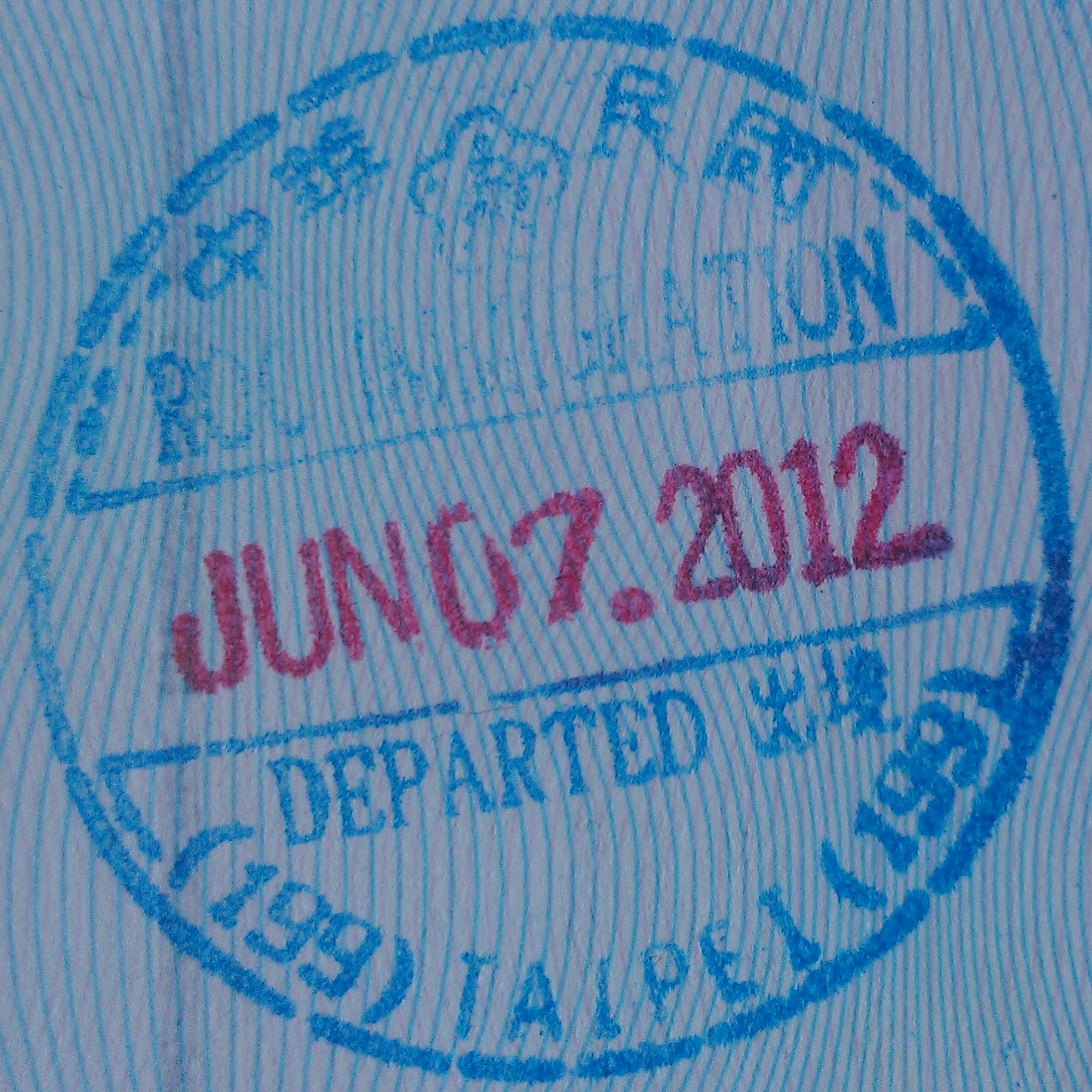
桃園國際機場的出境蓋印
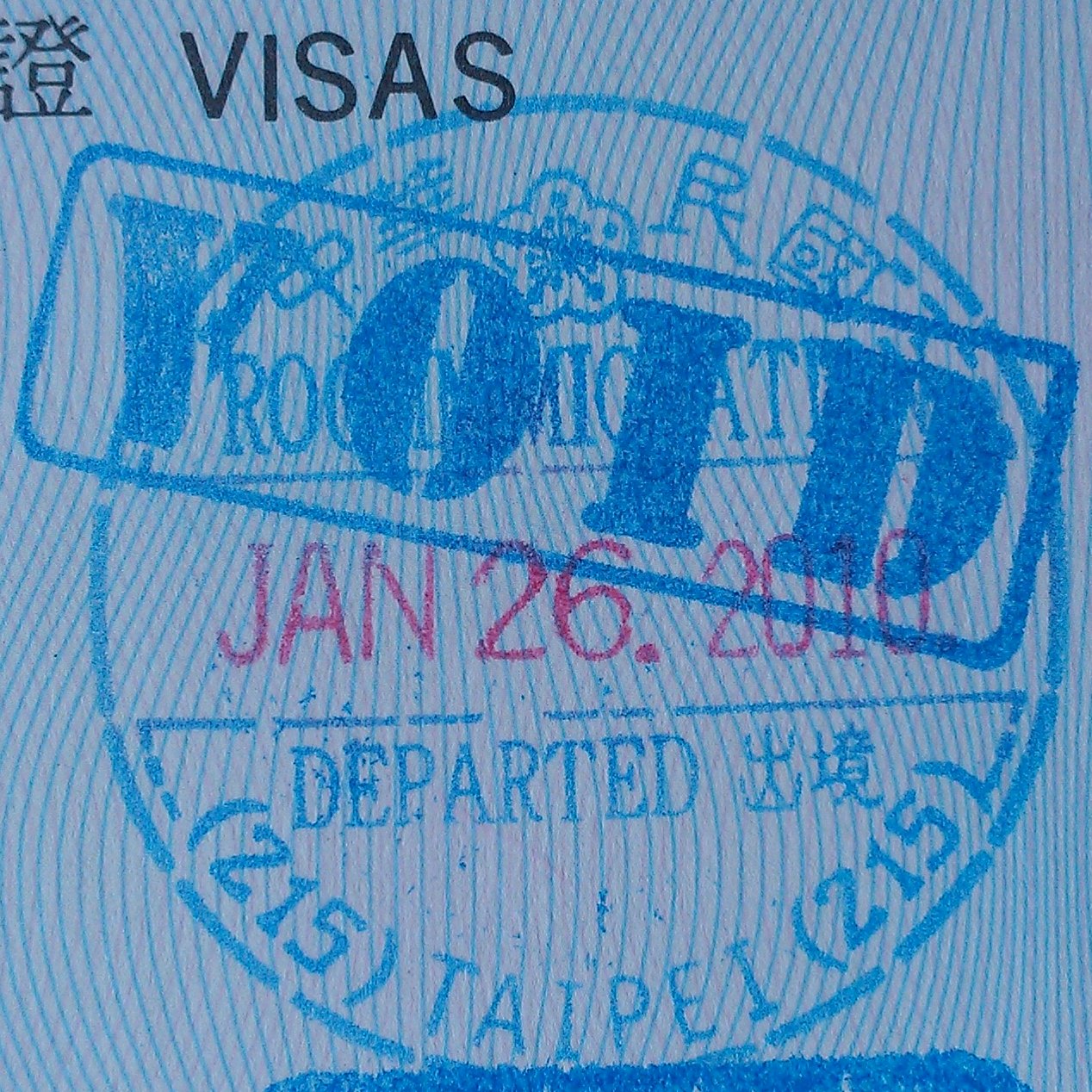
桃園國際機場的無效出境蓋印
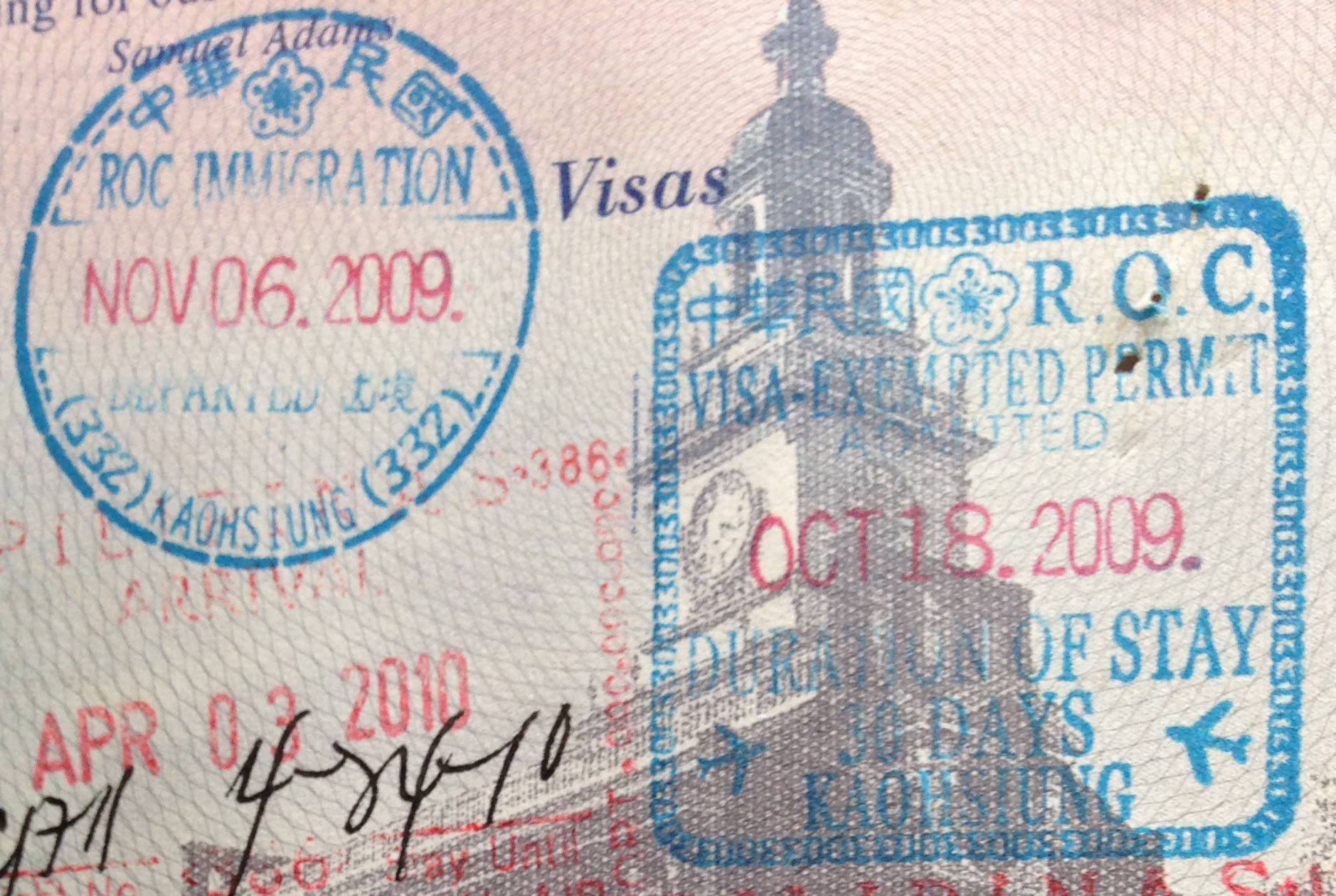
高雄國際機場的出入境蓋章
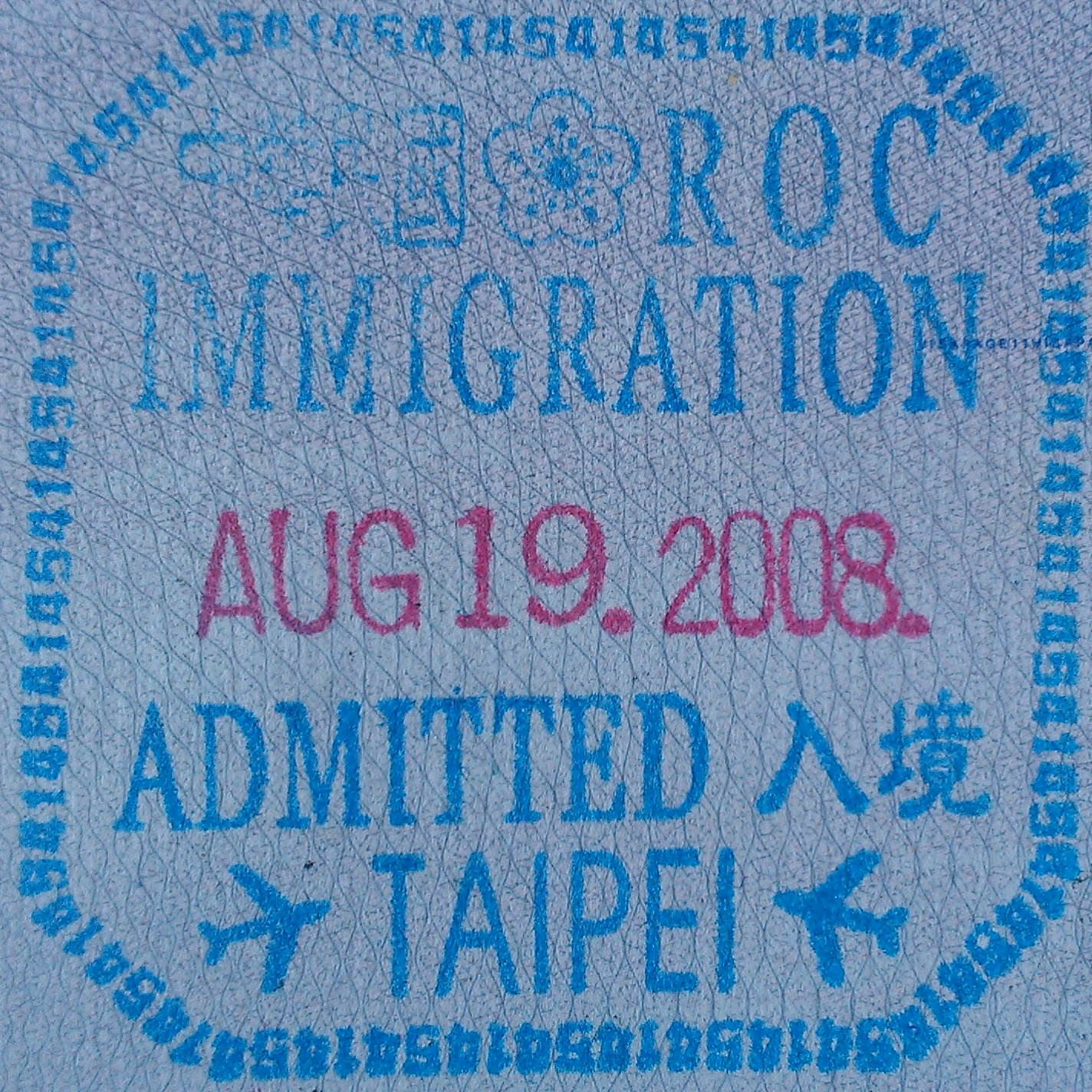
桃園國際機場的入境蓋印
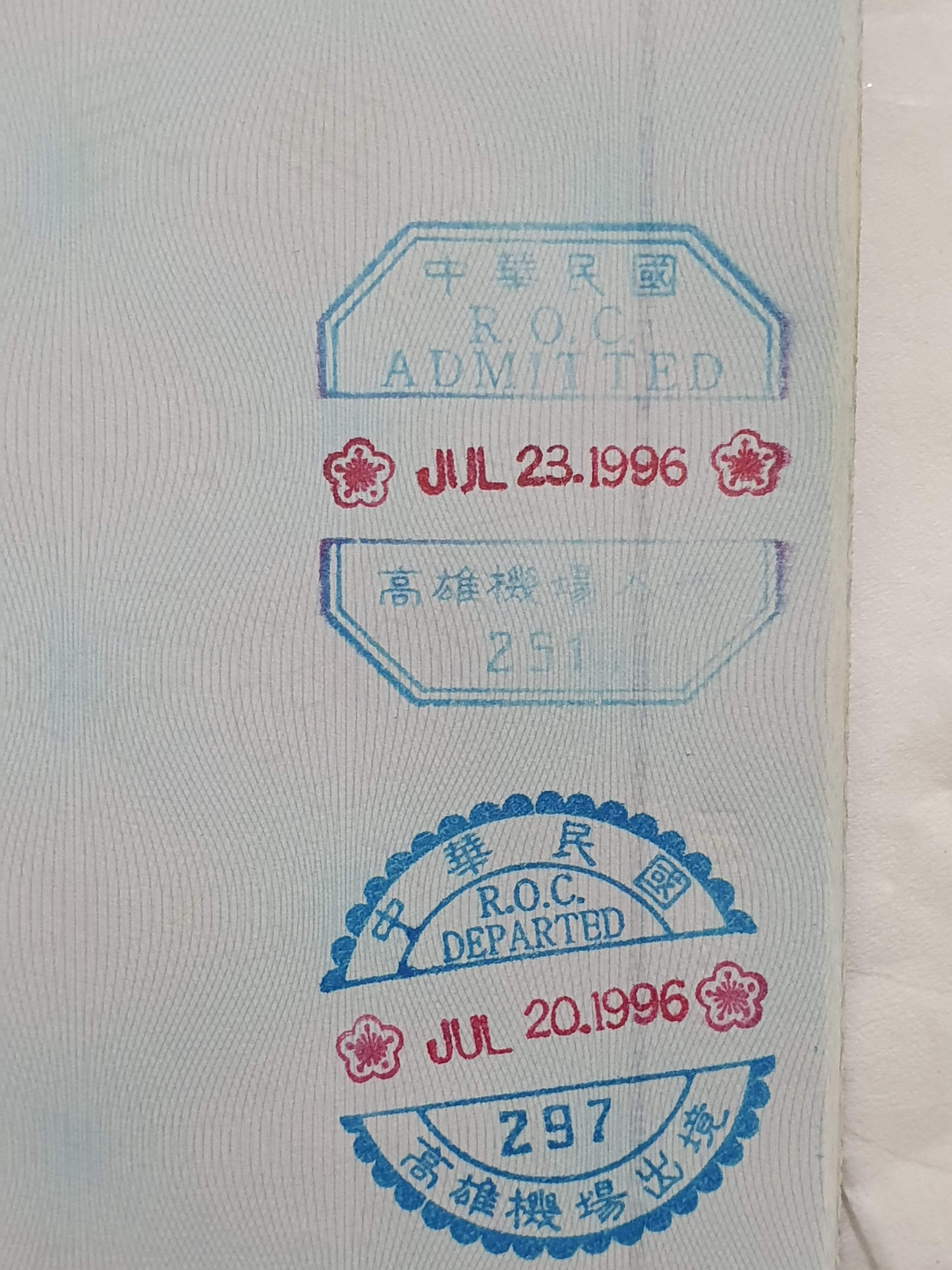
高雄機場的出入境蓋印（1996年）

#### 泰國

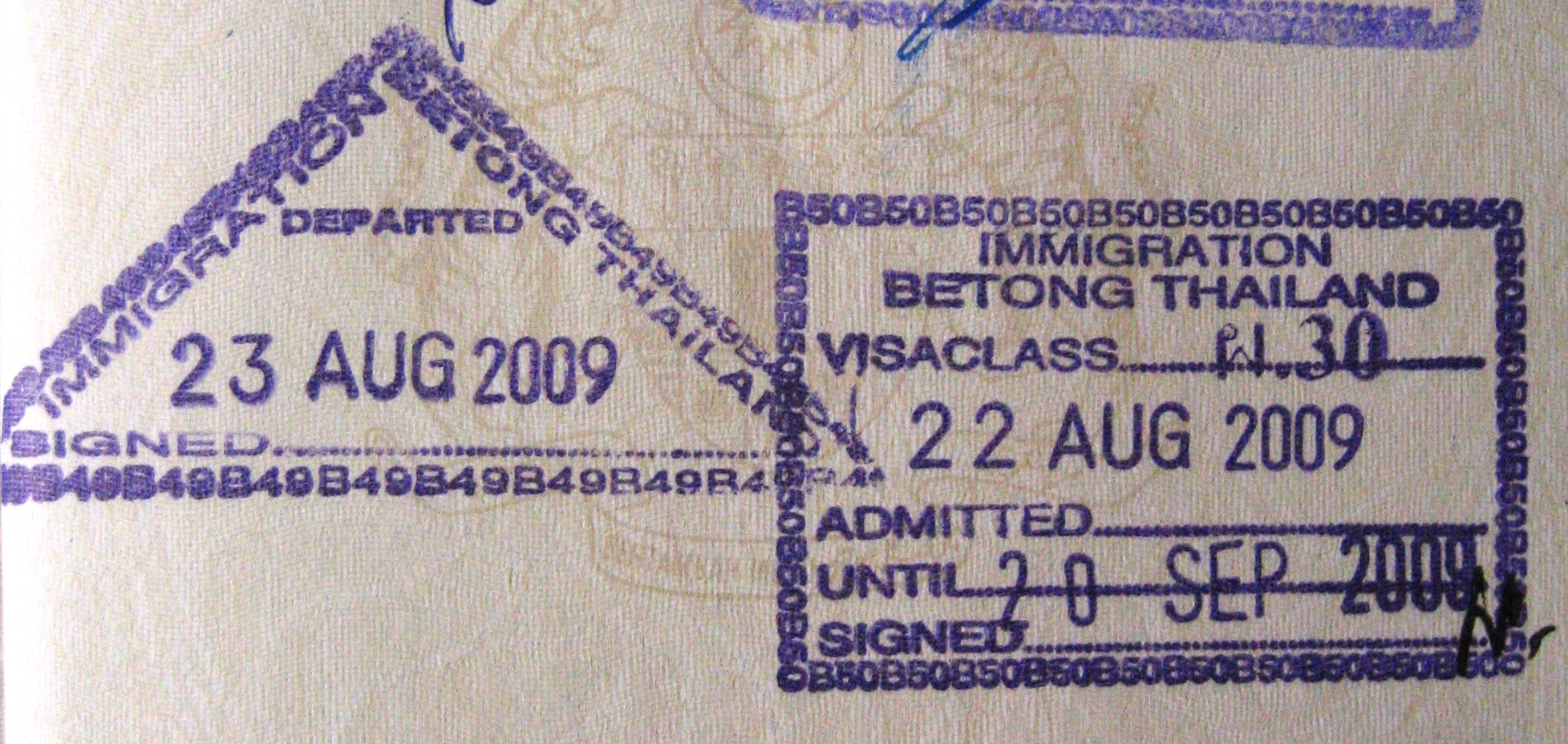
馬來西亞-泰國邊界上的勿洞（英语：Betong, Thailand）關口入、出境印章
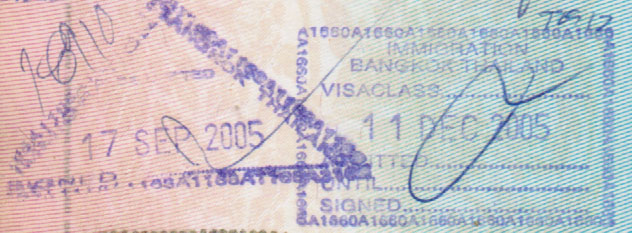
廊曼國際機場入、出境印章
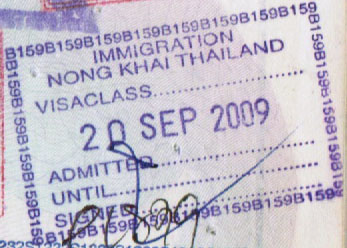
泰國-寮國友誼橋入境印章
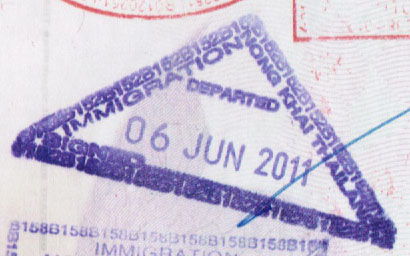
泰國-寮國友誼橋出境印章
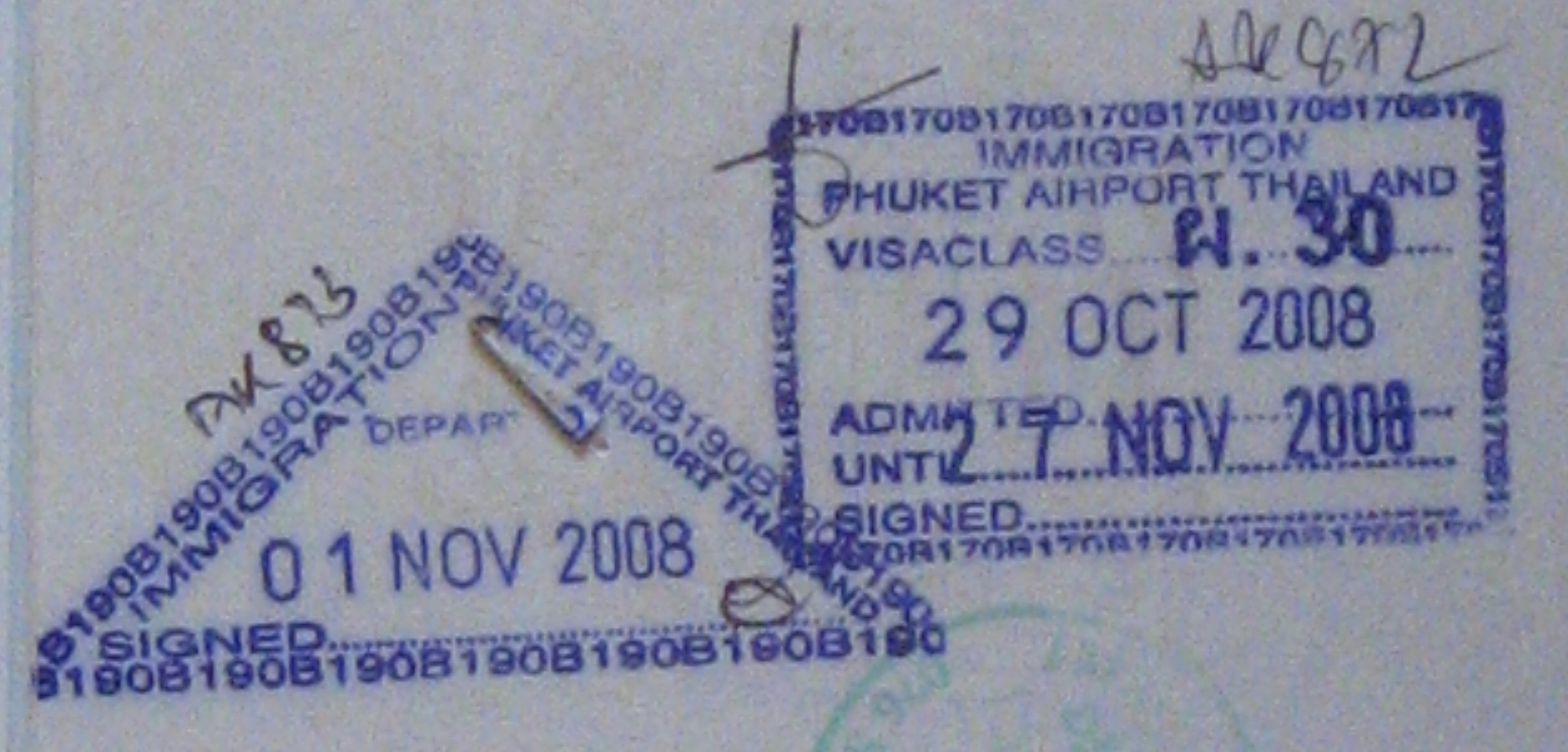
普吉國際機場入、出境印章
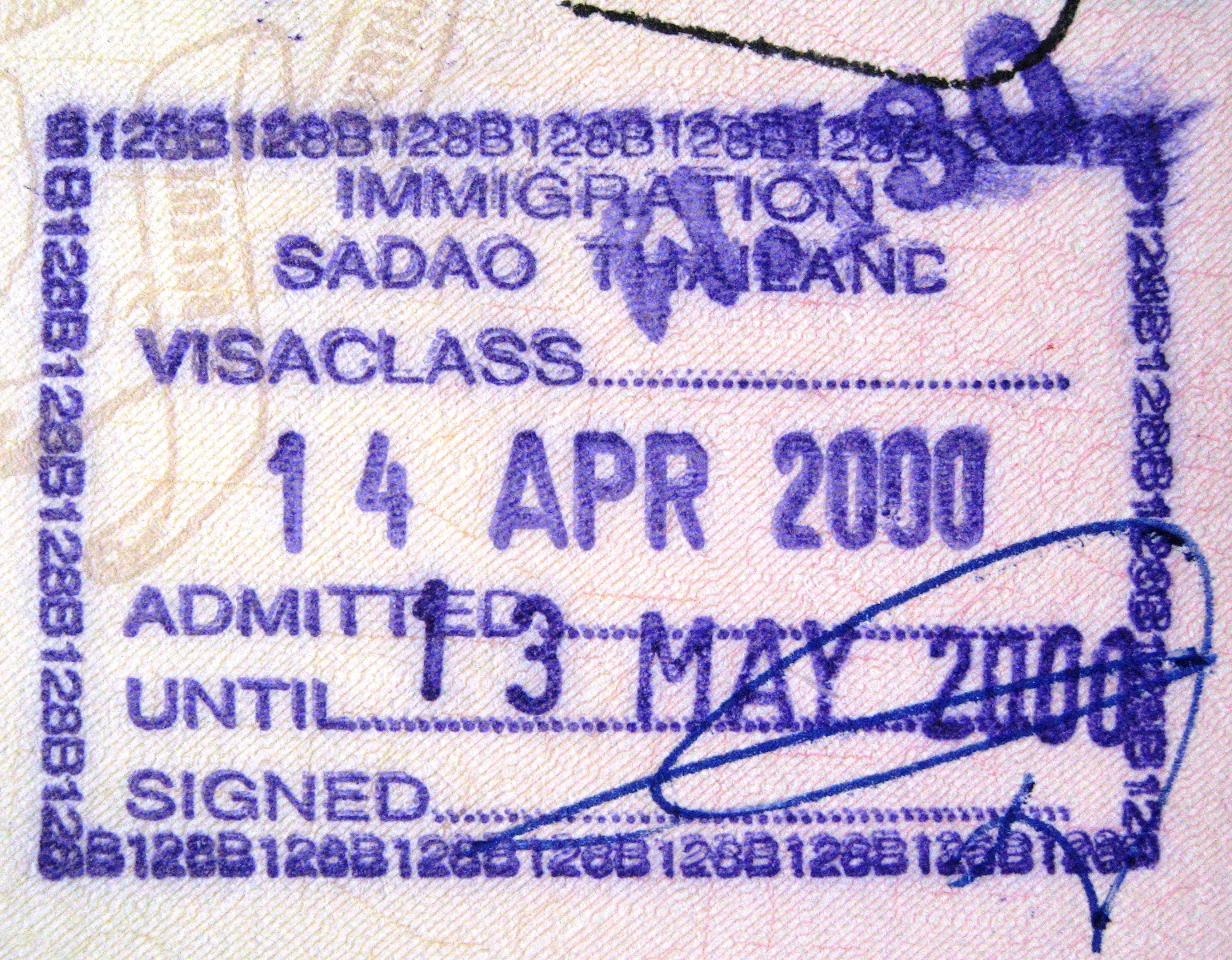
馬來西亞-泰國邊界上的沙道關口入境印章
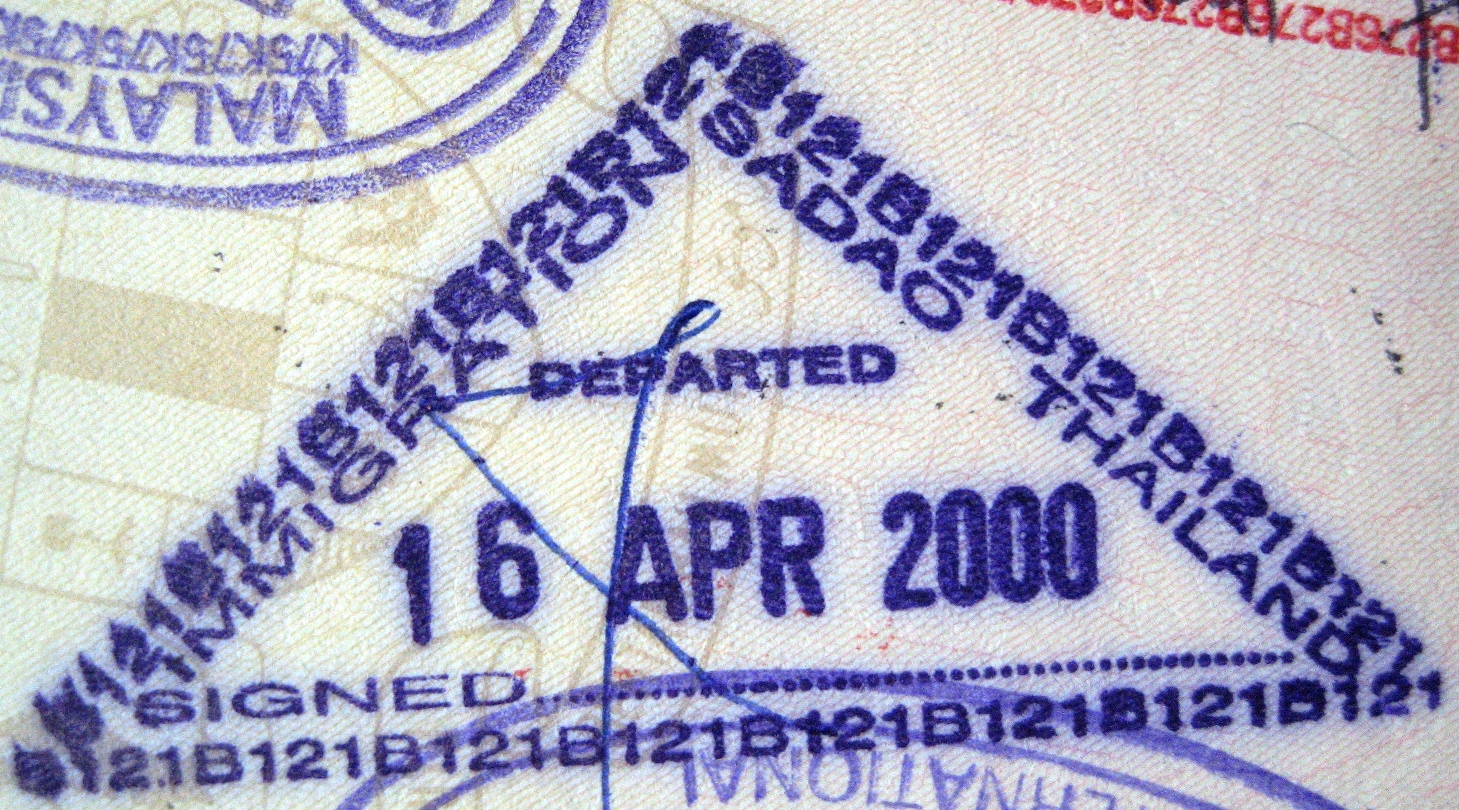
馬來西亞-泰國邊界上的沙道關口出境印章
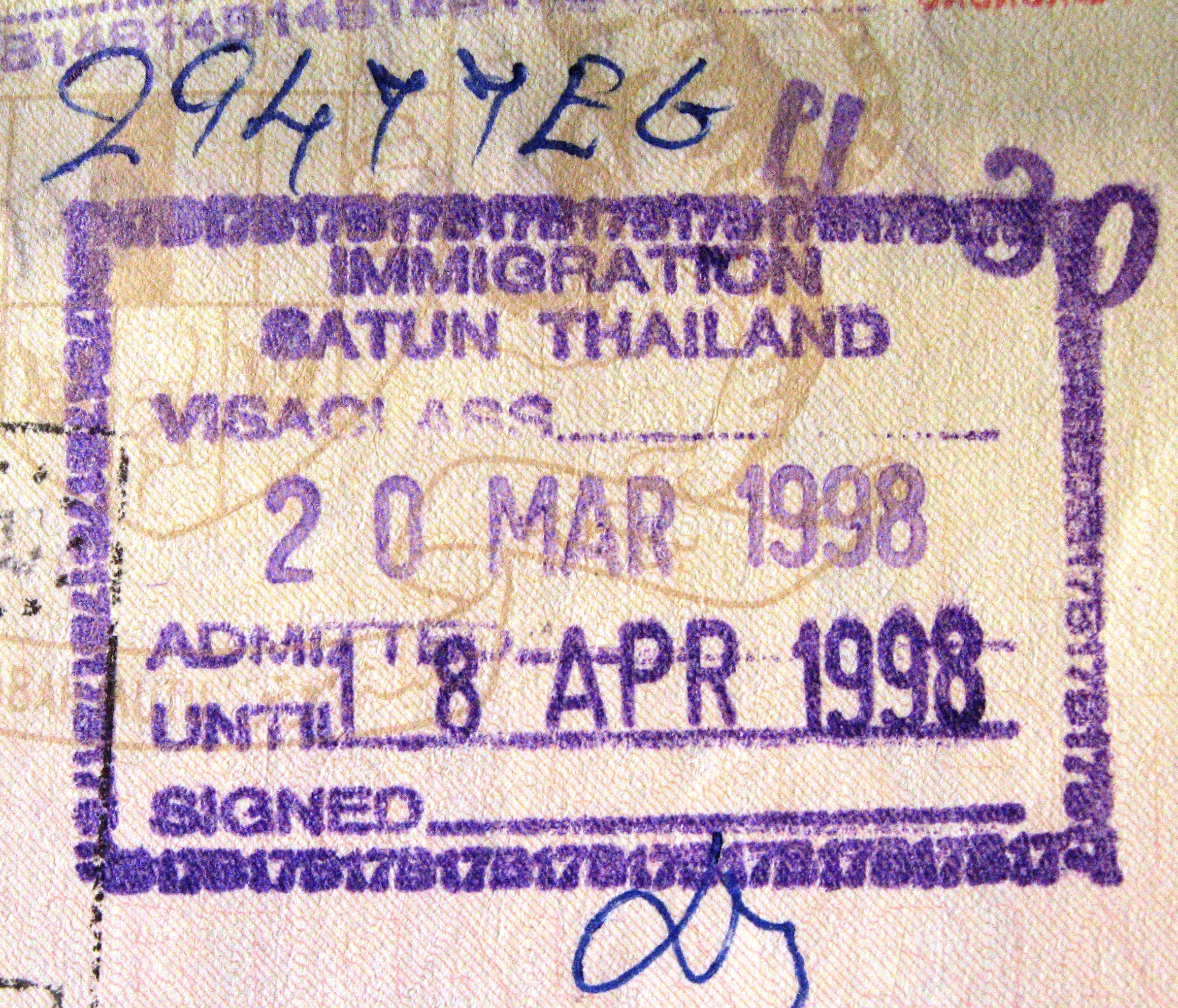
馬來西亞-泰國邊界上的沙敦關口入境印章
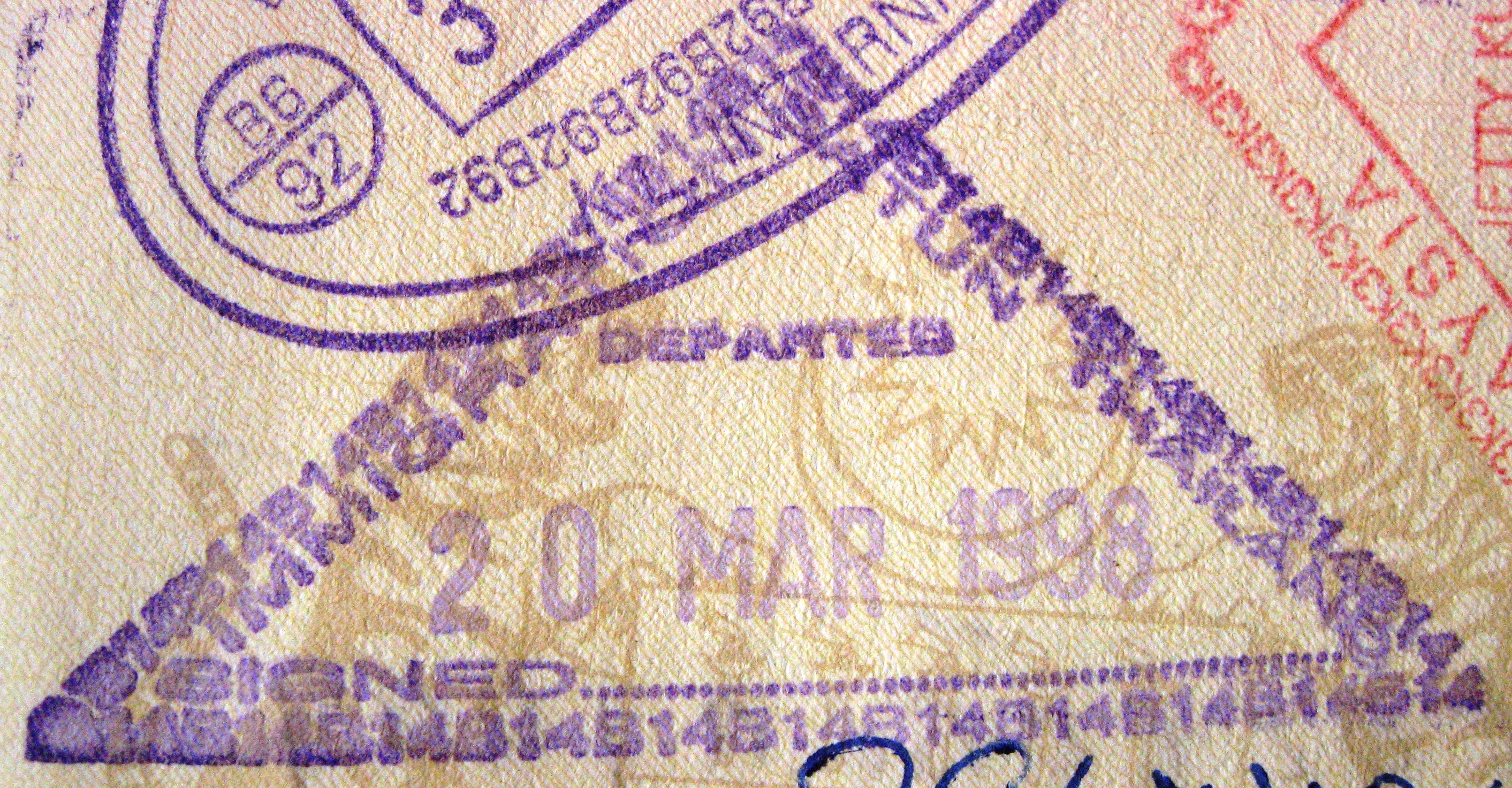
馬來西亞-泰國邊界上的沙敦關口出境印章
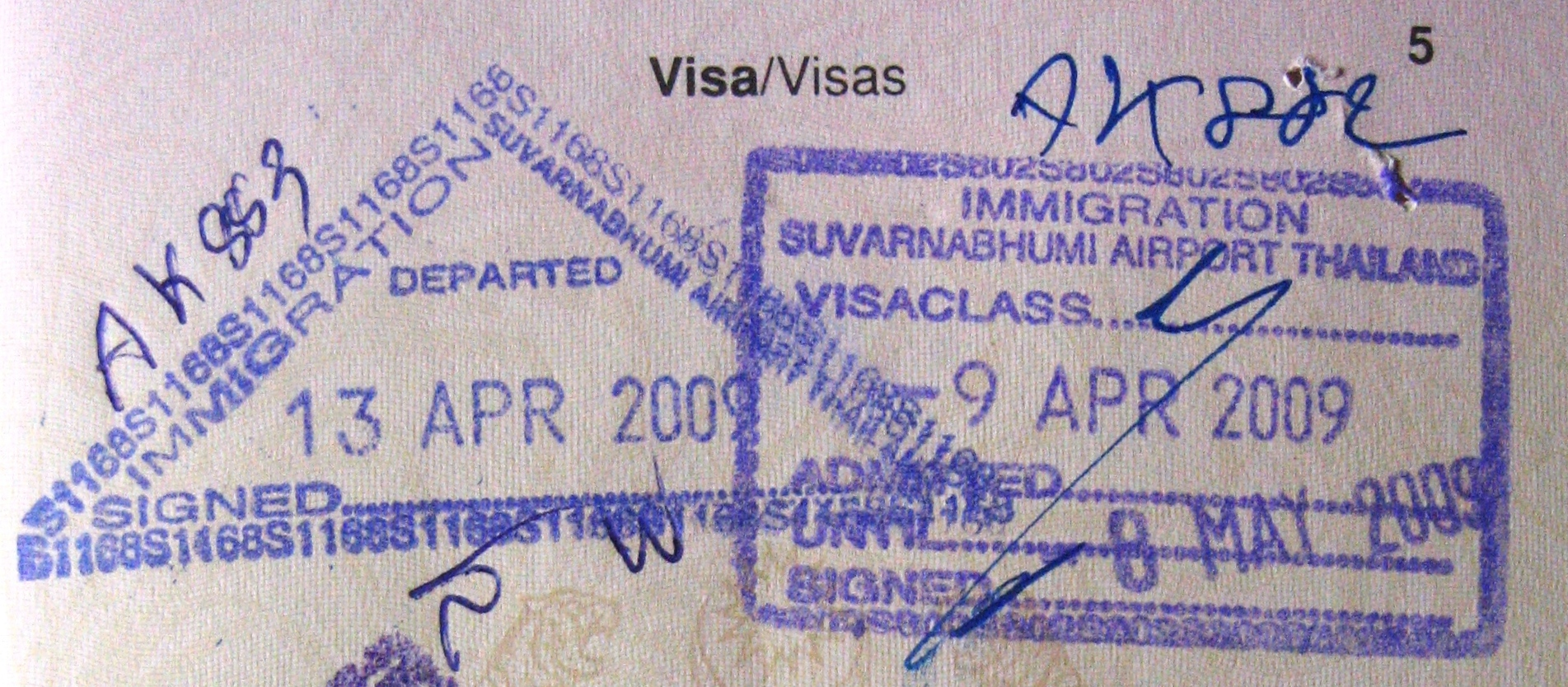
蘇凡納布國際機場入、出境印章
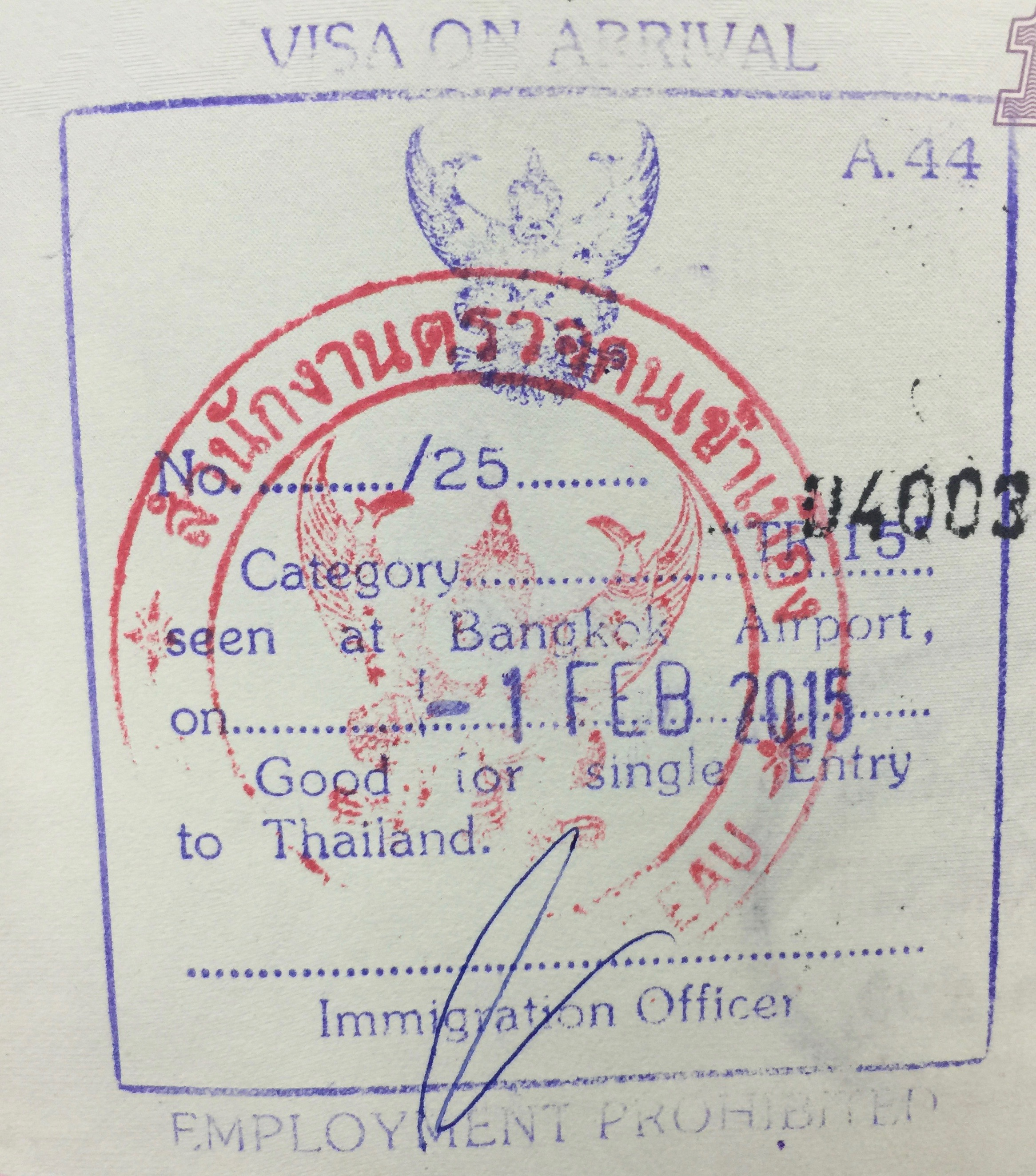
落地簽證及入境印章
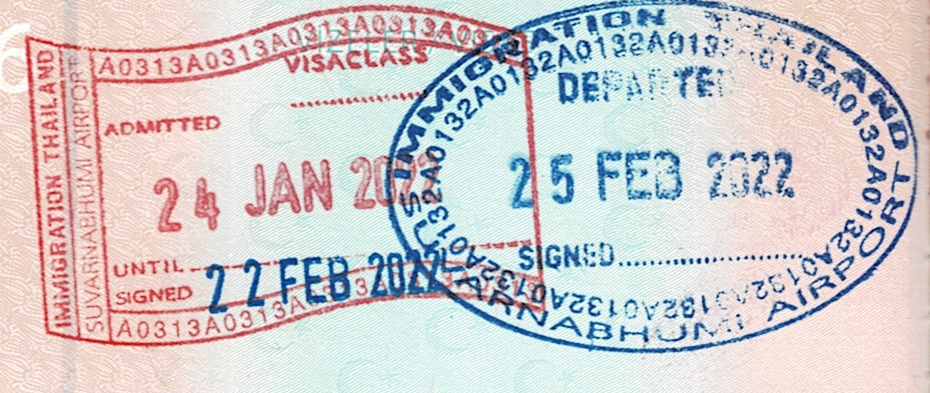
2020年8月13日啟用的新版出入境印章

#### 東帝汶
東帝汶使用全頁藍色印章伴隨紅色日期入境章橢圓形藍色印章於入境。出境印章則為黑色橢圓形。

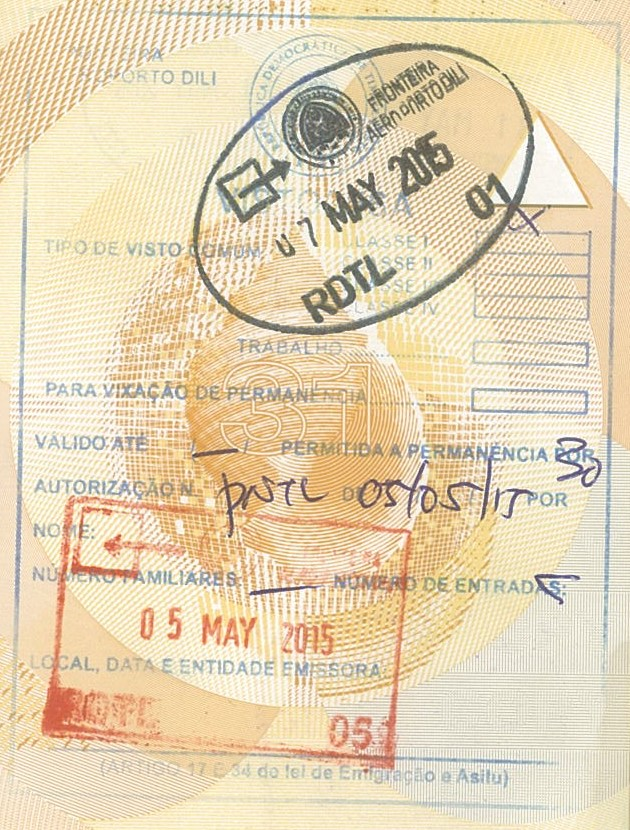
東帝汶的護照印章

#### 阿拉伯聯合酋長國
阿聯酋使用藍色橢圓形的印章作為入境印章，當中裡面有一個小的長方形的位置有逗留日數的資料。出境印章為綠色橢圓形印章。

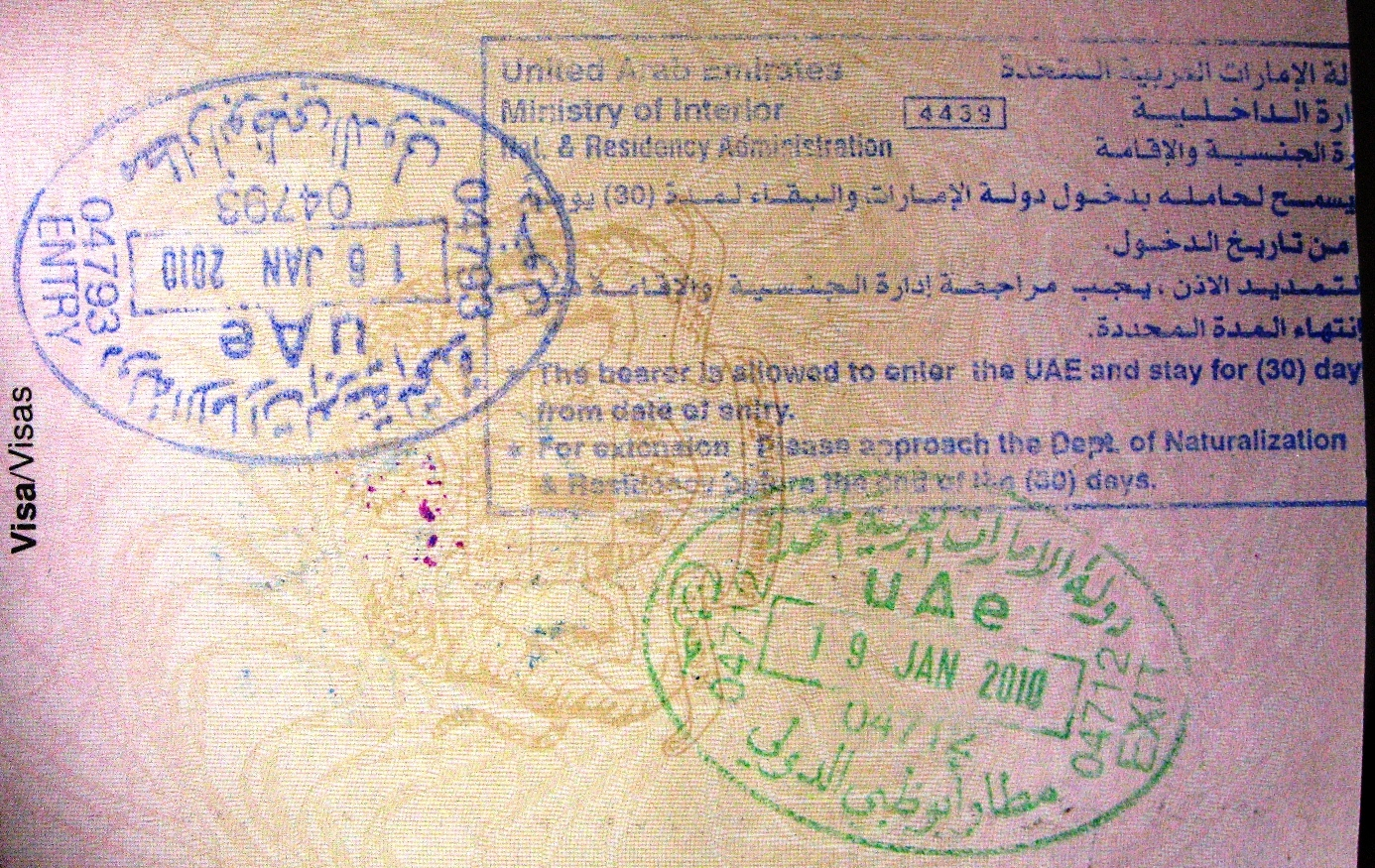
阿布扎比國際機場的出入境蓋章

#### 越南

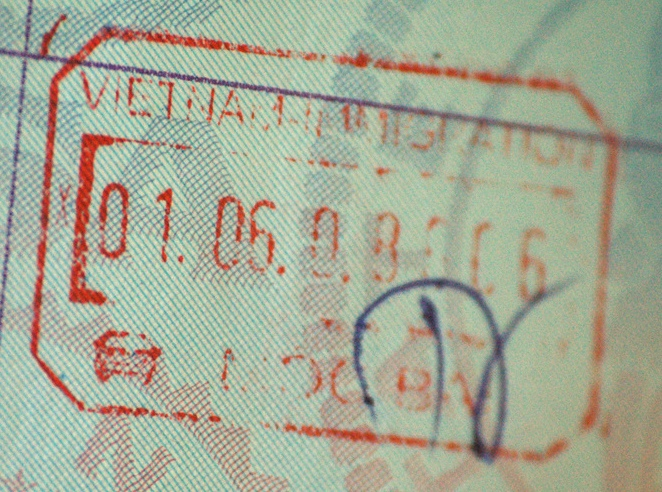
柬埔寨-越南邊界的Mộc Bài關口（屬於西寧省邊求縣利順社）出境印章
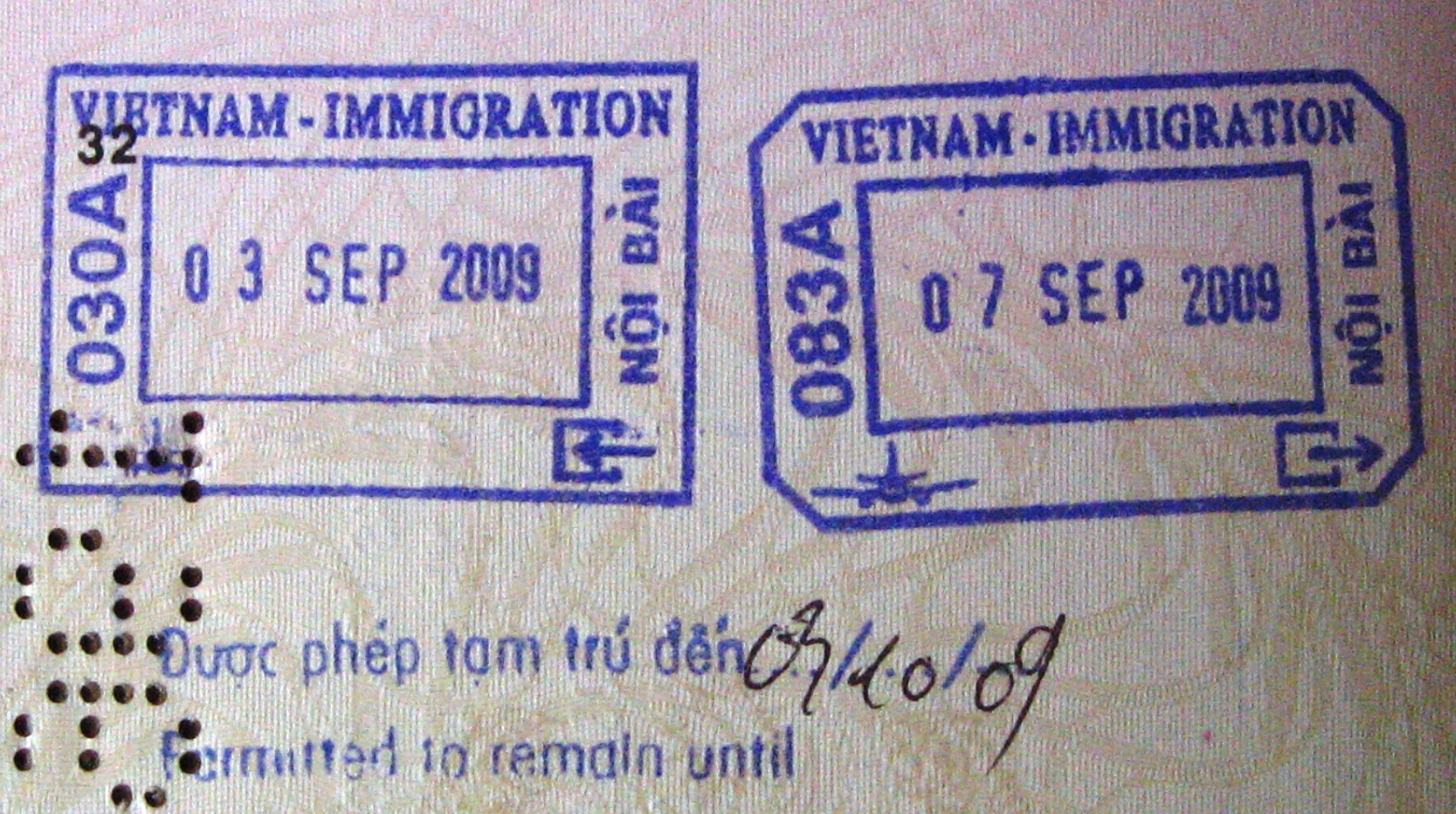
河內內排國際機場入、出境印章
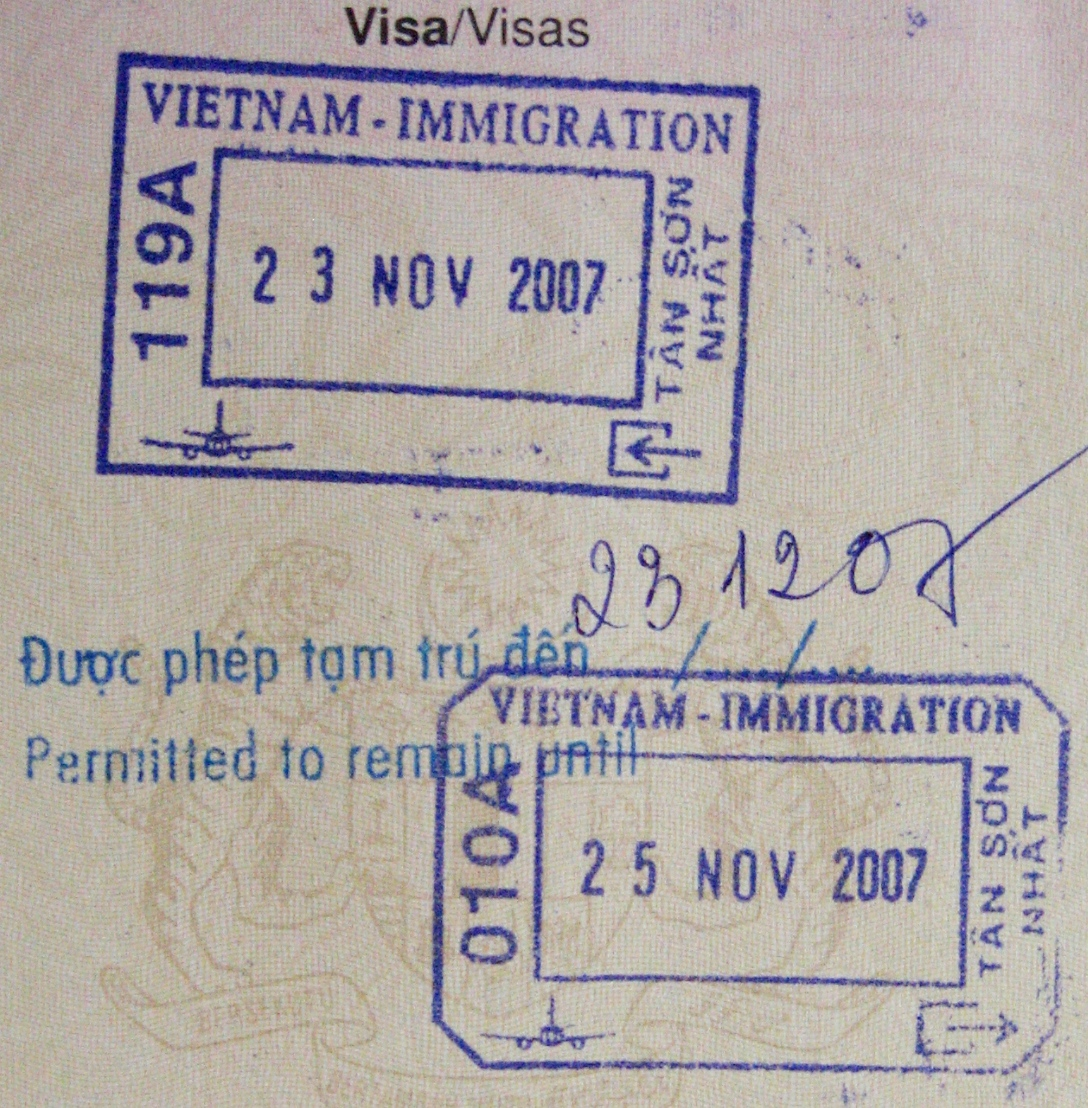
胡志明市新山一國際機場入、出境印章

### 非洲

#### 阿爾及尼亞

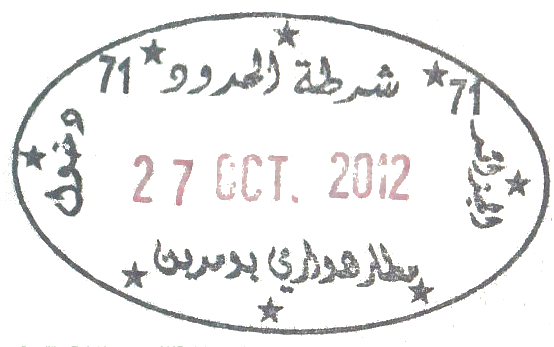
阿尔及尔胡阿里·布迈丁机场入境章
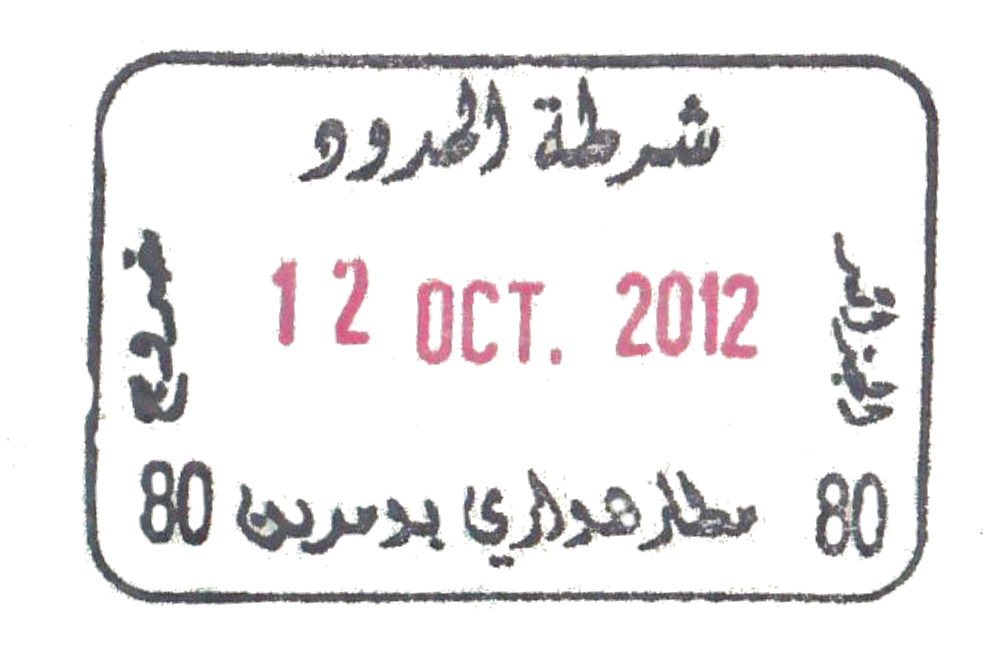
阿尔及尔胡阿里·布迈丁机场出境章

#### 埃及

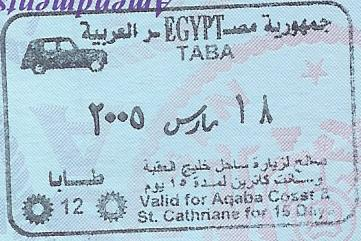
埃拉特的免簽證印章
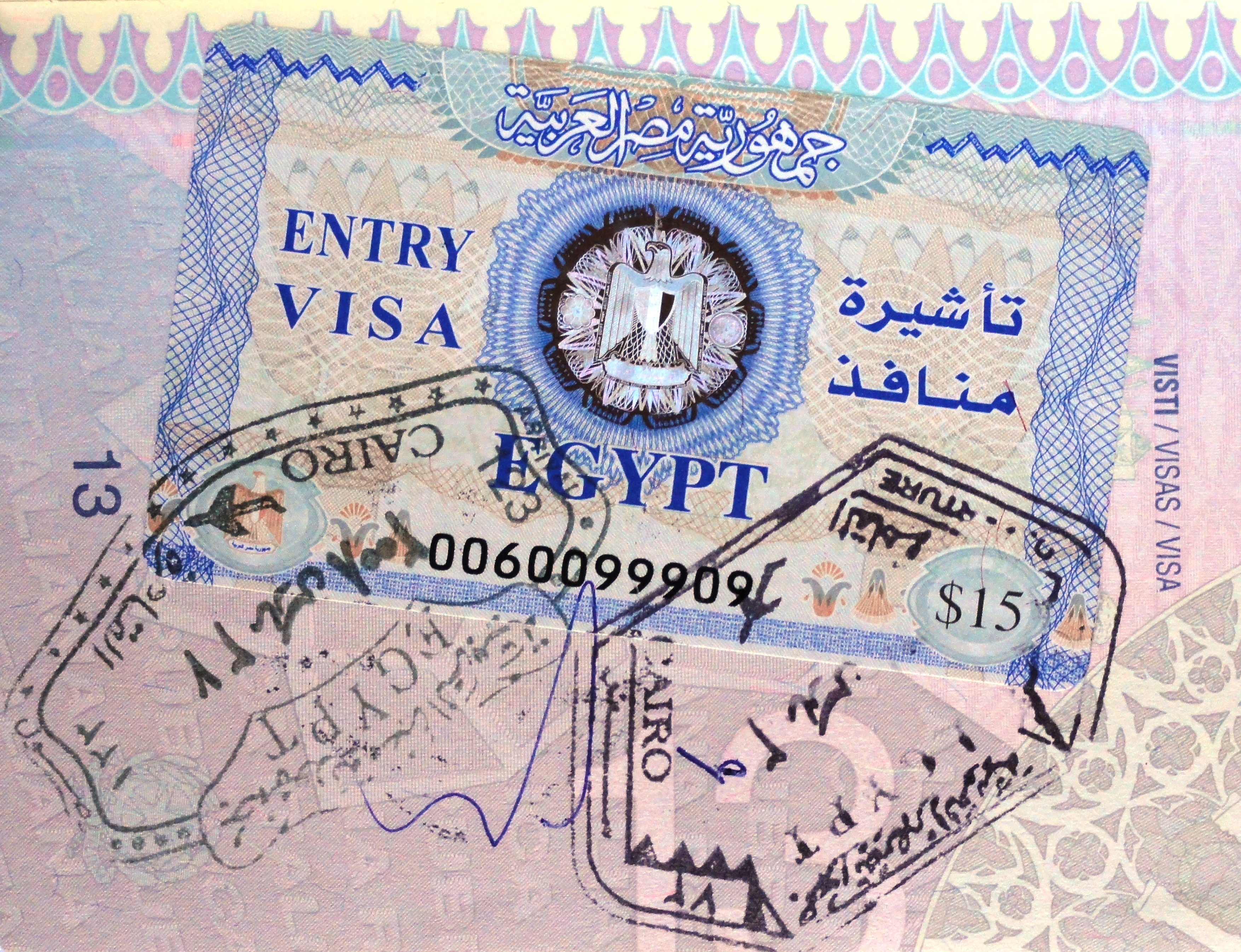
開羅國際機場的出入境印章

#### 加纳

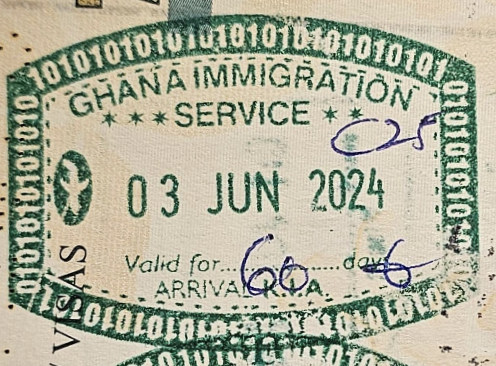
加納入境印章
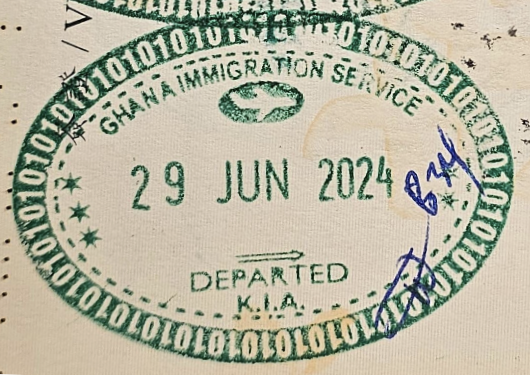
加納出境印章

#### 摩洛哥

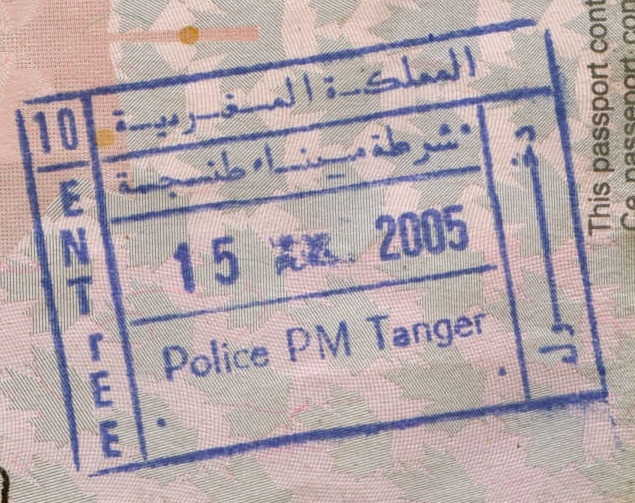
丹吉爾港入境印章
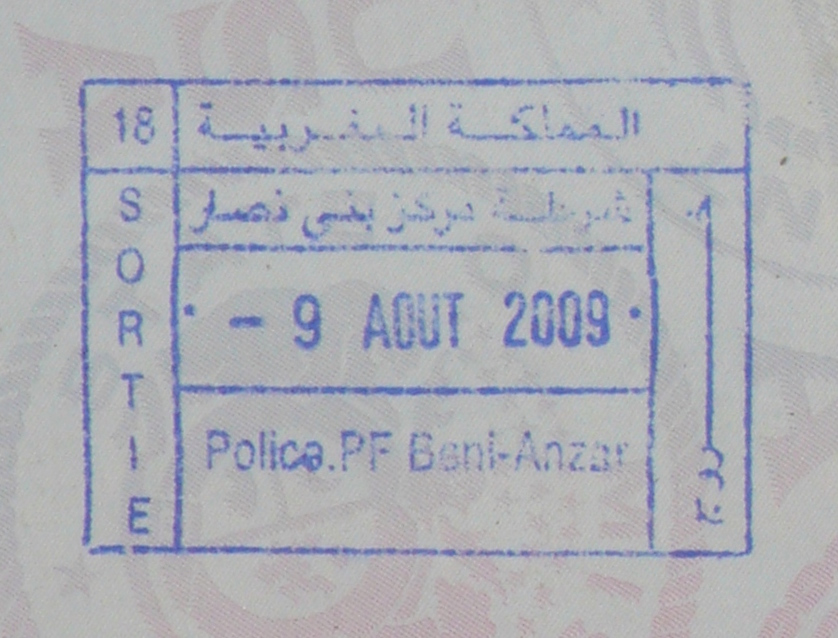
貝尼-安薩爾（英语：Beni Ansar）/梅利利亞關口出境印章

#### 斯威士兰

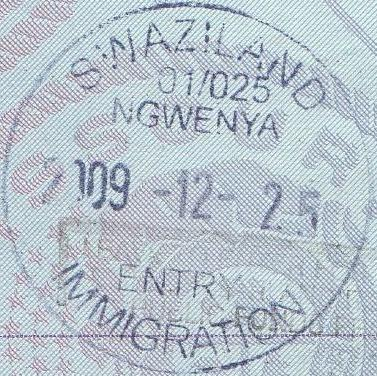
從斯威士蘭取到的印章

#### 突尼西亞

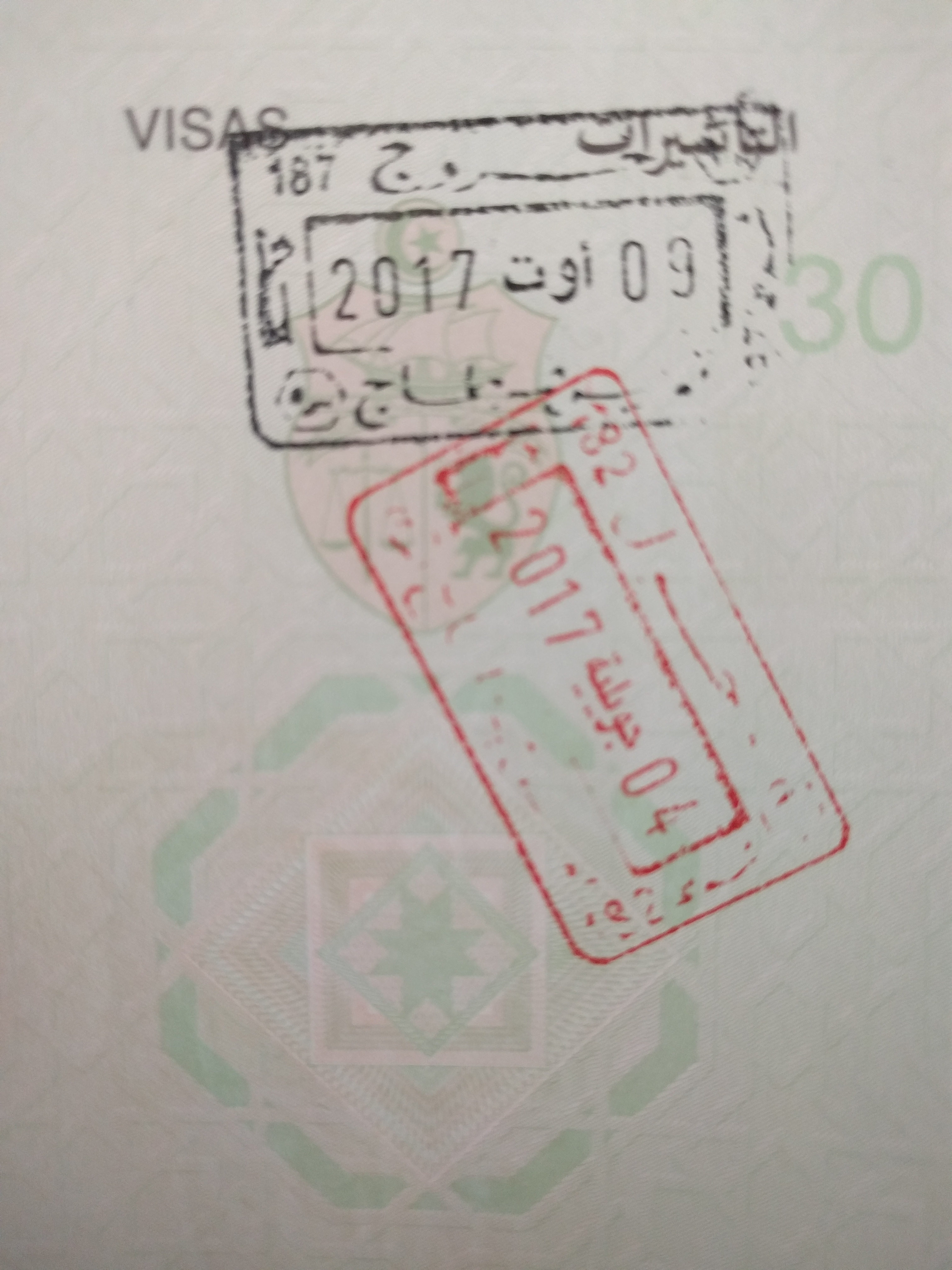
突尼西亞-迦太基國際機場入、出境印章

### 歐洲

#### 申根區
申根區內的所有26個歐洲國家都使用統一設計的入、出境印章。在申根國家之間旅行時（即穿越申根區的內部邊界），沒有移民檢查，也不會蓋護照印章。

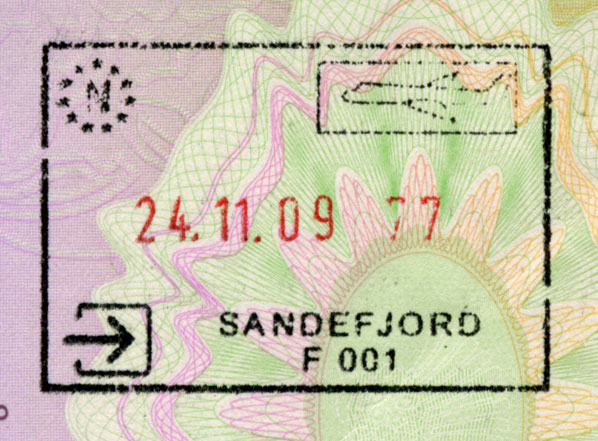
挪威桑德爾福德機場入境印章
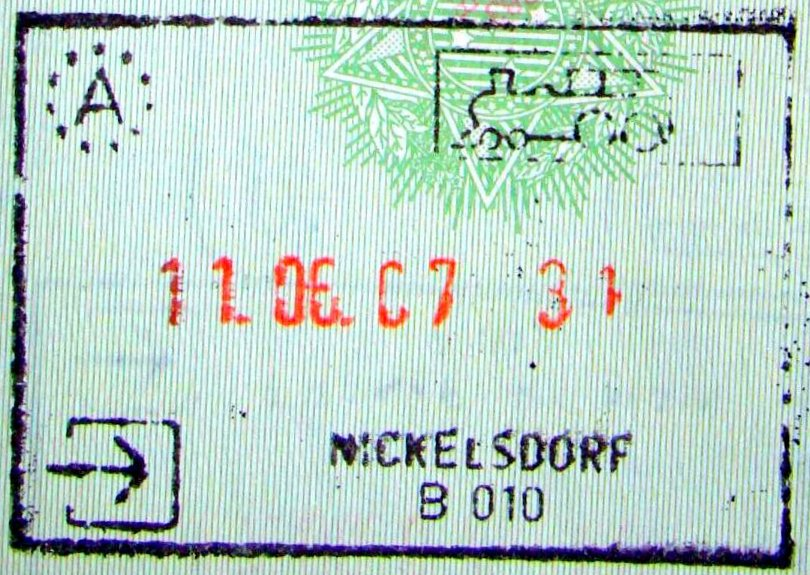
奧地利-匈牙利邊界地帶尼克爾斯多夫（奧地利）的鐵路旅行入境印章，當時匈牙利尚未加入申根區
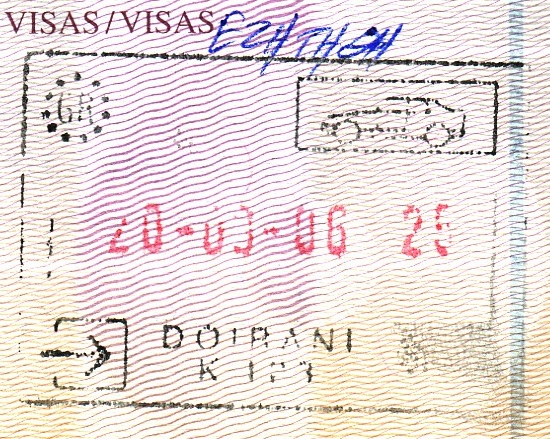
希臘-北馬其頓共和國邊界地帶多伊蘭尼（英语：Doirani）（希臘）的公路旅行入境印章
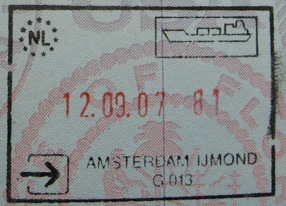
荷蘭阿姆斯特丹I Jmond港水路旅行入境印章
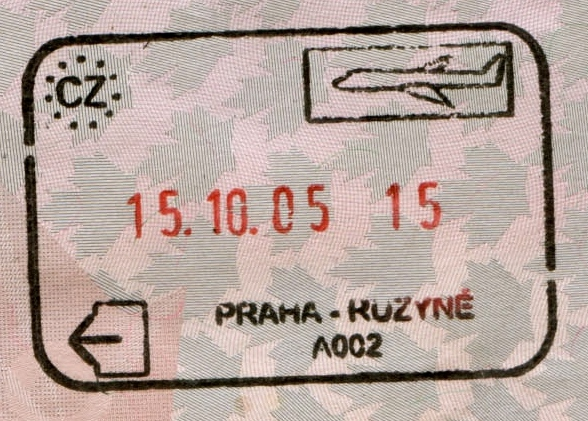
捷克布拉格魯濟涅國際機場出境印章
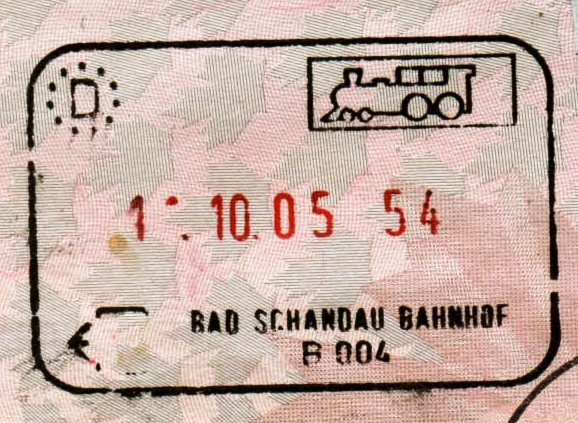
捷克-德國邊界地帶巴特尚道（德國）的鐵路旅行出境印章，當時捷克尚未加入申根區
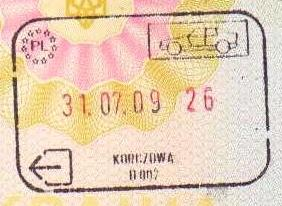
波蘭-烏克蘭邊界地帶科爾車瓦（英语：Korczowa）（波蘭）的公路旅行出境印章
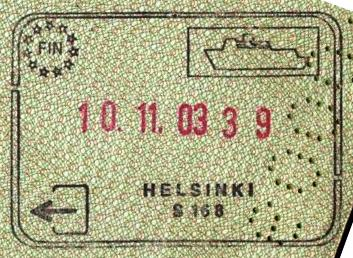
芬蘭赫爾辛基港水路旅行出境印章

#### 阿爾巴尼亞
阿爾巴尼亞雖然不是歐盟或申根區的成員國，而且不屬於歐盟行動自由區，但它採用了申根共通設計護照印章。2021年，邊境警察已取消出入境蓋章政策，實行全面電子化，僅少數邊境管制站在要求下會蓋上印章。過往，歐盟/歐洲自由貿易聯盟國家、英國、安道爾、摩納哥、梵蒂岡、北马其顿和聖馬利諾的護照不用蓋章。 

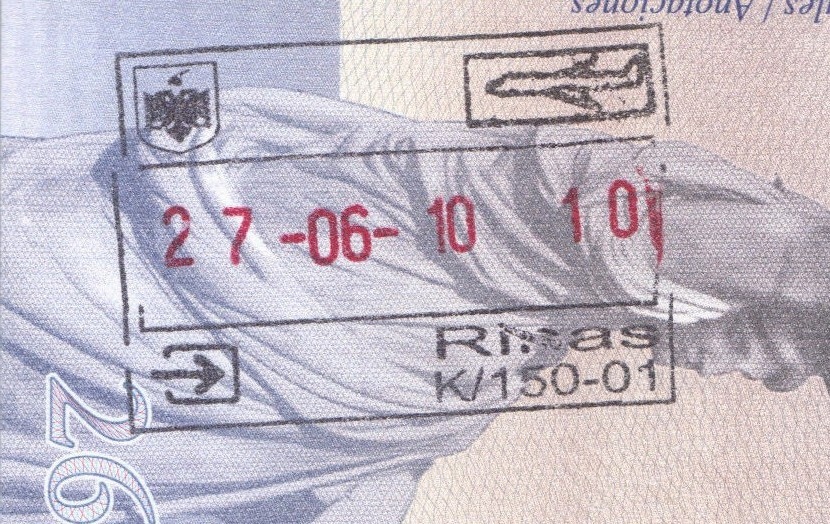
地拉那機場舊式入境印章
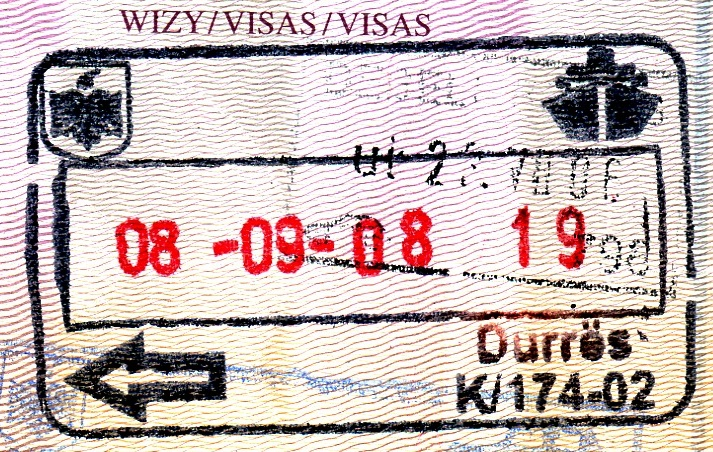
都拉斯海關的水路旅行舊式出境印章
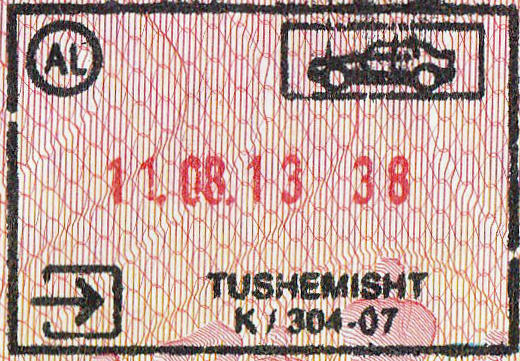
土協米斯特（英语：Tushemisht）（近馬其頓共和國邊界）關口的公路旅行新式入境印章
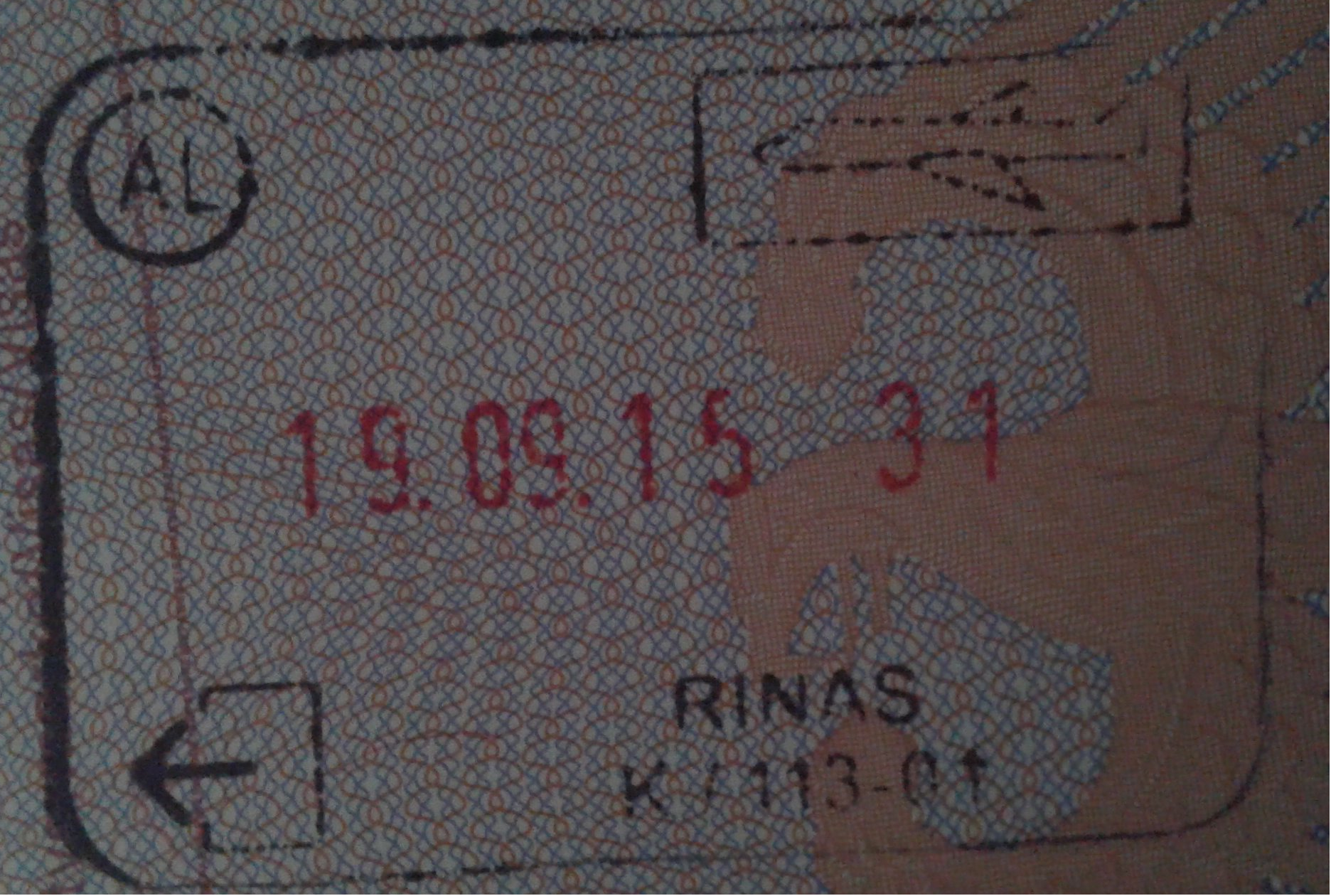
地拉那機場新式出境印章

#### 安道爾
從法國或西班牙進入不需要辦理手續。但是，邊境可應要求蓋紀念章。

#### 白俄羅斯
白俄羅斯雖然與俄羅斯結合成俄白聯盟国，但與俄羅斯一樣，仍有其自己的護照印章。

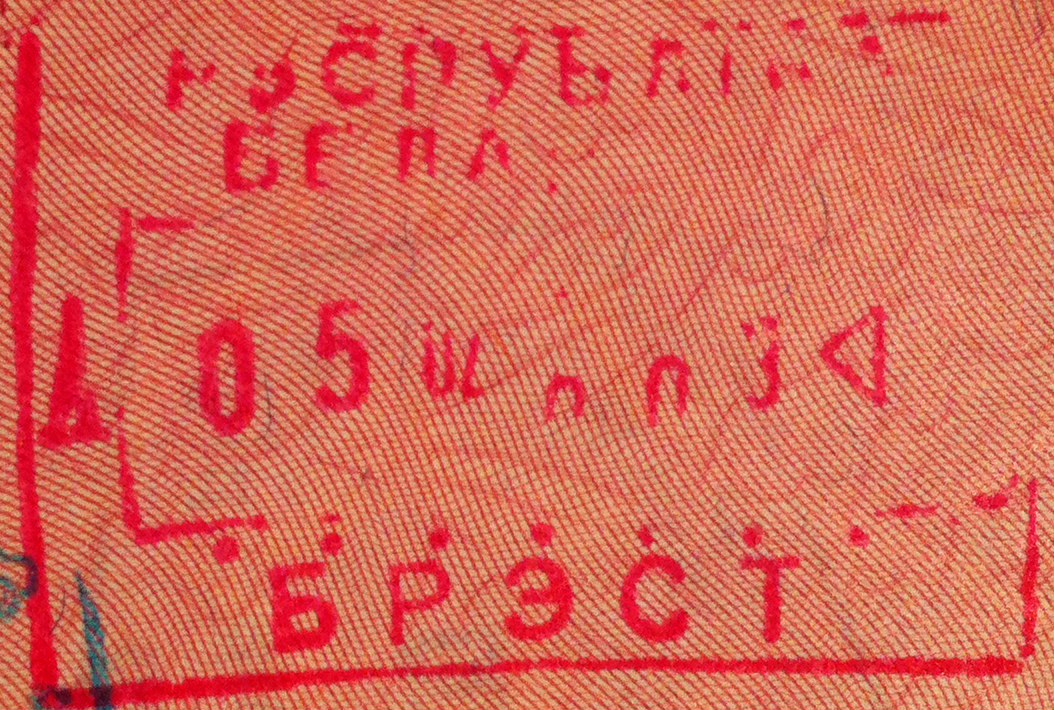
布列斯特（臨近波蘭）入境印章（2000年1月）

#### 保加利亞
雖然保加利亞是歐盟成員國，但尚未加入申根區。儘管如此，它還是採用了申根共通設計護照印章。

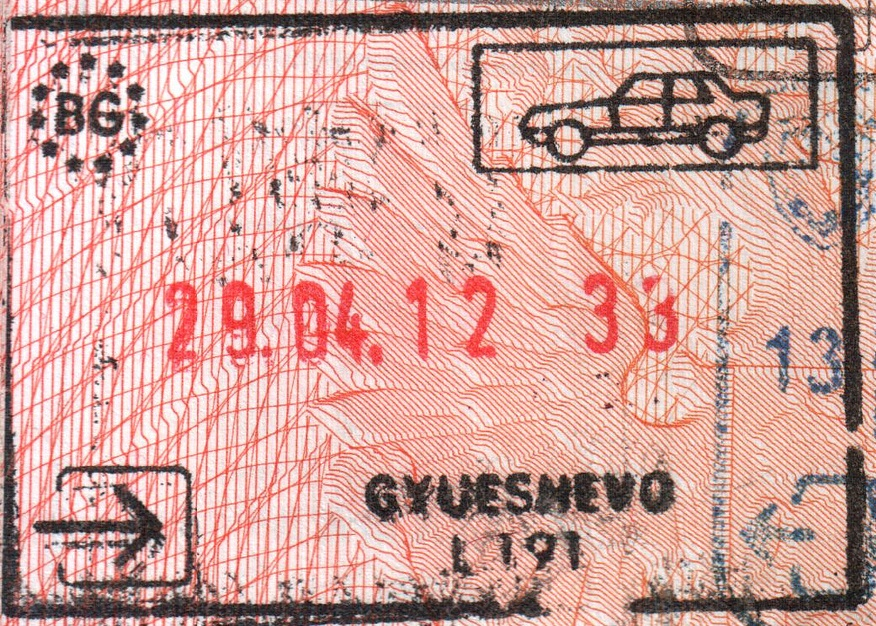
久埃舍沃（英语：Gyueshevo）（臨近馬其頓共和國邊界）的公路旅行入境印章
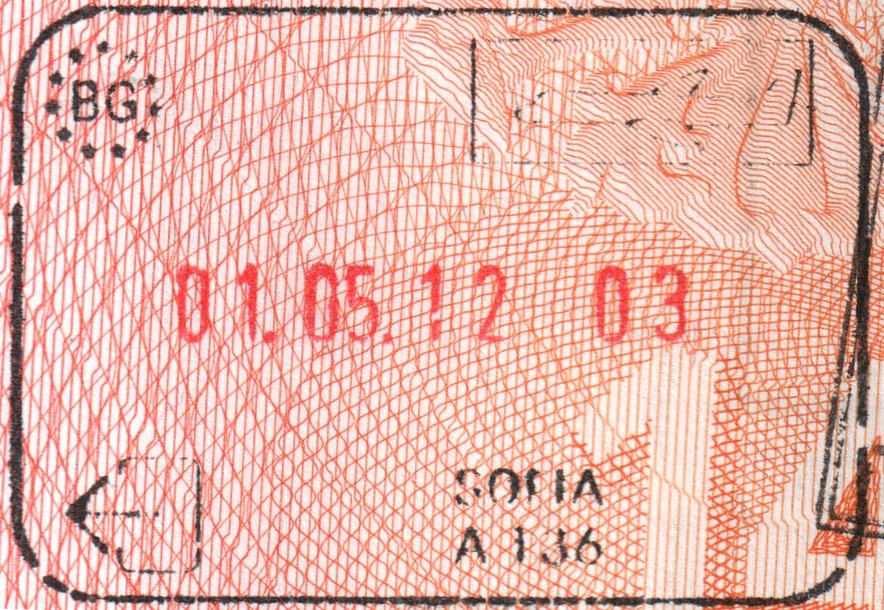
索菲亞機場出境印章

#### 克羅埃西亞
克羅埃西亞在2013年7月1日加入歐盟以後，採用了申根共通設計護照印章，2023年正式加入申根区。

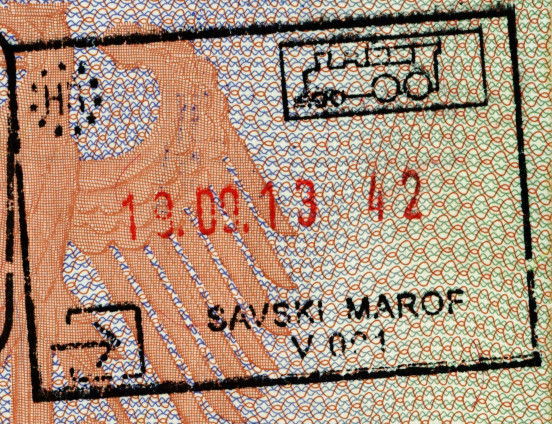
薩弗斯基馬洛夫（英语：Savski Marof）（近斯洛維尼亞邊界）鐵路旅行入境印章
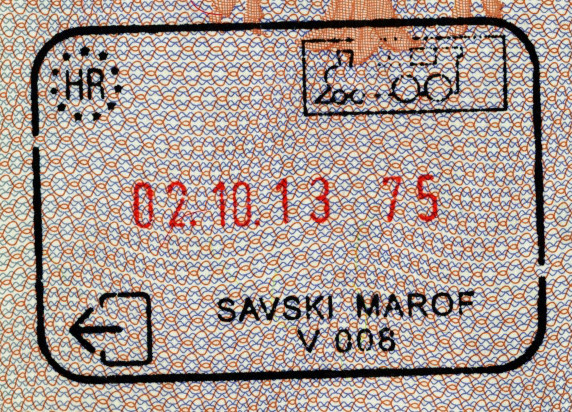
薩弗斯基馬洛夫鐵路旅行出境印章
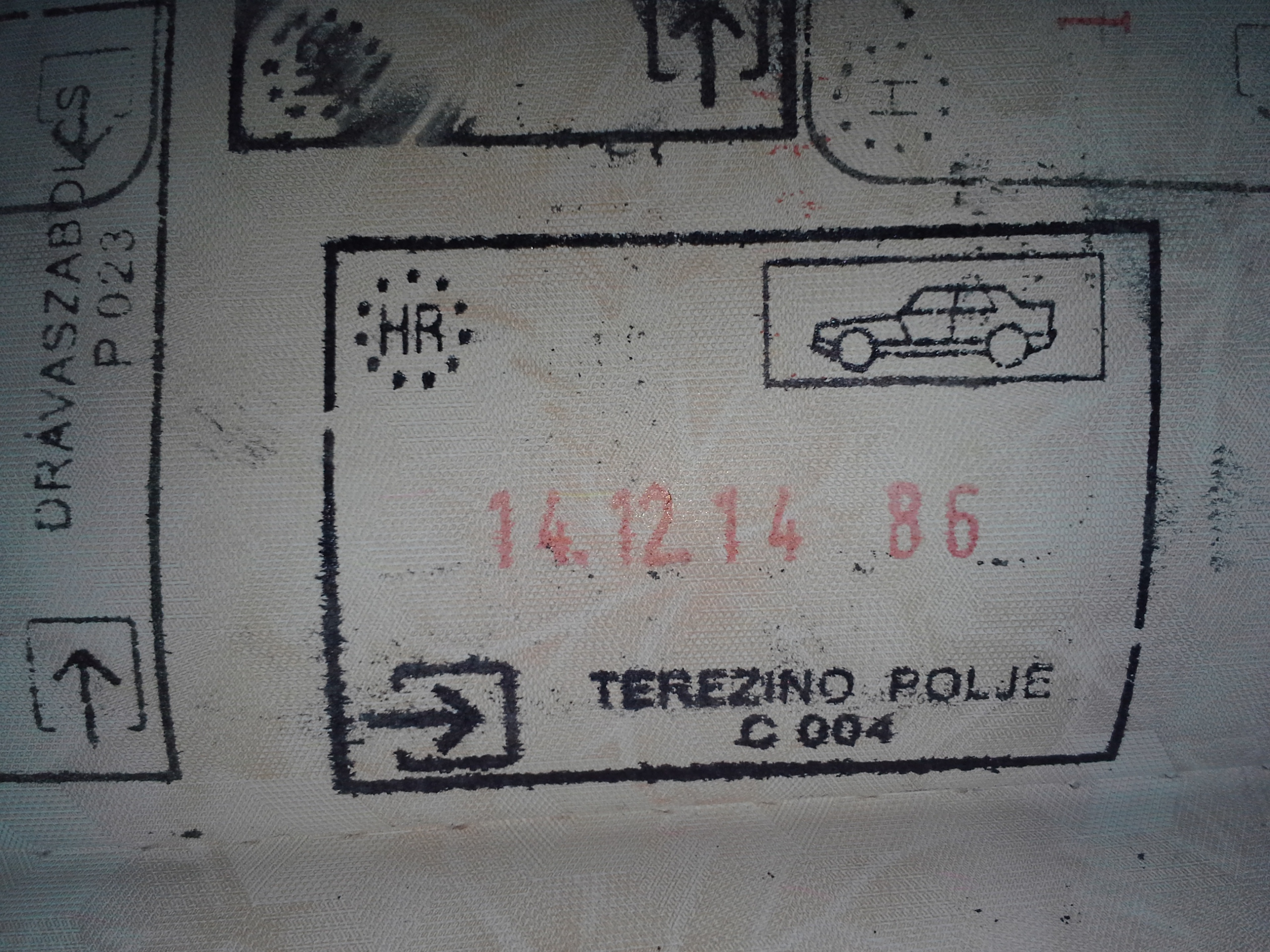
特瑞其諾波爾傑（英语：Terezino Polje）（近匈牙利邊界）公路旅行入境印章
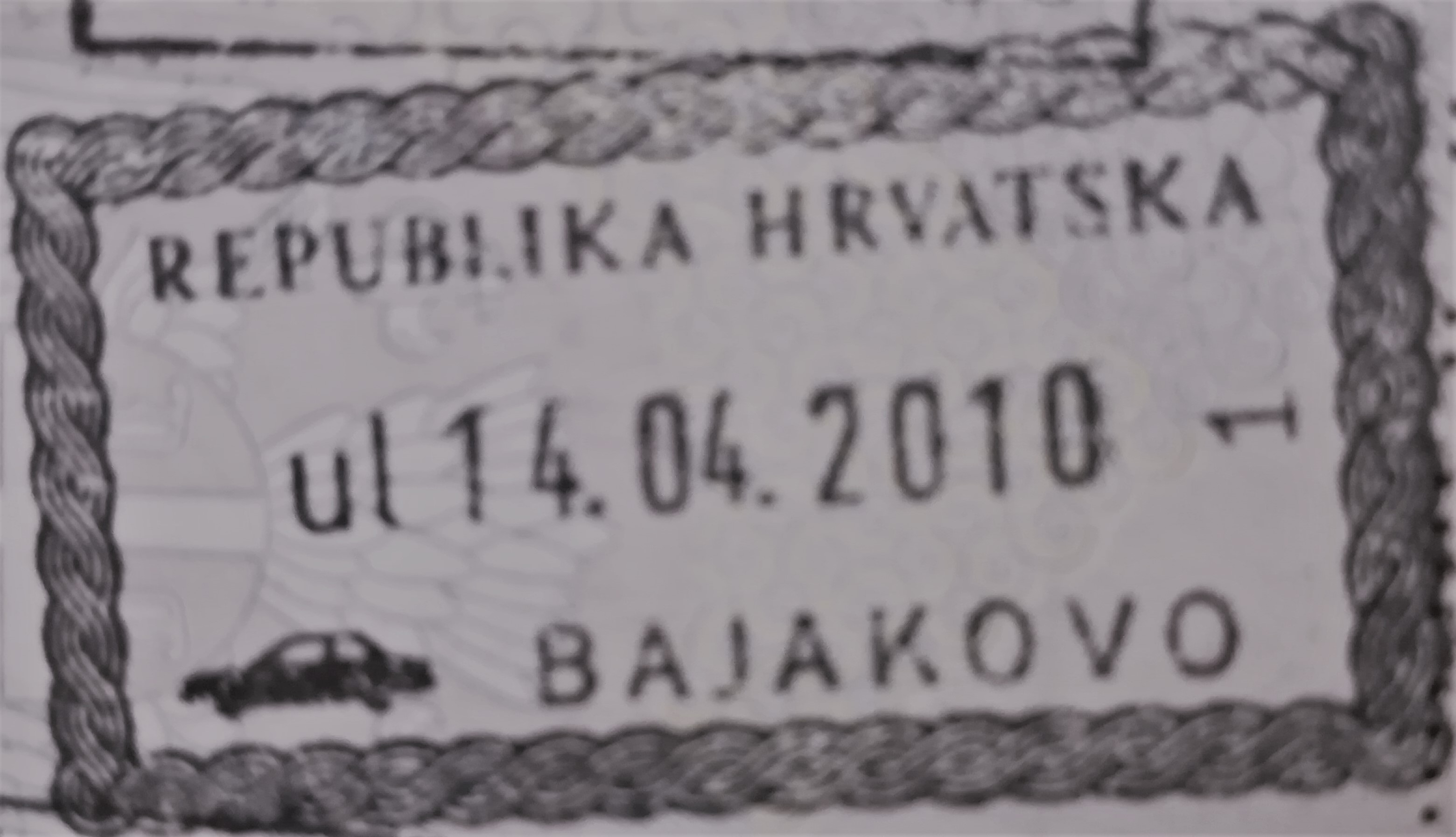
Bajakovo（近塞爾維亞邊界）公路旅行入境印章，當時克羅埃西亞尚未加入歐盟

#### 賽普勒斯
雖然賽普勒斯是歐盟成員國，但尚未加入申根區。儘管如此，它還是採用了申根共通護照印章。

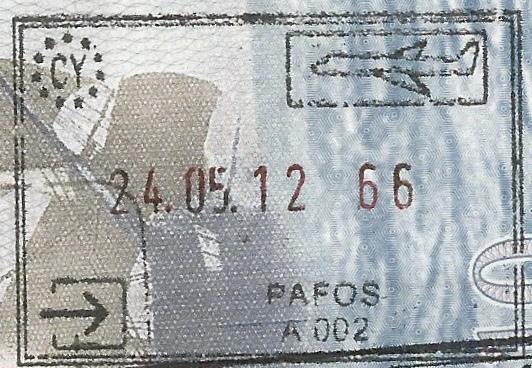
帕福斯國際機場入境印章
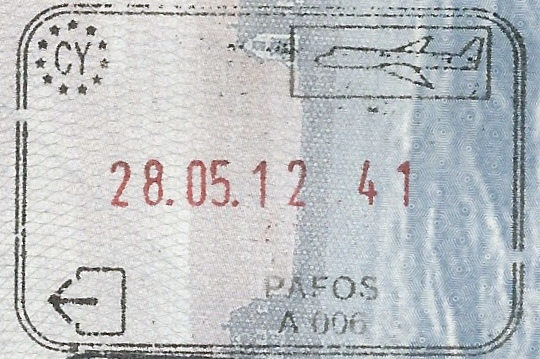
帕福斯國際機場出境印章

#### 愛爾蘭

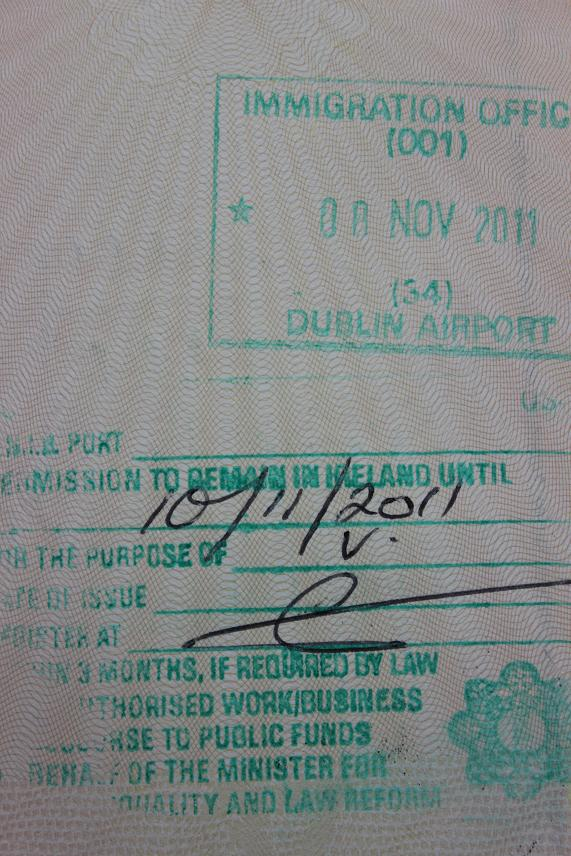
都柏林機場入境印章

#### 科索沃

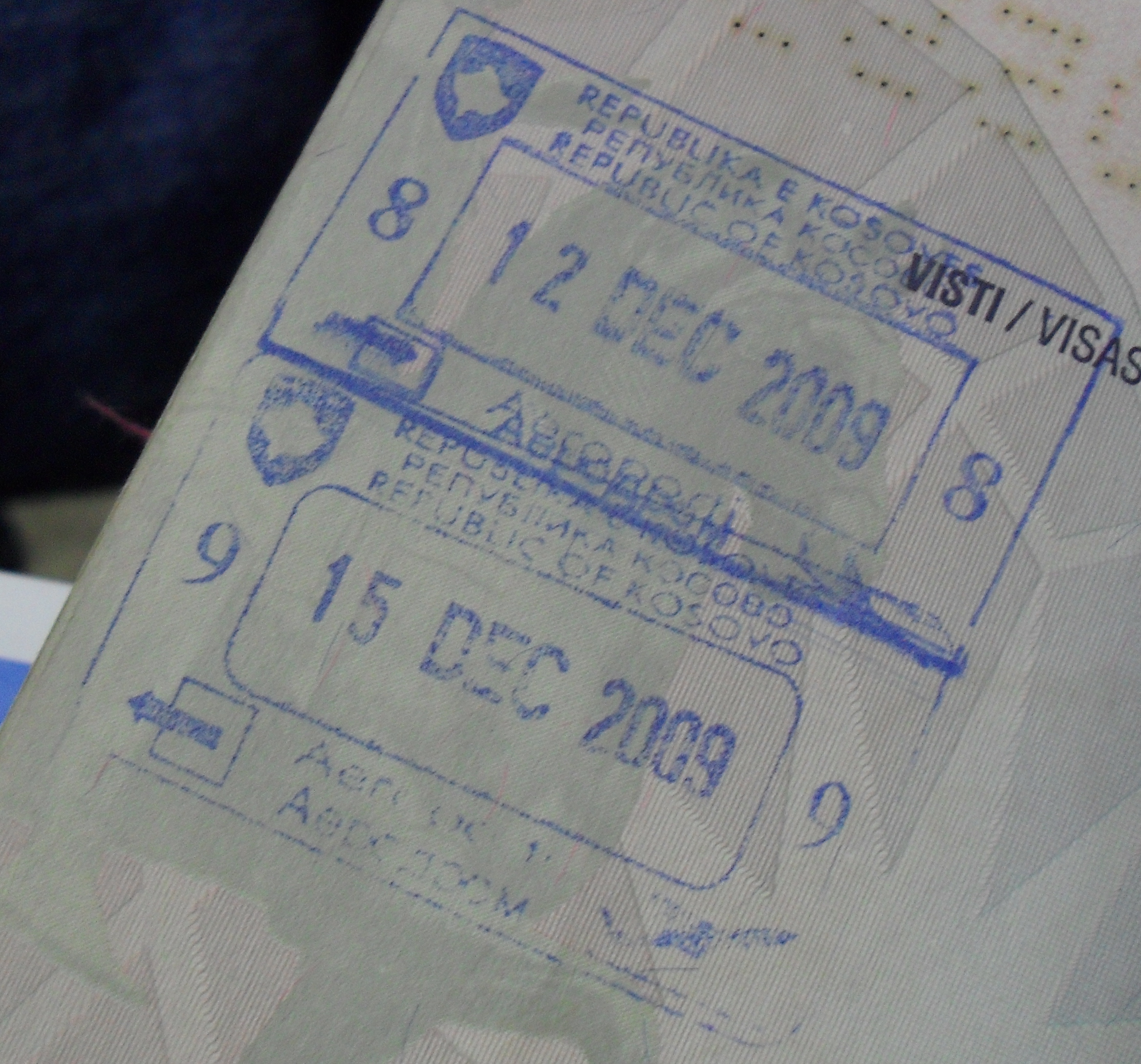
普里斯提納國際機場入、出境印章

#### 北馬其頓
北馬其頓雖然不是歐盟或申根區的成員國，而且不屬於歐盟行動自由區，但它採用了申根共通設計護照印章。此外，歐盟/歐洲自由貿易聯盟國家護照不用蓋章。

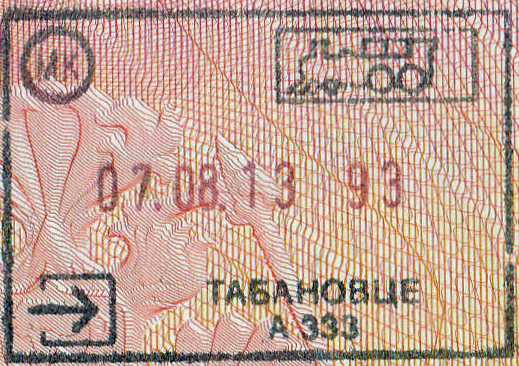
塔巴諾夫采（英语：Tabanovce）車站（近塞爾維亞邊界）鐵路旅行入境印章
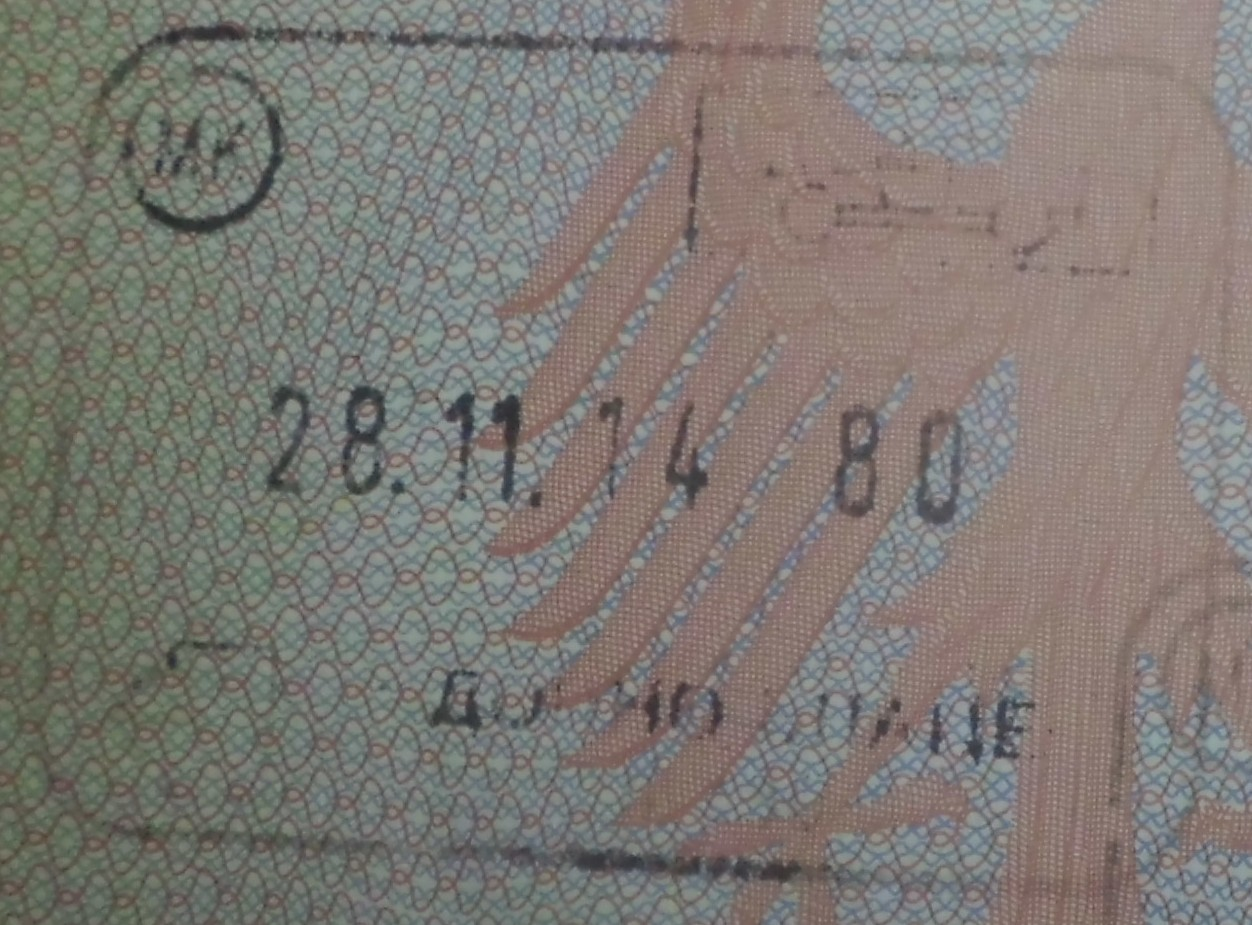
Dolno Blace（近科索沃邊界）公路旅行出境印章
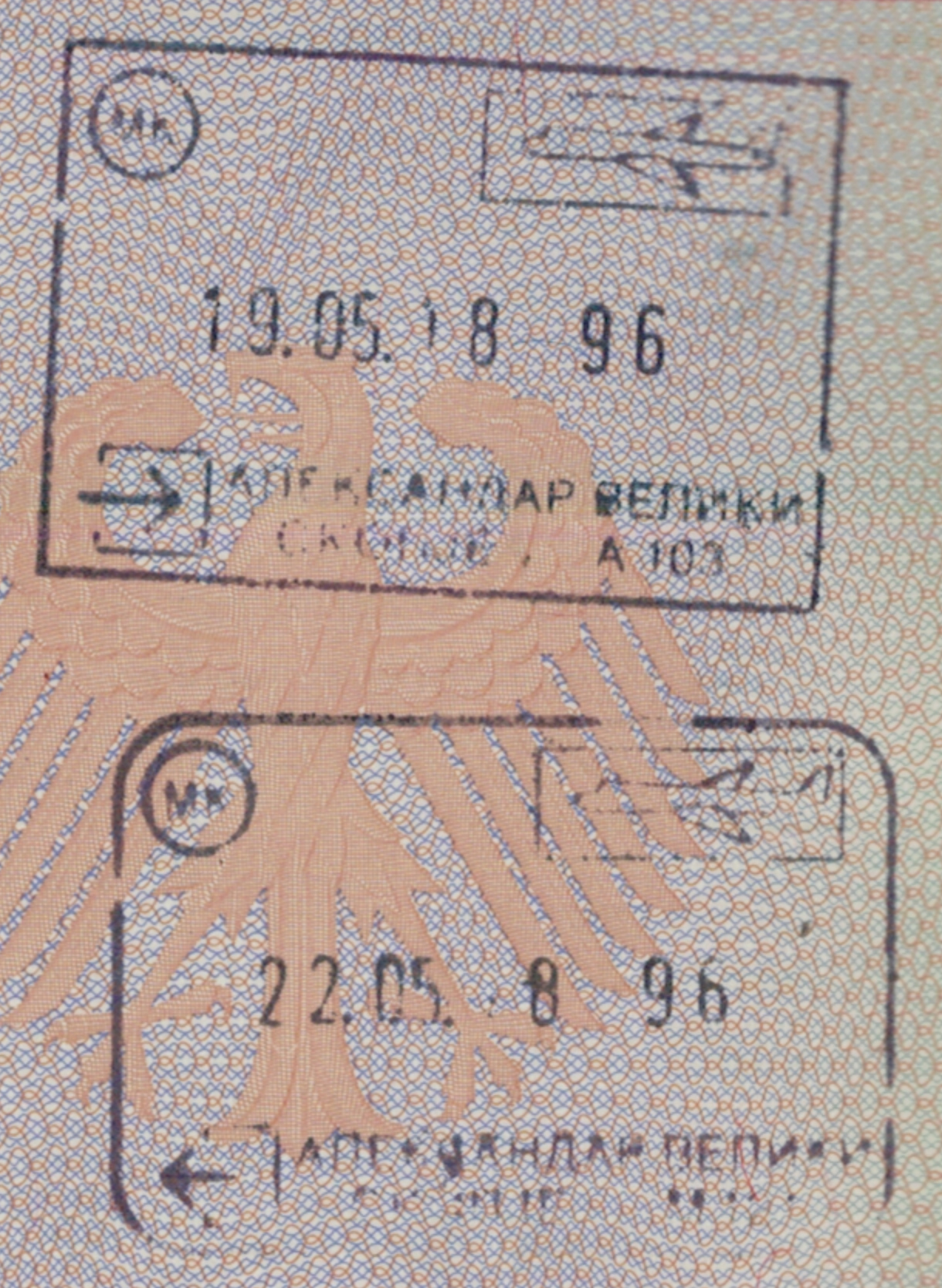
史高比耶國際機場入、出境印章

#### 摩納哥
摩納哥與法國的邊界完全開放。然而，旅遊局可應要求提供紀念章。

#### 黑山

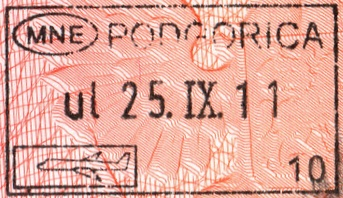
波德里查國際機場入境印章。
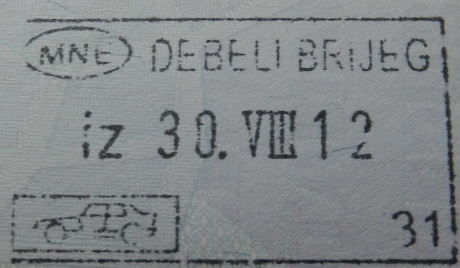
代貝利布里耶格（英语：Debeli Brijeg）關口（近克羅埃西亞邊界）出境印章。
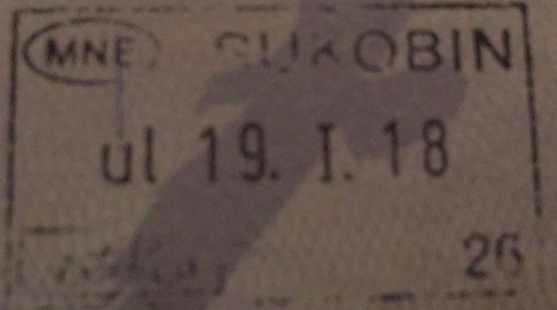
Sukobin關口（近阿爾巴尼亞邊界）入境印章。

#### 羅馬尼亞
羅馬尼亞在2007年加入歐盟以後，採用了申根共通設計護照印章，然而該國仍未加入申根區。

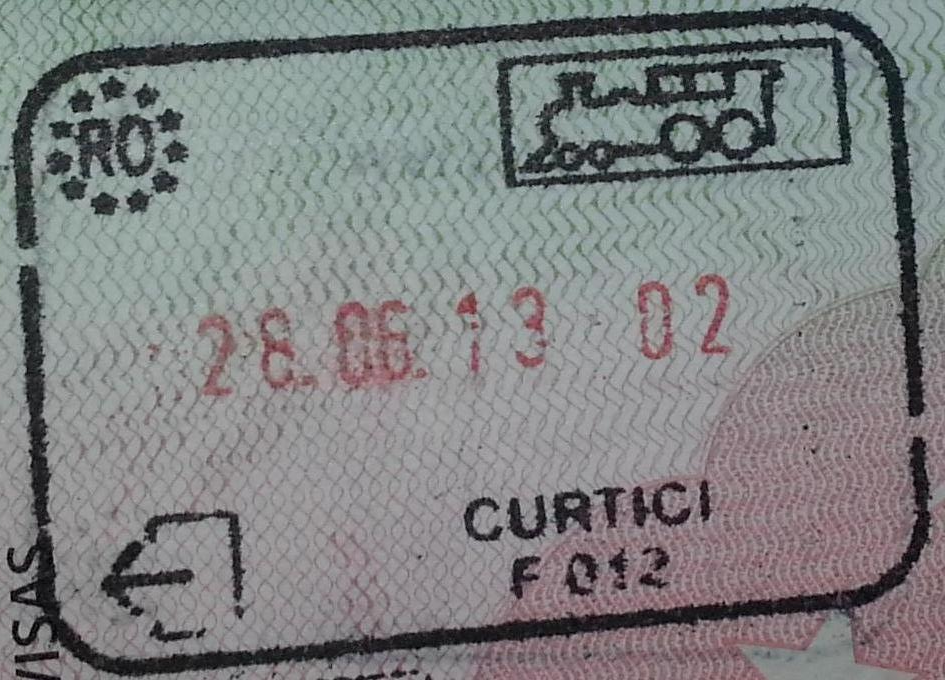
庫爾蒂奇（近匈牙利邊界）鐵路旅行出境印章
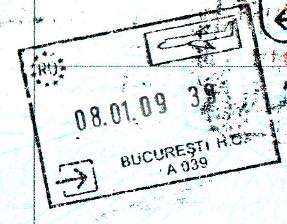
亨利·科安德國際機場入境印章
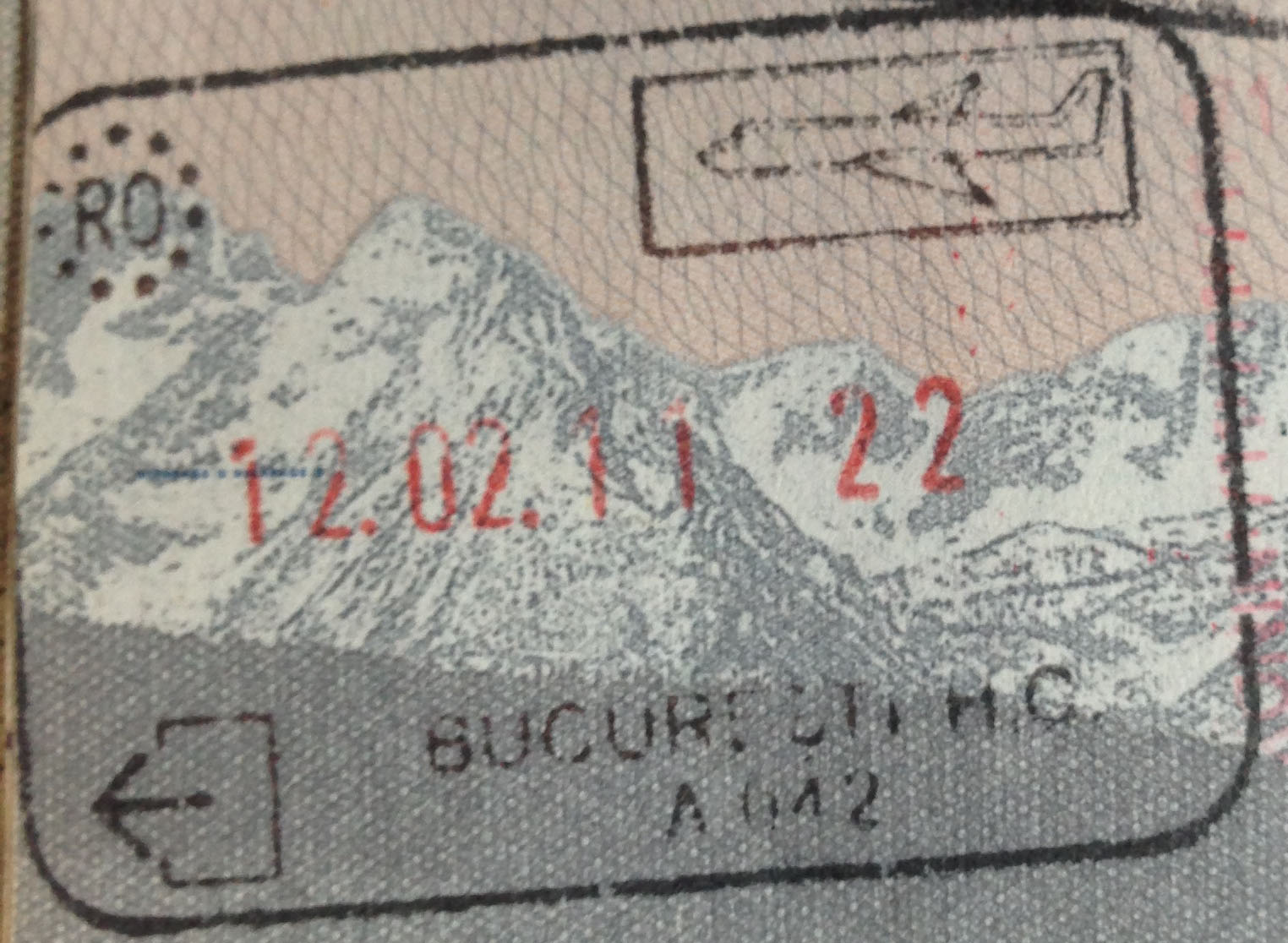
亨利·科安德國際機場出境印章
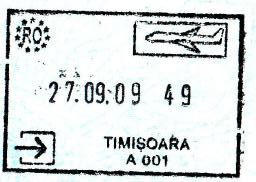
蒂米什瓦拉國際機場入境印章
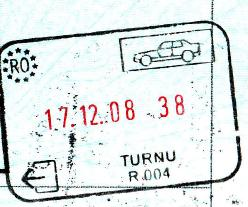
阿拉德縣Turnu（近匈牙利邊界）公路旅行出境印章
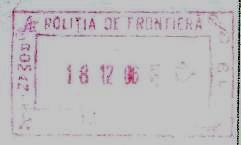
蒂米什瓦拉國際機場出境印章（羅馬尼亞加入歐盟前夕——

#### 俄羅斯
無論身份如何，入、出境旅客都要在護照上蓋章，包括持俄羅斯護照或外國護照者；除了俄羅斯公民持俄羅斯內部護照前往部分獨立國家國協旅行之外。
印章顏色和系列號碼（日期後面的一個數字）每隔幾年會改變，目前印章為紅色及系列號碼9，但也可能是藍色或深紅色。

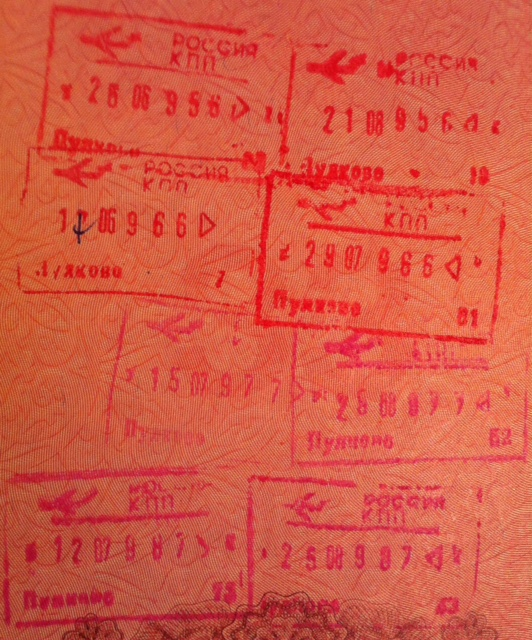
蘇聯護照（俄羅斯聯邦公民）上的聖彼得堡普爾科沃機場入境（右）及出境（左）印章
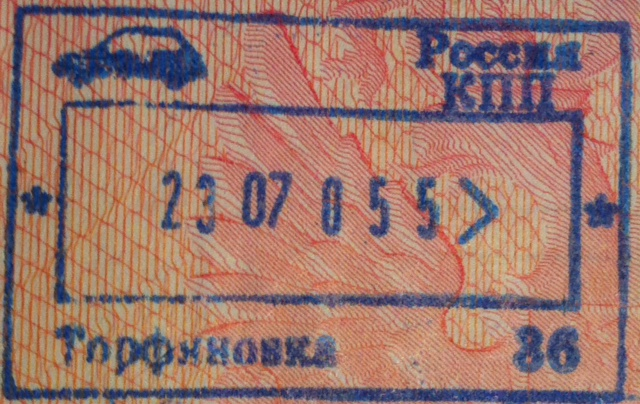
Torfyanovka（近芬蘭邊界）公路旅行出境印章（2005年）
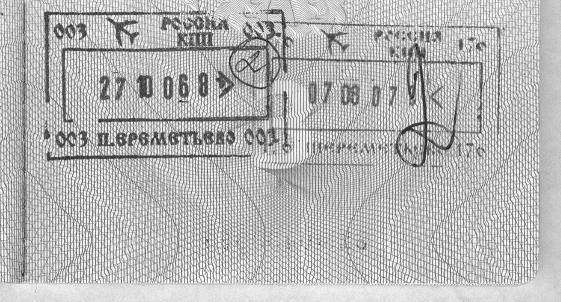
聖彼得堡港水路旅行入境（右）及出境（左）印章（2006年）
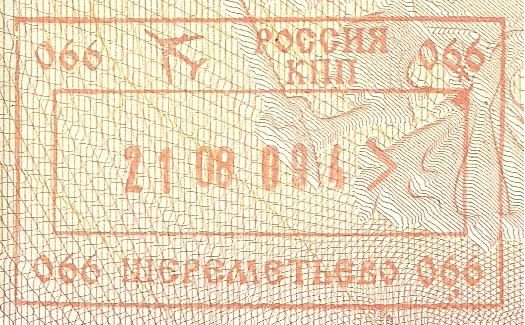
莫斯科謝列梅捷沃國際機場出境印章（2009年）
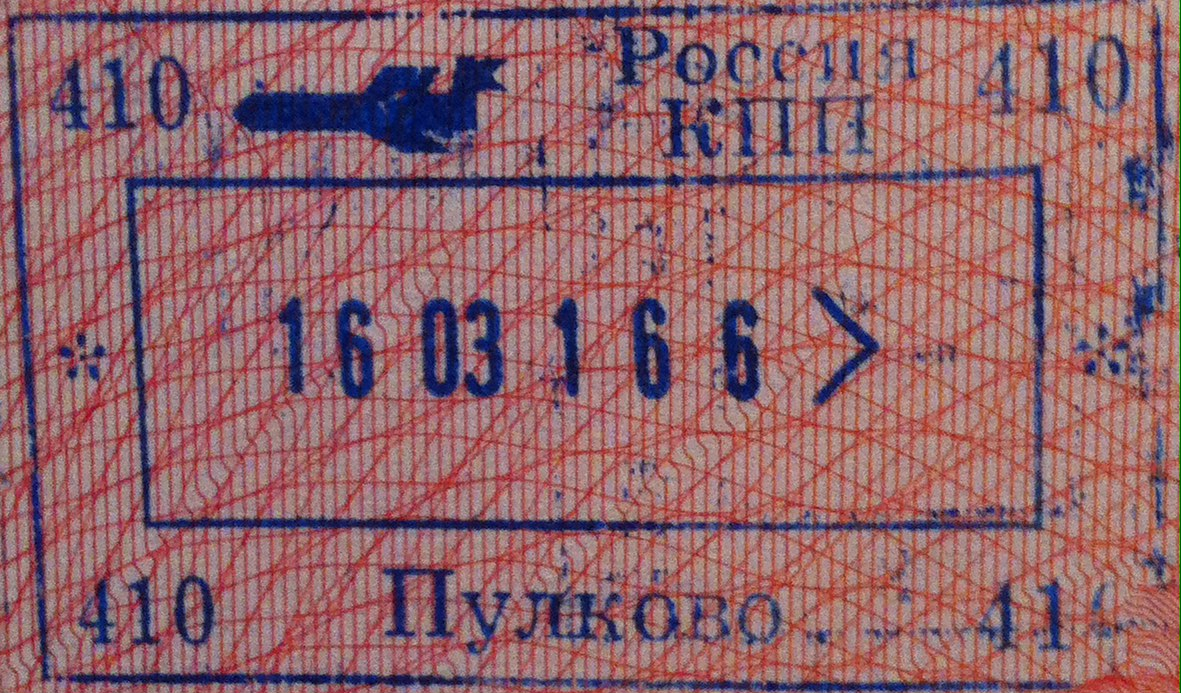
聖彼得堡普爾科沃機場新式出境印章（2016年）
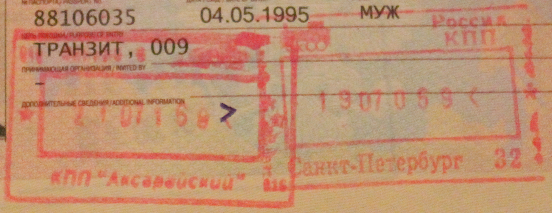
右：維堡與聖彼得堡間（近芬蘭邊界）註冊的鐵路旅行入境印章； 左：Aksarajskaya車站（近哈薩克邊界）註冊的鐵路旅行出境印章； 蓋在瑞典護照的過境簽證上（2016年）

#### 圣马力诺
即使與意大利簽訂了開放式邊境協議，遊客也可以在市中心的護照辦公室由聖馬利諾當局蓋上護照，只需支付少許費用。

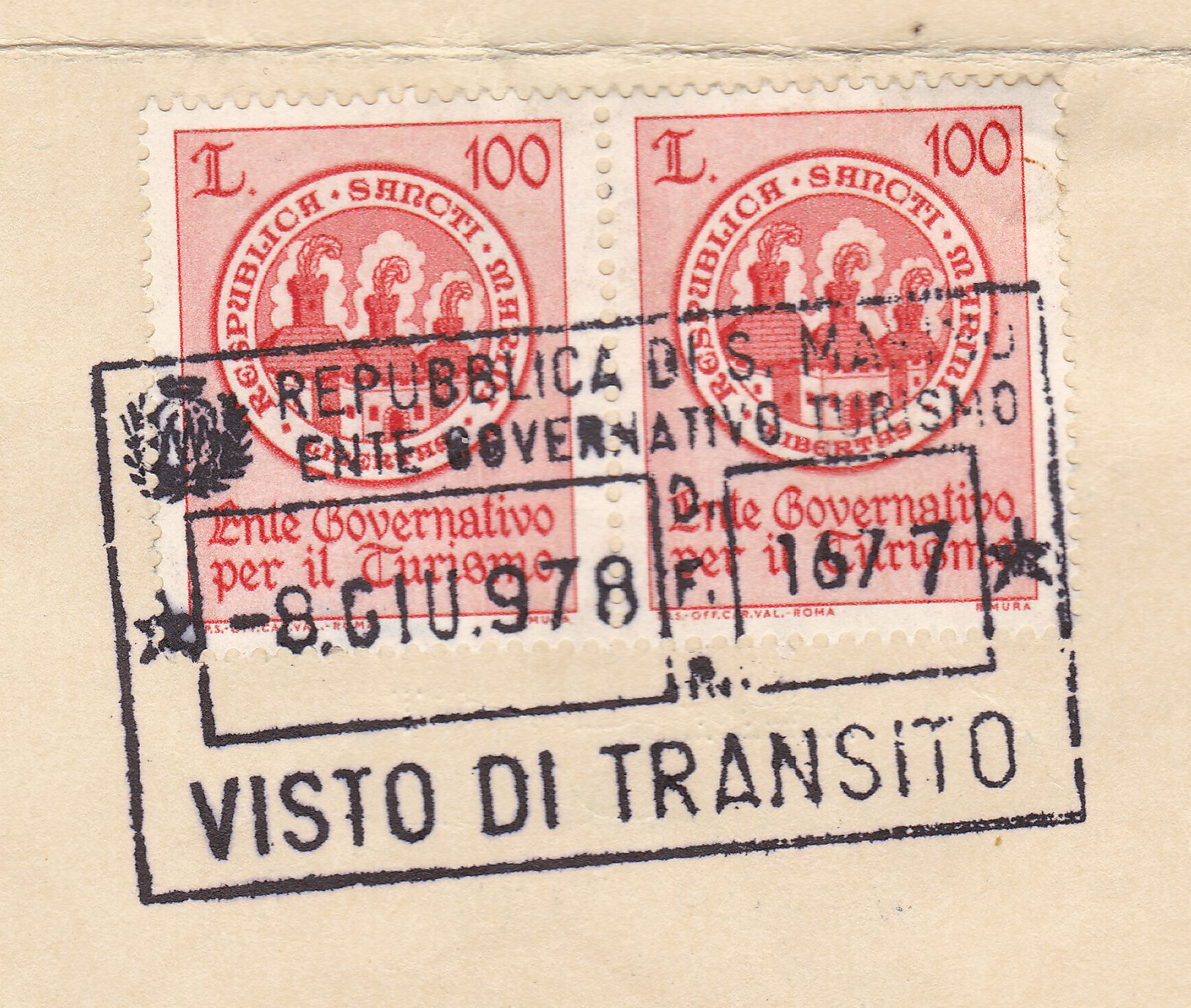
1978年的印章
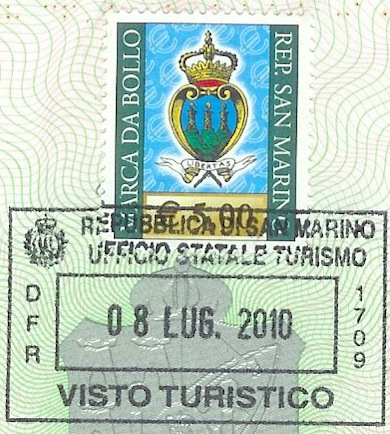
2010年的印章
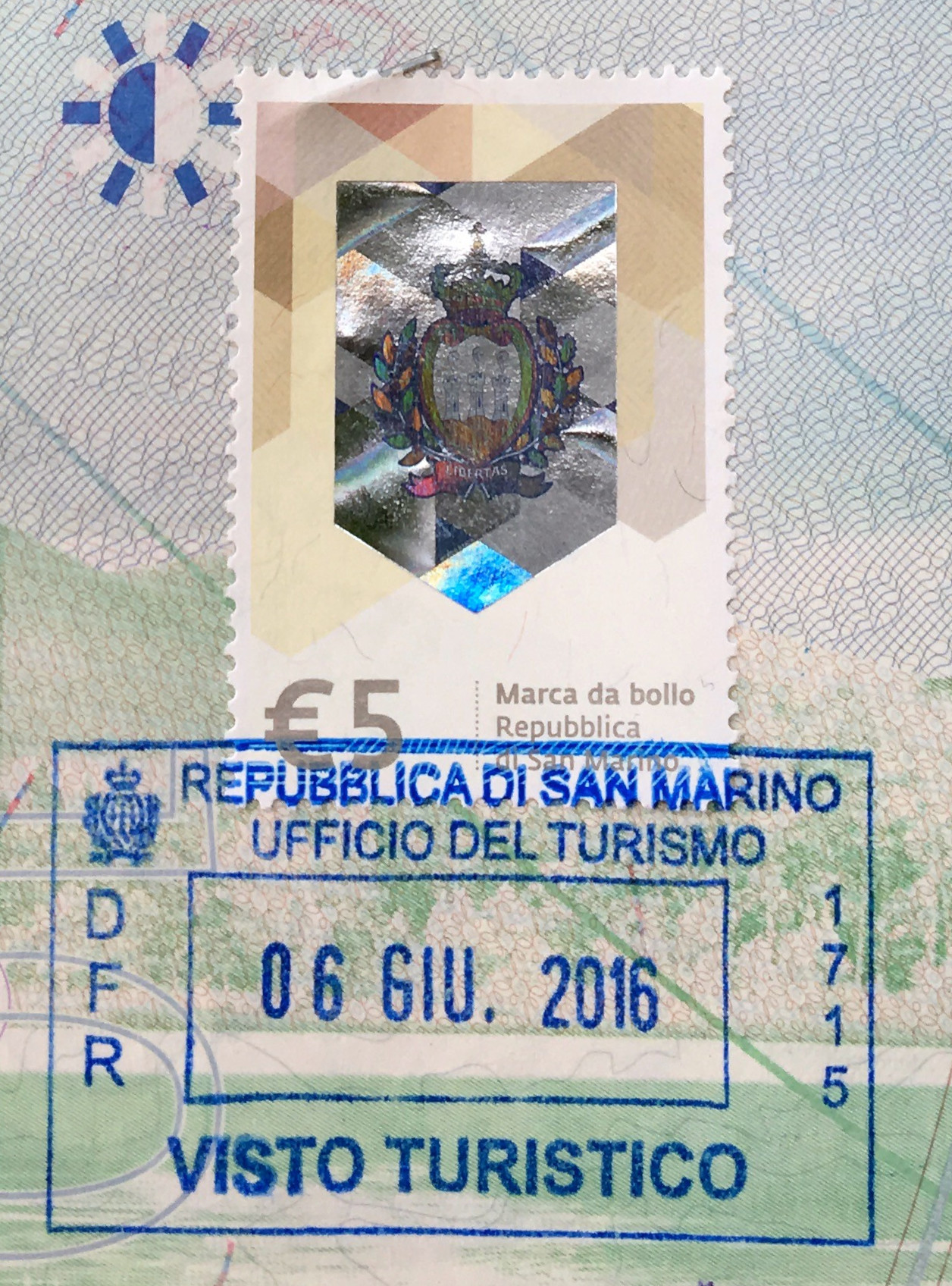
2016年的印章

#### 塞爾維亞
塞爾維亞在本國與外國護照上皆蓋上出境印章，但只有外國護照上會蓋入境印章。

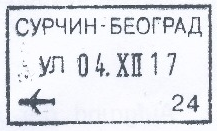
貝爾格勒尼古拉·特斯拉機場入境印章
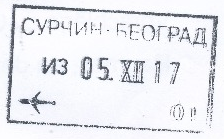
貝爾格勒尼古拉·特斯拉機場出境印章

#### 土耳其

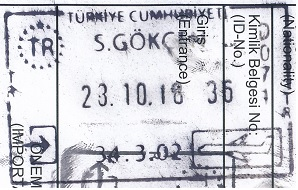
薩比哈·格克琴國際機場入境印章
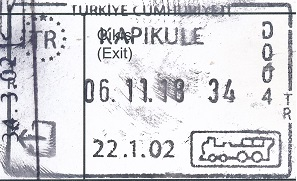
卡普庫勒鐵路車站（英语：Kapıkule railway station）（近保加利亞邊界）出境印章
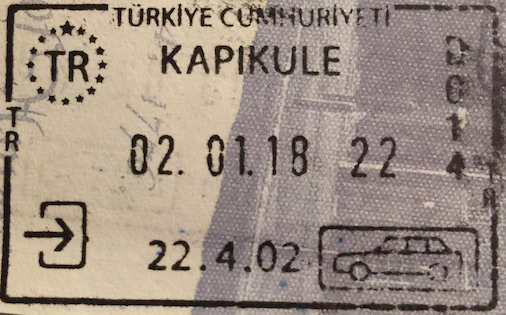
卡普庫勒（英语：Kapıkule）（近保加利亞邊界）入境印章
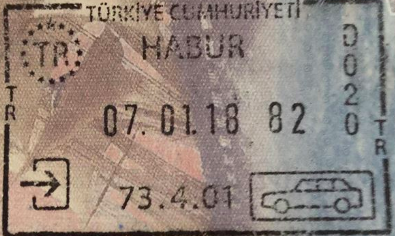
哈布爾（英语：Ibrahim Khalil border crossing）（與伊拉克邊界）入境印章
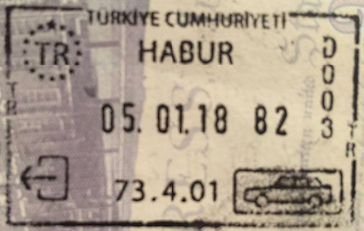
哈布爾（與伊拉克邊界）出境印章
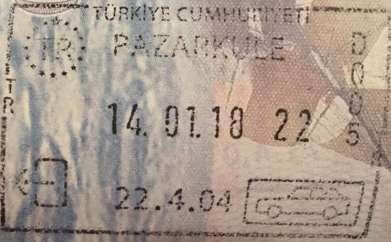
帕札庫勒（英语：Kastanies）（近希臘邊界）出境印章
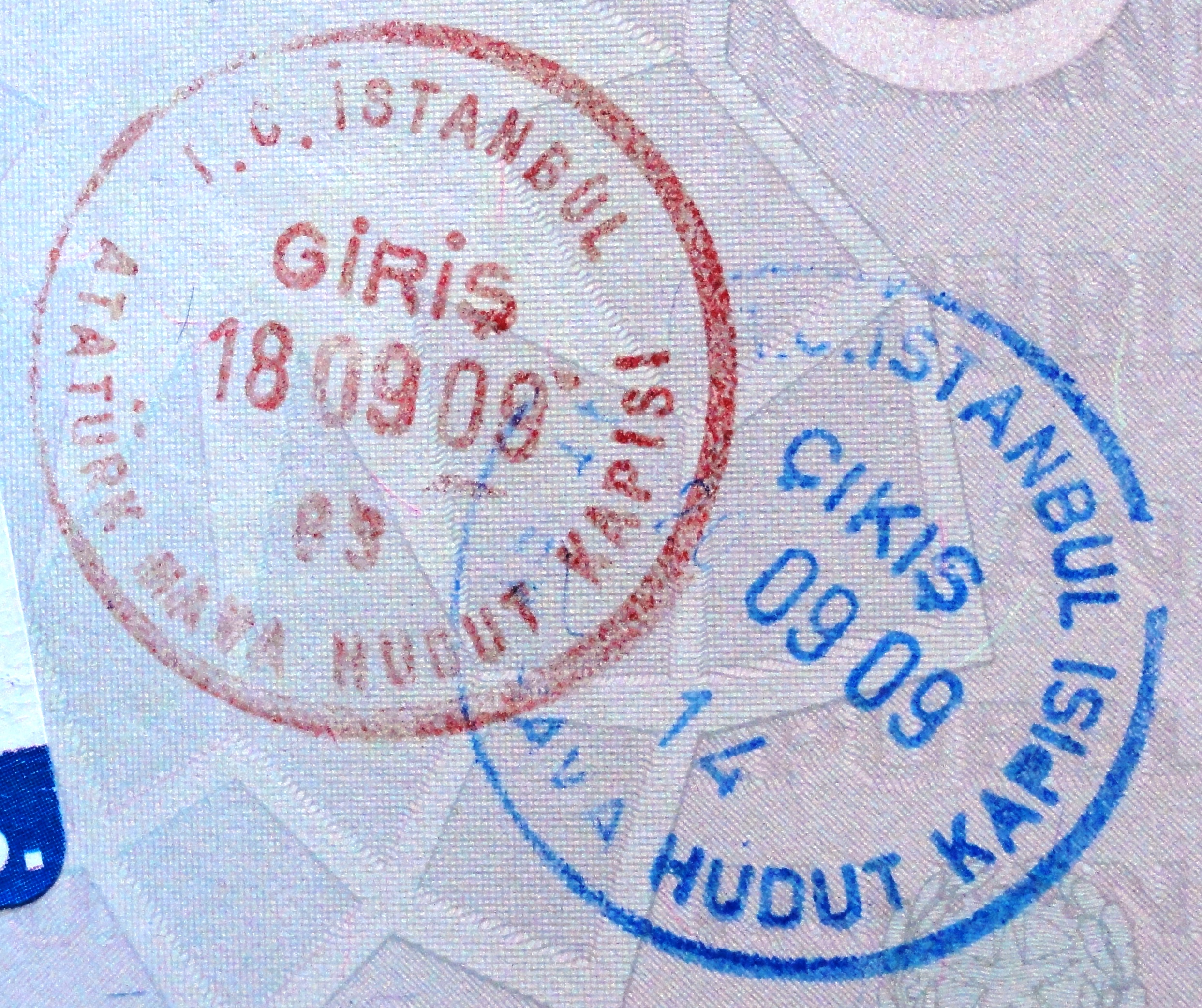
伊斯坦堡阿塔圖克機場舊式入、出境印章

#### 烏克蘭
烏克蘭護照印章類似於俄羅斯印章。它們具有國家名稱、旅行方式（船舶，火車、汽車、飛機）、移民官員代碼、入出境（面向右側入境，左側為出境）、日期、序列號（可能是定期的）、檢查點的名稱及其代碼。全部使用烏克蘭語表達。

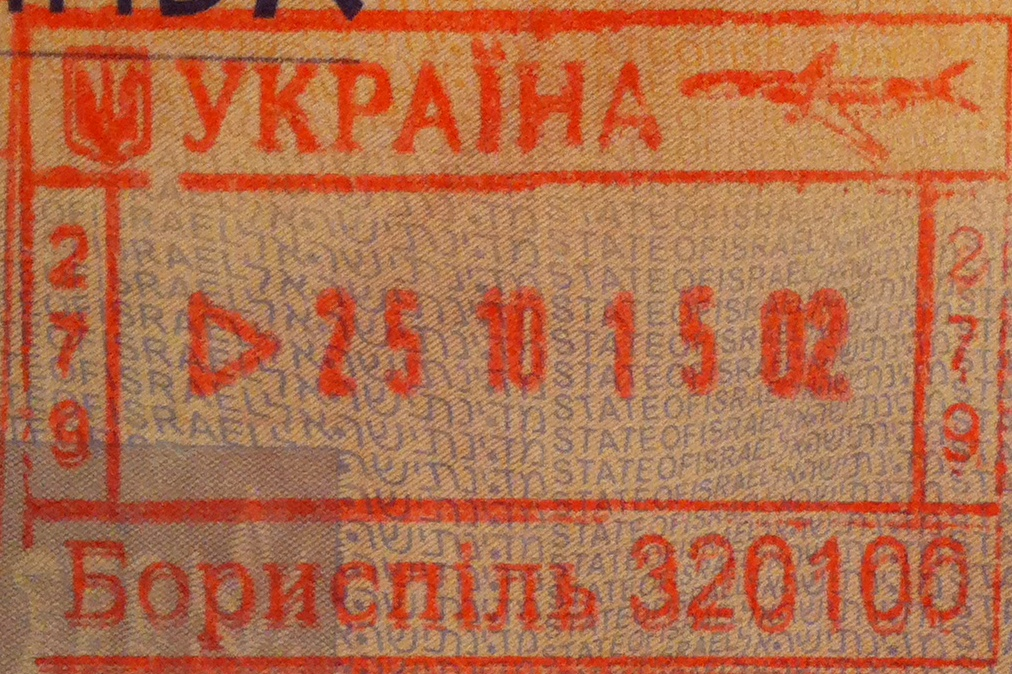
基輔鮑里斯波爾國際機場入境印章（2015年）
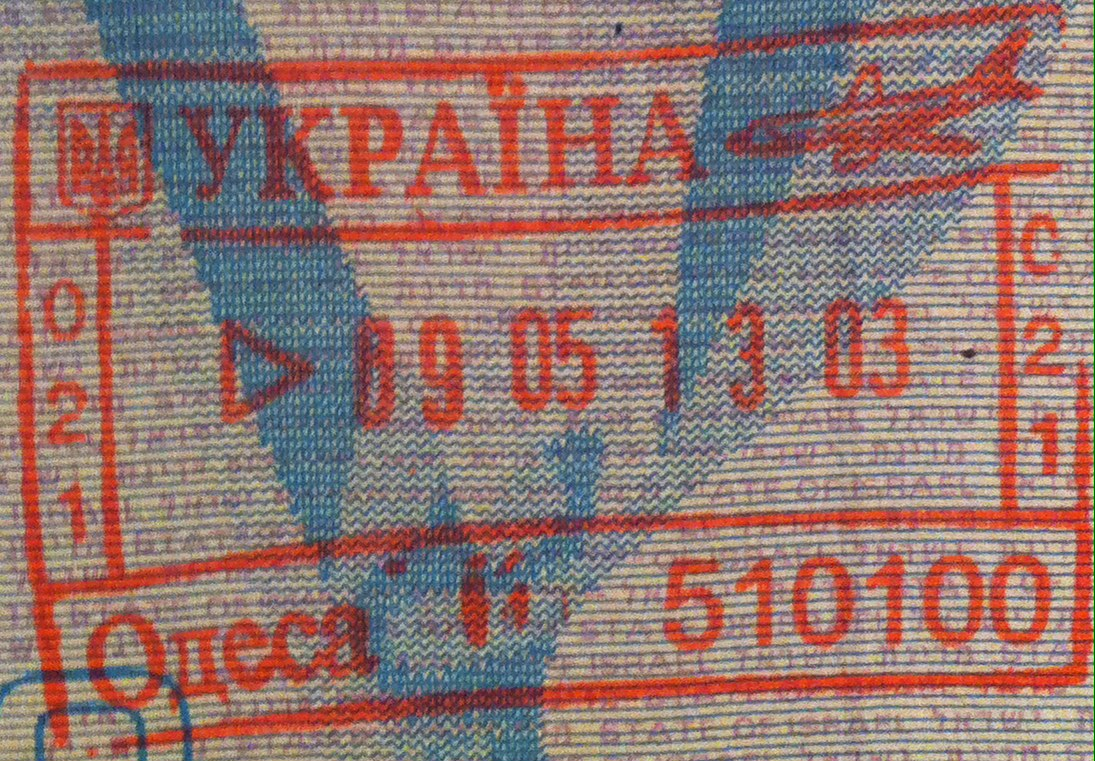
敖德薩國際機場入境印章（2013年）
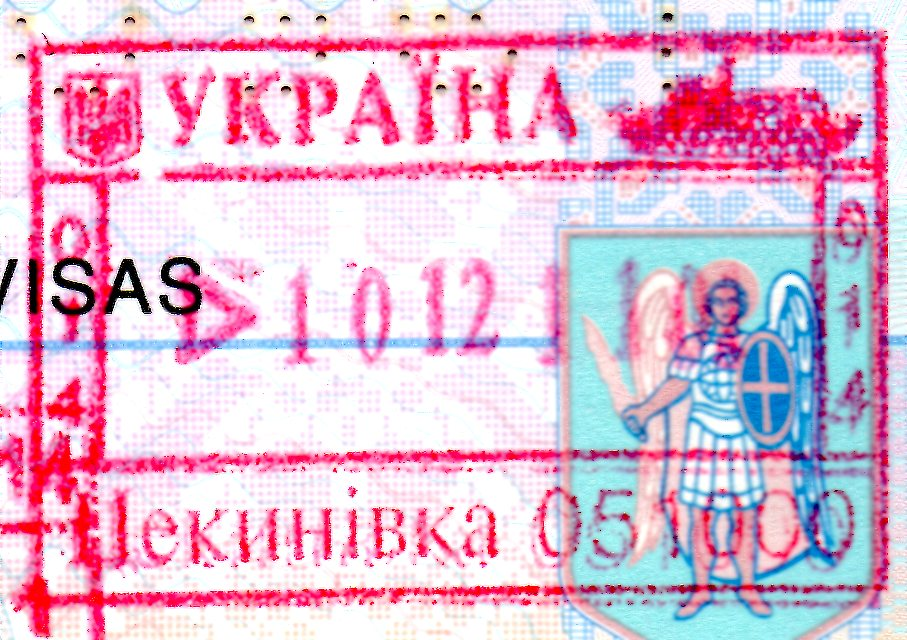
聶斯特河岸Tsekynivka渡口（近摩爾多瓦邊界）入境印章（2011年）
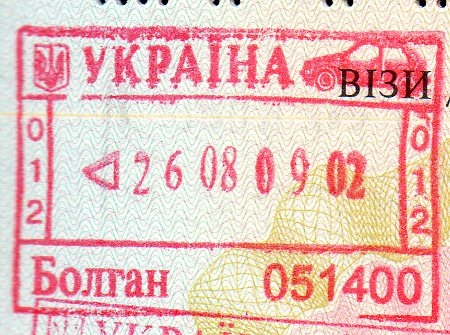
Bolhan檢查點（近摩爾多瓦邊界）出境印章（2009年）
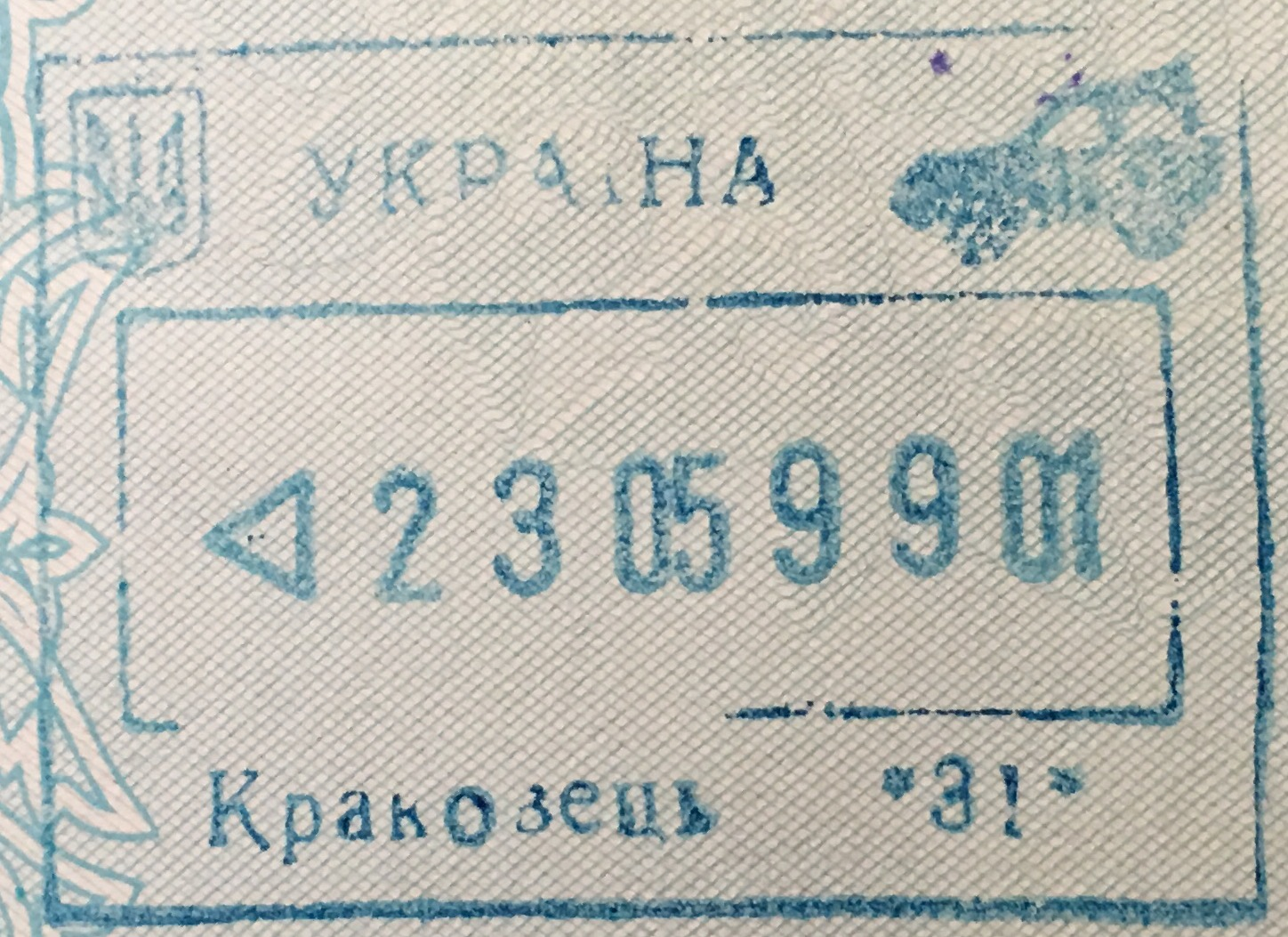
克拉科韋茨檢查點（近波蘭邊界）舊式出境印章（1999年）

#### 英國
英國邊防部隊只在英國境內沒有居留權或不行使行動自由權的共同旅行區（英國、英國皇家屬地、愛爾蘭）及外進入英國的旅行者的旅行證件上加蓋印章。
從海峽群島、愛爾蘭和馬恩島抵達英國的旅客在共同旅行區內旅行時不需要接受移民檢查。但是，來自歐洲大陸（例如法國）的旅客仍然需要接受移民檢查，因為英國不是申根區的一部分。
從英國出發乘經航空、鐵路或海路到達共同旅行區以外的目的地時，沒有例行的出境檢查。相反，航空/鐵路/渡輪公司在辦理登機或離境手續時取得乘客的旅行證件信息，並以電子方式將信息傳送給英國邊防部隊。但是，英國邊境部隊不時進行抽查（在這種情況下，旅行證件沒有蓋章）。
英國護照印章是黑色墨水，並帶有入境點的名稱，以及移民官的身份證號碼。如果旅行者是非持有入境許可的非簽證國民，則護照印章包括允許入境的許可條件。
如果旅行者是簽證/入境許可或EEA家庭許可證持有人或免於移民管制的人（例如外交官），他/她會收到開放日期護照印章（即不含任何離境條件的印章）。此外，在旅客第一次入境期間，此入境護照印章蓋在簽證/入境許可的右側，表明即使該文件對多個入境有效，該文件也已經被使用。
如果搭乘英國通用航空的航班從共同旅行區外抵達英國，則抵達時旅客可能不必接受英國邊防部隊的檢查（取決於根據事先提交的通用航空報告（GAR）上的旅客信息進行風險評估），也有可能會被“遠端清除”。在這種情況下，不會蓋護照印章。

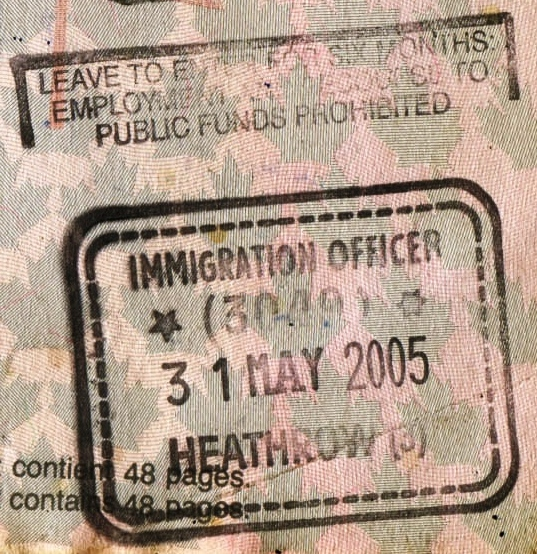
倫敦希斯洛機場入境停留6個月印章
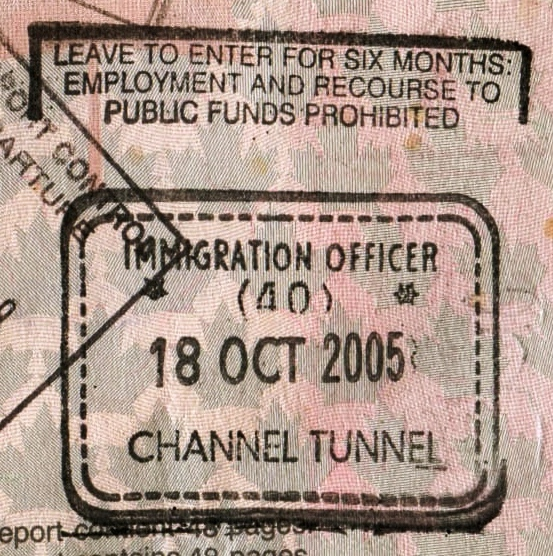
英法海底隧道入境停留6個月印章
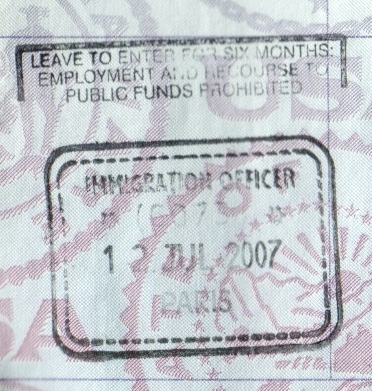
巴黎北站一地兩檢入境停留6個月印章
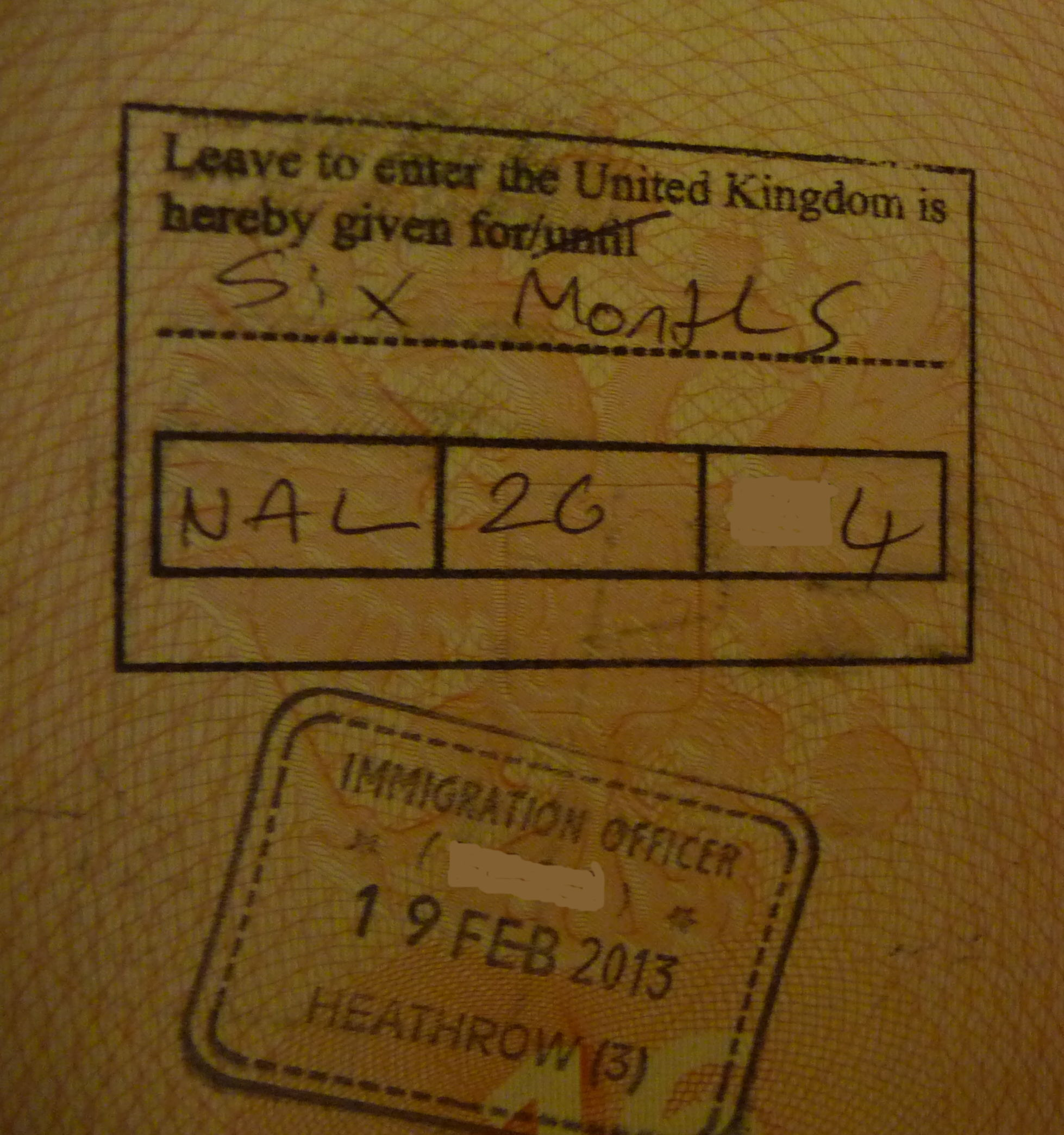
倫敦希斯洛機場入境停留6個月印章（無限制，可以就業）
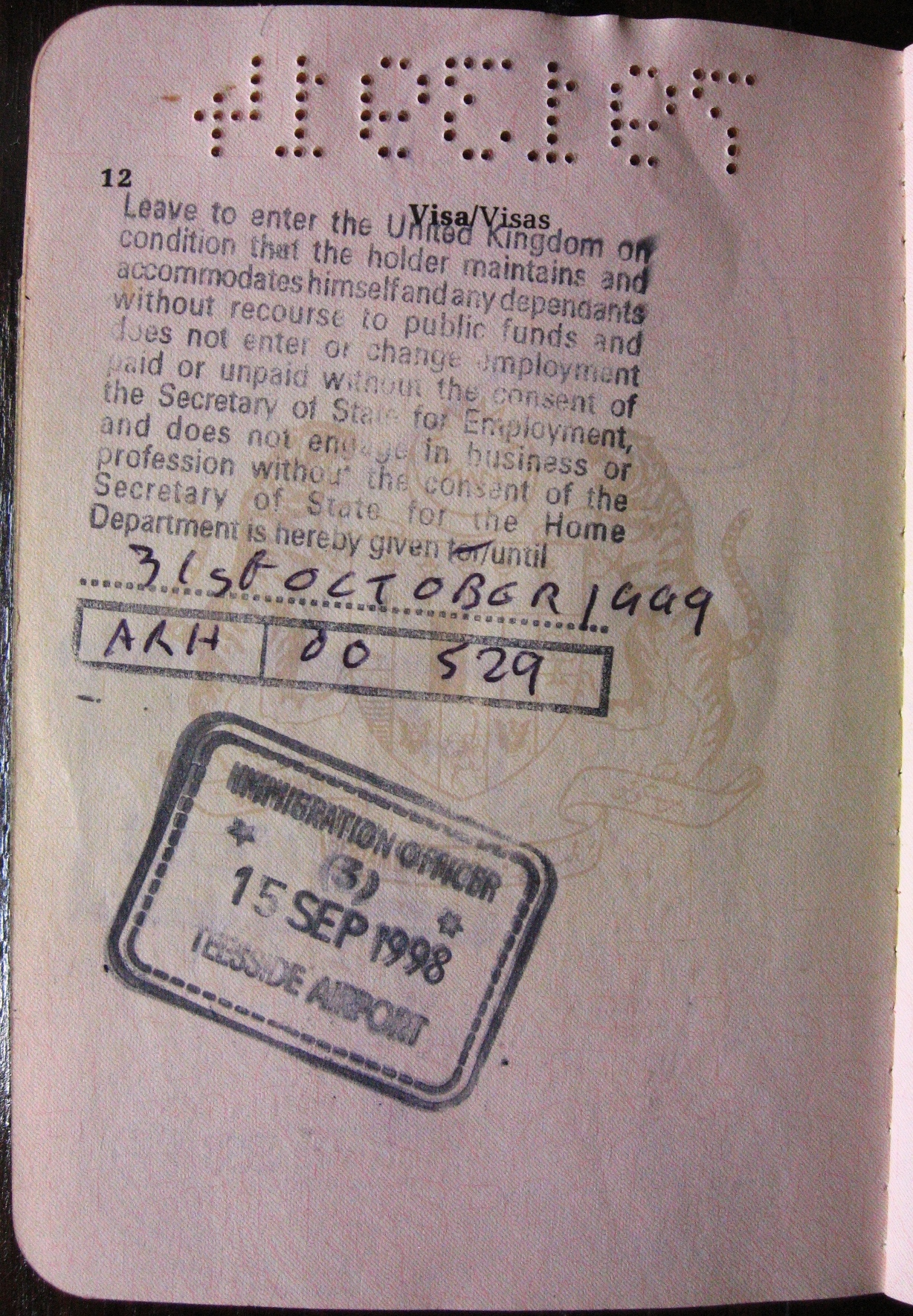
免簽證國家旅客護照上德罕蒂斯谷機場（英语：Durham Tees Valley Airport）舊式入境印章，內有離境條件
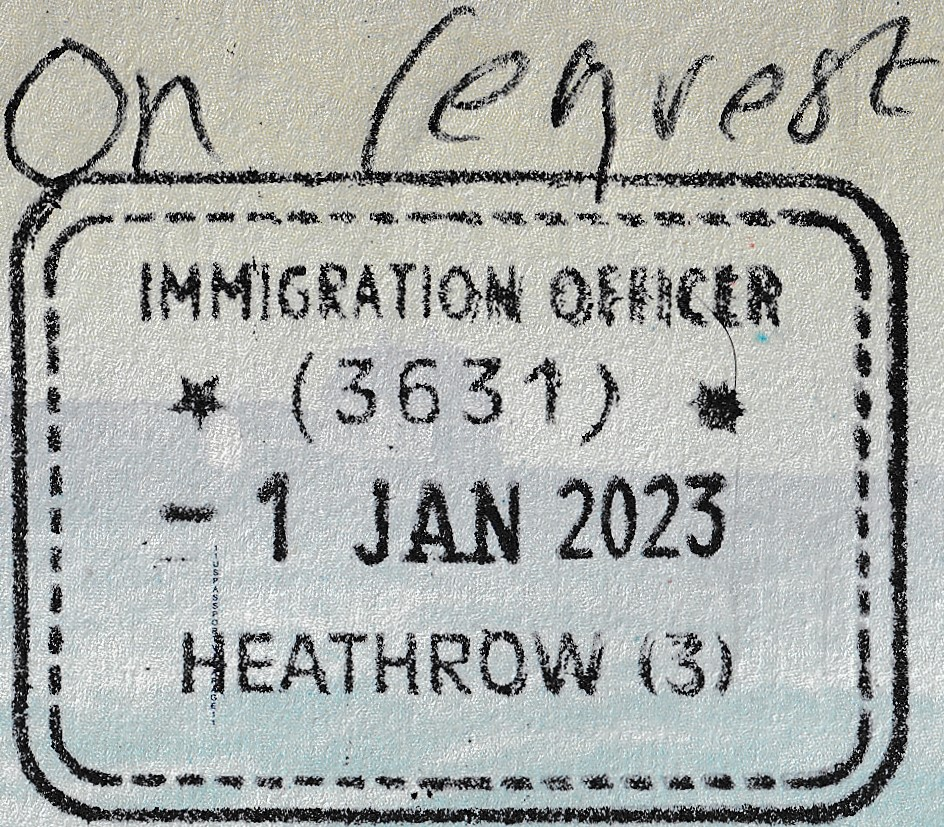
伦敦希思罗机场根据旅客需求签发的入境章（写有字样）

### 北美洲

#### 加拿大

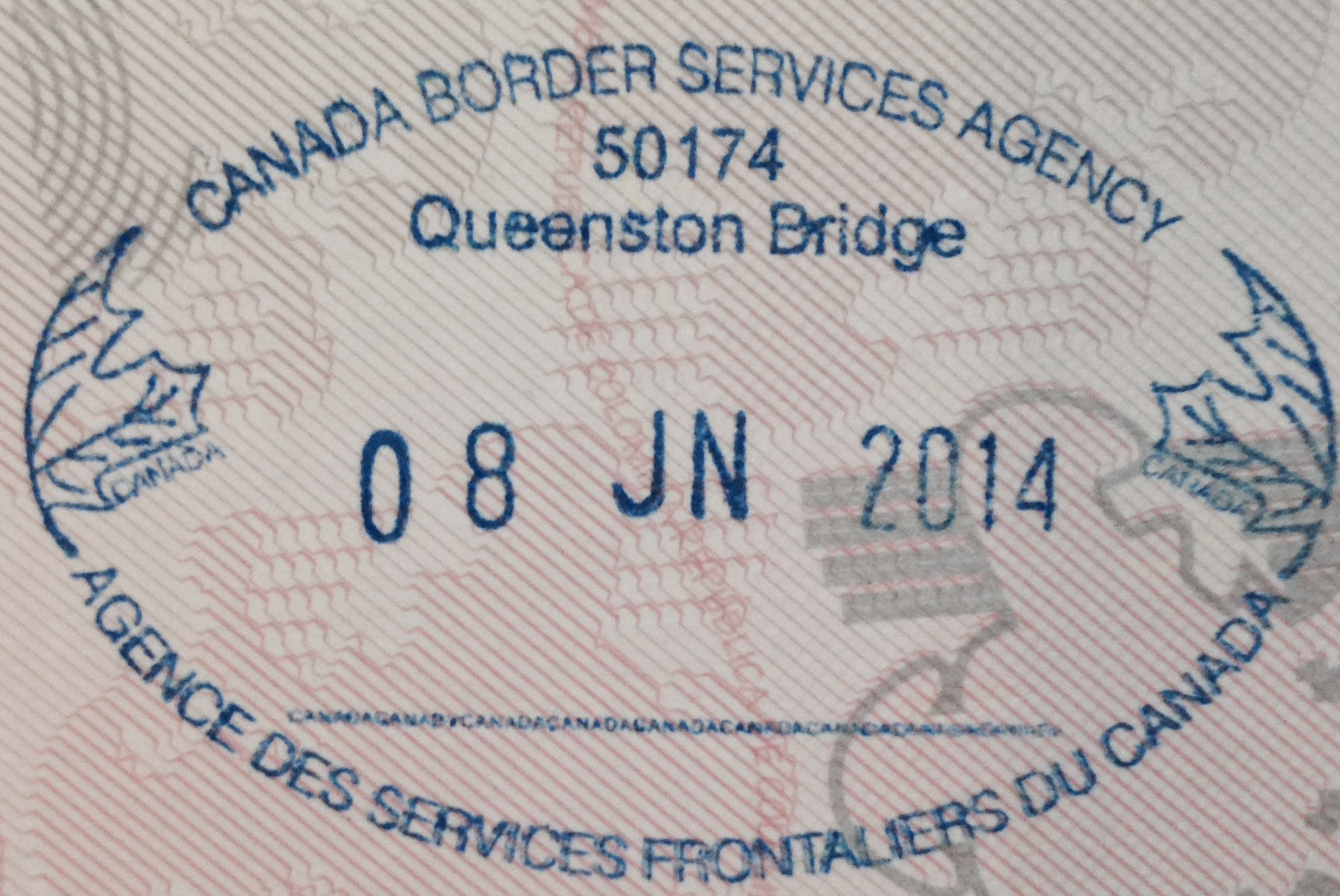
安大略省劉易斯頓-昆士頓橋入境印章
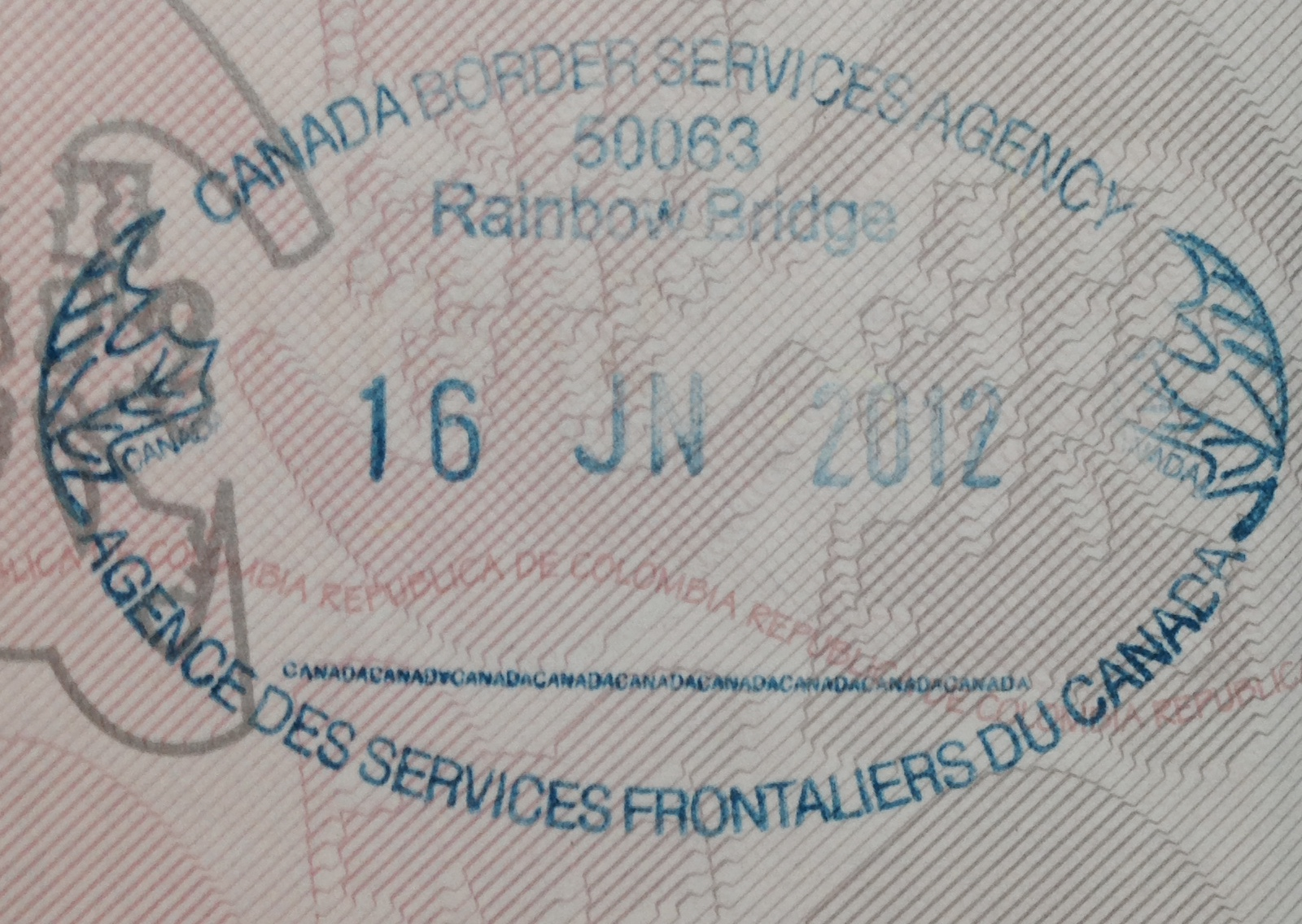
安大略省彩虹橋入境印章
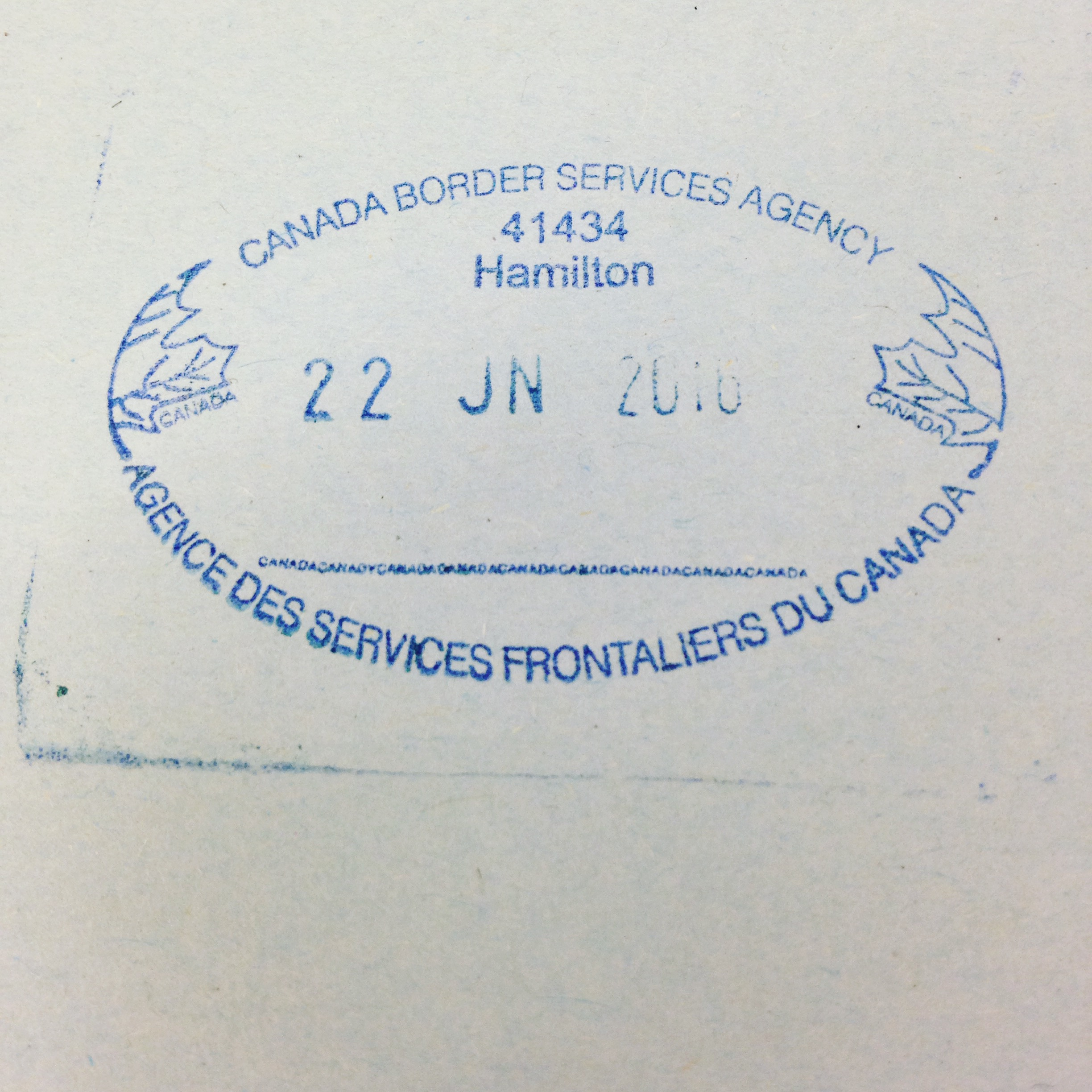
加拿大邊境服務局在安大略省哈密爾頓約翰·卡爾·芒羅哈密爾頓國際機場的入境印章
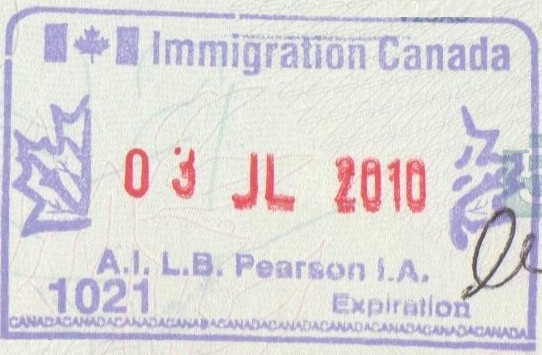
多倫多皮爾遜國際機場的加拿大移民局入境印章。此印章由移民局官員用於需要二次移民檢查的旅客
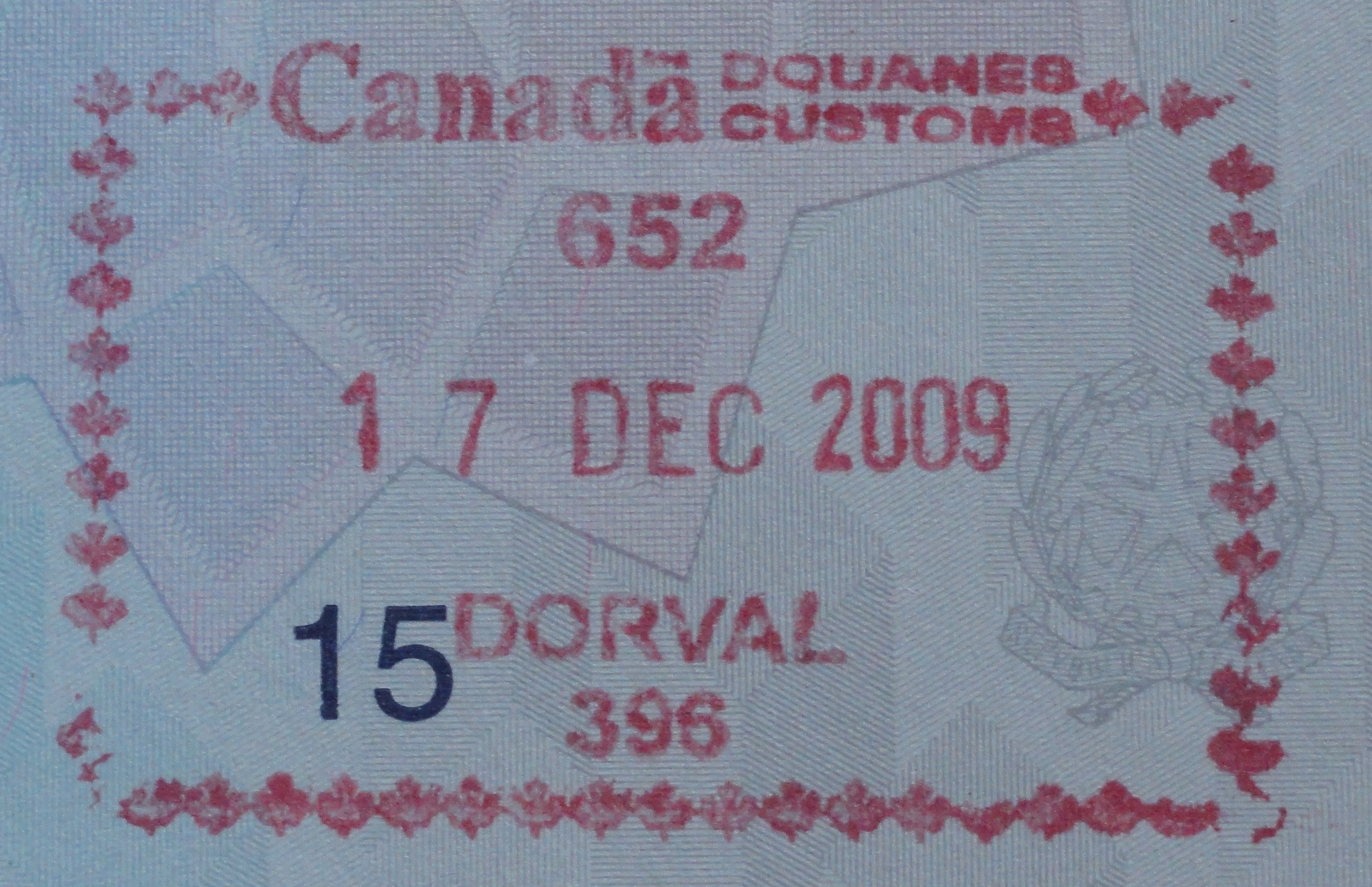
蒙特婁多佛爾國際機場入境印章，那是皮埃爾·埃利奧特·特魯多國際機場的舊稱，此印章由加拿大國際機場的護照管制官員使用

#### 古巴

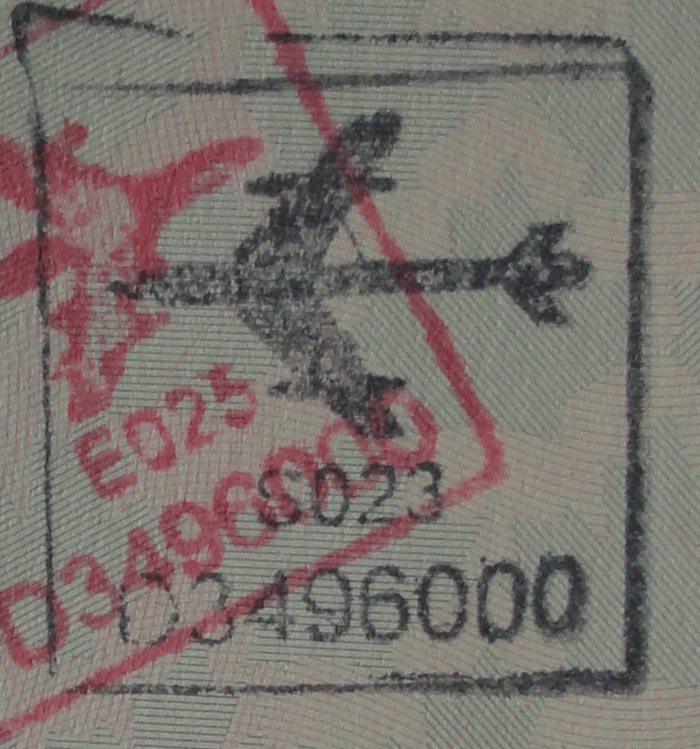
科科島機場（英语：Cayo Coco Airport）入、出境印章

#### 法國屬地（美洲）
當抵達和離開法國海外省如瓜德羅普島、馬提尼克島，以及法國海外集體如聖巴泰勒米、聖馬丁、聖皮埃爾和密克隆時，法國邊防警察根據以下規則在旅客的旅行證件上蓋印：
- 不蓋印章
  - 歐盟、歐洲經濟區和瑞士公民
  - 歐盟/歐洲經濟區/瑞士公民的家庭成員持有根據歐盟/歐洲經濟區成員國或瑞士發布的指令2004/38/EC第10條簽發的在留卡（進入/離開瓜德羅普島/馬提尼克島/聖皮埃爾和密克隆島時）
  - 歐盟/歐洲經濟區/瑞士公民的家庭成員持有歐盟/歐洲經濟區成員國或瑞士簽發的在留卡（進入/離開聖巴泰勒米和聖馬丁時）
  - 安道爾、摩納哥和聖馬利諾公民
  - 國家元首和貴賓的到來已通過外交途徑事先正式宣布
  - 飛行員和飛機機組成員
  - 海員（只有當他們的船隻進入和停靠港口時）
  - 遊輪的乘員組和乘客
- 蓋印章
  - 其他國家旅客（符合前述條件者例外）

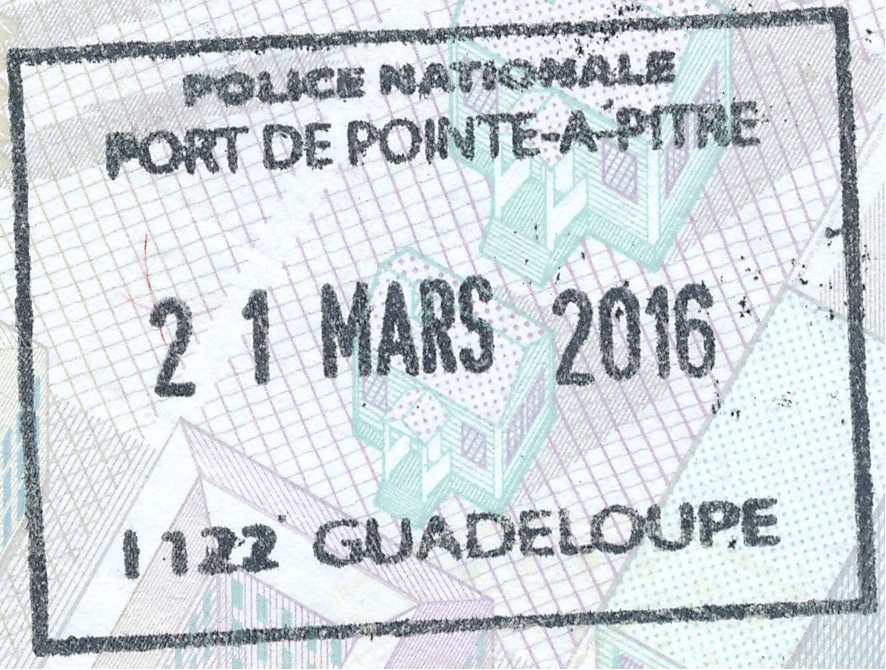
皮特爾角城港（瓜德羅普）入境印章
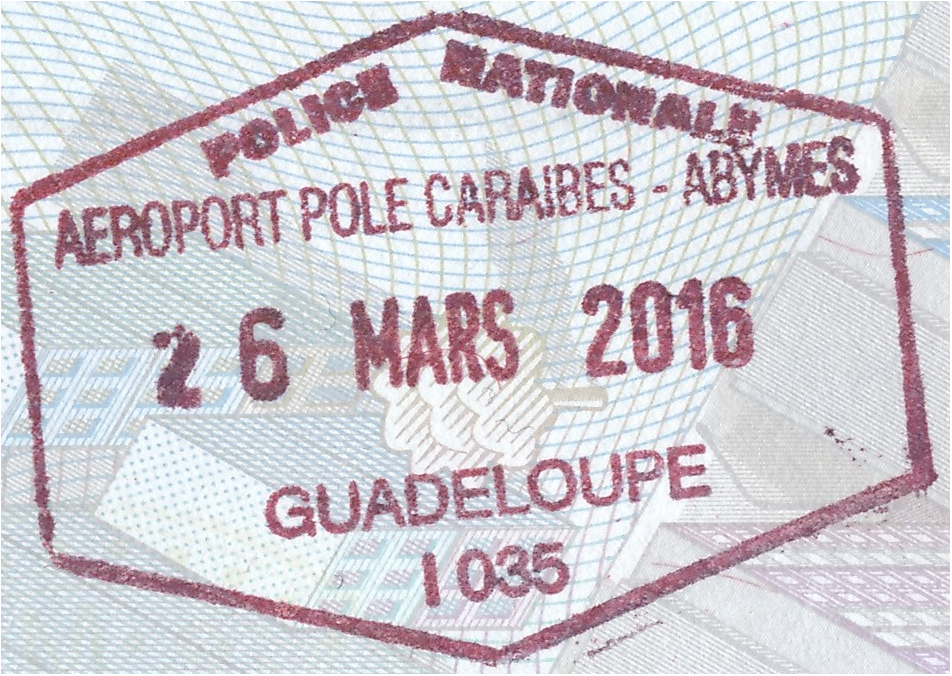
皮特爾角城國際機場（瓜德羅普）出境印章
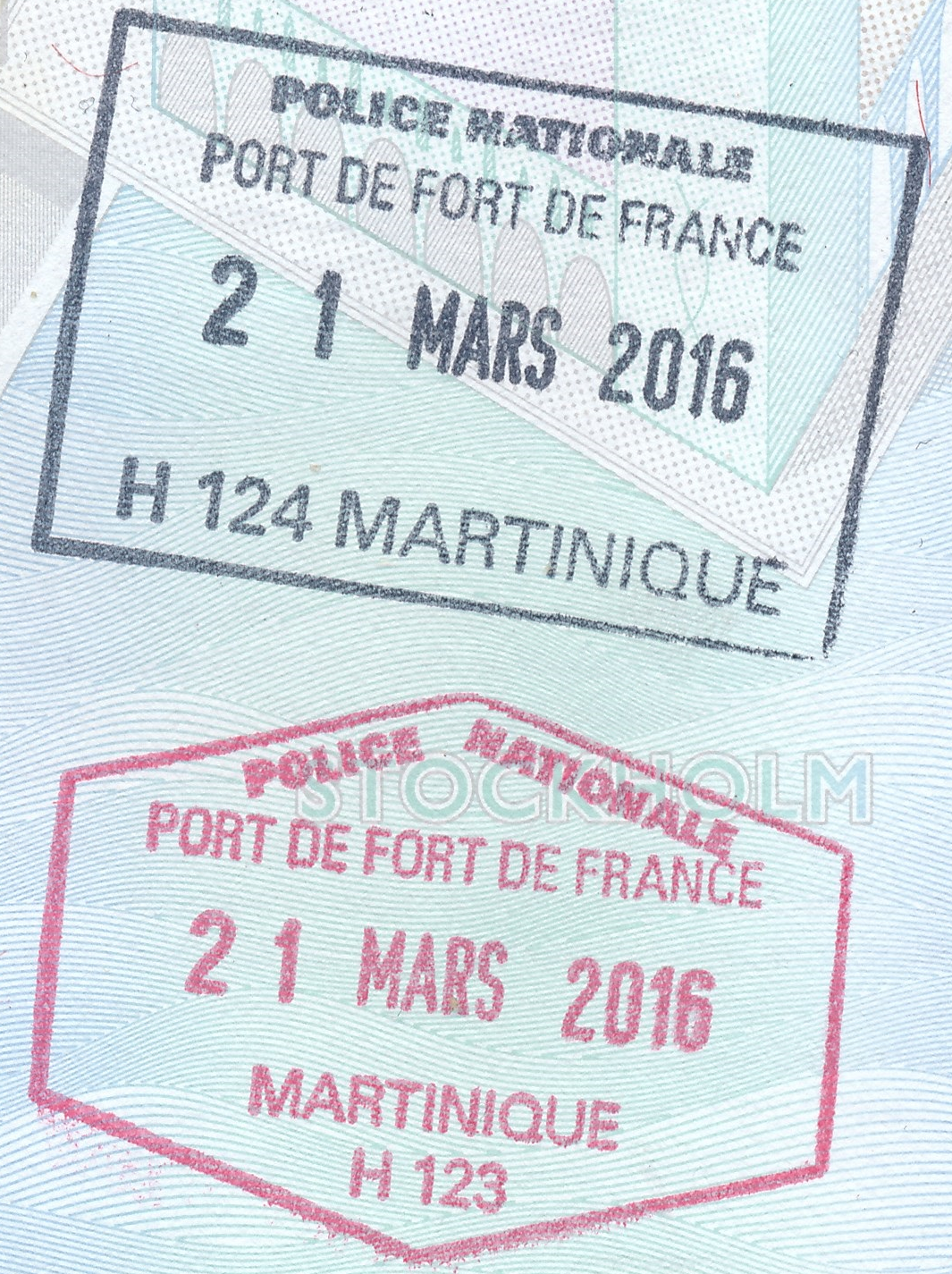
聖皮埃爾 （馬提尼克）海關入境（上）與出境（下）印章（2016年3月于聖皮埃爾在法蘭西堡港）
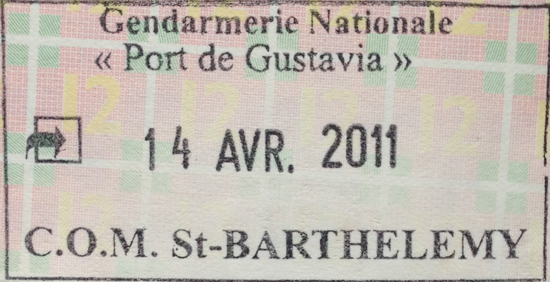
聖巴泰勒米入境印章
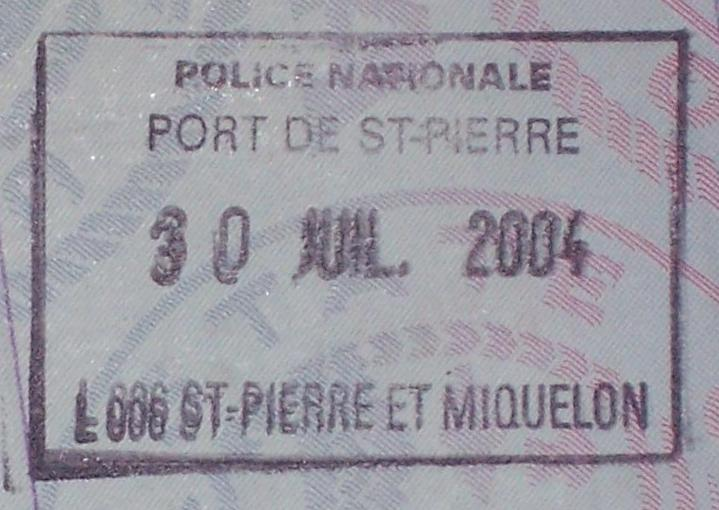
聖皮耶入境印章

#### 海地

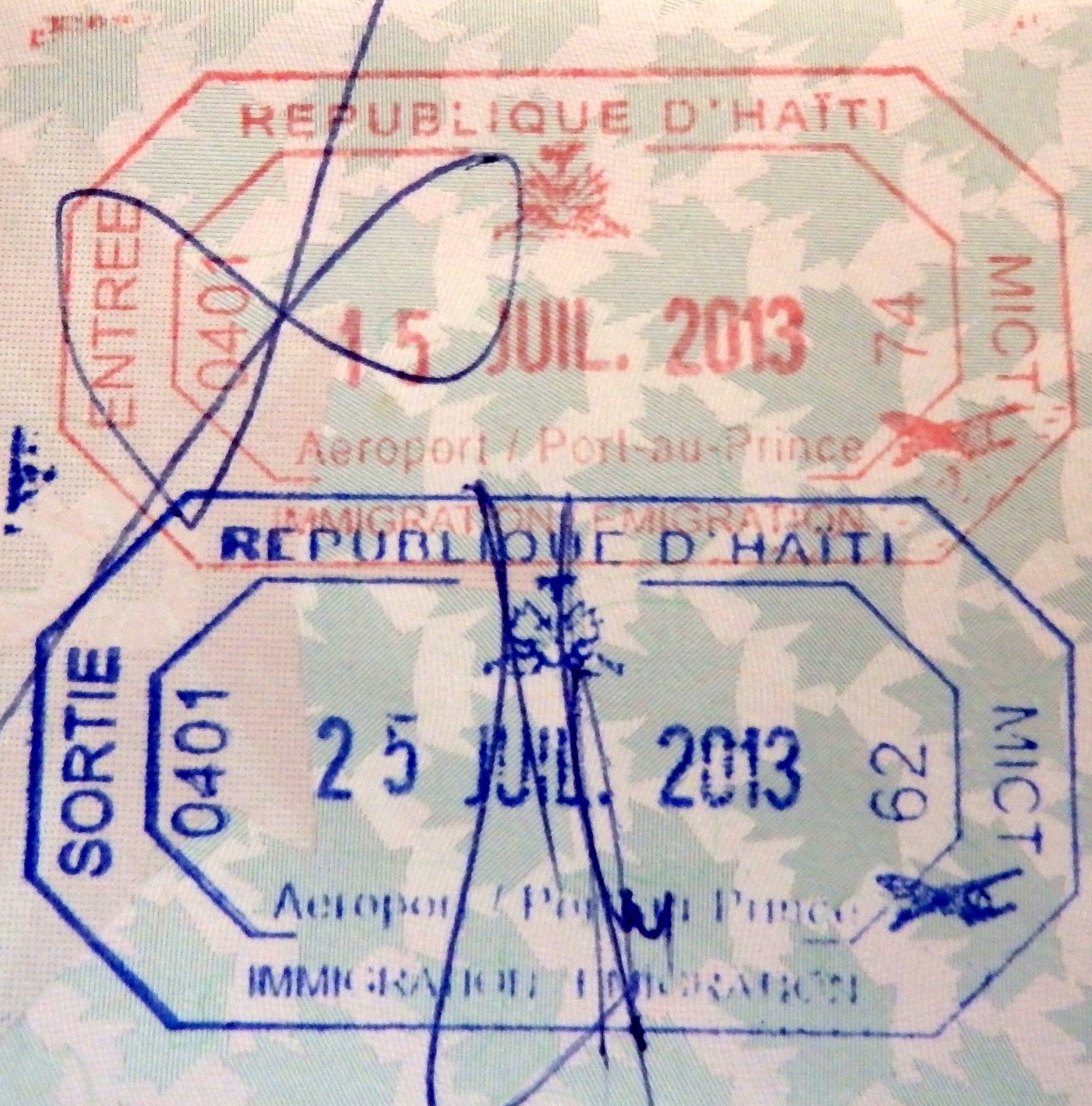
太子港杜桑·盧維杜爾國際機場入、出境印章

#### 墨西哥

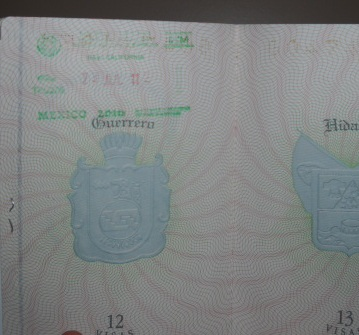
下加利福尼亞州提華納陸界關口入境印章

#### 美國
非移民者離開美國的實際截止日期標記在印章的底部，蓋在護照上（當中空中或海上進入時）或貼在護照上的綠色I-94W表格上。隨著自動護照控制（APC）的引入，使用信息亭的旅客並非總是在護照上蓋章（特別是美國和加拿大護照）。自2022年下半年起，美國海關及邊境保衛局不再在旅客护照上加盖入境章。学生如需在I-20表上盖章，须预约后前往美国公民及移民服务局的办事处办理。

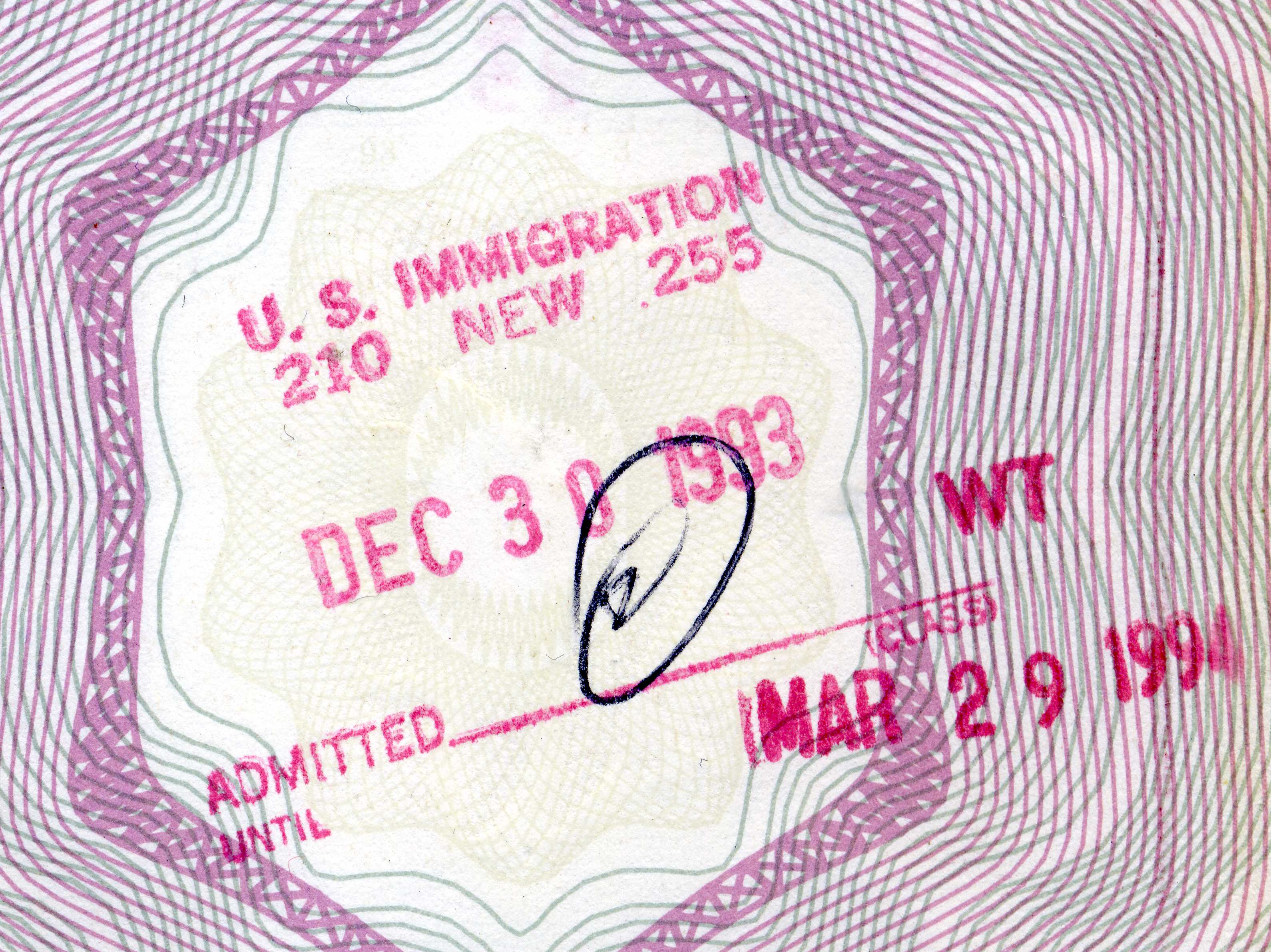
1993年的入境印章
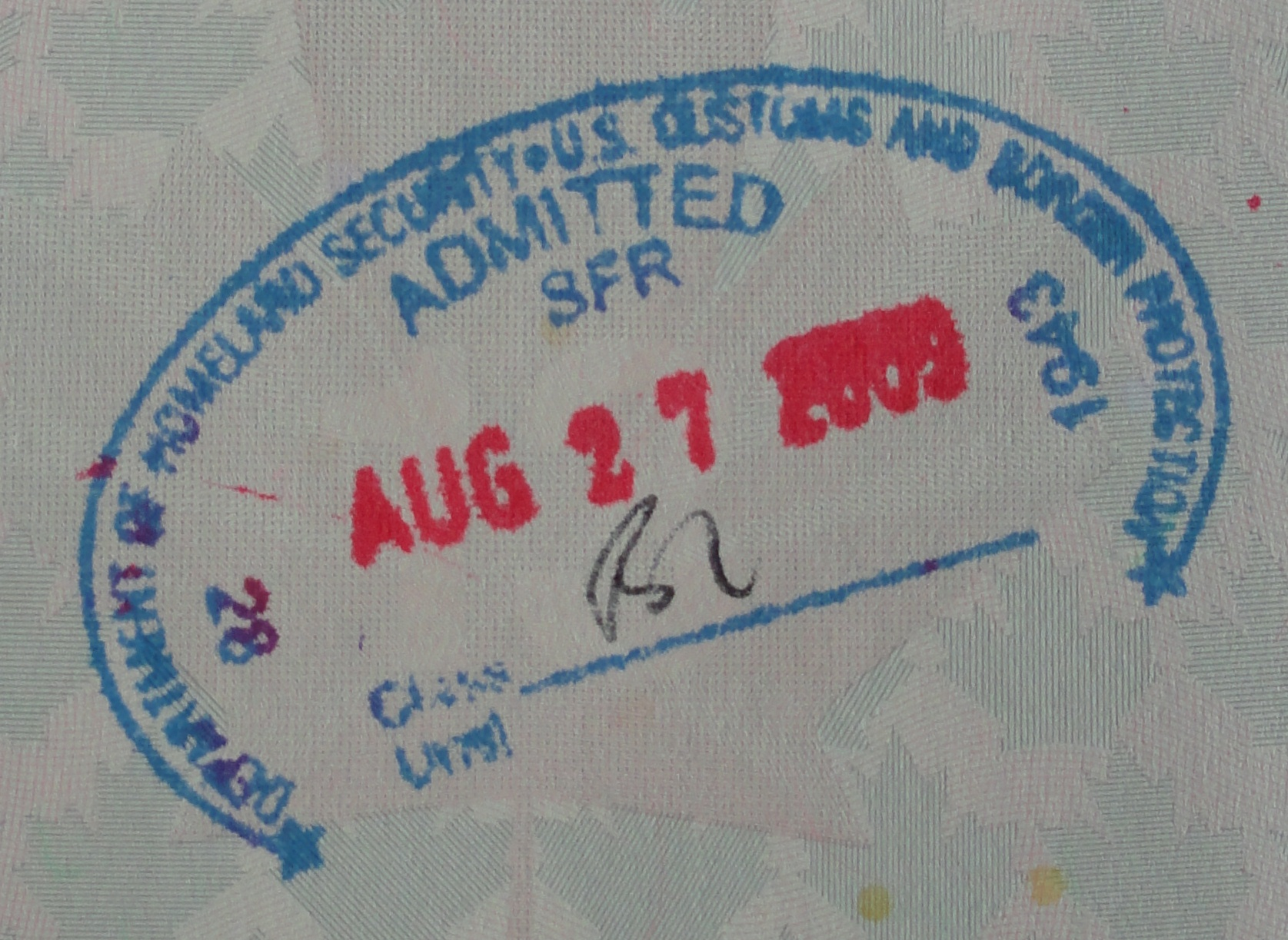
舊金山國際機場入境印章
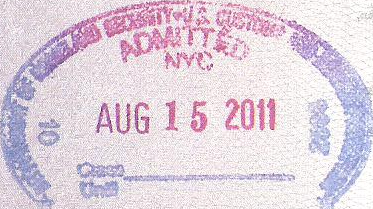
約翰·甘迺迪國際機場入境印章
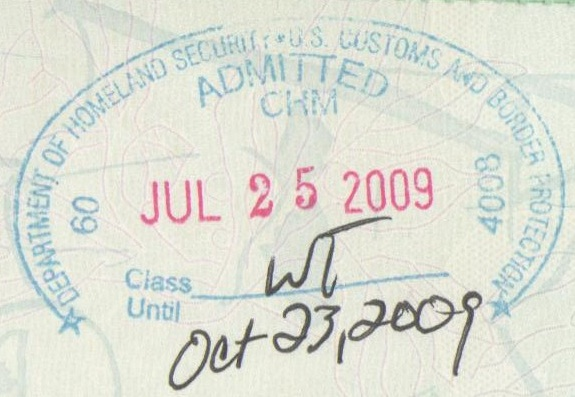
美加边境尚普蘭-聖貝爾納-德-拉科勒口岸（英语：Champlain–St. Bernard de Lacolle Border Crossing）的入境印章
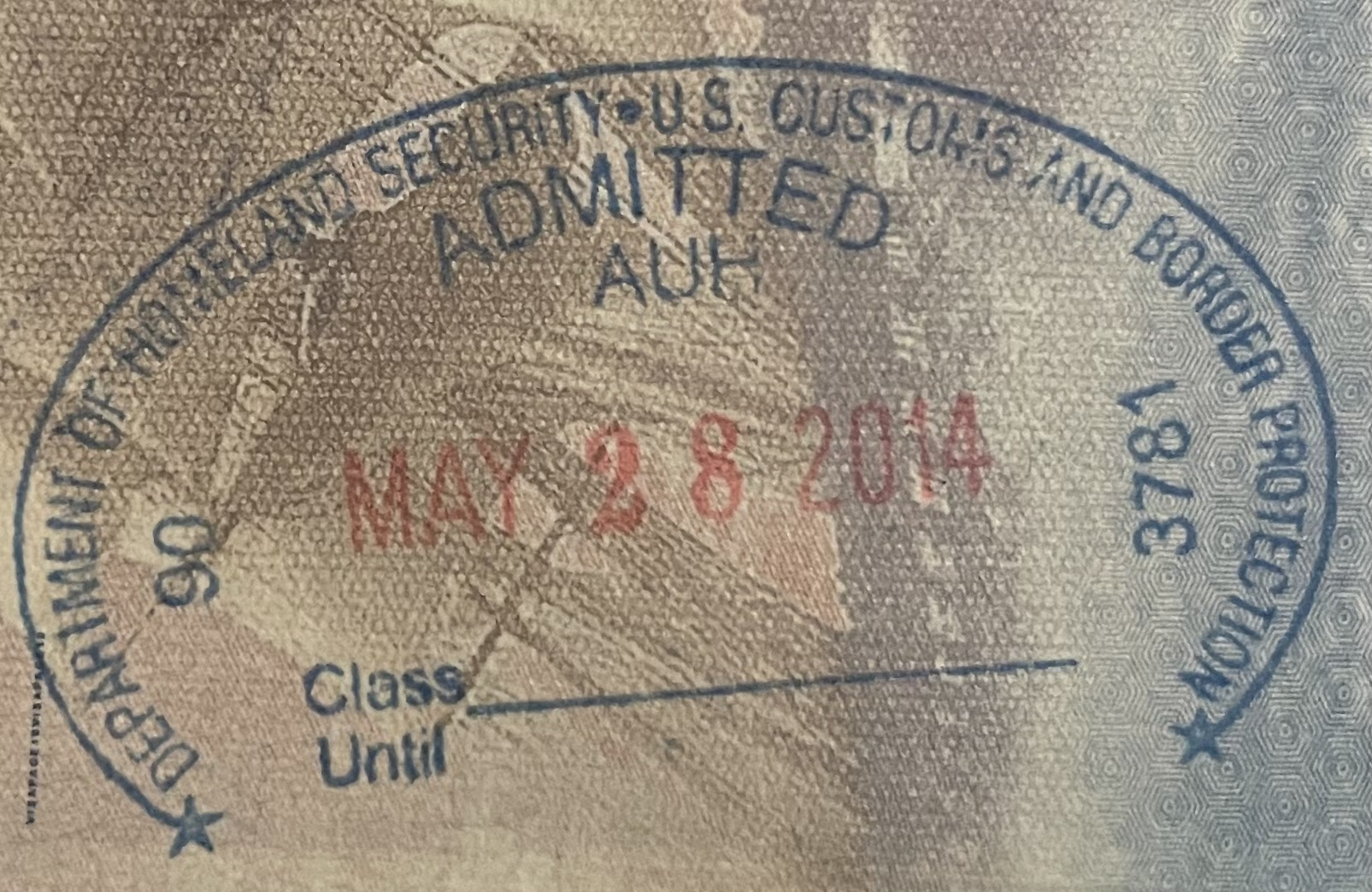
阿布扎比国际机场美國境外預先清關的入境印章

### 大洋洲

#### 澳洲
原則上，澳大利亞政府不會在旅客抵達或離開澳大利亞時蓋上護照印章。如果旅客需要出境印章，必須在離開澳大利亞時請求海關和邊境保護局官員。

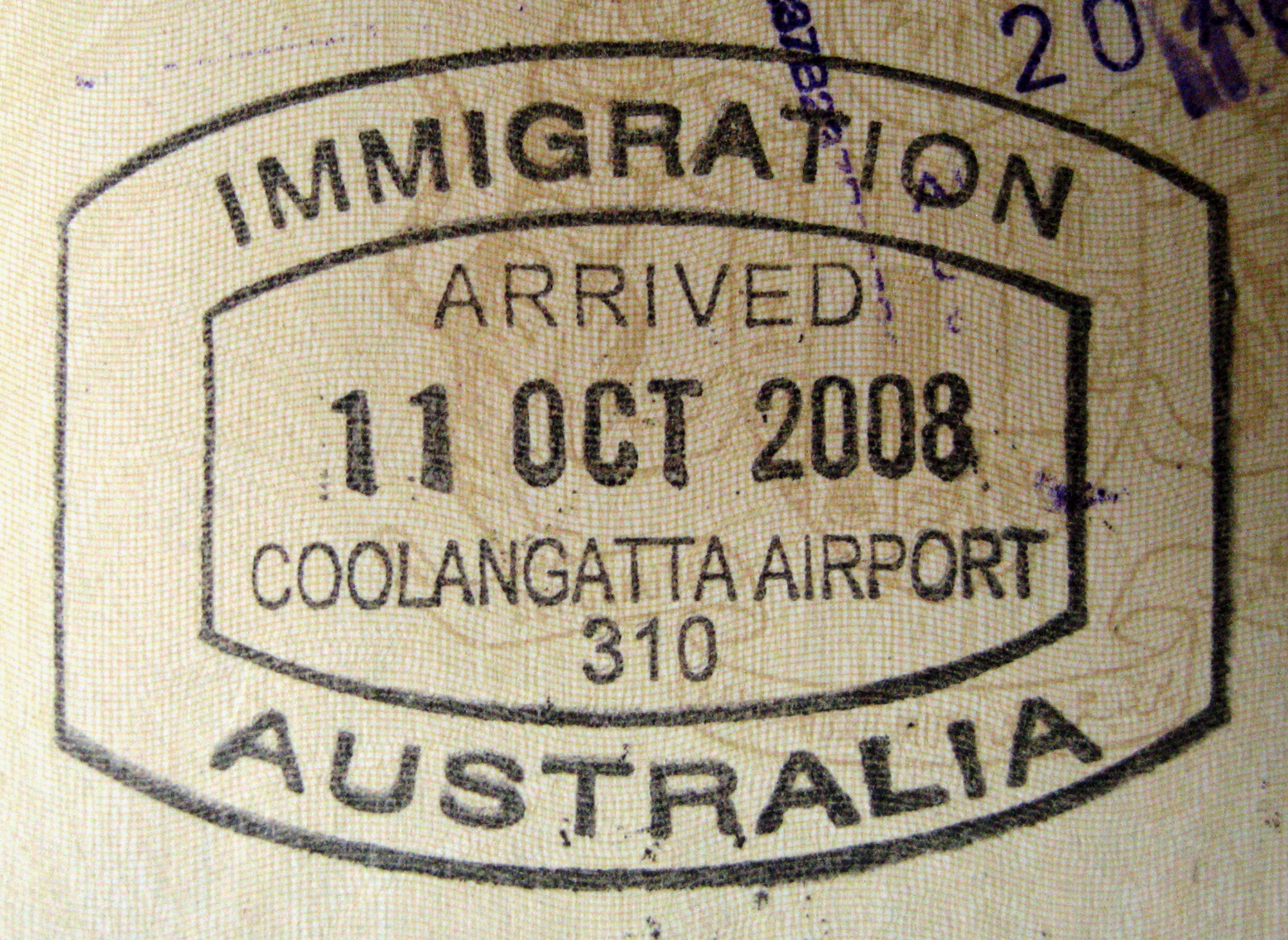
黃金海岸機場入境印章
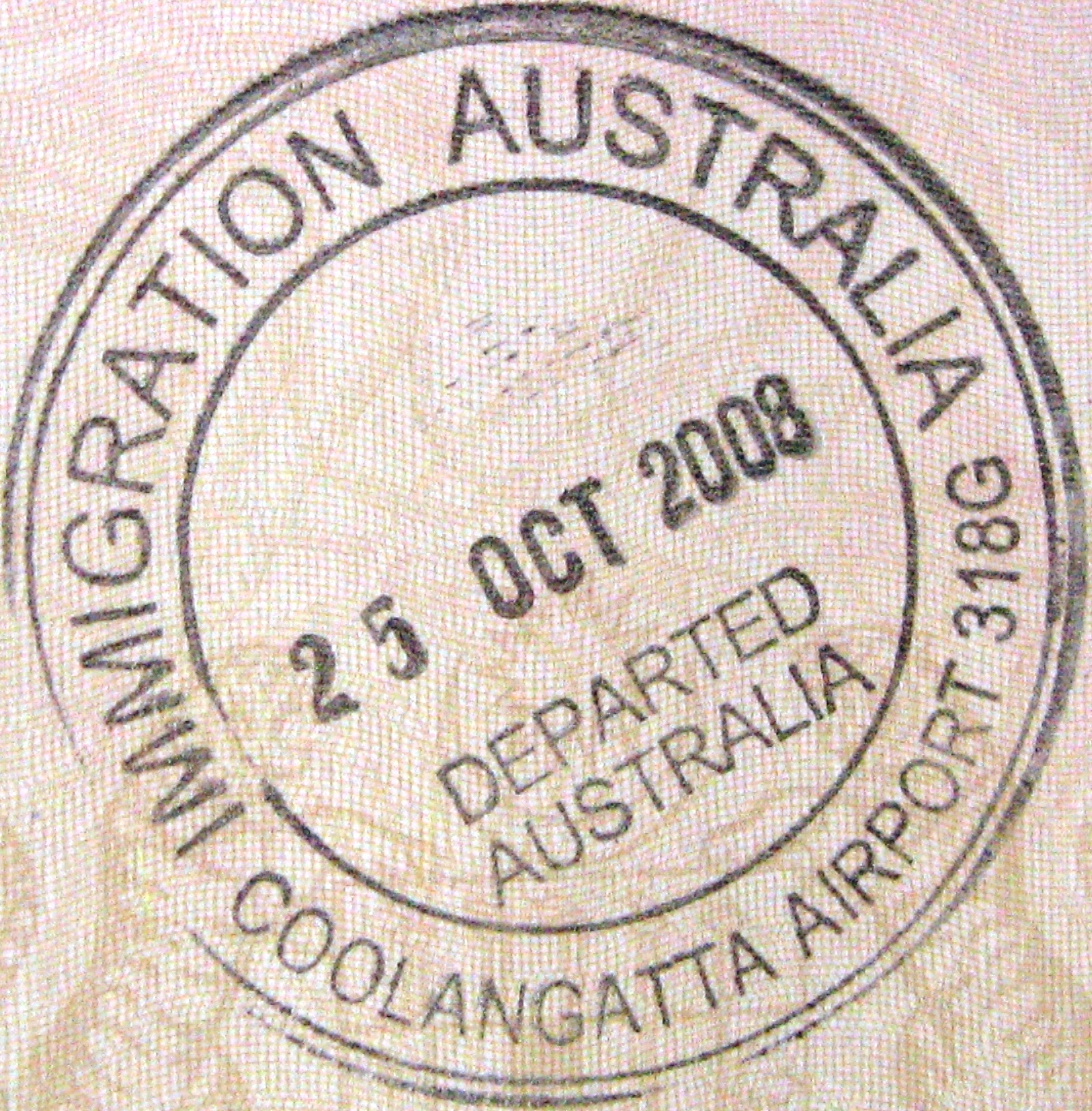
黃金海岸機場出境印章

#### 法屬玻里尼西亞、新喀里多尼亞、瓦利斯和富圖納
抵達和離開法國海外領土如法屬波利尼西亞、新喀裡多尼亞以及瓦利斯和富圖納時，法國邊防警察根據以下規則標記旅行者的旅行證件：
- 不蓋章
  - 歐盟、歐洲經濟區和瑞士公民
  - 歐盟/歐洲經濟區/瑞士公民的家庭成員持有歐盟/歐洲經濟區成員國或瑞士簽發的居留許可
  - 安道爾、摩納哥、和聖馬利諾公民
  - 國家元首和貴賓的到來已通過外交途徑事先正式宣布
  - 飛行員和飛機機組成員
  - 海員（只有當他們的船隻進入和停靠港口時）
  - 遊輪的乘員組和乘客
- 蓋章
  - 其他國家旅客（符合前述條件者例外）

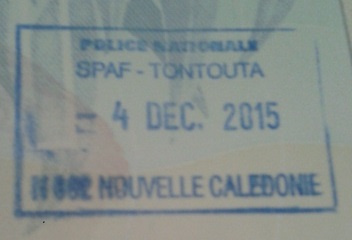
新喀里多尼亞通圖塔國際機場的舊式入境印章
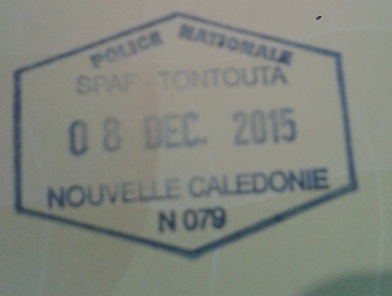
新喀里多尼亞通圖塔國際機場的舊式出境印章
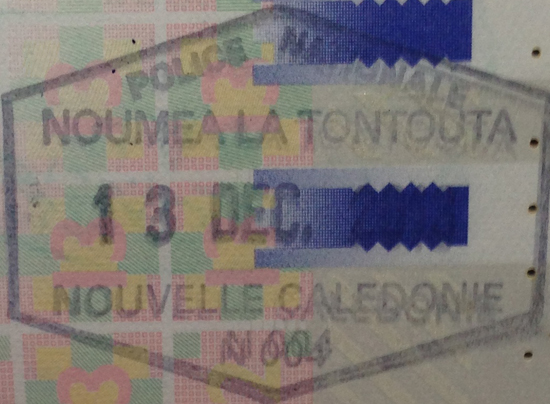
新喀里多尼亞通圖塔國際機場的舊式出境印章

#### 紐西蘭
自2018年3月起，紐西蘭海關總署停止為澳大利亞永久居民和紐西蘭居民蓋章。一般入境印章繼續用於臨時簽證持有人。抵達紐西蘭後，非紐、澳公民的旅客或獲准進入該國的永久居民將在旅行證件中收到“訪客簽證”矩形印章。除非特別要求，否則新西蘭和澳大利亞公民在抵達新西蘭時不會蓋上護照。使用SmartGate的旅客（適用於16歲或以上的紐西蘭、澳大利亞、英國或美國電子護照持有者）在抵達紐西蘭時不會蓋上護照。對於所有旅客，護照在離開紐西蘭時不會蓋章（不論國籍，以及是否使用移民局或SmartGate）。

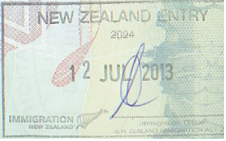
一般入境章（入境時提供給臨時簽證持有人）
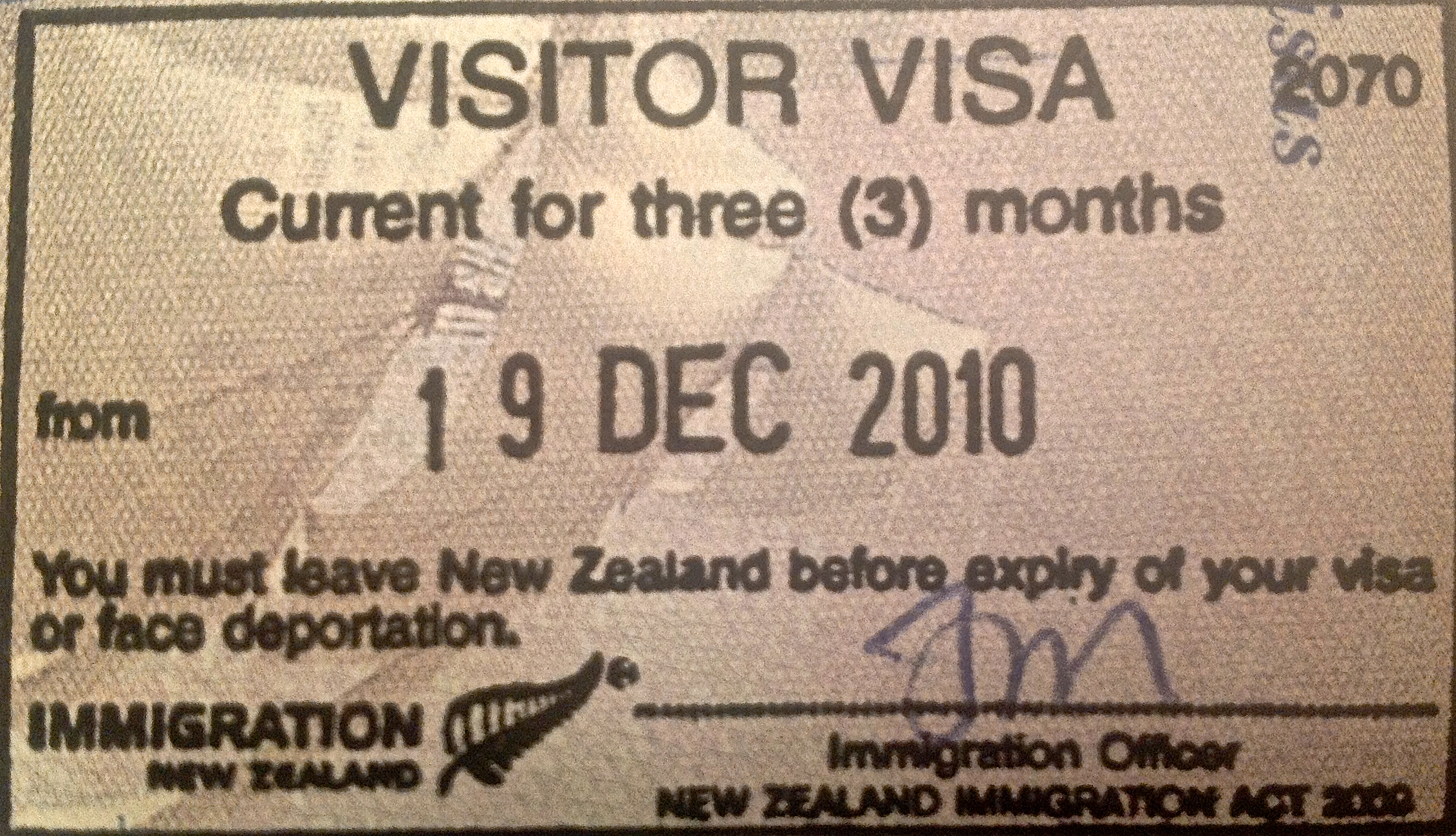
旅客簽證入境章（適用於所有非紐西蘭/澳大利亞護照持有人，且不在當中任何一個國家居住）
居民簽證蓋章（2018年3月起不再簽發）

### 南美洲

#### 阿根廷

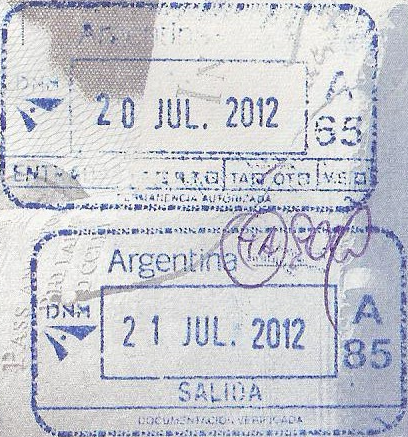
伊瓜蘇港（近巴西邊界）入、出境印章

#### 巴西
當巴西護照持有人進入或離開巴西時，他們將不會收到護照印章。但是，其他國民通過海關將收到入境和出境的印章。當從阿根廷或巴拉圭鄰國開車進入巴西時，只有少數關口，因此很少收到護照上的印章。

巴西簽證另一側的巴西入、出境印章
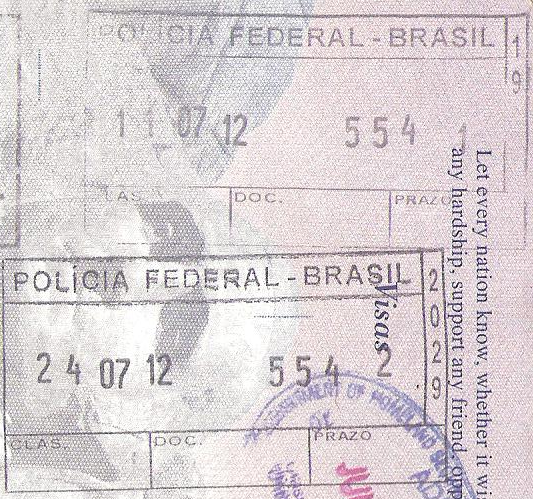
聖保羅機場的入、出境印章

#### 智利

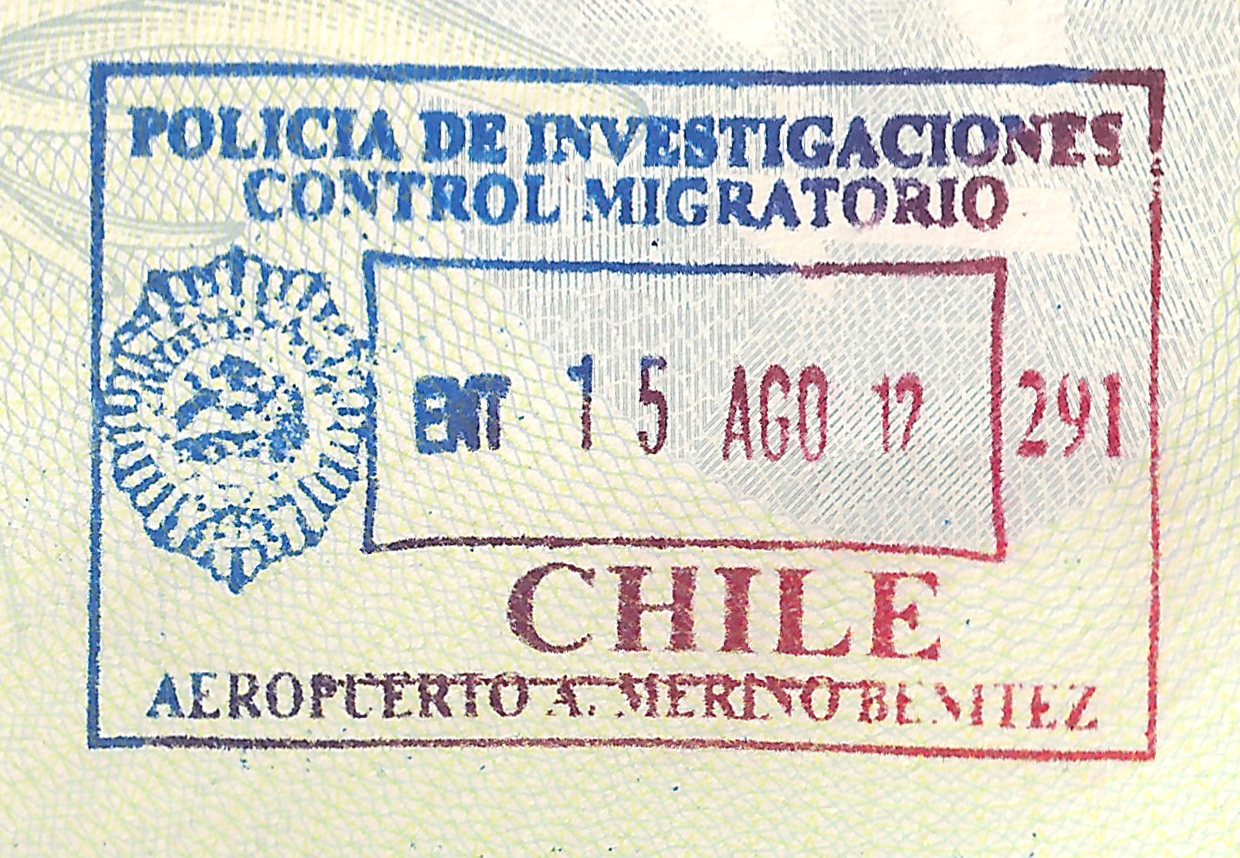
智利入境印章，由聖地亞哥機場的智利調查警局（PDI）簽發
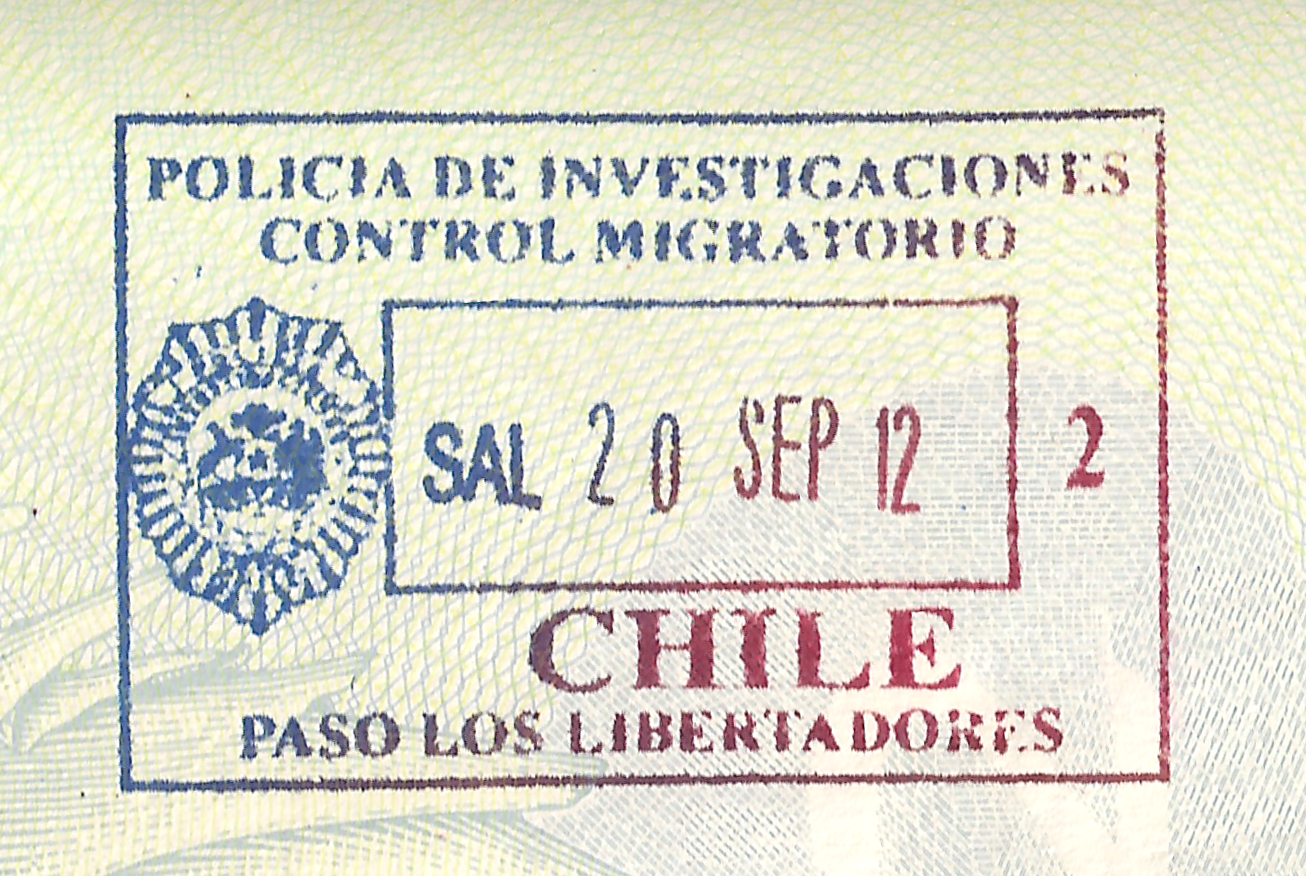
智利出境印章，由Paseo los Liberadores邊界關口的智利調查警局（PDI）簽發

#### 哥倫比亞

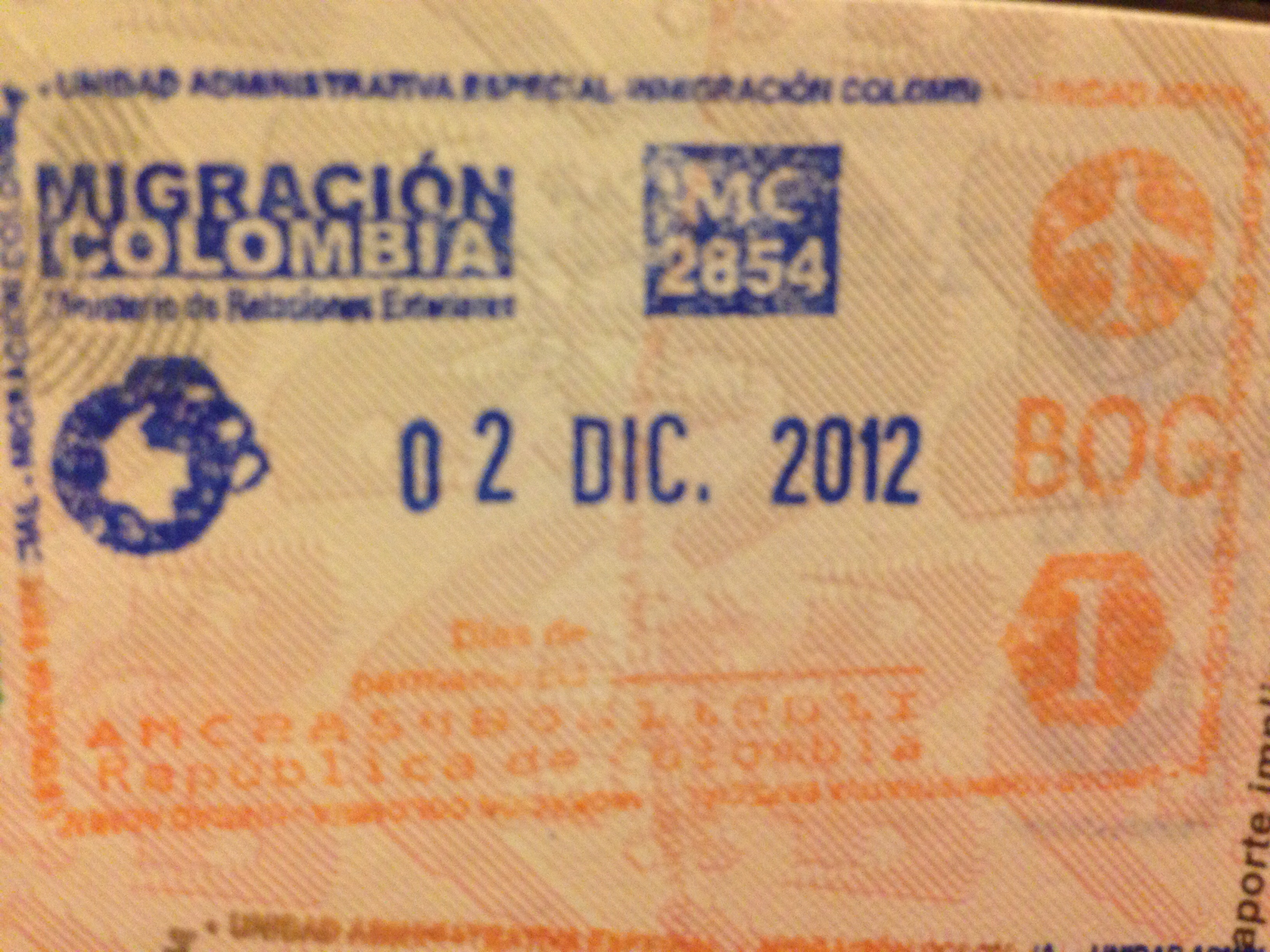
埃爾多拉多國際機場入境印章
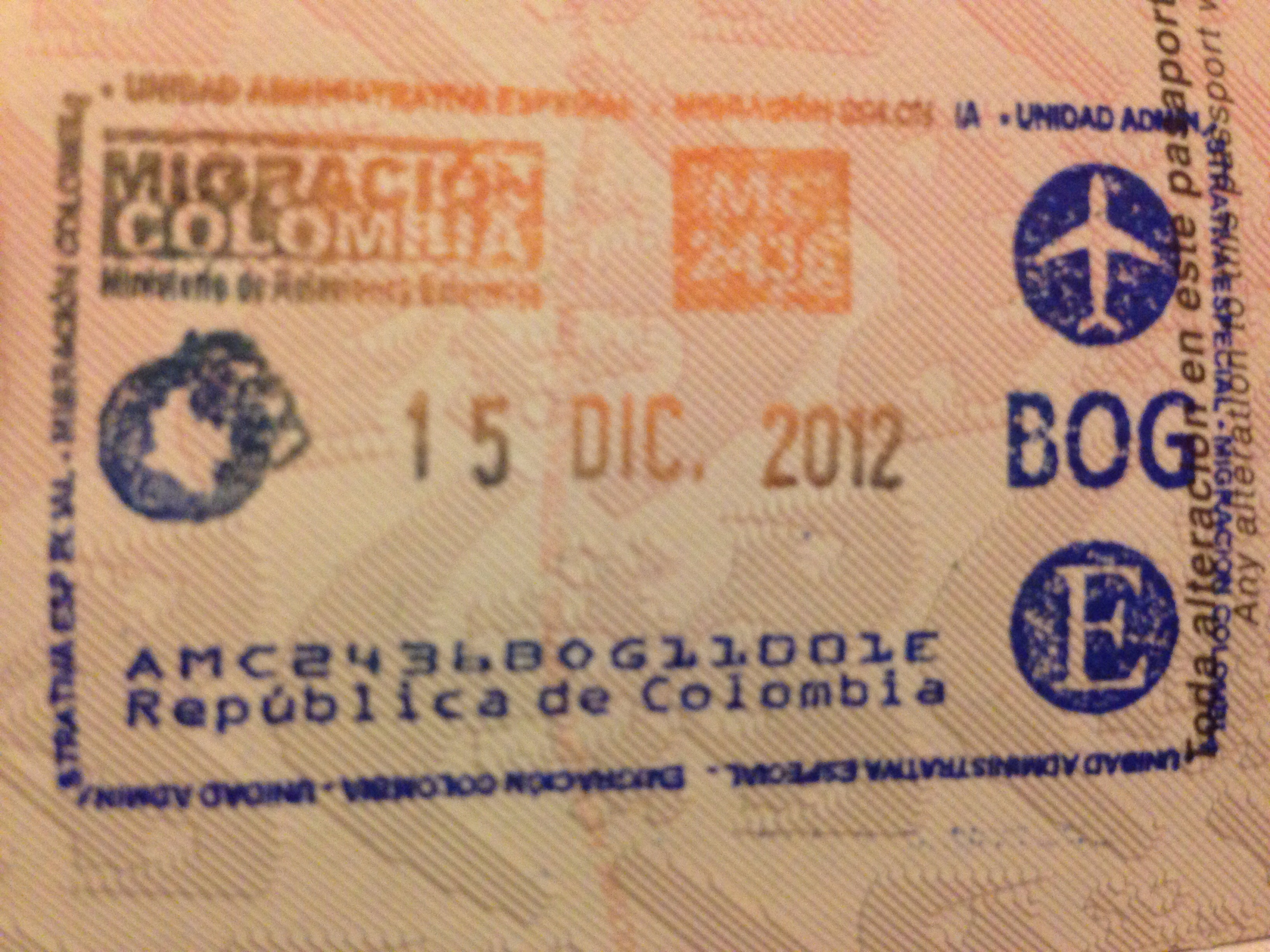
埃爾多拉多國際機場出境印章
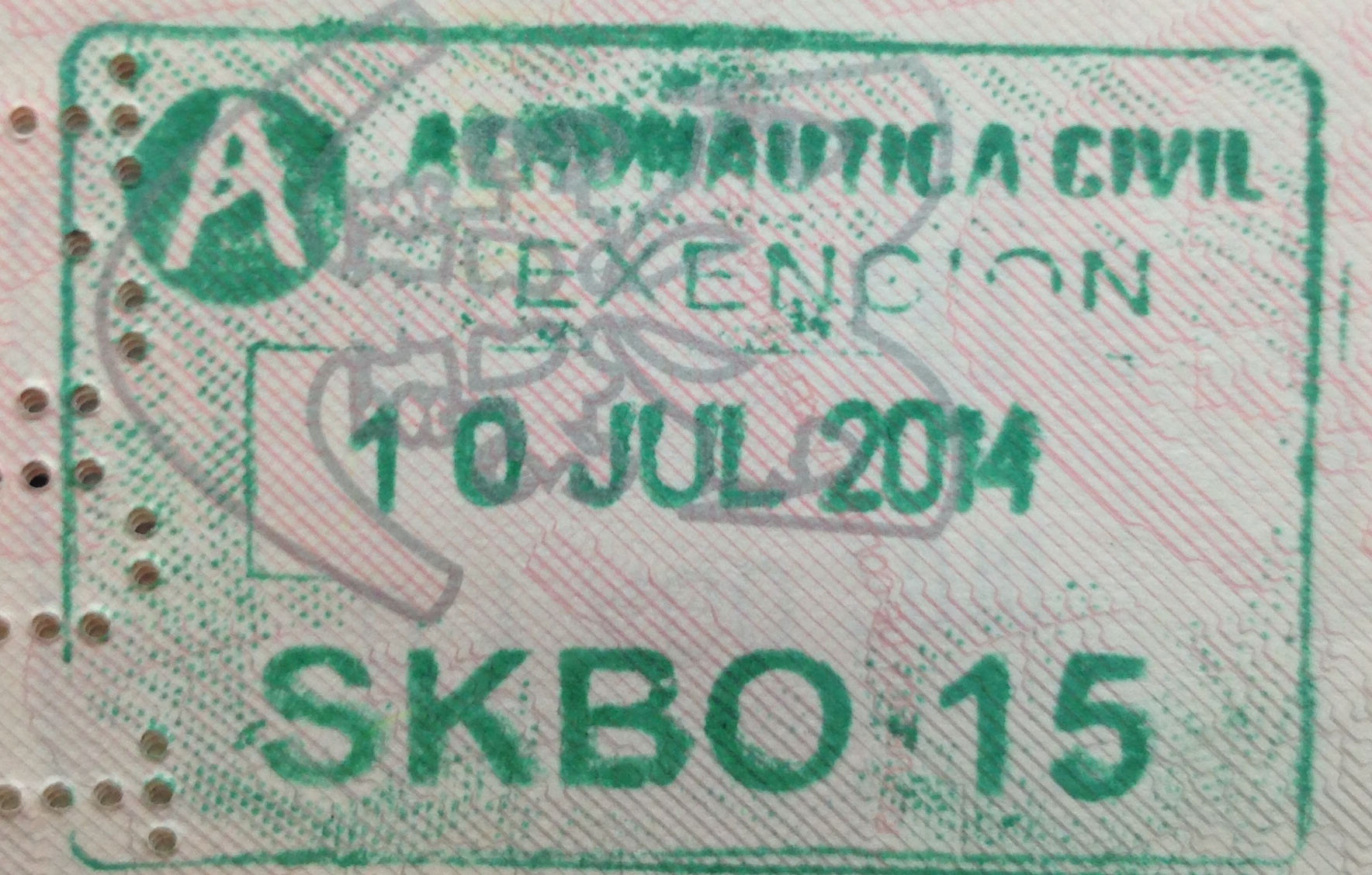
埃爾多拉多國際機場的退稅印章

#### 秘魯

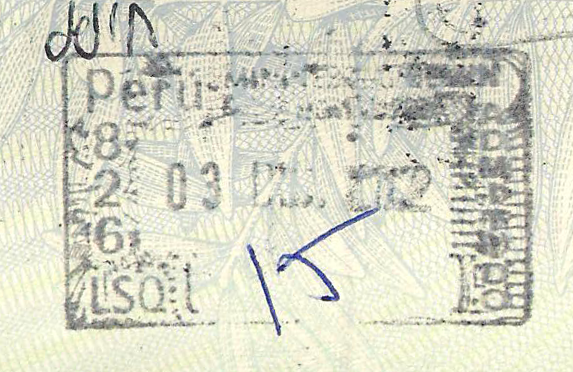
秘魯利馬機場入境印章，頂部可見部分英國入境印章
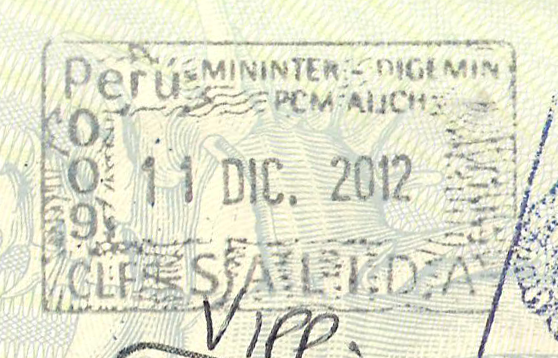
秘魯利馬機場出境印章，底部為英國入境印章的一部分，右側為智利印章的一部分

#### 委內瑞拉

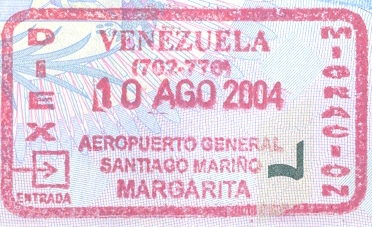
委內瑞拉瑪格麗塔島聖地亞哥·馬里尼奧加勒比國際機場（英语：Santiago Mariño Caribbean International Airport）入境印章
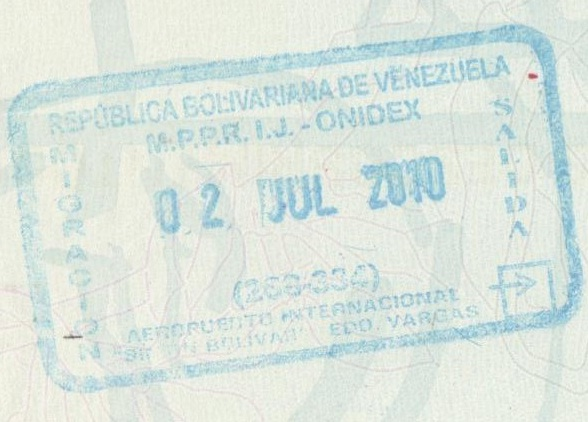
委內瑞拉加拉加斯邁克蒂亞西蒙·玻利瓦爾國際機場出境印章

## 出境不蓋章國家/地區

### 無出境管制
- 美國
- 加拿大
- 墨西哥（航空）
- 巴哈馬
- 愛爾蘭
- 英國（邊防部隊官員不對通過航空、鐵路或海路前往公共旅行區以外目的地的旅客進行系統性檢查（雖然不時進行抽查-在這種情況下，護照不蓋章）；相反地，航空公司/鐵路/渡輪公司在辦理登機或離境手續時，獲取乘客的旅行證件信息，並以電子方式將信息傳送給英國邊防部隊）[13]

### 有出境管制但不蓋章
- 阿爾巴尼亞 (應特別要求或會蓋出入境章)
- 澳洲（因應要求且未使用SmartGate時蓋章）[25]
- 中華人民共和國 (使用人工通道出境才蓋章)
- 哥斯達黎加 (僅限哥斯達黎加機場； 與巴拿馬陸路邊境檢查站會蓋不同的入、出境印章)
- 薩爾瓦多
- 斐濟
- 香港特別行政區（使用入境標籤取代出入境蓋章）[26]
- 伊朗[27]
- 以色列(本-古里安國際機場不會蓋章，會使用入境貼紙取代出入境蓋章)
- 日本（自2019年7月起經由自助通關通道離境者不會獲得蓋章，但該通道只在成田機場（除3号航站楼）、羽田機場（除2号航站楼）、中部機場（除2号航站楼）及関西機場設立）[28]
- 澳門特別行政區（使用入境標籤取代出入境蓋章）
- 紐西蘭
- 北馬其頓 (出入境蓋章僅會在歐盟、歐洲自由貿易聯盟成員國要求下蓋上)
- 巴拿馬（僅限巴拿馬機場；哥斯大黎加邊界檢查站會蓋不同的出入境印章）
- 卡塔爾
- 大韓民國（自2016年11月1日起）
- 新加坡（自2019年4月22日起）[29]
- 中華民國（台灣）（經由自助通關通道）
- 聖基茨和尼維斯
- 歐盟申根國家（當Entry/Exit System（英语：Entry/Exit System）啟用後，第三國公民在出入境時亦不會再加盖出入境章[30]）
- 泰國（經由自助通關通道）

但是，在其中一些國家/地區，仍會收集出境卡並蓋上出境印章。

## 外部連結
- PassportStamp A site for recording passport stamp visits
- Passport stamps from the whole world - 181 countries, 748 scans（页面存档备份，存于）
- Report from the Commission to the European Parliament and the Council on the operation of the provisions on stamping of the travel documents of third-country nationals in accordance with Articles 10 and 11 of Regulation (EC) No 562/2006 establishing a Community Code on the rules governing the movement of persons across borders (Schengen Borders Code)（页面存档备份，存于）. European Commission. 2009. Retrieved 2012-06-26.
- Regulation (EC) No 562/2006 of the European Parliament and of the Council of 15 March 2006 establishing a Community Code on the rules governing the movement of persons across borders (Schengen Borders Code)（页面存档备份，存于）